# Histoire de la Mayenne
L'histoire de la Mayenne est l'histoire du département français créé en 1790 sur des critères géographiques (le bassin supérieur et moyen de la rivière Mayenne), mais aussi historiques car la partie centrale correspond en partie au comté de Laval. Ce territoire, au cours de la période historique avant la Révolution, n'a jamais connu d'unité, ni politique, ni religieuse, ni judiciaire. Son histoire a souvent été associée à celles du Maine, de l'Anjou, de la Bretagne et de la Normandie. Il est constitué à partir d'une partie des anciennes provinces de l'Anjou et du Maine, et en moindre mesure de quelques villages de la Normandie. Mais l'histoire du territoire du département de la Mayenne est bien plus ancienne.
Plusieurs sites attestent un peuplement très ancien de l'actuel territoire mayennais, où des hommes ont vécu dès le Paléolithique. La Mayenne est parsemée de nombreux sites qui attestent un peuplement dès le Paléolithique qui s'est continué sans interruption au Néolithique puis à l'âge du fer. Le peuple celte des Diablintes s'installe dans la région, peut-être au cours de la période du second âge du fer (dit période de La Tène), développant artisanat et commerce. On trouve aussi au sud du département les Namnètes et les Andécaves. La romanisation consécutive à la guerre des Gaules est lente et permet notamment le développement de Noviodunum (Jublains), de voies de communication autour de Noviodunum, de fermes et villae dans les campagnes.
Après une période gallo-romaine florissante, le haut Moyen Âge voit la poursuite de la christianisation. Au XIIe siècle, la Mayenne est dans l'ensemble territorial Plantagenêt. Durant la guerre de Cent Ans, le territoire est ravagé plusieurs fois : elle dépeuple et ruine les campagnes. En 1429, le comté de Laval est créé et réuni à la couronne indépendamment du comté du Maine. Au début du XVIe siècle sont réalisés de grands travaux comme la canalisation de la Mayenne jusqu'à Laval. Ce siècle est quant à lui marqué par une renaissance architecturale et des connaissances mais aussi par les progrès de la Réforme, et les combats fratricides des guerres de Religion. Le territoire de l'actuel département de la Mayenne fait alors partie de la généralité de Tours, créée en 1542.
Après les disettes de la fin du XVIIIe siècle, la Révolution est l'occasion de grands espoirs, avec la création d'un nouveau cadre administratif, le département. Le XIXe siècle est marqué par une succession de régimes politiques et, à partir du Second Empire, par une période de prospérité économique reposant sur la production agricole - l'évolution des moyens de transport comme le chemin de fer et l'arrivée de nouvelles industries.
La Première Guerre mondiale puis la Seconde Guerre mondiale meurtrissent durement le département qui, occupé, est aussi le siège d'une résistance vive. Plusieurs villes subissent d'importants dommages : Ambrières-les-Vallées, Aron, Fougerolles-du-Plessis, Laval, Lignières-Orgères, Mayenne. Après la période de reconstruction, la Mayenne, situé non loin de Paris bénéficie des grands changements des Trente Glorieuses. Grâce au développement d'un maillage de voies de communication modernes et aux bénéfices de la décentralisation, la Mayenne connaît l'installation de nombreuses entreprises avant de subir les effets de la crise économique du début du XXIe siècle.

## Les temps préhistoriques
Les sites préhistoriques sont nombreux en Mayenne, et de nombreuses communes abritent un site, un monument, une aire de débitage, un camp, une cachette ou une tombe, ou encore un vestige. Quelques zones sont particulièrement riches en vestiges compte tenu de leurs facteurs géologiques ou géographiques liés au Massif armoricain: dans le synclinorium de Laval, la présence de couches calcaires a permis la conservation d'ossements et d'outils sur os. Le nord du département, par ses affleurements granitiques est lié à la construction des mégalithes. Les vallées encaissées de la Mayenne, de l'Ernée, et de la Jouanne correspondent à l'établissement d'oppida et d'éperons barrés.

### Paléolithique

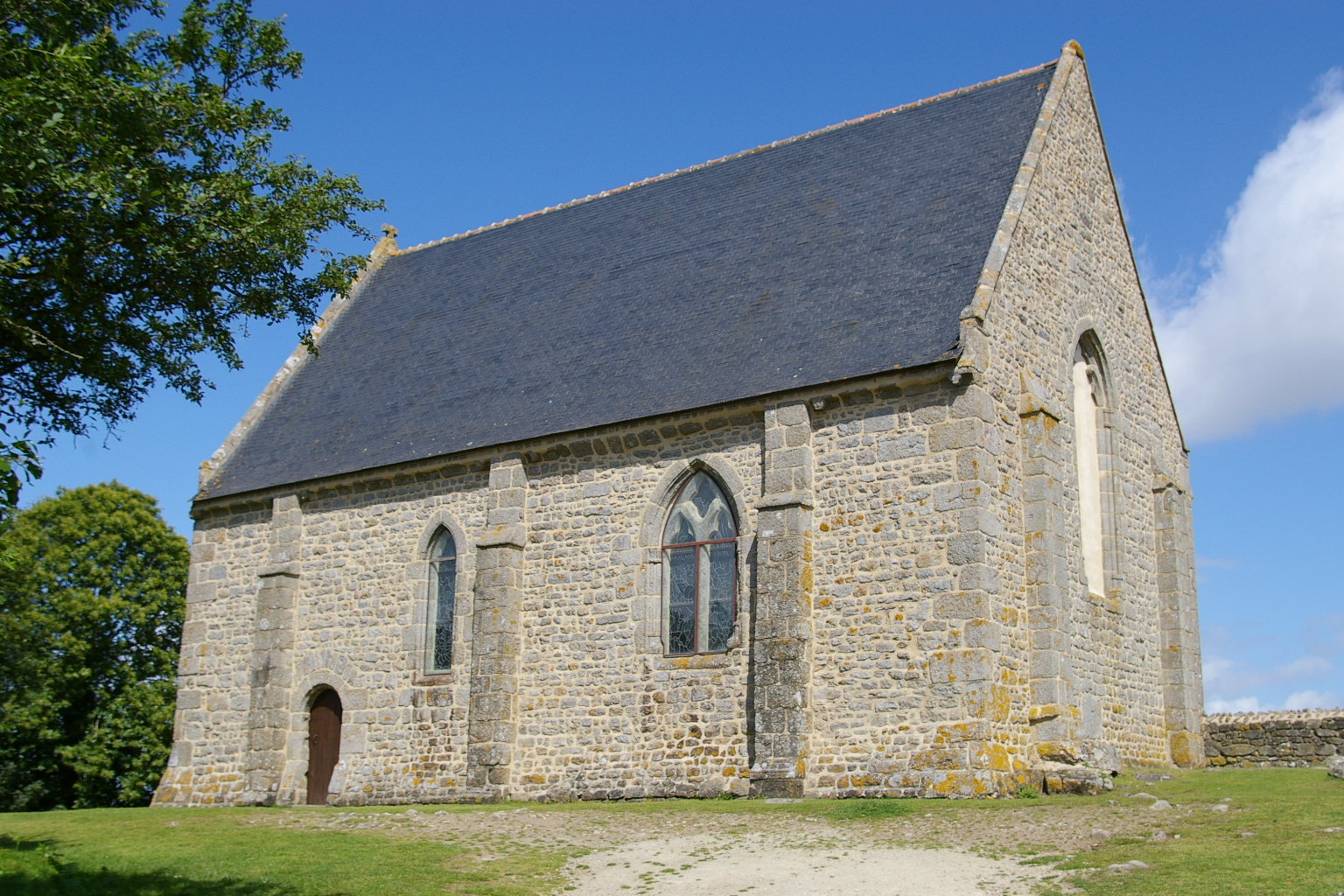
La chapelle du Montaigu

L'industrie lithique la plus ancienne que l'on connaisse en Mayenne se situe aux confins des communes d'Hambers et de Mézangers, dans les landes de Chellé ou d'Eugénieville, à l'ouest du Montaigu. Il s'agit d'une industrie moustérienne de tradition acheuléenne comprenant des bifaces, des pointes, des racloirs, des denticulés.
Tous ses objets ont été débités, taillés et utilisés sous des climats rigoureux par des chasseurs-prédateurs vivant au Paléolithique moyen. Aucun ossement humain n'a été retrouvé en relation avec cet outillage.
Il est vraisemblable que pour le Paléolithique supérieur qu'à partir de l'Aurignacien, les hommes occupant la contrée sont de type Homo Sapiens.

#### Des conditions de vie rigoureuses

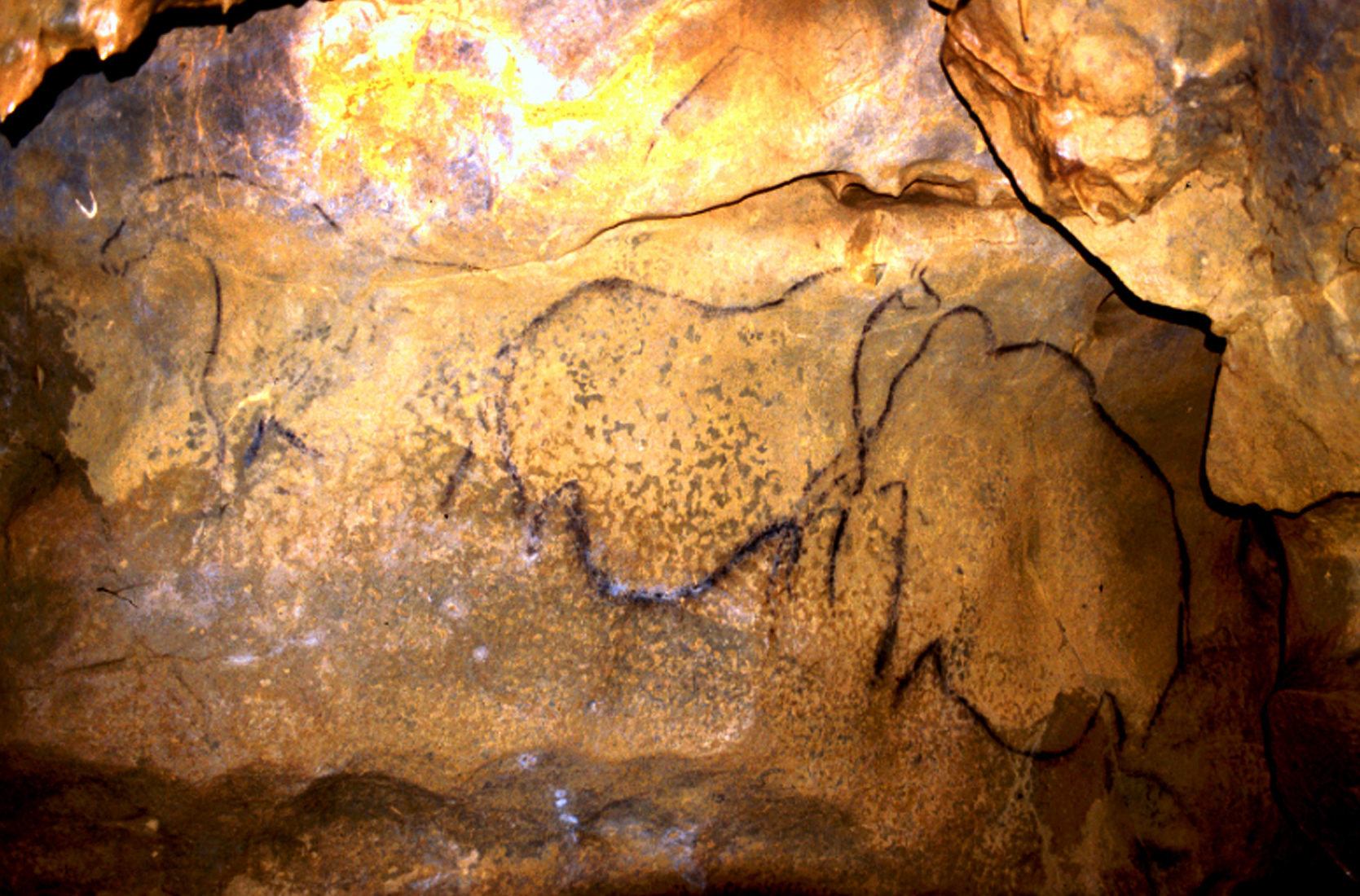
Panneau principal de la grotte Mayenne-Sciences

Cette période correspond à une phase climatique froide dans le Nord-Ouest de la France, avec un climat périglaciaire, comparable à celui de la Laponie actuelle. On va retrouver ainsi dans la grotte du Rey, conservés dans des brèches calcaires : des ossements de rennes, ours des cavernes, bisons, rhinocéros laineux et mammouths. On retrouve ces animaux dont les silhouettes sont dessinées dans la Grotte Mayenne-Sciences.
L'Europe d'alors est soumise à des glaciations répétées qui forcent les populations à quitter les plateaux pour trouver refuge dans les versants. La région compte quelques grottes, qui forment des abris naturels permettant aux populations de se réfugier contre le froid. Les cavités de Thorigné-en-Charnie (grottes de Saulges) se signalent par de nombreux bifaces, pointes, lames, racloirs et grattoirs représentatifs de trois industries successives : Aurignacien, Solutréen et Magdalénien.

#### Outillage

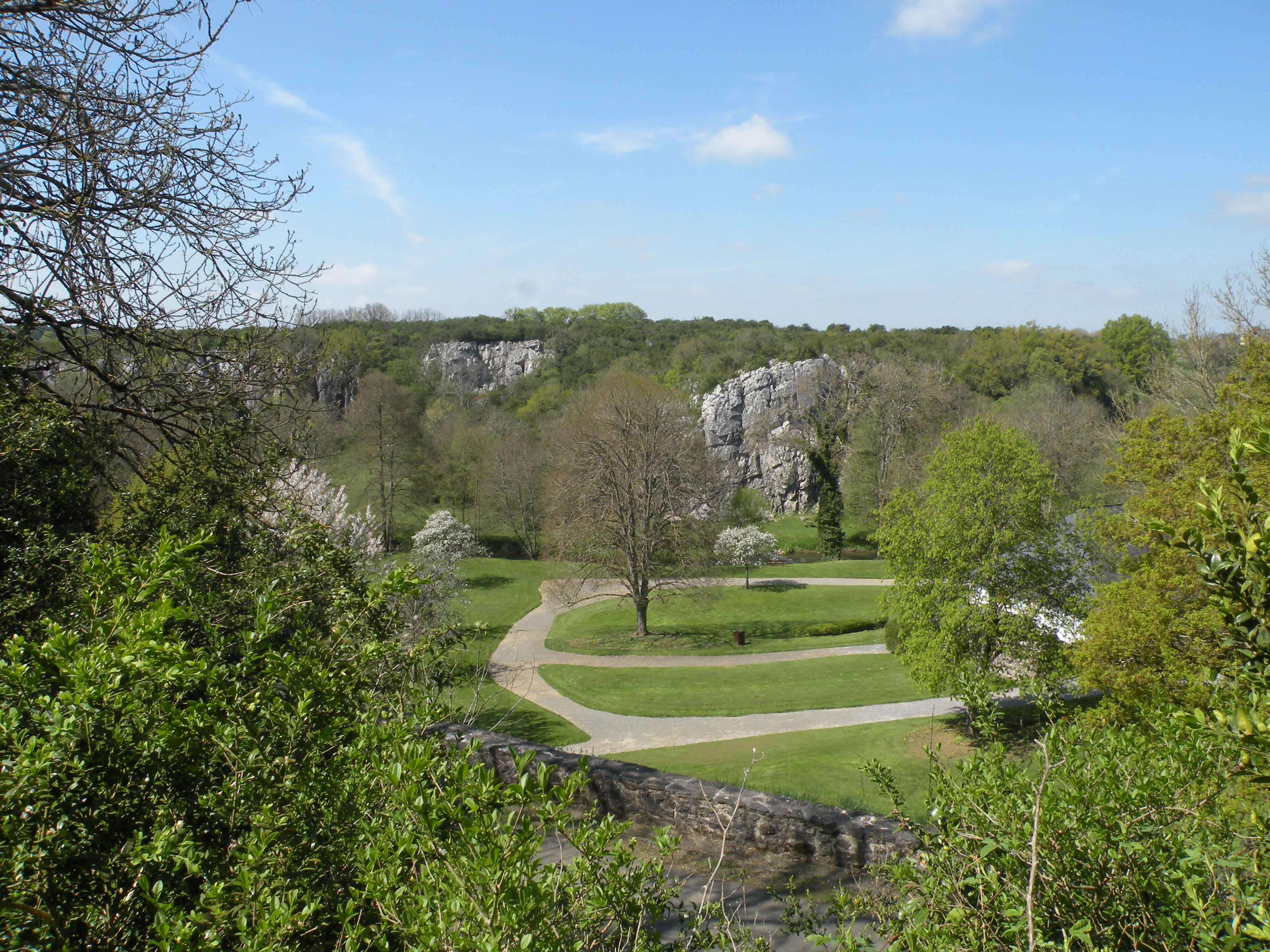
Site des grottes et canyon de Saulges

Pour la chasse, la pêche, et pour leur défense, les hommes utilisaient des outils en pierre et en os. Un site paléolithique remarquable : les Grottes de Saulges est l'un des plus riches et des plus complets de France pour cette période.

#### Manifestations artistiques
Les hommes du paléolithique supérieur ont exercé leurs talents de différentes façons : gravures sur l'os ; gravures sur la pierre, et enfin sur les parois des grottes comme dans la Grotte Mayenne-Sciences, découverte en 1967.
La grotte comporte 59 représentations, dont 16 figures (9 chevaux, 2 mammouths, 1 bison, 4 indéterminés), 19 signes, 12 tracés indéterminés et surtout 12 tracés digitaux rouges. Depuis juillet 2005, des figurations paléolithiques ont également été découvertes dans la cave à Margot, une autre des grottes de Saulges.

### Mésolithique
On ne connait pratiquement rien en Mayenne sur cette période préhistorique.

### Néolithique
Après le retrait de la calotte glaciaire, les populations s'installent à nouveau sur les plateaux où elles finissent par se sédentariser pour y pratiquer l'agriculture. Le Néolithique marque une véritable révolution. Il existe en Mayenne assez peu de gisements, de fouilles ou d'analyses permettant de savoir quand et comment s'est effectuée cette grande mutation.
À une époque sans doute plus tardive, vers le Ve millénaire av. J.-C., le mouvement culturel du mégalithisme s'est diffusé relativement rapidement quasiment sur l'ensemble de la façade atlantique européenne probablement depuis l'Armorique et plus précisément depuis la péninsule Bretonne. En plus de l'élevage, les populations développent la culture des céréales, la vannerie, le tissage et la poterie.

#### Néolithique ancien

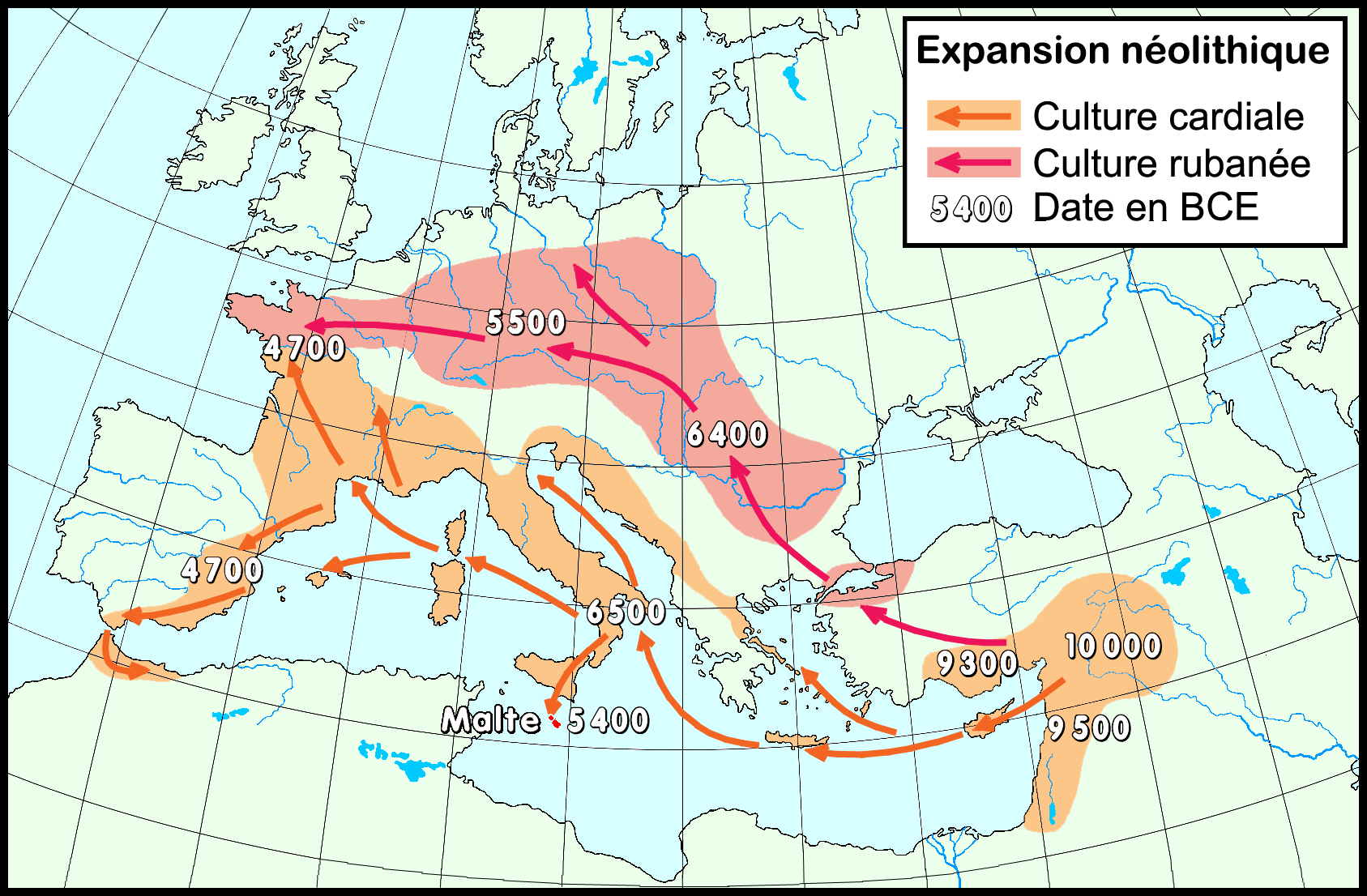
Expansion néolithique de la culture de la céramique cardiale et de la culture rubanée en Europe d'après l'archéologie.

Époque de la sédentarisation, le Néolithique ancien (VIe et début du Ve millénaire av. J.-C.) reste très mal connu. En 2008, La fouille du site du Clos-Henry à Château-Gontier a permis la découverte d’une fosse du néolithique ancien VSG (Groupe de Villeneuve-Saint-Germain). On retrouve aussi plusieurs traces du néolithique ancien par exemple dans le site du Petit Montron à Laval, ou à Ruillé-Froid-Fonds.

#### Néolithique moyen
Pendant longtemps, le plus ancien Néolithique connu des spécialistes dans la Mayenne était à rattacher au Chasséen, avec le dolmen des Erves à Sainte-Suzanne. On a trouvé au XXIe siècle d'autres monuments et leurs mobiliers associés datés du Néolithique moyen : par exemple le dolmen du Bignon à Niort-la-Fontaine. On trouve aussi des gisements de surface : le Petit Domaine à Couesmes-Vaucé et de la Bourdais à Saint-Mars-sur-Colmont. On retrouve aussi une acquisition locale de la dolérite et un façonnage de haches dans les ans les environs immédiats du lieu-dit Beulin, à Saint-Germain-le-Guillaume.

#### Néolithique final
La plupart des documents à disposition concernent le néolithique final, et se situent autour de 2 000 avant J.-C. La période a été étudiée, et représentée par les monuments de la fin du Néolithique, fouillés par Roger Bouillon.

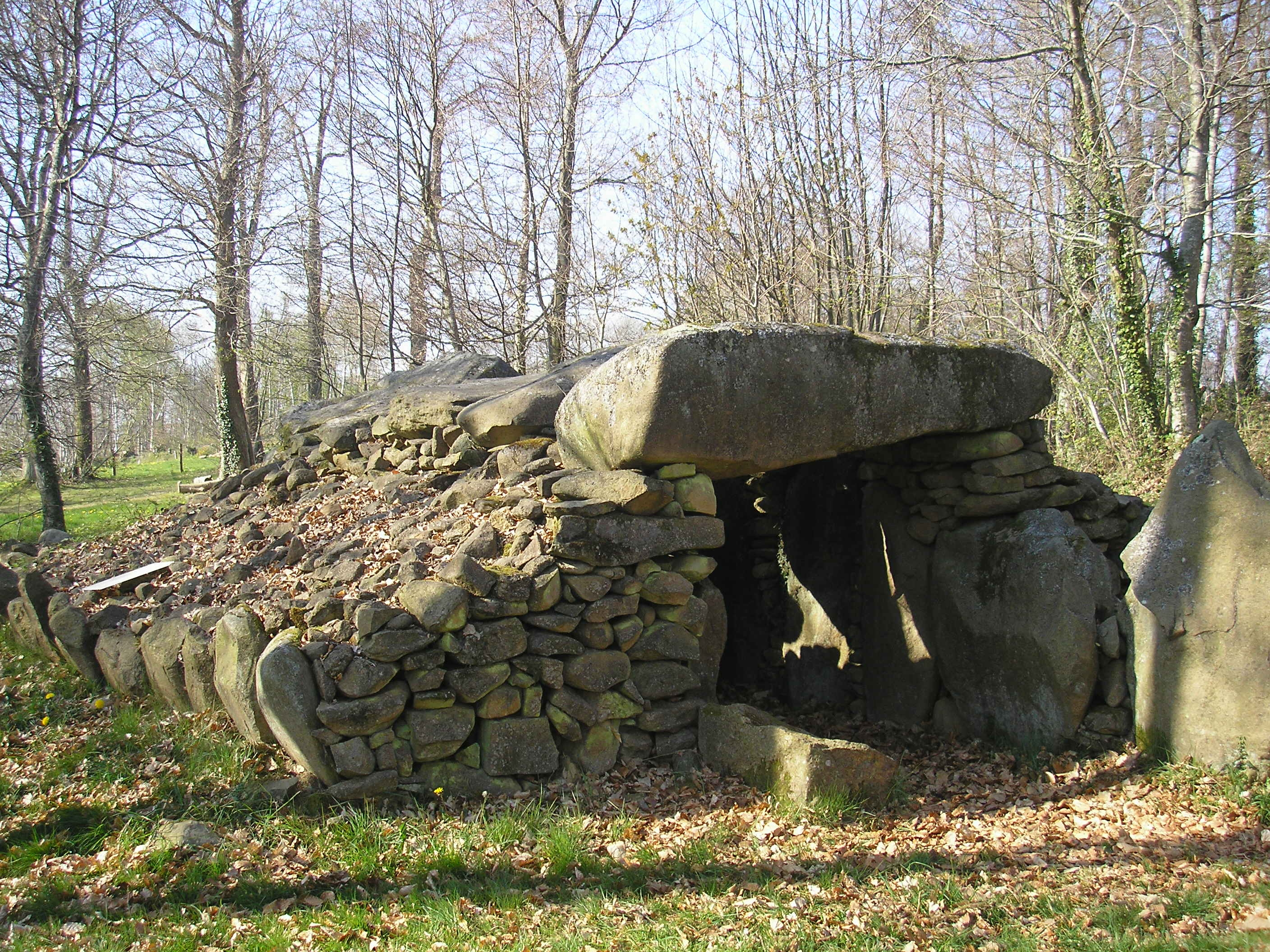
La Hutte aux gabelous

L'Armorique était peuplée dès le Néolithique et entretenait déjà des liens maritimes importants avec les autres péninsules de l'arc atlantique européen. C'est à cette époque que furent construits la plupart des sites mégalithiques, que l'on trouve sur le littoral, tels que les alignements de Carnac (Morbihan) Tumulus de Barnenez (Finistère), mégalithes du Bernard (Vendée), ou à l'intérieur des terres tels que La Hutte aux gabelous en Mayenne.
Plus tardivement, l'Armorique, alors au cœur des échanges entre les peuples du littoral Atlantique européen, a constitué l'un des centres de la culture campaniforme puis de la culture l'âge du bronze atlantique. C'est à cette époque que l'Armorique, habité jusqu'alors essentiellement par les descendants des éleveurs qui avaient propagé l'agriculture depuis le Moyen-Orient, fut progressivement peuplée par des Celtes venus d'Europe Centrale.

#### Monuments mégalithiques
On désigne sous ce vocale tout ce que les hommes du Néolithique ont construit ou façonnés avec des grosses pierres
. 68 monuments mégalithiques sont recensés dans le département. Ils ne sont pas uniformément répartis sur le territoire mais se concentrent sur quelques zones : la vallée de Vaudelle, aux environs de Niort-Chantrigné-Aron, dans la forêt de Mayenne, dans la vallée de la Colmont. Les multiples tombes mégalithiques de la Mayenne sont les principaux vestiges de la période. Les plus anciennes prennent la forme d'un tumulus rond, dissimulant un dolmen à couloir comprenant un couloir d'accès et une chambre funéraire, tandis que les plus récentes sont des allées couvertes.

##### Menhirs

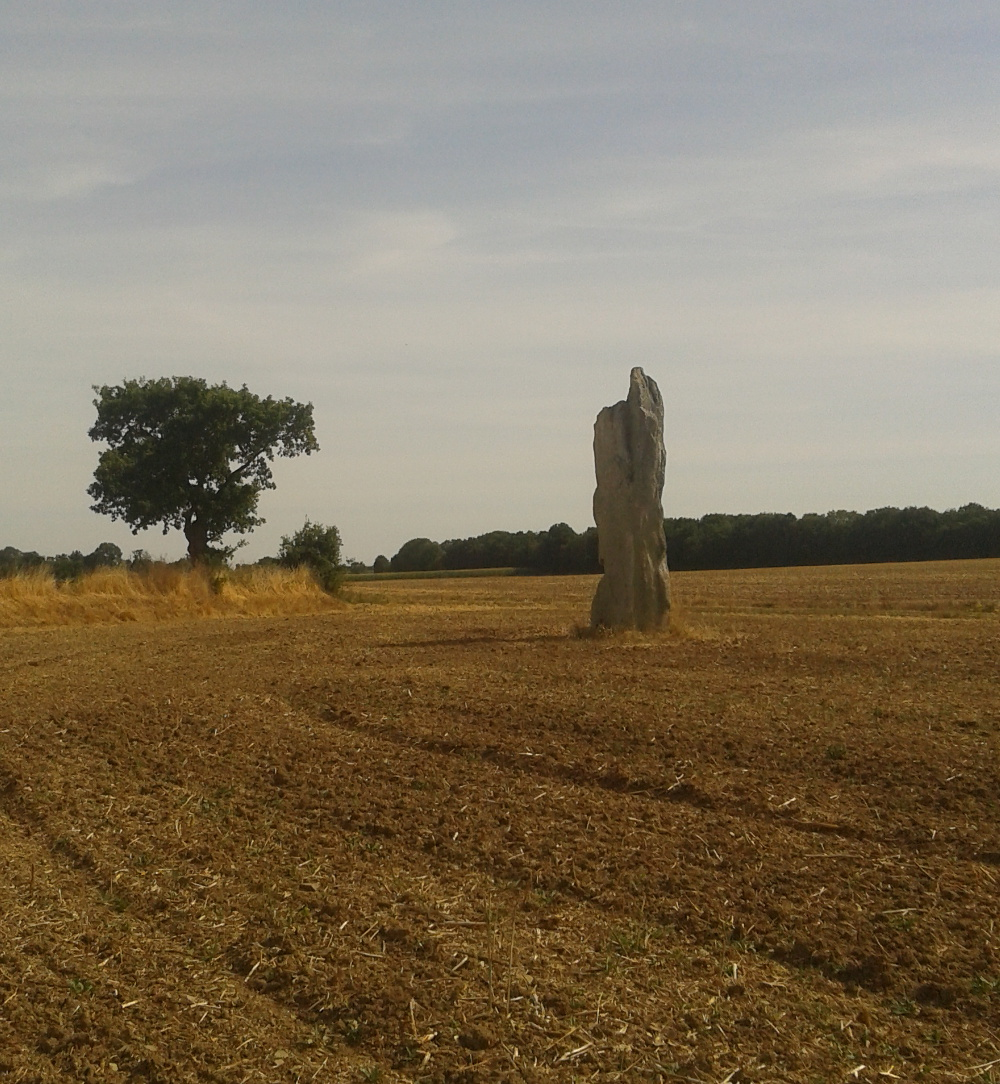
Menhir de la Hune

Sans atteindre les dimensions de leus semblables bretons, certains menhirs de la Mayenne sont de taille respectable : le Menhir de la Hune s'élève à plus de 5,50 m au-dessus du sol. D'autres en imposent par leur masse : Menhir de la Roche, Pierre au Diable, Menhir du Faix-du-Diable.

##### Dolmens
Les dolmens sont édifiés au cours du Ve millénaire et au début du IVe. Ces derniers sont assez nombreux en Mayenne, isolés ou groupés, à l'origine enfouis sous des tumuli de pierre appelés cairns.

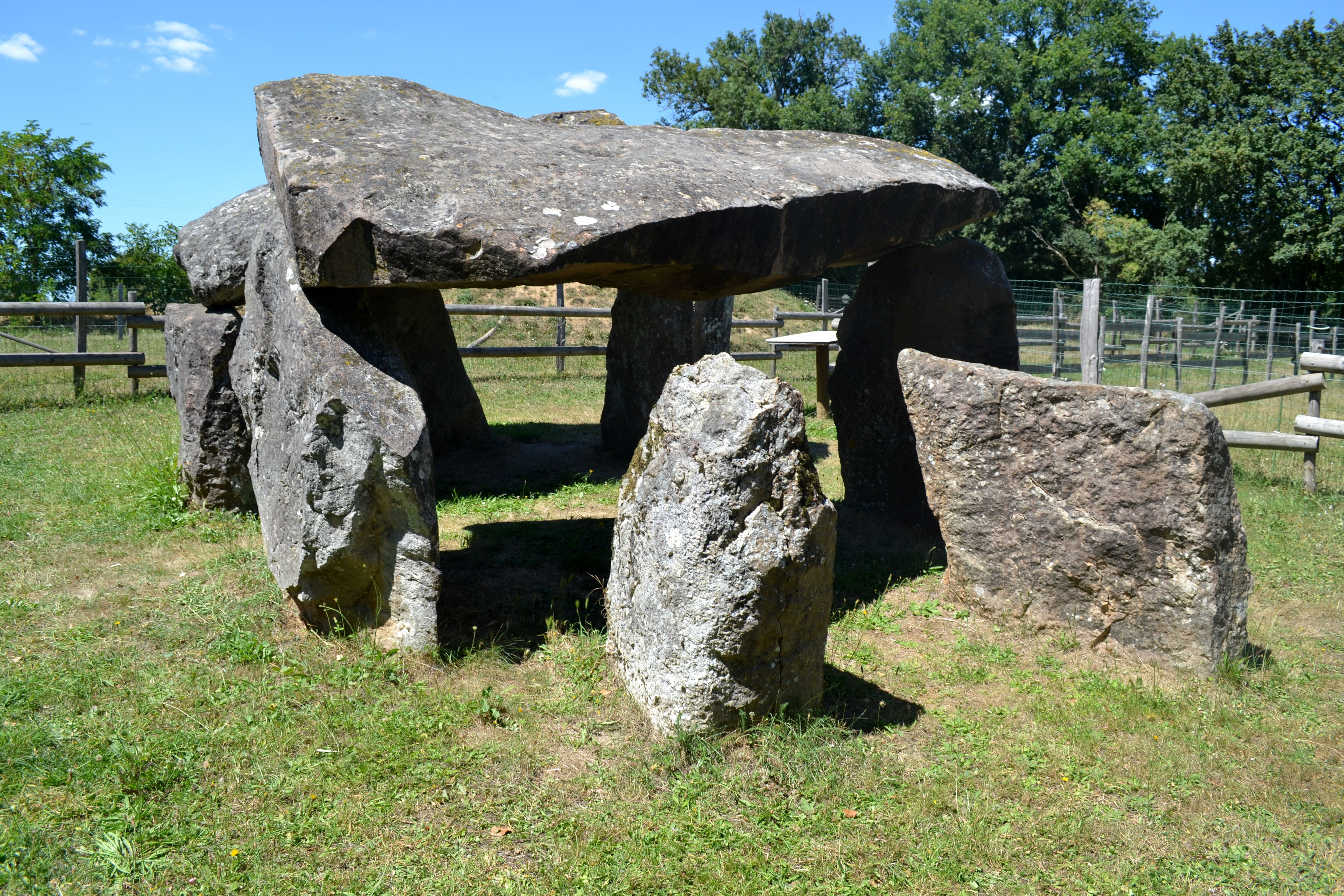
Dolmen des Erves

Plusieurs d'entre-eux, bien que très ruinés, s'apparentent, par les dimensions des piliers et des dalles qui subsistent, aux « dolmen angevin à portique » comme le Dolmen des Erves.

##### Allées couvertes et sépultures à entrée latérale

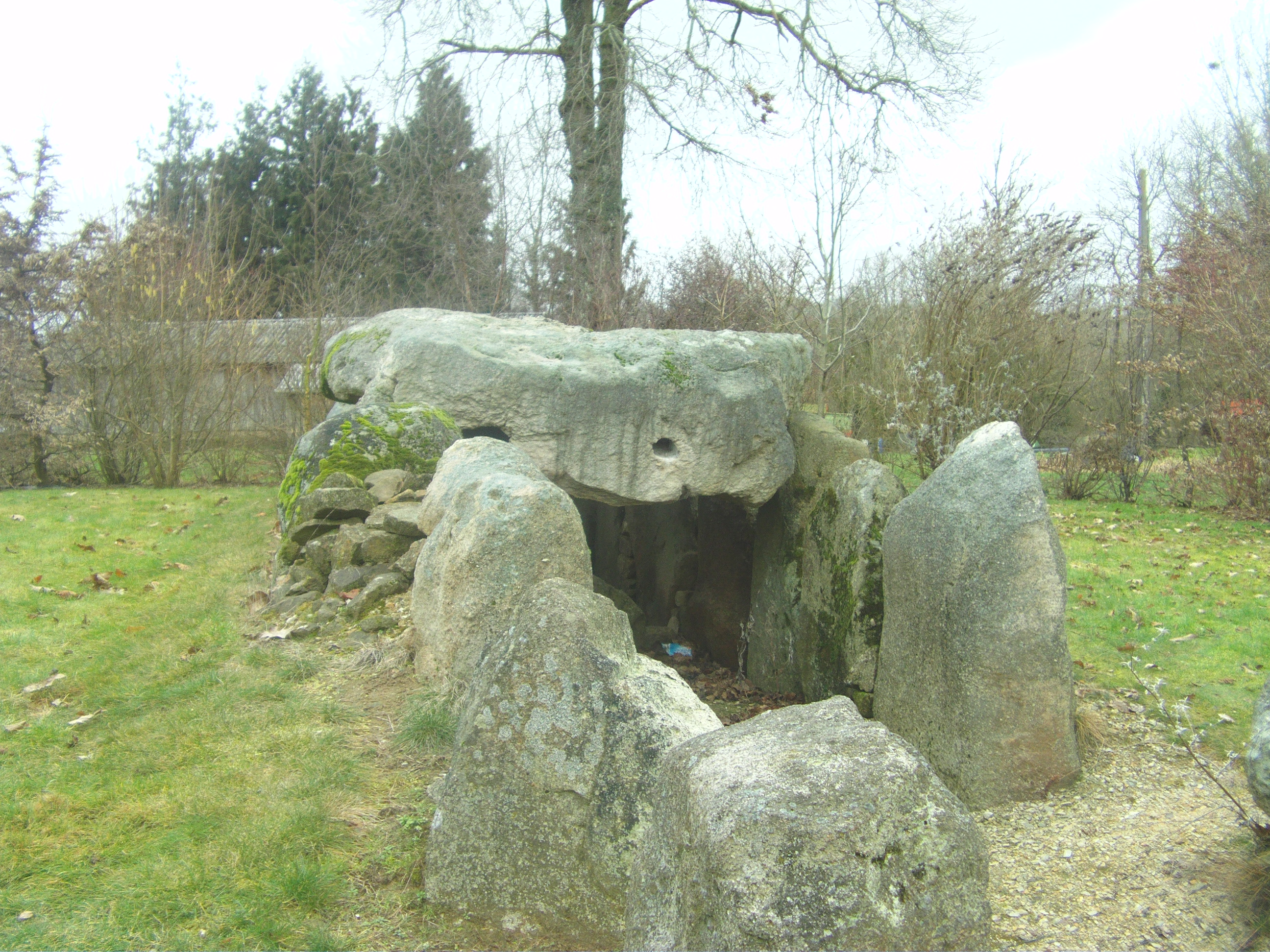
Allée couverte de La Hamelinière

On connait mieux ces momuments funéraires à chambre rectangulaire allongée, par leur nombre et leur conservation, et aussi du fait que quelques-uns ont été rarement convenablement fouillés. Il faut distinguer deux types suivant la position de l'entrée :
- les allées couvertes à entrée à bout, comme le sont indiscutablement la Contrie, et la Crête et comme le sont peut-être les Bonnes Dames, la Hamelinière.
- les sépultures à entrée latérale, comme l'est avec certitude l'Allée couverte du Petit Vieux Sou, et peut-être la la Tardivière, la Pierre au Renard.

#### Les polissoirs

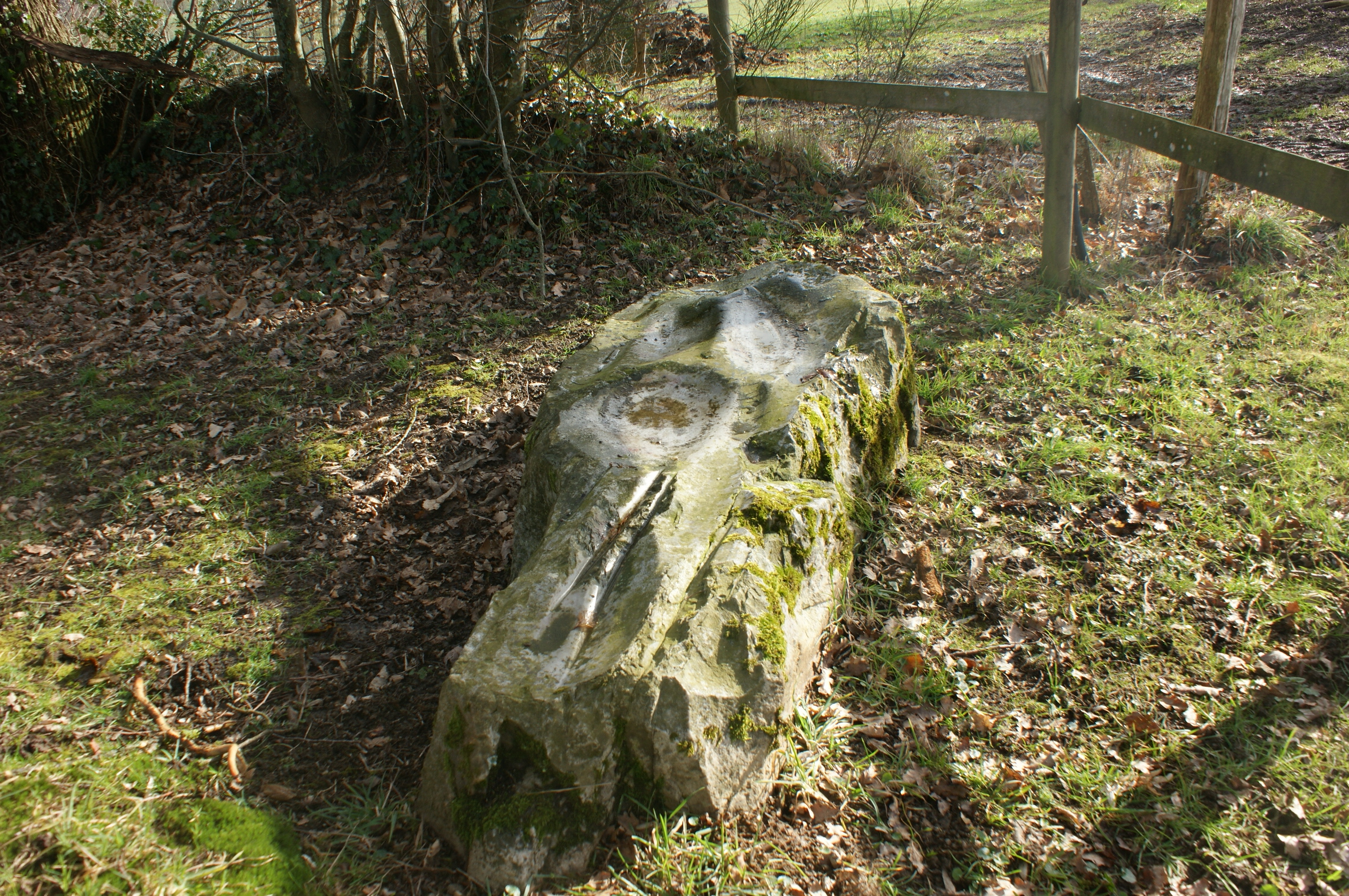
Pierre Saint-Guillaume

On retrouve aussi des polissoirs, utilisés pour polir les hâches de silex et de dolérite, comme la Pierre Saint-Guillaume ou encore le Polissoir de la Poissonnière découvert à la fin du XXe siècle.

#### Matériel lithique et céramique
Des milliers d'objets se rapportant au Néolithique ont été récoltés en Mayenne. Il faut distinguer différentes sortes de documents mobiliers :
- les objets dispersés, comme les nombreuses haches polies découvertes çà et là. Il y a une grande variété de haches, quelques-unes ont été fabriquées à partir de la dolérite provenant de Quelfennec situé à Plussulien, d'autres ont une forme particulière qui revient souvent dans la région d'Ernée et de Laval : les haches-marteaux cordiformes étudiées par Jean L'Helgouach[22]
- les vestiges provenant des sites de surfaces circonscrites à quelques ares ou hectares[20] comme les stations du Petit-Fay, des Gonachères, des Bretonnières près d'Ernée[23], ou des Rochères de Meslay-du-Maine. Des outils de tradition magdalénienne (17000-10000 av. J.-C.) ou épipaléolithique (vers 12000 av. J.-C.) ont été découverts : grattoirs sur bout de lame, grattoirs éventails, lamelles et points à dos, et des outils du néolithique (4500-1800 av. J.-C.) (pointes de flèches, poignards). L’essentiel de cette collection se trouve au musée des Sciences de Laval[24].
- Les objets bien localisés, tels que ceux recueillis dans les tombes, comme l'Allée couverte de la Tardivière, l'Allée couverte de la Hamelinière, dolmen de la Perche (Montenay), et l'Allée couverte du Petit Vieux Sou, qui a livré sans conteste le plus bel ensemble néolithique du département de la Mayenne[25].

## Protohistoire

### L'âge du bronze
Vers le milieu du IIe millénaire, les Protoceltes, venus des régions d'Europe centrale, introduisent en Gaule la métallurgie du bronze. La connaissance des métaux débute à la fin de l'époque néolithique ; elle se répand progressivement dans l'ouest de la France au cours du IIIe millénaire av. J.-C. L'introduction du métal remonte probablement à 1 700 ou 1 800 avant J.-C, peut-être à une date plus ancienne encore, aux alentours de 2 000 avant J.-C. si on admet que les civilisations campaniformes ont pu utiliser le cuivre et l'or.
Ces dates sont obtenues par extrapolations sur les données trouvées en Bretagne ou en Normandie, car on n'a pas de trace tangible des premières manifestations de la métallurgie, ni même des échanges associés qui auraient pu intervenir.
On dispose pour la Mayenne, pour l'ensemble de la période du bronze de peu d'éléments. :
- aucune tombe ayant été fouillée ou existant encore ;
- des tumulus existants mais pratiquement détruits comme le Tumulus de Bouttefougère[28] en Argentré, et peut-être celui du Montaigu[29] ;
- très peu de céramique attesté du Bronze, et de matériel lithique ;
- très peu d'objets de parure, et de rarissimes traces de travail métallurgique[27].

La plupart des objets trouvés en Mayenne se rapportent à l'époque du Bronze final. La plus grande partie provient des cachettes. Une bonne dizaine est découverte entre 1850 et 1930, chacune renfermant de 10 à 250 objets. L'âge du bronze est représenté par de très nombreux dépôts d'objets de bronze : haches à La Boucherie près de Saint-Cyr-en-Pail, au village de Bromer en Saint-Mars-sur-la-Futaie.

### L'âge du fer
La métallurgie du fer apparaît au début du VIIIe siècle av. J.-C. Elle permet de forger des objets de taille plus puissants et coupants. Pendant un certain temps les armes et objets d'apparat sont encore en bronze, du fait des difficultés de travailler le fer. L'Age de Bronze perdure longtemps, comme en témoignent les dépôts de hâches à douilles enterrées à une époque où le premier âge du fer s'achevait dans l'est de la Gaule. Cette situation est sans doute liée à la proximité de la puissance civilisation du Bronze armoricain. Il y a peu d'objets retrouvés permettant des renseignements sur la civilisation locale lors du premier âge du fer. L'apparition du fer en Mayenne reste une inconnue.

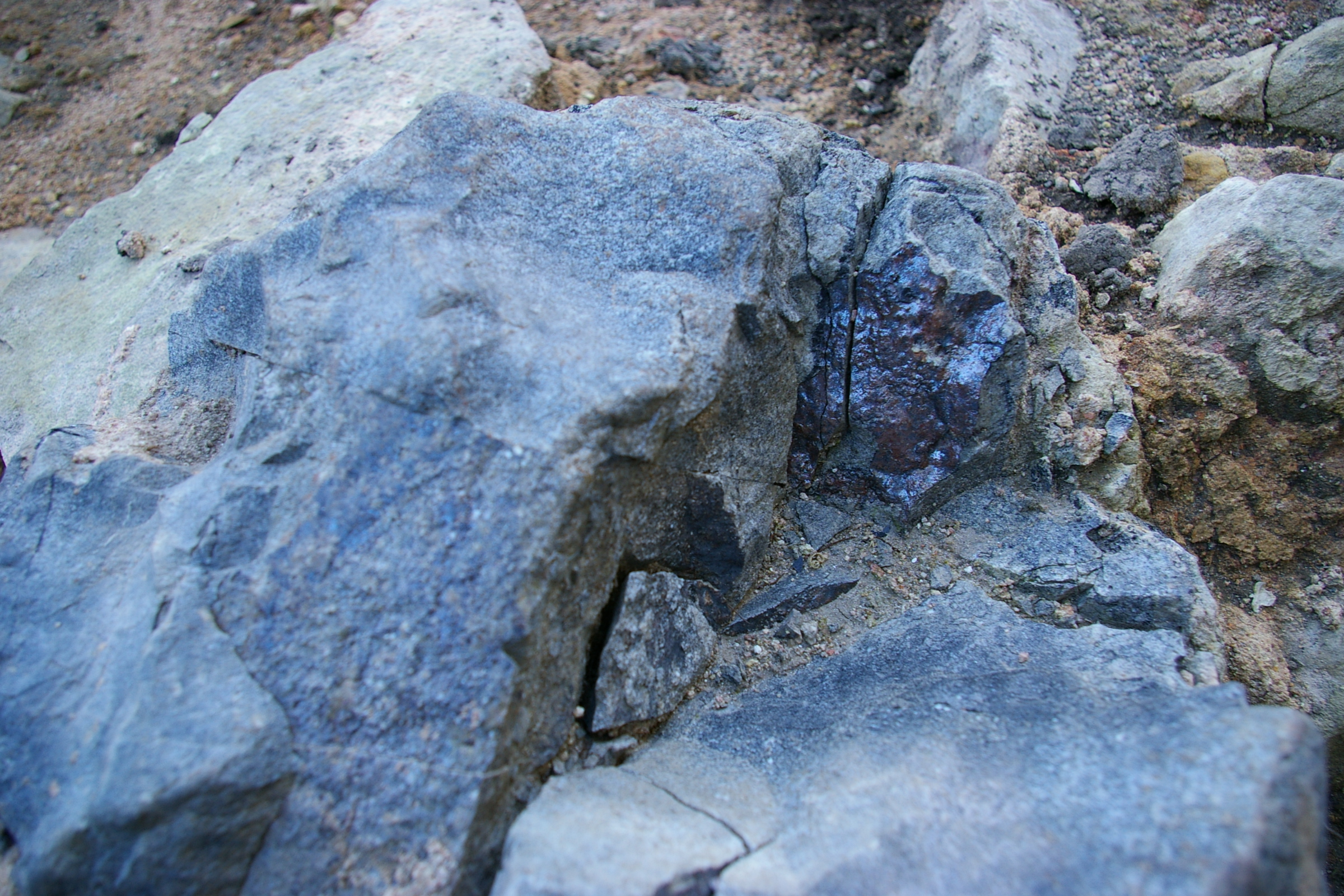
Pierre vitrifiée de Sainte-Suzanne (Mayenne), fouilles 2006.
Au pied des remparts de la cité fortifiée de Sainte-Suzanne dans la Mayenne, cette partie de mur a été découverte en 2006, côté sud, par l'équipe d'Anne Bocquet, archéologue départementale.

Le Mur vitrifié de Sainte-Suzanne provient peut-être d'une origine celtique : les datations les plus anciennes s'échelonneraient du VIIe au Ve siècle av. J.-C., c'est-à-dire au premier âge du fer, correspond à la civilisation de Hallstatt.

### Épanouissement de la civilisation gauloise
Le second âge du fer marque l'influence dans toute la Gaule des Celtes : c'est la civilisation de La Tène. Leur contact avec les populations autochtones aboutit vers le IIIe siècle à une situation d'équilibre qui constitue le cadre tribal jusqu'à l'arrivée de Jules César.

Au second âge du fer (période des Gaulois, ou Celtes historiques), on a pu localiser les Diablintes dans la moitié nord de la Mayenne, et dans le sud de l'Orne. Ils étaient entourés, à l'Ouest par les Abrincates, au nord par les Viducasses (avec pour limite la ligne Marais de Briouze-forêt de Halouze- Yvrandes (qui signifie littéralement « limite ») - Vire (fleuve) , à l'Est par les Cénomans, à l'Ouest par les Riedones, au Sud par les Andécaves. Leur chef-lieu est alors l'oppidum de Moulay.
Les Diablintes sont une des quatre branches des Aulerques. Le type de leurs monnaies attestent cette parenté. Les monnaies celtiques sont demeurées jusqu'à une date récente les seuls témoignages du second âge du fer en Mayenne. Les Diablintes font partie des peuples armoricains.

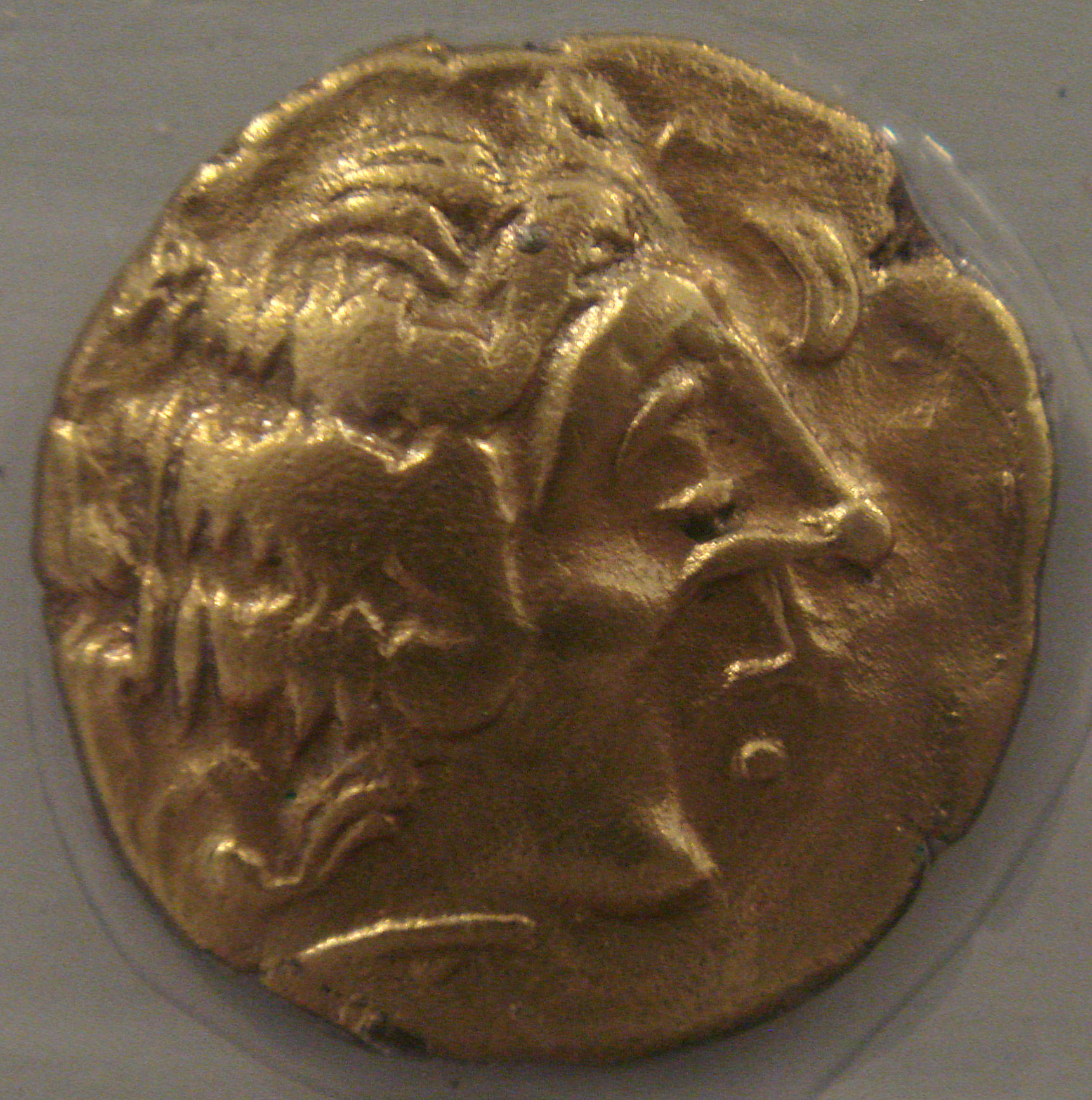
Monnaie Diablinte

Les géographes grecs Posidonios et Strabon décrivent les Armoricains comme issus du groupe des Gaulois belges ayant peut-être été contraints à émigrer en raison de l'invasion de Germains cisrhénans en Gaule Belgique (voir également enclos belges ou picards). L'ethnonyme des peuples Aulerques qui signifierait « au large » ou « au loin » en serait un témoignage.

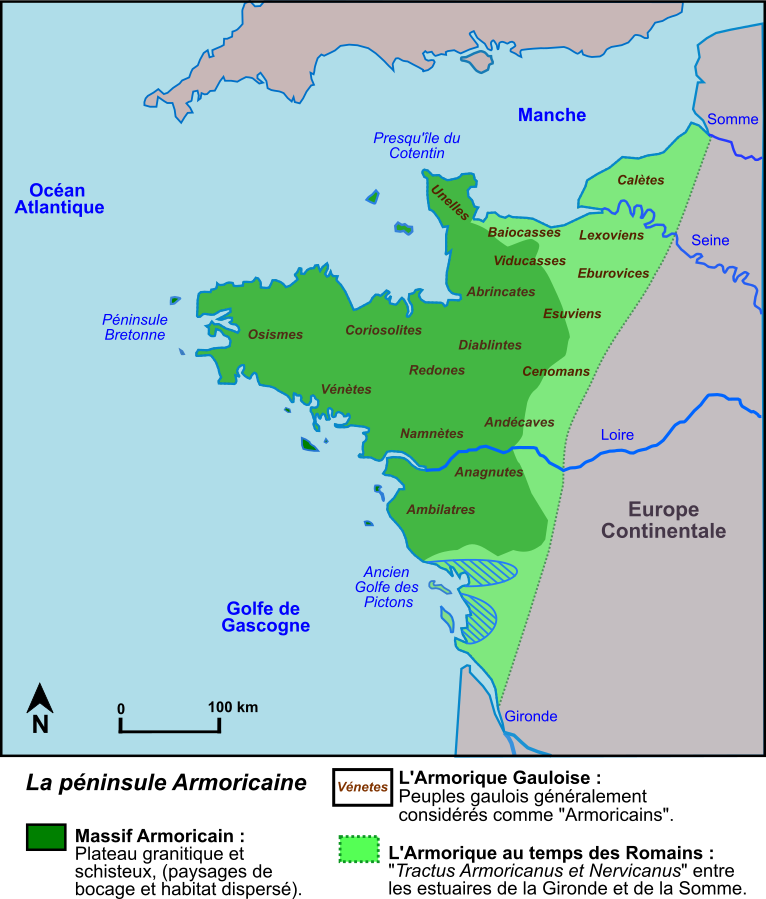

Les limites du territoire des Andécaves peuvent être vaguement retracées, sans qu’elles puissent être certifiées. Les toponymes « Ingrandes » et « Bazouges, » permettent d’en fixer les bornes présumées. Selon Provost, on peut ainsi suivre une ligne entre Ingrande et Candé. La question du Craonnais reste incertaine, certains font appartenir le territoire aux Namnètes, reculant les limites jusqu'à Segré et l’Oudon. Il est probable que ce territoire ait pu être totalement recouvert de forêts, formant une limite entre la cité andes et la cité namnète. Cependant, la question demeure, puisque les saints évangélisateurs de cette région furent des évêques angevins (saint Aubin, saint Mainboeuf). Au nord, la limite se trouvait vraisemblablement au-delà des limites départementales actuelles, comme l’indiqueraient les toponymes d'Ingrandes à Azé et Saint-Martin-du-Fouilloux en Maine-et-Loire, et ceux de Bazouges à Château-Gontier en Mayenne et Bazouges-sur-le-Loir en Sarthe. Les rivières de la Sarthe et du Loir semblent avoir joué le rôle de frontière.
Le territoire des Namnètes s'étendait au nord de la Loire de son embouchure jusqu’à l'actuelle ville d'Ingrandes (Maine-et-Loire), en amont d'Ancenis. Le nom de cette ville, Ingrandes, vient précisément d'un toponyme gaulois assez fréquent en France, indiquant la frontière entre deux peuples gaulois, ici les Andécaves et probablement les Vénètes, puisque les Namnètes ne seront clairement distingués qu'après la guerre des Gaules. Au nord-nord-est, les travaux de recherches restituent un territoire qui empiète sur la Mayenne et le Maine-et-Loire, allant jusqu'à englober le Craonnais.
À Loigné-sur-Mayenne, l' oppidum de la Cadurie, situé dans la zone frontière entre les Namnètes, les Diablintes et les Andécaves, appartient peut-être à ces derniers, sans preuve formelle. Sa proximité est riche en vestiges d'habitats et d'exploitations de cette époque. Selon d'autres auteurs, il pourrait plutôt être attribué aux Namnètes.

### Les camps fortifiés
Des traces visibles des habitats subsistent pourtant.
Il s'agit de camps défendus par de vastes remparts en terre. Des travaux d'urbanisme au XXe siècle ont, pour la première fois, permis l'étude d'une de ces forteresses : l'Oppidum de Moulay
Près de 200 meules ont été découvertes à 800 m de la première enceinte, datables de La Tène finale. Elle témoigne d'une activité industrielle utilisant le granit du nord de la Mayenne au même titre que le Site archéologique des Fossottes dans les Vosges pour la fabrication de meules.

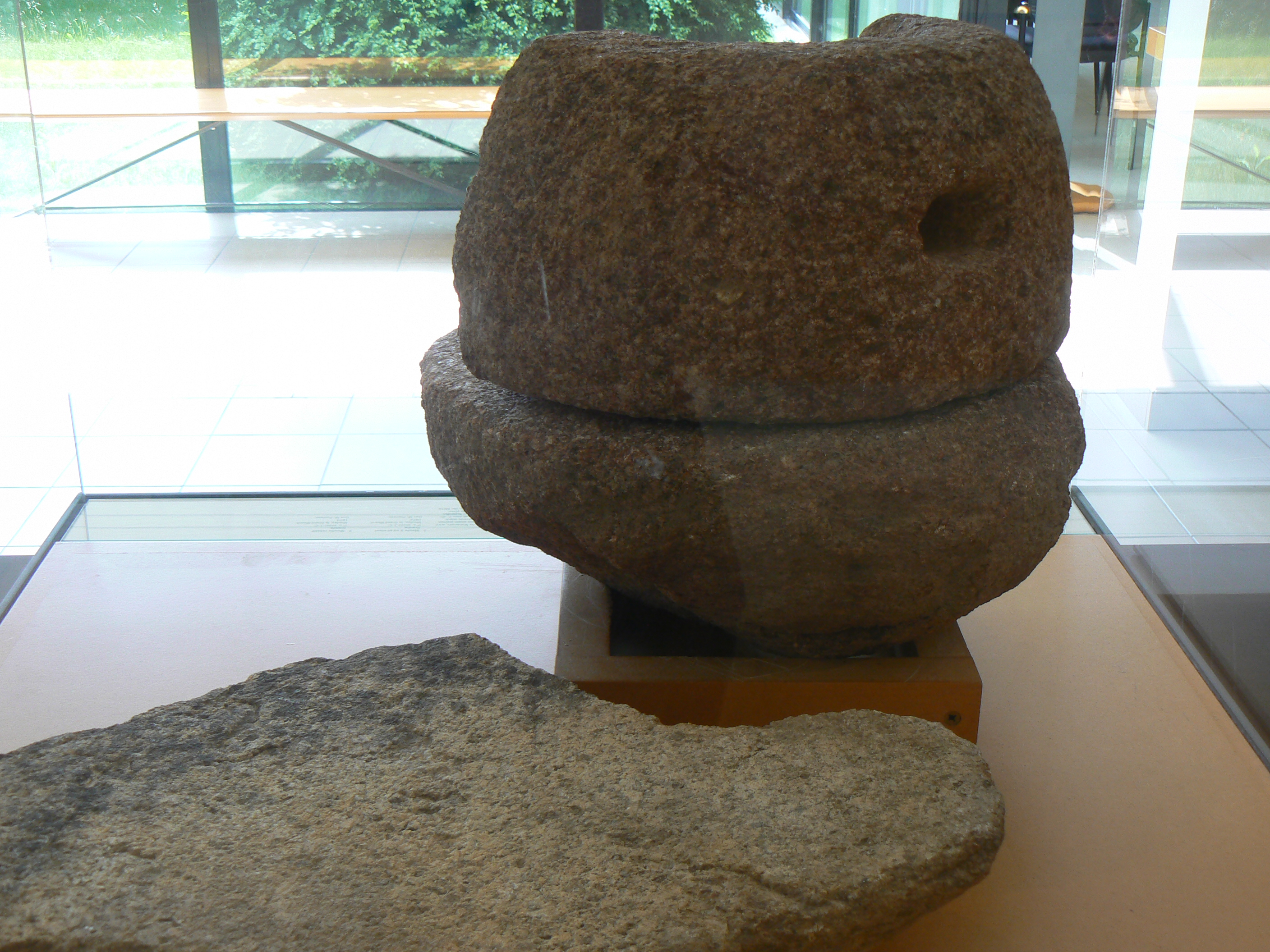
Meules découvertes à Moulay lors des fouilles des années 1970 menées par Jacques Naveau, Musée archéologique départemental de Jublains

On retrouve aussi un autre oppidum à Entrammes, l' Oppidum de la Carie.
Il faut attendre la fin de la Tène pour connaître l'existence de populations dans le bassin de Château-Gontier avec l' Oppidum de la Petite Frizelière ou de la Cadurie situé aux confins des communes de Château-Gontier, Bazougers et Loigné-sur-Mayenne.
Un autre camp fortifié bordant la Mayenne, à Sacé défend comme à Entrammes ou Loigné, des gués antiques.
La superficie des oppidums permettait de protéger en permanence certaines catégories de la société, en particulier les artisans du métal. L'oppidum pouvait aussi accueillir en cas de troubles une population dispersée dans les établissements agricoles et artisanaux des alentours

### Le monde rural
Une société purement rurale a laisse des marques de son activité. Difficilement perceptible, elles sont visibles par des prospections aériennes, des gisements de céramiques ou des meules caractéristiques. Elles permettent d'esquisser lentement les différents établissements qui parsemaient le territoire du département de la Mayenne. De rares fouilles ont livré des céramiques typique du second âge du fer.
L'habitat est avant tout composé de fermes isolées. Des agglomérations non fortifiées, où dominent les activités artisanales, se développent au début du IIe siècle av. J.-C. Cet habitat rural est de qualité et de richesse variables, des simples fermes aux résidences aristocratiques. On peut citer la présence d'une ferme indigène à Parné-sur-Roc, ou encore à Château-Gontier. À côte des fermes indigènes, certaines enceintes géométriques évoquent d'autres utilisation. La triple enceinte d'Azé, partiellement fouillée en 1975, devait avoir ainsi une destination cultuelle.
La fouille en 2008, au sud d’une voie gauloise puis antique, a fait découvrir au « Clos des Primevères » à Entrammes, de plus de quatre-vingt greniers sur planchers surélevés faisant apparaître un type d’organisation pour l’instant unique dans l’ouest de la Gaule. Les activités agricoles se caractérisent par le biais des cultures, céréalières notamment, et l’élevage de bétail. L'amidonnier et l'orge sont les cultures majoritaires avec les blés vêtus (engrain) et blé nu. On y trouve aussi avoine, de l'épeautre et du millet.

### Artisanat et commerce

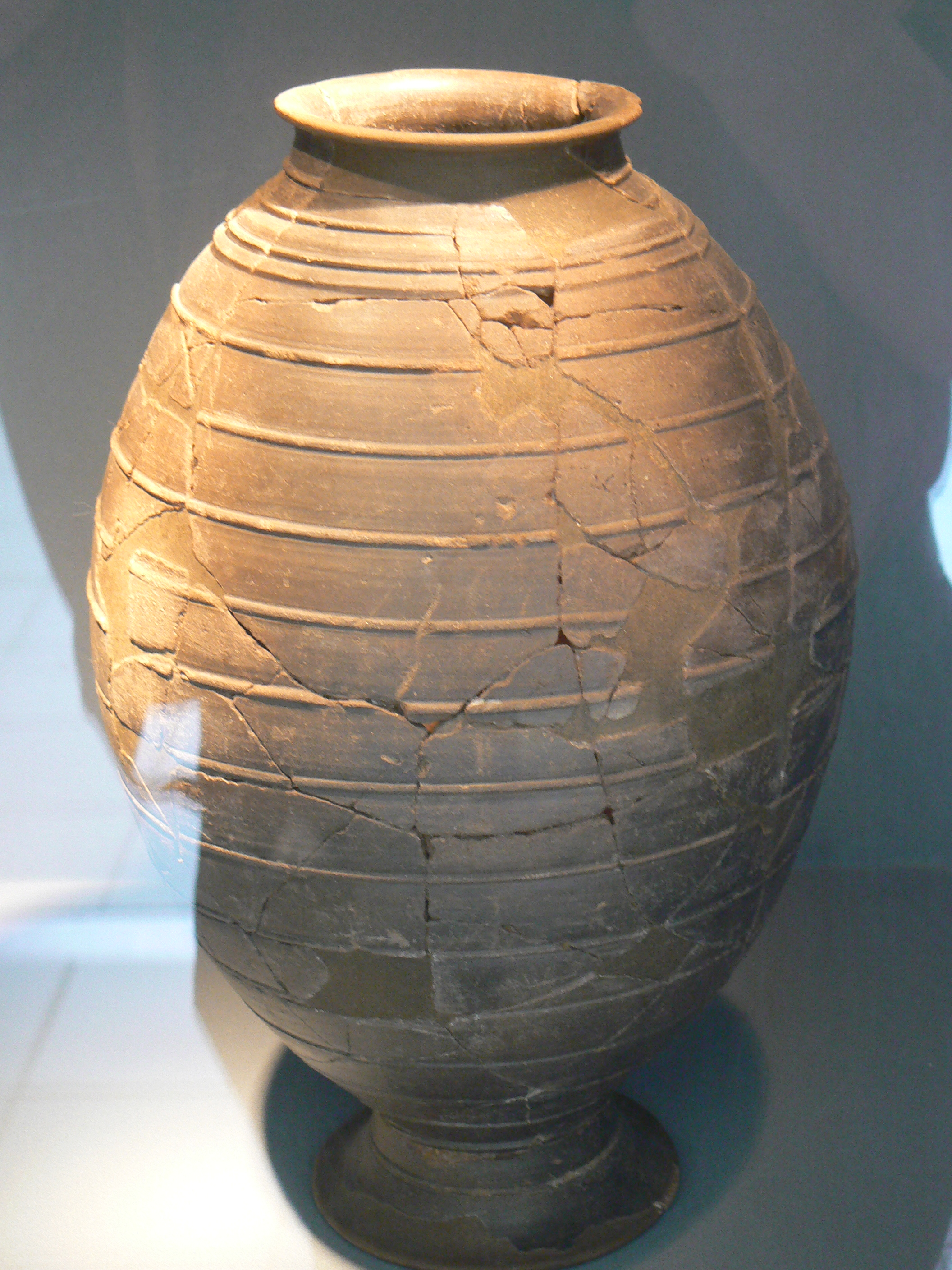
Céramique de la 2e moitié du à décor de cordons

La céramique représente l'essentiel du matériel conservé des populations locales à la veille de la Conquête de la Gaule, et dans les premières décennies de l'occupation romaine. Elles forment un ensemble homogène que l'on retrouve sur tous les sites gaulois du département, et à l'extérieur. Elles entrent dans un ensemble qui recouvre toute l'Armorique.
Si les meules en granit semblent avoir fait l'objet d'une diffusion régionale, certains objets retrouvés témoignent d'échanges lointains comme les perles annulaires provenant de Bohème.

#### Exploitation aurifère: lesmiaules
L'artisanat du métal n'a laissé que peu de témoins en raison des sols acides du département. On ignore à quelle époque fut exploité un filon de quartz aurifère qui s'etend de Saint-Fort à la forêt de la Guerche, qui est jalonnée par une série d'excavations designées localement sous le toponyme de miaules. Il s'agit d'une exploitation aurifère et protohistorique : la présence de cette ressource minière pourrait en partie expliquer la profusion d’enclos que les missions de photographie aérienne dévoilent tout au long du « chemin des miaules ».

### Conquête et romanisation
En 58 av. J.-C. les Helvètes qui sont sous la menace d'une invasion par les Germains, envisagent de migrer en Aquitaine. César, qui mesure le danger de ce déplacement de population envahit la Gaule.

#### Conquête de la côte atlantique
En 57 av. J.-C., alors que César termine de réduire les Belges à la soumission, Publius Crassus, fils du triumvir Marcus Licinius Crassus, est envoyé avec une seule légion (la VII, qui revient de Gaule belgique) contre les Vénètes, Unelles, Osismes, Coriosolites, Esuvii, Aulerques et Riedones, qui sont des peuples maritimes de la côte Atlantique (aujourd'hui de la Normandie à la Garonne) et les soumet. La soumission n'est alors que superficielle.
Crassus hiverne avec la septième légion chez les Andes. Dès l'année suivante, les Vénètes se soulèvent. Seule la branche Diablintes des Aulerques est mentionnée dans la nouvelle coalition gauloise menée par les Vénètes.
.

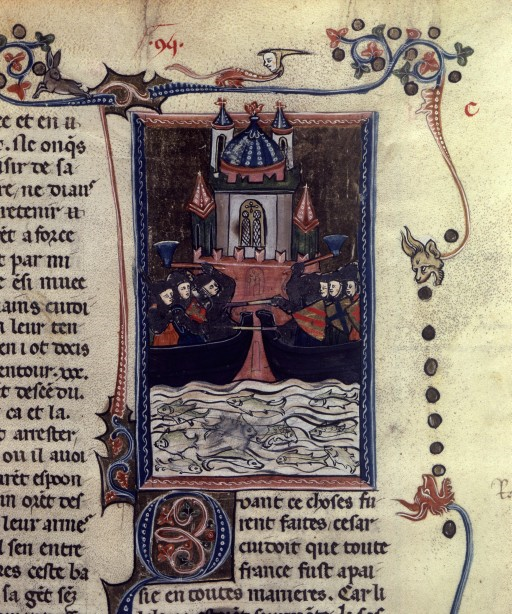
En -56, les Namnètes et les Diablintes font partie de la coalition armoricaine avec les Vénètes contre Jules César lors de l'épisode connu sous le de la Guerre des Vénètes.

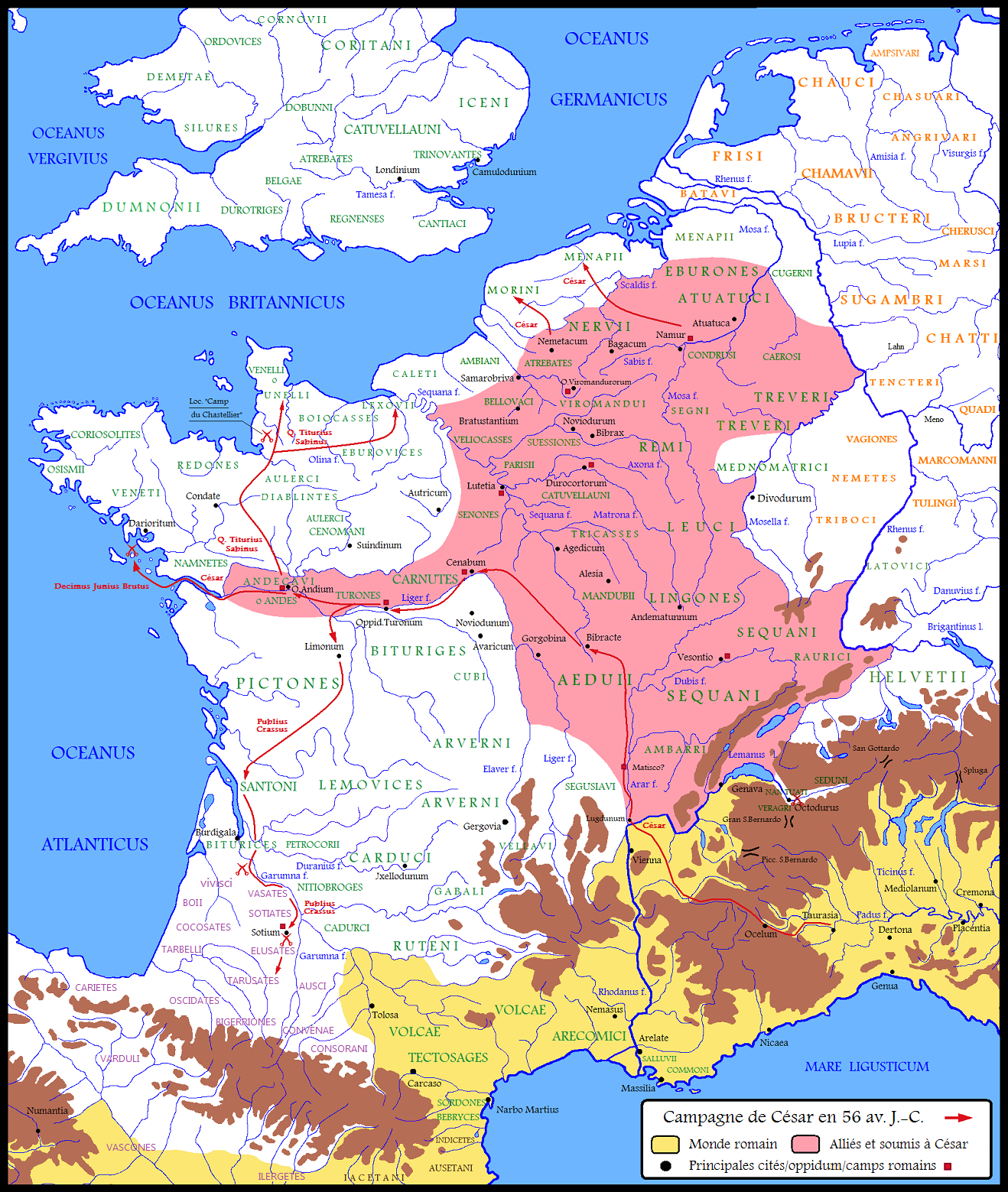
La Gaule en -56 : Decimus Brutus traverse le territoire des Namnètes pour se livrer à une guerre contre les Vénètes

Lors du soulèvement de 52 av. J.-C., les Aulerques répondent à l'appel de Vercingétorix. Peu après, la Gaule devient province romaine.

## Antiquité

### Trois siècles de paix romaine
Après la conquête, il fallut attendre la fin de la guerre civile avant que Rome ne s'occupe de la Gaule. Une fois vainqueur, Auguste ne tarda pas à déployer son génie organisateur. En -27, la Gaule est divisée en trois provinces : la Gaule aquitaine, la Gaule belgique et la Gaule lyonnaise, dans laquelle la région que nous étudions ici était comprise. Leur territoire est incorporé à la Lyonnaise, une des trois provinces gauloises, qui s'étend de la Seine à la Loire entre l'Aquitaine et la Belgique.

### Durant le Haut-Empire

#### L'organisation politique et administrative
Le sort des peuples qui s'étaient opposés ou alliés à Rome fut variable, mais tous durent s'organiser sous la forme d'une cité (civitas) avec une ville chef-lieu. Chaque province romaine est divisée en cités, dont le territoire correspond pour l'essentiel aux anciennes tribus. Les Diablintes ont pour chef-lieu politique et capitame économique Noviodunum (Jublains), les Namnètes Nantes, et les Andécaves Angers.

#### Voies de communication et échanges commerciaux
Les Romains importent leurs habitudes d'ordre et de méthode. Les voies de communication connaissent un grand développement assurant ainsi la prospérité des villes chef-lieu, avec une densification des anciens chemins celtiques. Les voies romaines de diverse importance étaient nombreuses, rayonnant dans le département autour de Jublains, traversant le territoire dans les directions du Mans ou d'Angers en Armorique, reliant enfin ces voies plus importantes et leurs stations les unes aux autres.

#### Urbanisation: l'empreinte de la civilisation romaine
Le modèle de civilisation diffusé par Rome s'organisait autour de la vie urbaine. Après la mise en place d'un réseau routier de bonne qualité, nécessaire à un bon contrôle du pays, car permettant un déplacement rapide des troupes, l'une des premières mesures fut le développement d'un réseau de villes comme centres administratifs et politiques des civitates.
Chaque cité est organisée autour d'une ville sur le mode traditionnel des régions méditerranéennes. Dans le monde celtique de l'Ouest de la France, la ville sera le relais entre le pouvoir central et les populations agrégeés à l'Empire romain, et l'outil idéal à la romanisation.

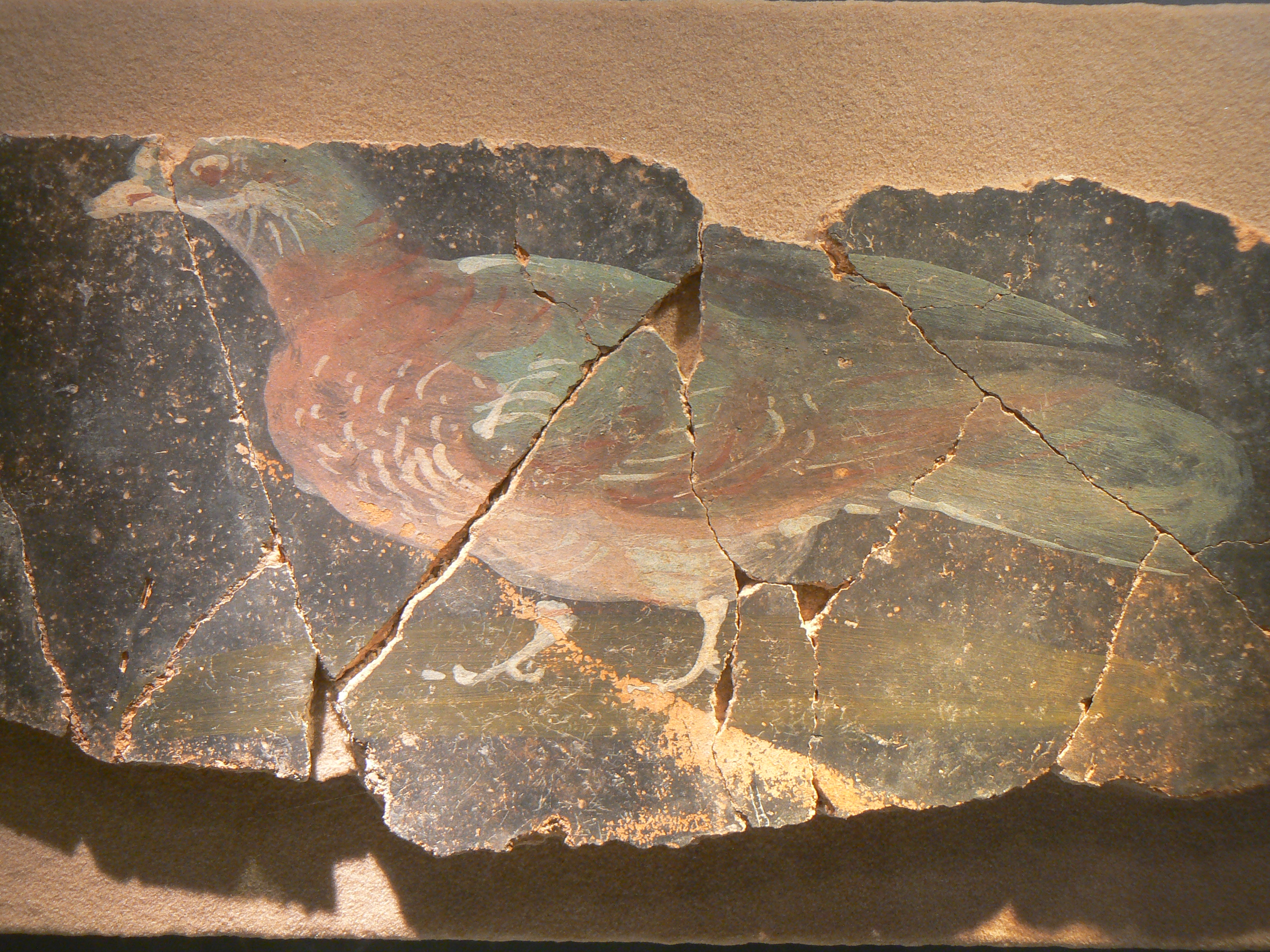
Fragment de fresque représentant un pigeon trouvé sur le site du sanctuaire (Musée archéologique départemental de Jublains

Dans la Mayenne, une ville fut fondées ex nihilo : Novidunum (Jublains), capitale des Diablintes. Bientôt, d'autres centres urbains plus modestes se développèrent. Les principaux sont : Entrammes, Saulges, etc. Cependant, l'essentiel de la population continua de vivre dans les établissements agricoles dispersés dans les campagnes.
Au IIe siècle, Ptolémée recense les cités de l'Empire, et mentionne Noviodunum, ville de la Gaule lyonnaise, qui a pu être localisé à l'emplacement du Site archéologique de Jublains.

#### La romanisation
Les peuples de la région ont rapidement assimilé les us et coutumes, ainsi que les lois de leurs vainqueurs : c'est ce que l'on appelle la "romanisation". Elle s'est traduite notamment par l'adoption de la langue latine, de l'écrit, des pratiques alimentaires et cultuelles de type méditerranéen, du mode de vie urbain et, plus progressivement, du droit romain. Toutefois, des particularités "provinciales" ont subsisté, notamment dans le domaine religieux, où les divinités locales continuèrent d'être honorées. Il est donc légitime de parler d'une civilisation "gallo-romaine".
La ville apparaît comme une exception dans un monde resté rural. Dès le début du Ier siècle, celui-ci subit l'influence de la latinité. Jusqu'à la moitié du Ier siècle, la céramique gauloise traditionnelle cède difficilement la place à des techniques plus élaborées.
La culture romaine fut diffusée dans les campagnes, non seulement par les classes supérieures, propriétaires des centres d'exploitation agricoles, les villae (comme celle fouillée à Brécé en 1977 qui comprenait un hypocauste), mais aussi par les commerçants et artisans des agglomérations plus modestes. Comme ailleurs en Gaule, la prospérité apportée par la Pax Romana culmina dans la seconde moitié du IIe siècle.
La présence des Thermes gallo-romains d'Entrammes oblige maintenant à s'interroger sur la présence d'une agglomération antique » sur le site d'Inter Amnes, entre les rivières.
Les enclos agricoles de l'âge du fer disparaissent au profit des villae, dont les bâtiments d'exploitation et les demeures serviles s'oganisent près de la maison de maître. Un exemple caractéristique, découvert par avion à Parné-sur-Roc montre un bâtiment à galerie de façade établie au fond d'une cour fermée. C'est à partir d'un seuil social qu'apparaissent la romanisation des campagnes. L'archéologie est encore muette sur la place tenue par la paysannerie et l'aspect de son habitat.

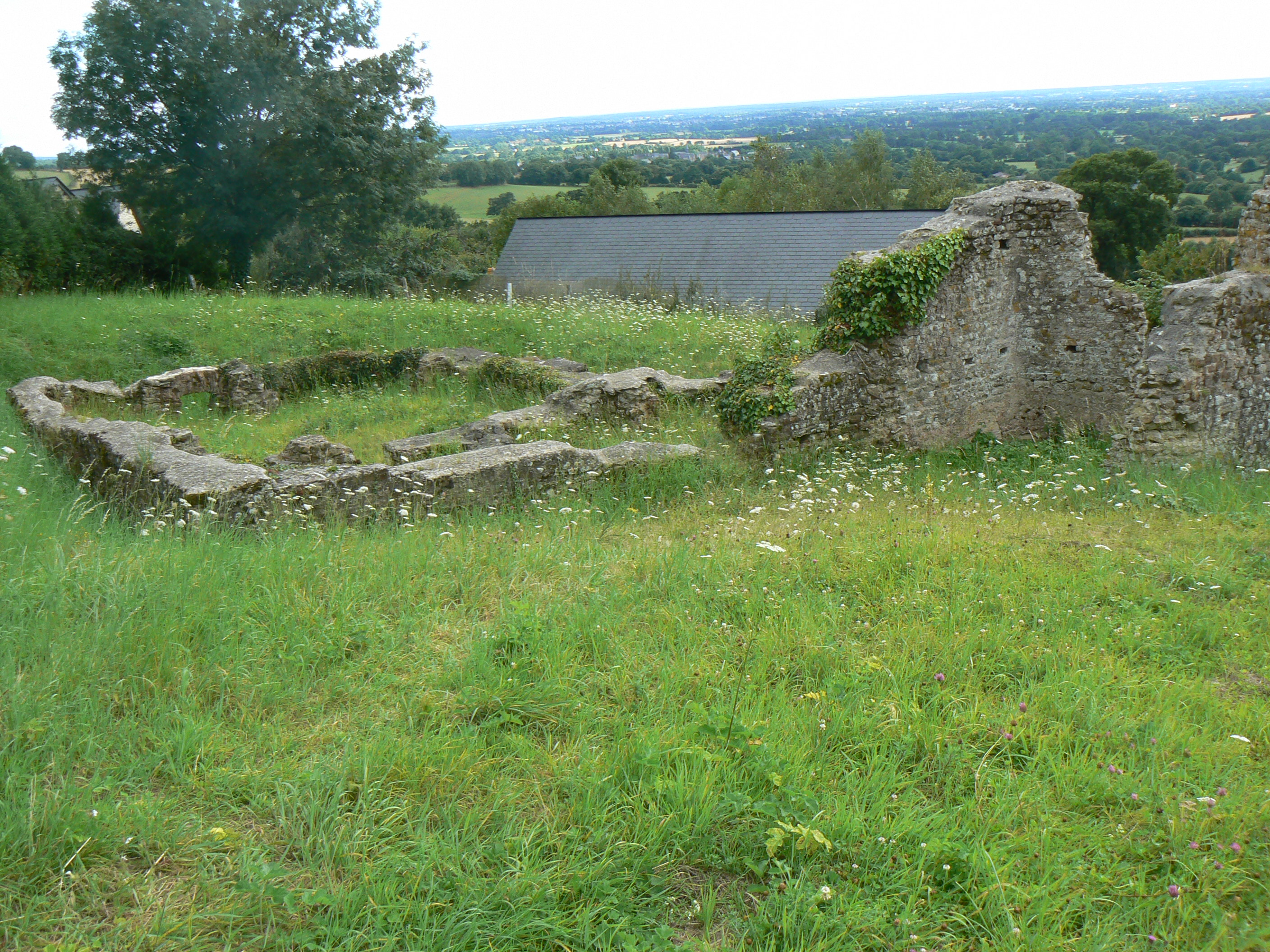
Les thermes du Rubricaire

L'archéologie donne peu d'informations sur la présence des camps militaires romains dans l'Ouest de la France. Néanmoins, la présence militaire romaine en Mayenne est durable. Elle est illustrée par la présence du fortin du Rubricaire.
Il existe aussi un retranchement photographié à Villiers-Charlemagne, qui n'a pas été fouillé.

#### Résistance et transformations
L'archéologie montre les changements à travers les objets qui formaient l'environnement matériel de tous les jours. Mais l'entreprise coloniale romaine n'a pu fondre le peuple Diablintes annexé dans le moule du conquérant. Citoyens romains depuis l'édit de Caracalla, les Diablintes ont conservé en partie leurs coutumes et leurs croyances. Les objets retrouvés ne laissent transparaître qu'un reflet atténué de la civilisation romaine. Peu d'œuvres sculptées, des décors peints bien rudimentaires, des bribes d'inscriptions, une absence quasi généralisée de l'art de la mosaïque. Le numéraire retrouvé témoigne aussi de la modestie des conditions d'existence. À la fin du IIe siècle, alors que le numéraire officiel parvient difficilement dans les provinces de l'Ouest, on a utilisé en abondance des frappes régionales où ressurgissent les formes curvilignes de l'art celtique. Cette inflation montre bien la relation avec les circuits économiques de l'Empire romain. La réalité du monde gallo-romain de l'Ouest est beaucoup plus nuancée qu'une simple assimilation ou encore le refus d'une culture d'importation.

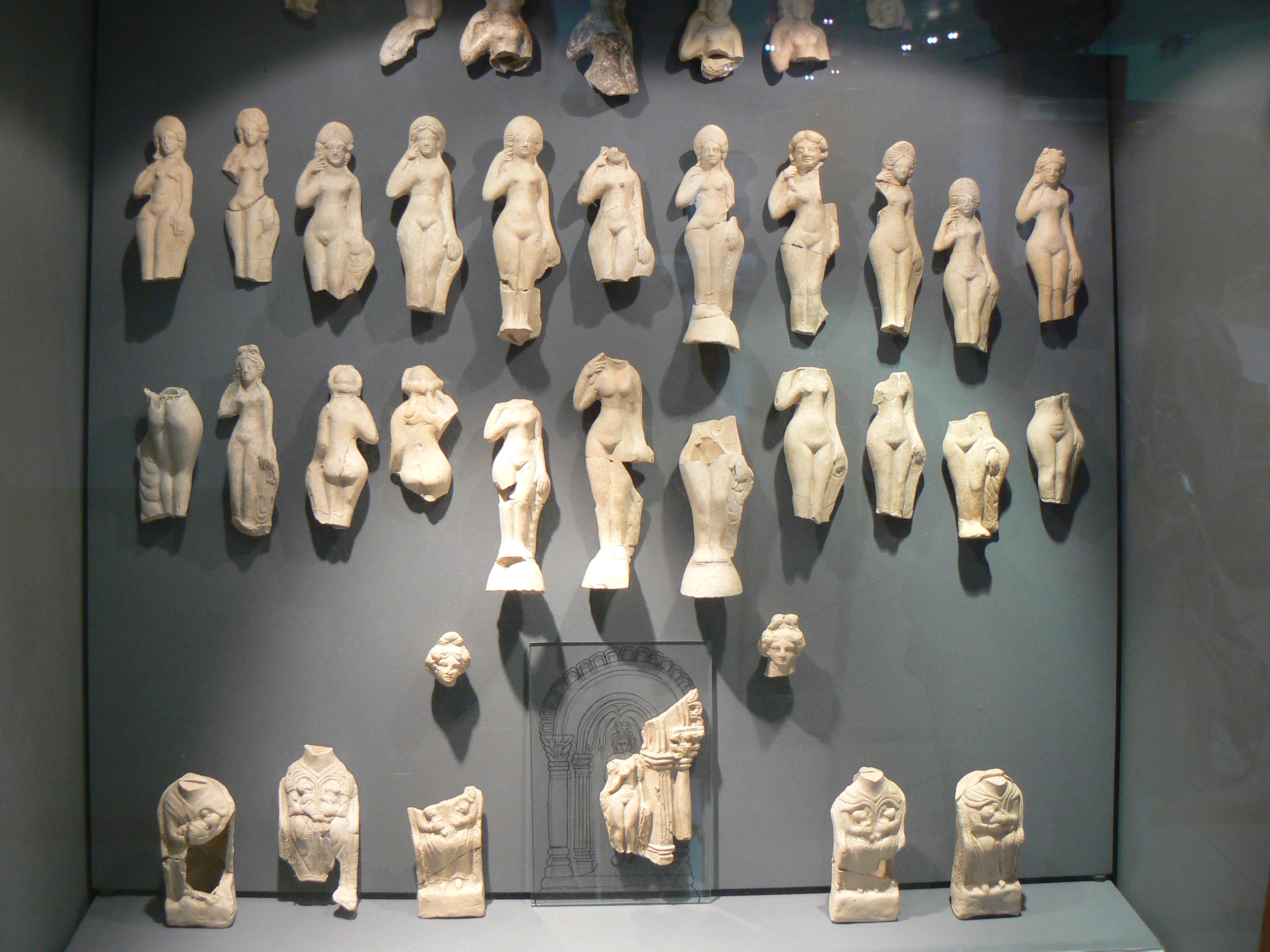
Statuettes de Vénus de terre blanche trouvées à proximité du sanctuaire de Jublains (Musée archéologique départemental de Jublains)

La vie religieuse fait partie des domaines où s'exprime avec ténacité la résistance aux bouleversements. Outre le sanctuaire hybride de Jublains, la présence de sanctuaires ruraux présentant un plan différent des édifices cultuels de l'Italie et de la Gaule du Sud appartiennent à une série répandue dans les régions de tradition celtique. Les grands sanctuaires d'Athée et de Bouère comportent une cella circulaire entourée d'une galerie et inscrite dans une esplanade rectangulaire. Ils reproduisent la tour de Vésone. La divinité tutélaire est Mars Mullo.
Les deux temples carrés du Port-du-Salut à Entrammes et de Courcité sont d'un modèle encore plus fréquent dans le monde celto-romain.
La toponymie nous en apprend que les Gaulois avaient dénommé un bien petit nombre de localités dans le département. On en connaît plus de 2 500 qui ont des noms d'origine latine, modifiés par le dialecte gaulois. La terminaison -acus seule, ajoutée à un nom d'homme, en a formé 300, dont 60 désignent aujourd'hui des paroisses et des communes.
Dans ses expressions matérielles, comme dans sa vie religieuse, le pays diablinte préserve et développe ses traditions comme l'artisanat de la poterie.

### Durant le Bas-Empire
Comme ailleurs en Gaule, la prospérité apportée par la Pax Romana culmina dans la seconde moitié du IIe siècle. Elle est illustrée en Mayenne par un développement indéniable des campagnes, comme en témoigne la multiplication des lieux et un essai d'urbanisation. Dans le deuxième cas, l'échec est flagrant, il ne reste de Noviodunum qu'un modeste village alors que ses voisines Rennes, Le Mans, Angers et Nantes sont aujourd'hui d'importantes agglomérations. Noviodunum n'ayant su développer d'autres activités que le transit va subir de plein fouet la désorganisation de la Gaule romaine.

#### La crise duIIIesiècle
À partir du milieu du IIIe siècle, cette prospérité fut mise en péril, à la fois par des difficultés internes (épidémies, instabilité politique, brigandage), mais surtout par les ravages dus aux razzias des peuples germaniques frontaliers désormais difficiles à contenir. Les villes furent particulièrement affectées et leur déclin, amorcé dès la fin du IIe siècle, probablement pour des raisons économiques, s'accentua. Nous sommes mal renseignés sur le parcours des tribus barbares et les régions directement concernées. Il n'est pas du tout sûr que l'Ouest soit touché, mais il a forcéement souffert de l'anarchie générale et de la panique qui traverse les provinces.
L'Empire romain connaît une période de grave crise appelée l'Anarchie militaire. Aux raids barbares parfois aux conséquences durables (pillage et accaparement de richesses transportables, prise d'otages ou d'esclaves) s'ajoutent une crise politique et économique qui se traduit par une dévaluation importante de la monnaie (à valeur beaucoup plus fiduciaire que réelle, comme les bronzes), une grande instabilité politique doublée de guerres civiles et de généralisation de bagaudes encore plus ravageuses que les incursions étrangères. Quelques généraux prirent le contrôle des Gaules, assurant la défense du limes du Rhin et s'intitulèrent « Empereur des Gaules ».
L'abondance des monnaies de Tetricus sur le site de Jublains ou de ses imitations après son abdication montre à quel point la région est coupée du centre de l'Empire pendant cette longue période de troubles. Noviodunum qui a un rôle de relais sur les routes du commerce et de l'annone est particulièrement touchée et ne se relèvera pas. On ne retrouve pas de murailles urbaines comme au Mans, Rennes, Nantes et Angers. Selon Jacques Naveau, la construction de la muraille est entreprise sous le règne de Dioclétien et n'a pas été achevée en raison de la perte d'importance stratégique de la cité.
L'insécurité fait naître un réflexe de thésaurisation : les populations inquiètes enfouissent leurs économies. Le phénomène apparaît épisodiquement aux Ier siècle et IIe siècle, puis se généralise dans la seconde motié du IIe siècle. Plusieurs trésors de cette période ont été retrouvés en Mayenne, tant les domaines ruraux qu'à Jublains même.
Dans cette ambiance de crise et de déclin, la cité diablinte continue néanmoins à participer à la vie de l'Empire.

#### Le déclin progressif de Noviodunum
À la fin du IIIe siècle, Dioclétien réorganisa l'Empire romain afin de mieux faire face aux menaces, tant internes qu'externes. Il divisa le territoire en diocèses et en provinces plus petites. Le département fit alors partie de la Gaule lyonnaise armoricaine, l'une des huit provinces du diocèse des Gaules.

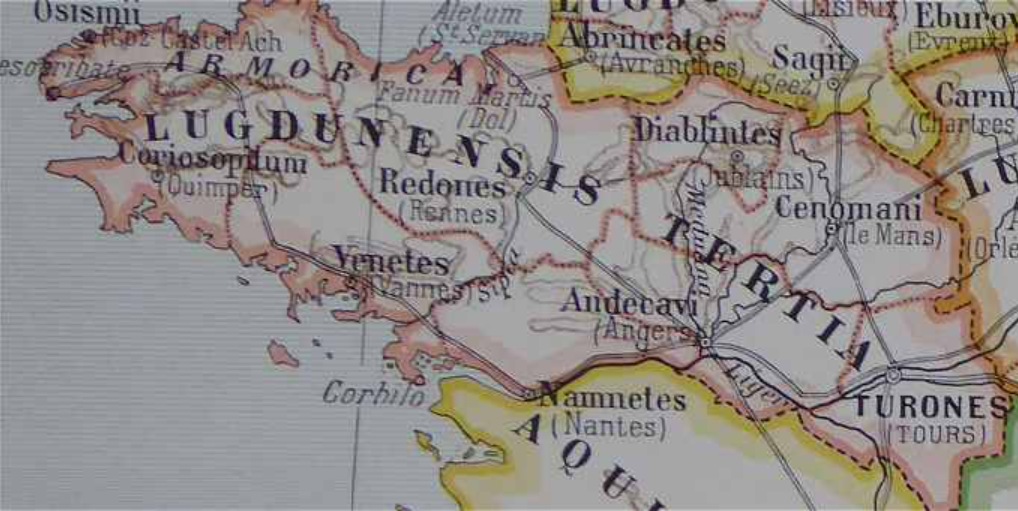
Empire romain tardif - Province de la 3e lyonnaise

Cette politique énergique permit de rétablir une certaine prospérité, pour un demi-siècle, qui apparait surtout dans les campagnes, où la concentration des terres dans les mains d'un petit nombre de grands propriétaires.

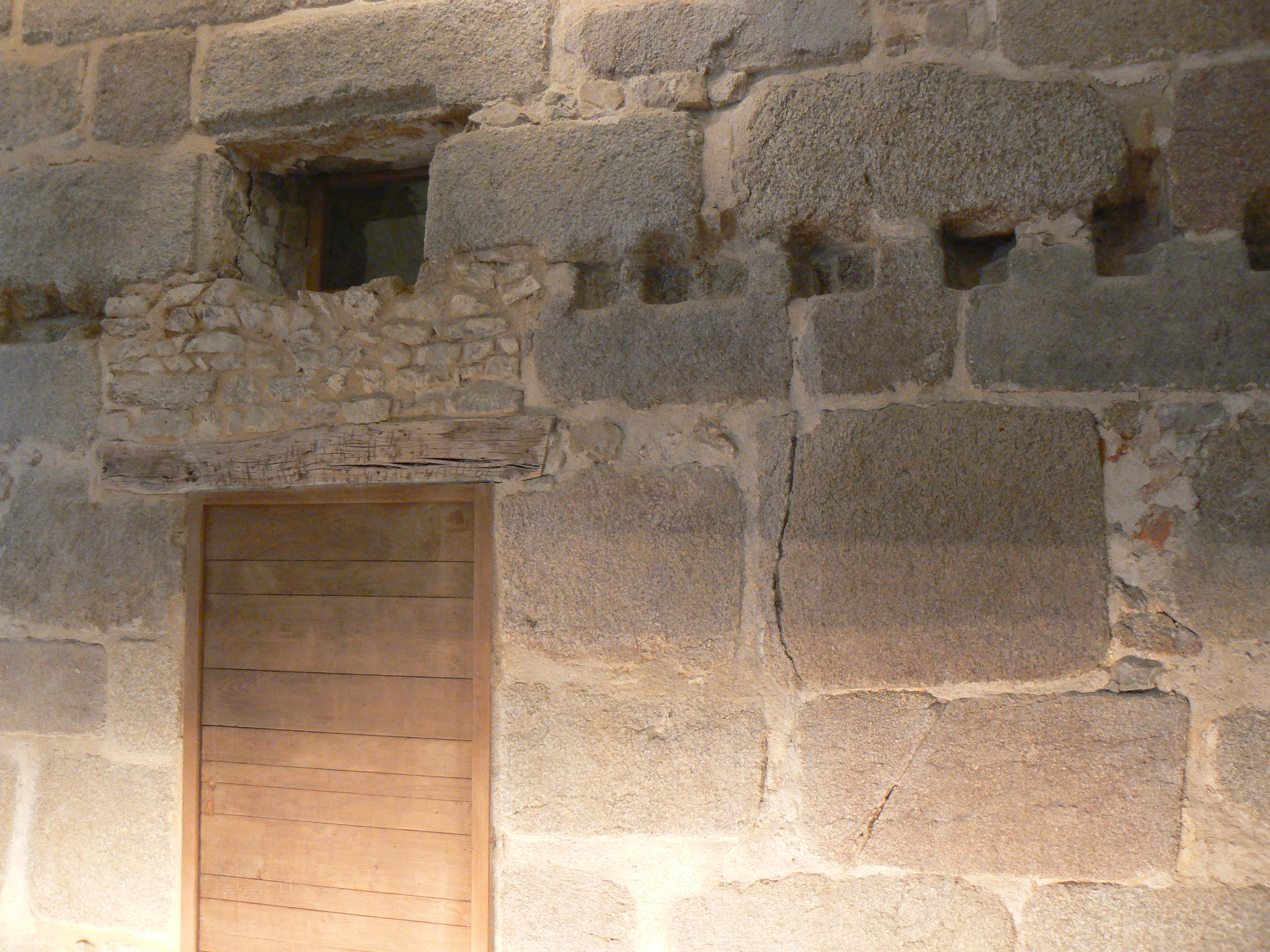
Réemploi de blocs de la forteresse de Jublains dans le château de Mayenne

Néanmoins, la cité périclite à partir du IVe siècle comme en témoignent les découvertes de céramiques d'importation ou même de monnaies s'arrêtant sous le règne de Constantin ou Magnence. La cité de Noviodunum se trouve alors loin des nouvelles routes orientées vers le limes germanique et surtout est concurrencée par d'autres cités en plein essor comme le Mans.
Il y a peu de renseignements sur l'histoire et la vie matérielle en Mayenne depuis le début du IVe siècle.

#### Les débuts de la christianisation
Le pays des Diablintes semble avoir conservé son individualité, sans doute en raison de l'éloignement des cités principales, et du déclin progressif de Noviodunum.
La pénétration du christianisme fut tardive. Or, si Jublains n'eut peut-être jamais d'évêché, elle est toujours mentionnée en tête des paroisses du diocèse du Mans pendant la Haut Moyen Âge, ayant une place à part résultant de son indépendance passée.
Il reste des traces matérielles de la christianisation : la transformation des thermes de Jublains et d'Entrammes en église. Ils sont transformés pour partie en église durant l'Antiquité tardive.
Même si les églises locales voulurent affirmer leur ancienneté au moyen de récits hagiographiques de nombreux martyres attribués à la fin du IIIe siècle et de longues listes épiscopales (dont les premiers évêques sont probablement imaginaires), la propagation de la foi nouvelle semble assez limitée au IVe siècle. Les conciles régionaux de l'époque mérovingienne tonneront contre un paganisme bien vivant dans les zones rurales, en particulier contre le culte des pierres. Ce n'est qu'au VIIIe siècle que la religion nouvelle réussira vraiment à s'imposer - ou à se surimposer - aux pratiques animistes.

### La fin de la Gaule romaine
La fin de l'Empire romain est une période troublée mais loin de soumettre la région au chaos et à la destructions ; cependant l'absence d'évêque dans la civitas de Jublains montre son déclin, probablement dû à l'arrêt des échanges commerciaux transitant par les voies romaines la traversant.

#### Implantation germanique limitée
Dans la Mayenne, il est impossible de dire à quelle époque les premies Germains se sont installés, soit à titre de colons, soit à titre d'envahisseurs, ni quelle fut l'importance de ce peuplement. La toponymie montre une faible densité des domaines germaniques par rapport à ceux qui portent des noms gallo-romains. L'assimilation des nouveaux arrivants à l'aristocratie indigène ne se fit pas immédiatement. Les Diablintes restèrent cependant, de loin, l'immense majorité de la population, toujours très marquée d'empreinte gallo-romaine.
La présence d’une importante nécropole à l’emplacement du bourg actuel de Saulges, attesterait de la continuité de la vie sur les rives de l’Erve. Les inhumations les plus anciennes remonteraient au Ve siècle, on ne dénombre pas moins de 59 sarcophages et plusieurs centaines d’inhumation de cette époque. Selon les études anthropologiques faites après les découvertes de 1958, les corps ne correspondent pas au type d’homme autochtone, mais davantage au type germanique (stature et corpulence plus élevées). Un groupe fut installé autour de Saulges, où la nécropole fait apparaître une population restée étrangère au milieu local.
Les nombreuses sépultures mérovingiennes retrouvées en Mayenne contenant des armes et surtout des boucles de ceinture à décors d'entrelacs et animaux fantastiques, venues des régions de la Loire moyenne, trahissent plutôt l'influence culturelle qui s'exercent sur les autochtones.

## Haut Moyen Âge

### Unification et querelles mérovingiennes

Le royaume de Soissons en violet.

En 463, le général romain Ægidius bat les Wisigoths lors de la bataille d'Orléans, aidé par les Francs saliens, peuple fédéré à Rome, et leur « rex » Childéric Ier. Le lieu probable du choc guerrier se situe entre Saint-Hilaire-Saint-Mesmin, Olivet et Orléans. Pendant quelques années, la région entre Seine et Loire demeure sous la domination romaine sous la domination de Syagrius, le fils d'Ægidius.
En 486, le dernier représentant de l'Empire romain dans la région, Syagrius, fut défait à Soissons par les Francs saliens commandés par Clovis. Après avoir fait assassiner le chef franc Ragnacaire installé au Mans, ce dernier affime son autorité sur le pays, qui connaitra l'histoire heurtée des affrontements et des partages de la dynastie mérovingienne.

Concile d'Orléans (511) - diocèses représentés.

La division de la Gaule en 511. Le royaume de Paris, englobant la Mayenne, est en rose.

Le règne de Clovis s'achève par une décision d'une portée considérable : il convoque en juillet 511 un concile général à Orléans, destiné à associer la royauté franque à l'église de Gaule. Clovis sait en effet que l'Église peut ainsi conforter grandement son pouvoir. Les chrétiens organisèrent leurs églises dans les cadres politiques romains qui furent à l'origine des diocèse du Mans, diocèse d'Angers, diocèse de Sées, et du diocèse de Rennes. Les évêques de chaque cité essaie alors de développer son influence et de convertir les lointains habitants des contrées de leur diocèse respectif, à l'instar de Thuribe du Mans. Clovis a besoin des évêques catholiques pour unifier des populations hétérogènes, pour joindre à la conquête réelle des territoires la conquête morale de ces populations et pour accorder la civilisation germanique avec la société gallo-romaine sous l'égide de la foi catholique. Il s'agit d'un concile interprovincial qui réunit 32 évêques venant de sept provinces. Après avoir délibéré, les évêques adoptent, le 10 juillet 511, 31 canons ou décrets et sollicitent l'approbation du roi.
À la mort de Clovis, en 511, le Regnum Francorum ou royaume des Francs, désigné par les historiens sous le terme de Francie, est partagé entre ses successeurs, ses quatre fils. La Mayenne échoit à Clotaire Ier, qui sera seul à la tête du royaume des Francs réunifié.

Le royaume des Francs en 561 après sa division en sous-royaumes.

Si l'autorité royale décline, le pouvoir de l'église en revanche s'affermit. Preuve de sa vitalité, le grand nombre de conciles convoqués entre 511 et 641, dont cinq tiennent séance à Orléans (511, 533, 538, 541, 549). Les canons promulgués lors de ces assemblées consolident l'alliance de la royauté avec l'église

### Poursuite de la christianisation
Les indices de christianisation restent néanmoins rares en Mayenne. À côté d'une archéologie débutante, ce sont les textes de l'évêché du Mans, rédigé au IXe siècle dans l'entourage d'Aldric du Mans qui présente, malgré les difficultés d'interprétation, les principaux témoignages de ce bouleversement du monde gallo-romain.
Le testament de Bertrand du Mans énumère en 616 les anciennes possessions de la sainte Église de Jublains et celui de Béraire, dotant en 710 le monastère de Châlons in condita Diablintica. Mézangers était in vicaria Diablintica, suivant un acte de 717.

### Le temps des abbayes
Malgré les partages territoriaux et les luttes fratricides entre les rois mérovingiens, descendants de Clovis, comme dans d'autres régions, un monastère va devenir une abbaye dans la région : dans le cadre de la politique de christianisation, associée sans doute à une politique de défrichement, l'évêque Hadouin du Mans fonde un point d'appui qui devait rayonner longtemps sur la contrée : l'Abbaye Notre-Dame d'Évron.
Composée de moines bénédictins originaires de Saint-Vincent du Mans et de La Couture, elle devient un important lieu de pèlerinage. Cette fondation prospère : Mérolle (VIIIe siècle), est chorévêque de Saulges puis évêque du Mans. La présence d'un chorévêque à cette époque est le signe des liens distants entre ces foyers d'évangélisation ruraux et l'évêché urbain du Mans.

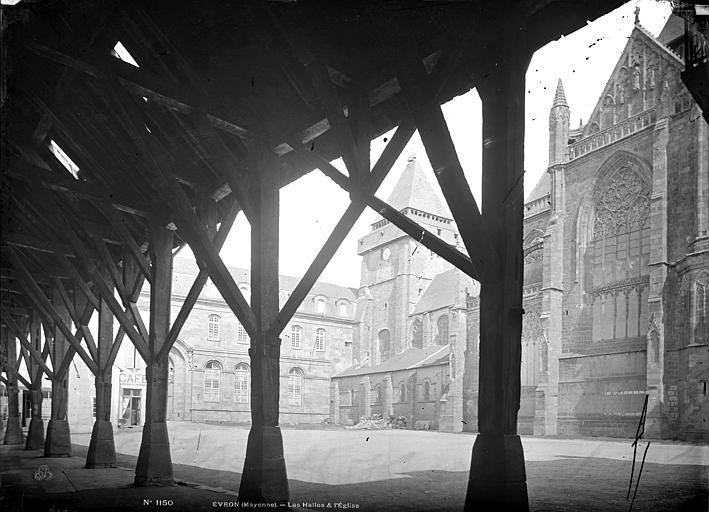
Abbaye bénédictine Notre-Dame d'Évron, Halles.
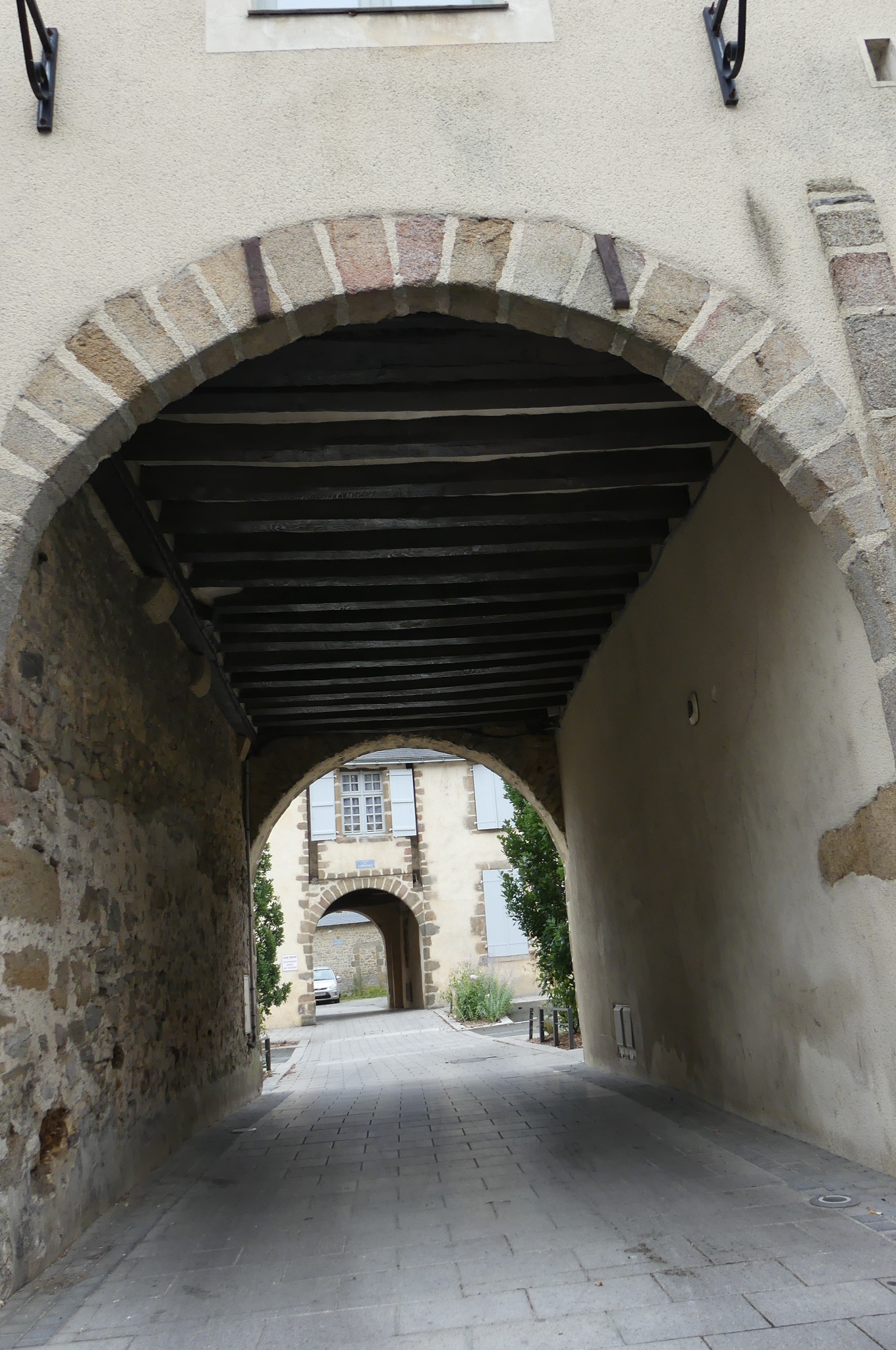
Porche de la deuxième enceinte face au pont-levis du logis abbatial.
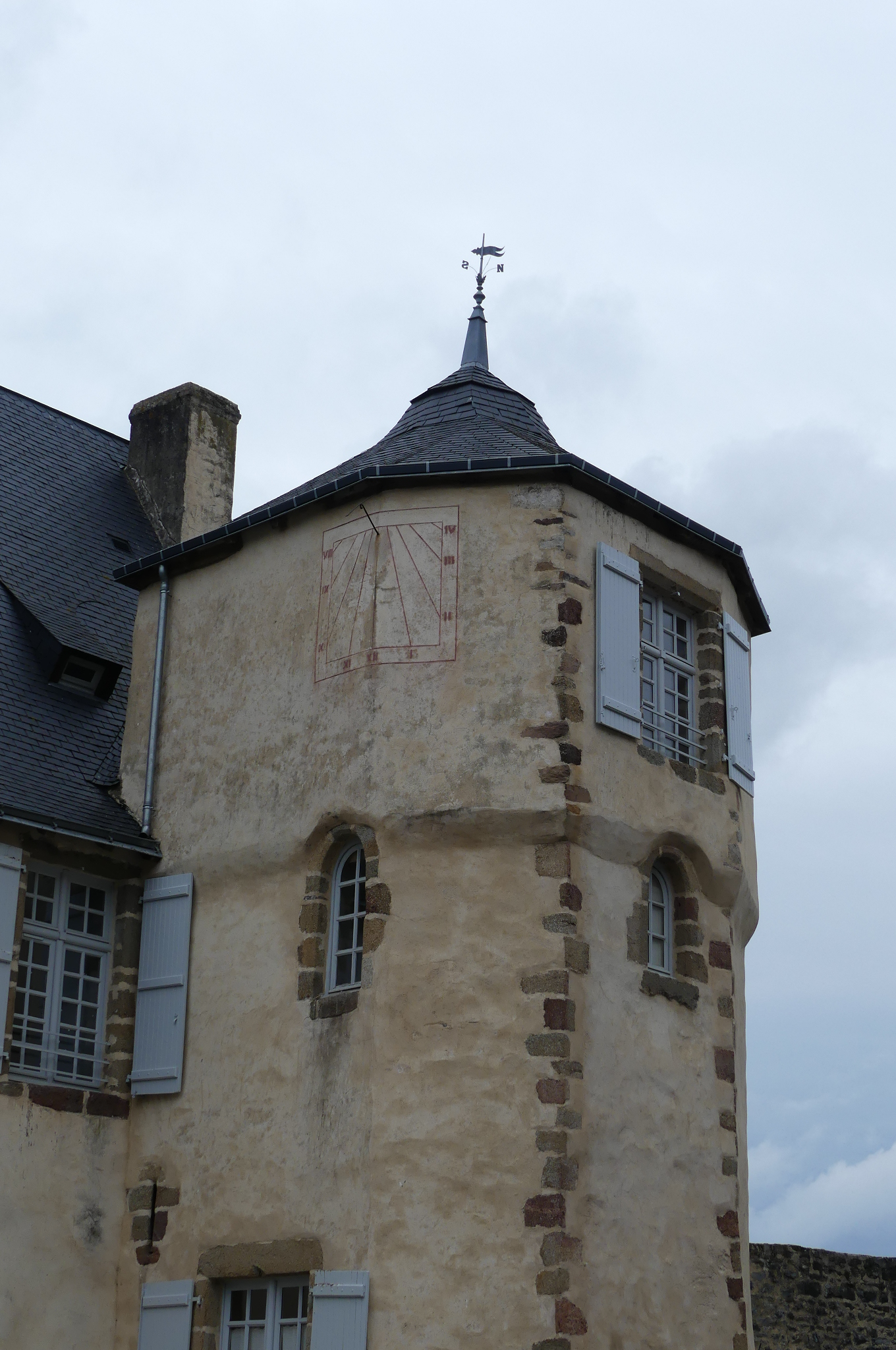
Tour du logis abbatial renaissance, meurtrières et cadran solaire.

### Christianisation des campagnes

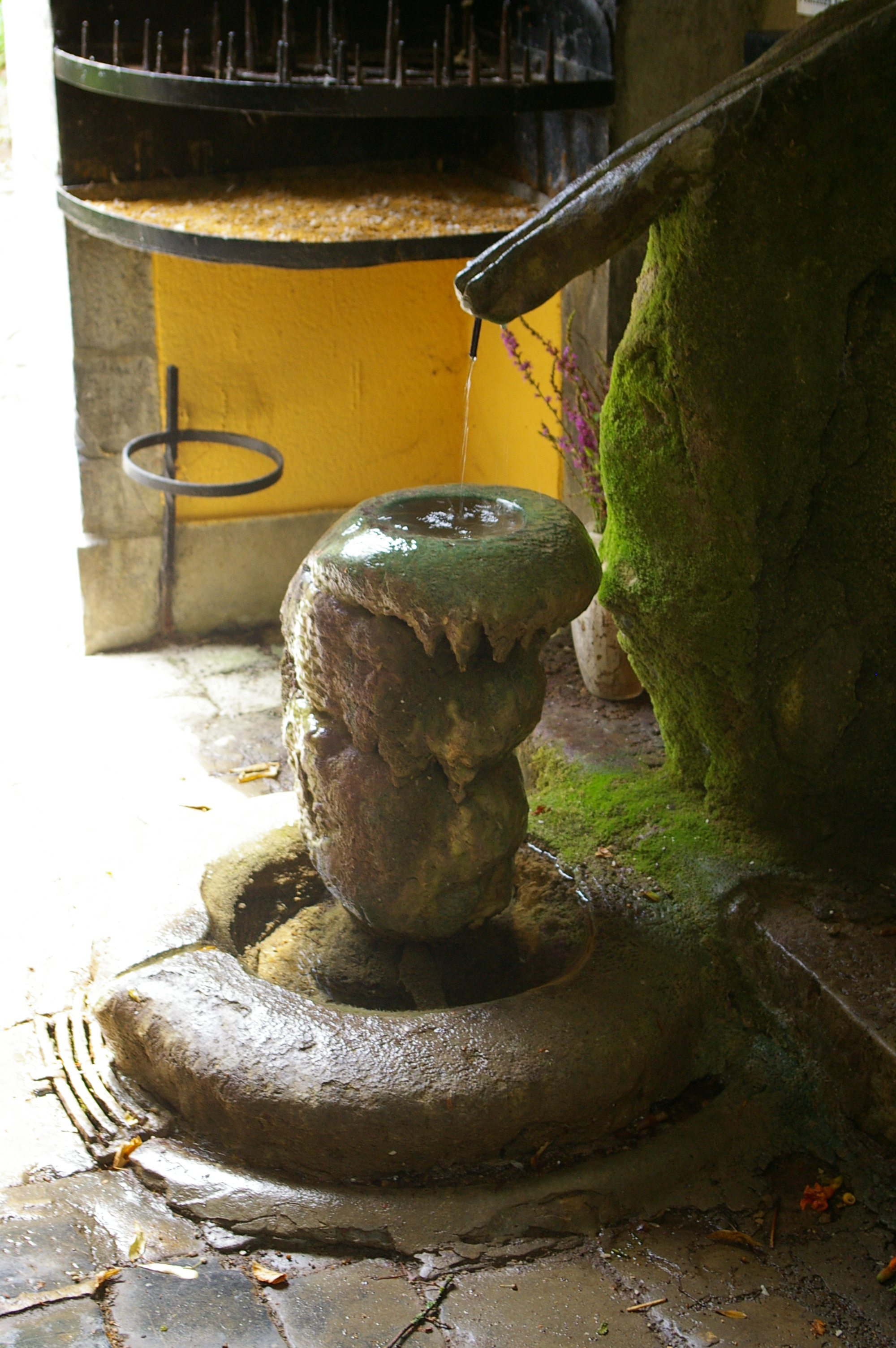
La source de l'ermite Céneré à Saulges.

En dehors de l'activité épiscopale, une foule d'ermites souvent originaire d'Aquitaine, de Bretagne ou d'Auvergne s'installent au VIe siècle dans les espaces boisés du nord et de l'ouest de l'actuel département de la Mayenne. Bien que mal connus par les vies légendaires du IXe siècle qui font même douter de l'existence de certains, ils participent activement à la christianisation des campagnes et sans doute à la fondation de nouveaux centres de mises en valeur. Constantien de Javron, Gault de Concise, Saint Ernier, Fraimbault de Lassay, Front de Passais, Almire de Gréez demeurent parmi les plus célèbres à côté de Cénéré de Saulges et de son frère Céneri, ou encore provenant de Bretagne comme Melaine, Aubin d'Angers ou Tugdual de Tréguier.

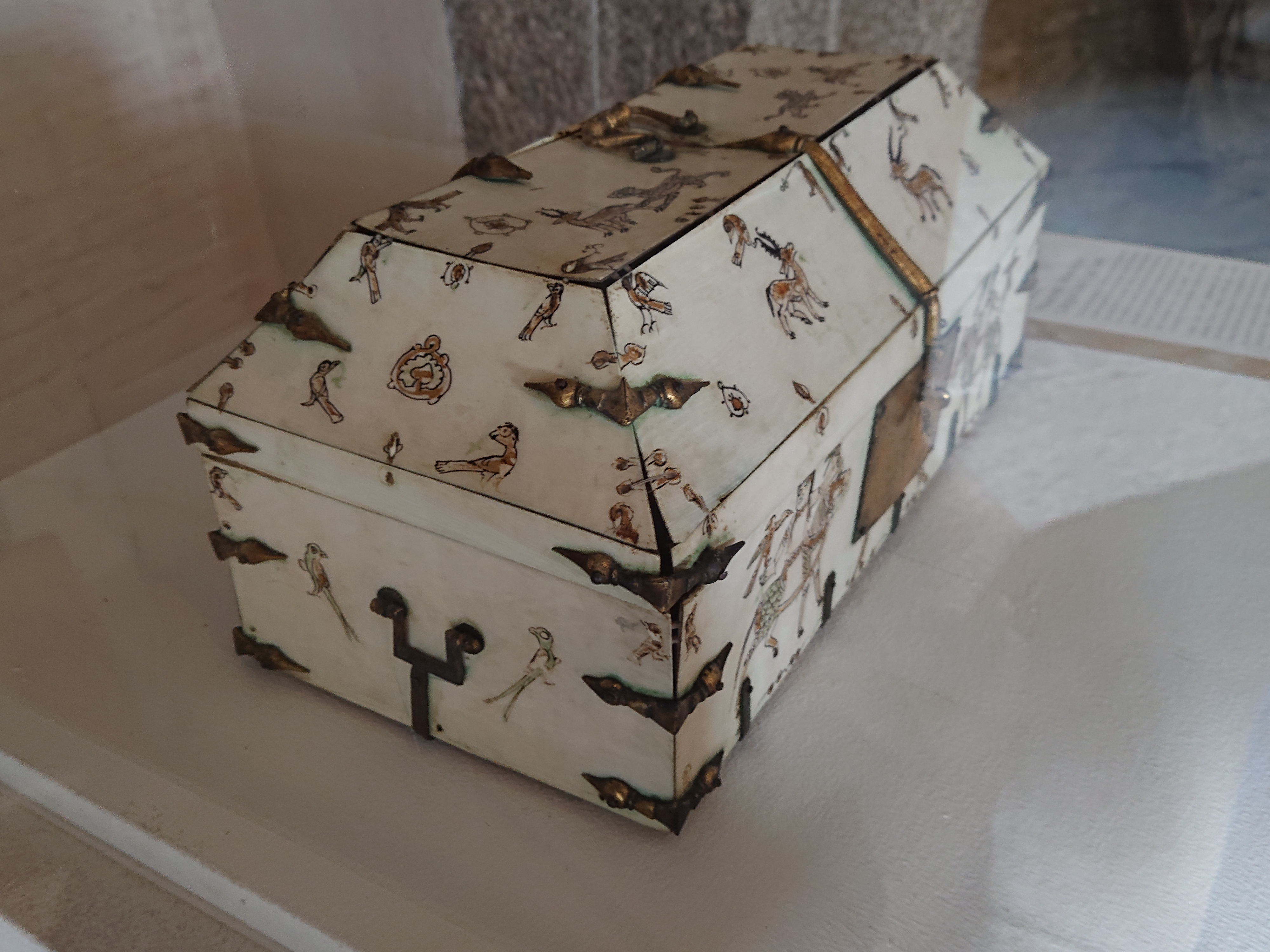
Reliquaire de Saint Tugal, Vieux-Château de Laval

Poursuivant le travail de ces pionniers, de nombreux monastères se créent autour des ermitages. Souvent éphémères et difficiles à repérer en raison de l'imprécision du vocabulaire, ils n'en forment pas moins un groupe important à la fin de la période mérovingienne. Outre Evron, on peut compter un monastère de Saint Trèche (chapelle de Saint-Trèche à Saint-Jean-sur-Mayenne), un à Sezain en Montourtier, un à Jublains, un autre à Montreuil, à Châlons-du-Maine (couvent de femmes fondé par l'évêque Béraire), et un monastère à Azé.

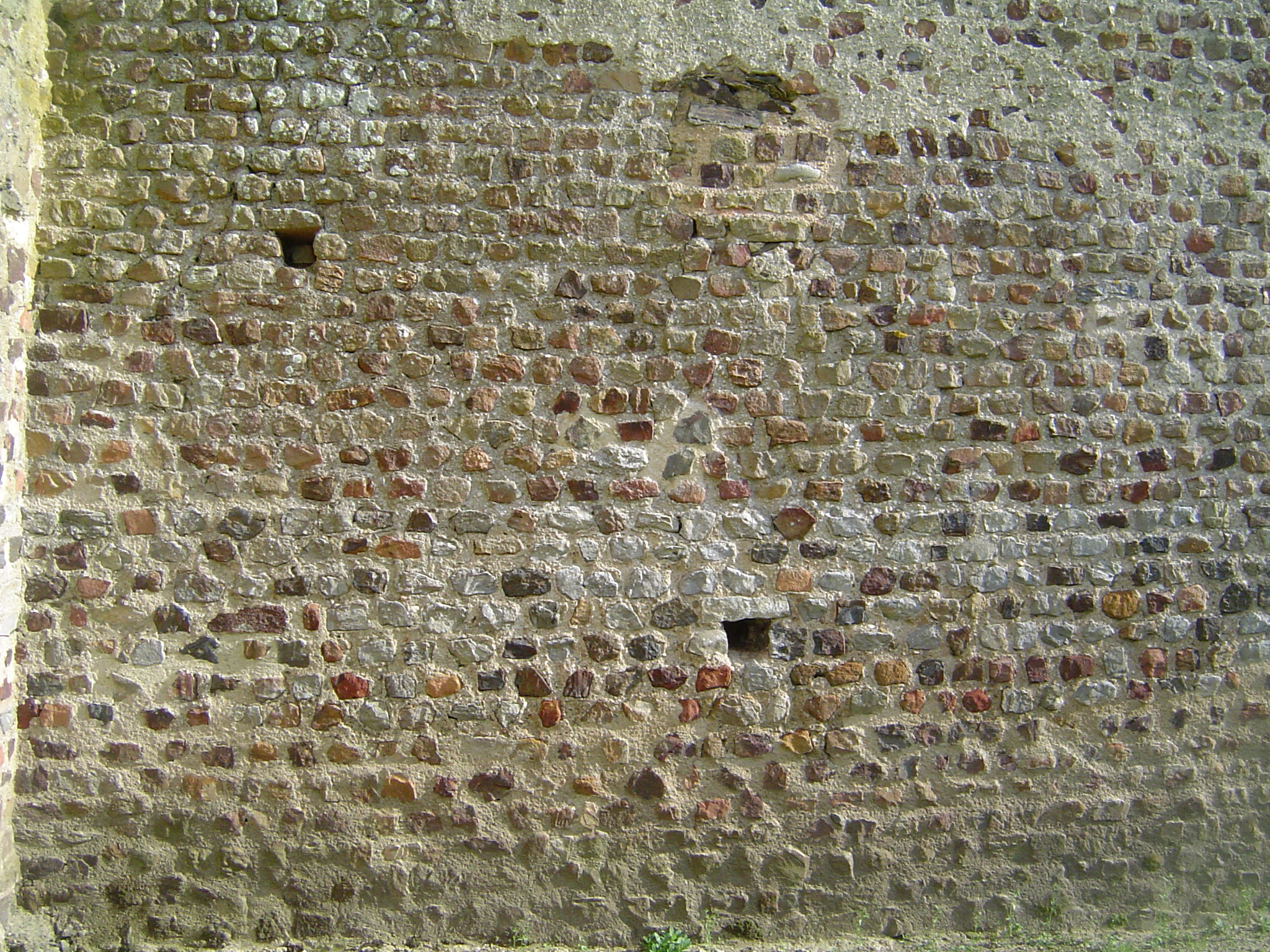
Chapelle de Pritz (Mayenne) : mur gouttereau nord de la nef

La christianisation progresse, allant de pair avec les progrès de la mise en valeur qu'elle favorise. Les structures se mettent en place et les Actus permettent d'identifier avec certitude le développement de paroisses. L'église Saint-Pierre de Saulges est réputée être le plus ancien édifice chrétien du département, avec la chapelle Notre-Dame de Pritz. Sa construction commence au VIIIe siècle.

### La vie rurale
Il ne subsiste plus aucune ville dans le département depuis le déclin de Noviodunum jusqu'au renouveau du XIe siècle. La vie rurale connaît un nouvel élan au VIe siècle. Des domaines plus ou moins étendus, et souvent largement en friche constituent le plus clair de la fortune de l'aristocratie. Il existe aussi un peu partout des vici (villages). La terre était divisée en grands domaines exploités par des esclaves et en propriétés petites et moyennes.
Les connaissances de la vie rurale à cette époque restent fragmentaires. Il est à supposer que la région vit dans un isolement assez marqué. La période mérovingienne reste peu connue. Elle est marquée par une germanisation tardive et incomplète que parachèveront les temps carolingiens.
La toponymie atteste le mieux les progrès de la civilisation, de la culture, des défrichements du VIIe siècle au Xe siècle, c'est le nombre croissant des lieux habités, paroisses ou localités secondaires, qui portent des noms d'origine mérovingienne ou carolingienne. On en trouverait plus de 2 000 dans le département de la Mayenne. Les plus significatives, et qui désignent presque toujours des domaines considérables, devenus sous la féodalité héréditaire des seigneuries et des fiefs, sont celles dont le nom est formé des mots : cour, mont, champ, ève (aqua), mès (mansus), ru, ri ou rou (rivus), vau, ville, unis à un nom d'homme ou à un qualificatif. Les Mesnils, les Touches, les Mottes, les Tertres, ont quelquefois la même origine, et plus sûrement les Chapelles, les Bazouges, et la presque totalité des paroisses qui ne sont pas d'origine gallo-romaine.

### Fin du pouvoir mérovingien
En 560, le roi Clotaire Ier traverse le Maine et le Passais pour se rendre en Bretagne et soumettre son fils Chramne révolté contre lui. À son retour victorieux, il passe probablement à Ceaucé où il rencontre saint Auvieu puis saint Ernier, et par ses largesse il permet le développement de leurs monastères}. On peut supposer que ces ermites n'avaient pas qu'un simple rôle religieux mais également politique de surveillance des futures Marches de Bretagne pour le compte du roi de Neustrie avec qui ils étaient en relation. Il faut garder à l'esprit que saint Fraimbault, issu d'une famille sénatoriale, passa une partie de sa jeunesse à la cour du roi Childebert Ier.
Alors que la Mayenne fait partie de la Neustrie devenue indépendante (qualifiée de royaume), elle se trouve mêlée aux luttes contre l'Austrasie qui marquent la période finale du pouvoir mérovingien et subissent la loi du vainqueur après la pacification du royaume franc effectuée par Charles Martel entre 719 et 724.

### L'essai de redressement carolingien
En 771, le royaume franc retrouve son unité sous l'autorité de Charlemagne, fils aîné de Pépin le Bref et petit-fils de Charles Martel. La création de la Marche de Bretagne sous le commandement de Roland, et la multiplication d'expéditions militaires repoussent l'extension bretonne contenue au VIIe siècle par Dagobert, et qui renaît dans la seconde moitié du VIIIe siècle.
Louis le Pieux confirme en 832 les droits de la cathédrale du Mans sur le monastère de Saint-Martin in Diablintico, et à la même époque, les Actus pontificum et les légendes des saints mentionnent le pagus et la parrochia Diablintica.
L'unité de l'empire de Charlemagne est ébranlée à la mort de son fils, Louis le Pieux, par le désaccord des héritiers de celui-ci qui, après s'être rencontrés une première fois aux environs d'Orléans, procèdent finalement en 843 au partage de l'Empire en trois. En 843, la région passe dans la Neustrie de Charles le Chauve, à la suite du partage de Verdun. Le domaine royal s'étend alors des Flandres à la Navarre.
La dynastie carolingienne installe des comtes austrasiens qui font régner l'ordre et favorisent l'achèvement de la francisation, mais assez vite, l'autorité impériale se heurte aux ambitions d'hommes tel que Lambert II de Nantes. Les troubles continuent remettant en cause la reconstruction effectuée pendant la paix carolingienne. Sur le plan économique, cet effort se remarque dans les Gesta Aldrici, où Aldric du Mans est soucieux de reconstituer le temporel de son Église et gérer au mieux ces domaines. Il entreprend une politique de défrichement, et fonde ainsi cinq établissements dans la Charnie. Dans le monde monastique, le retour de la paix et la protection impériale ramènent la prospérité. Aldric du Mans aurait alors consacré au monastère d'Entrammes 65 religieuses. Mais déjà à cette époque le pouvoir carolingien vacille

### Bretons, Vikings et fin des carolingiens

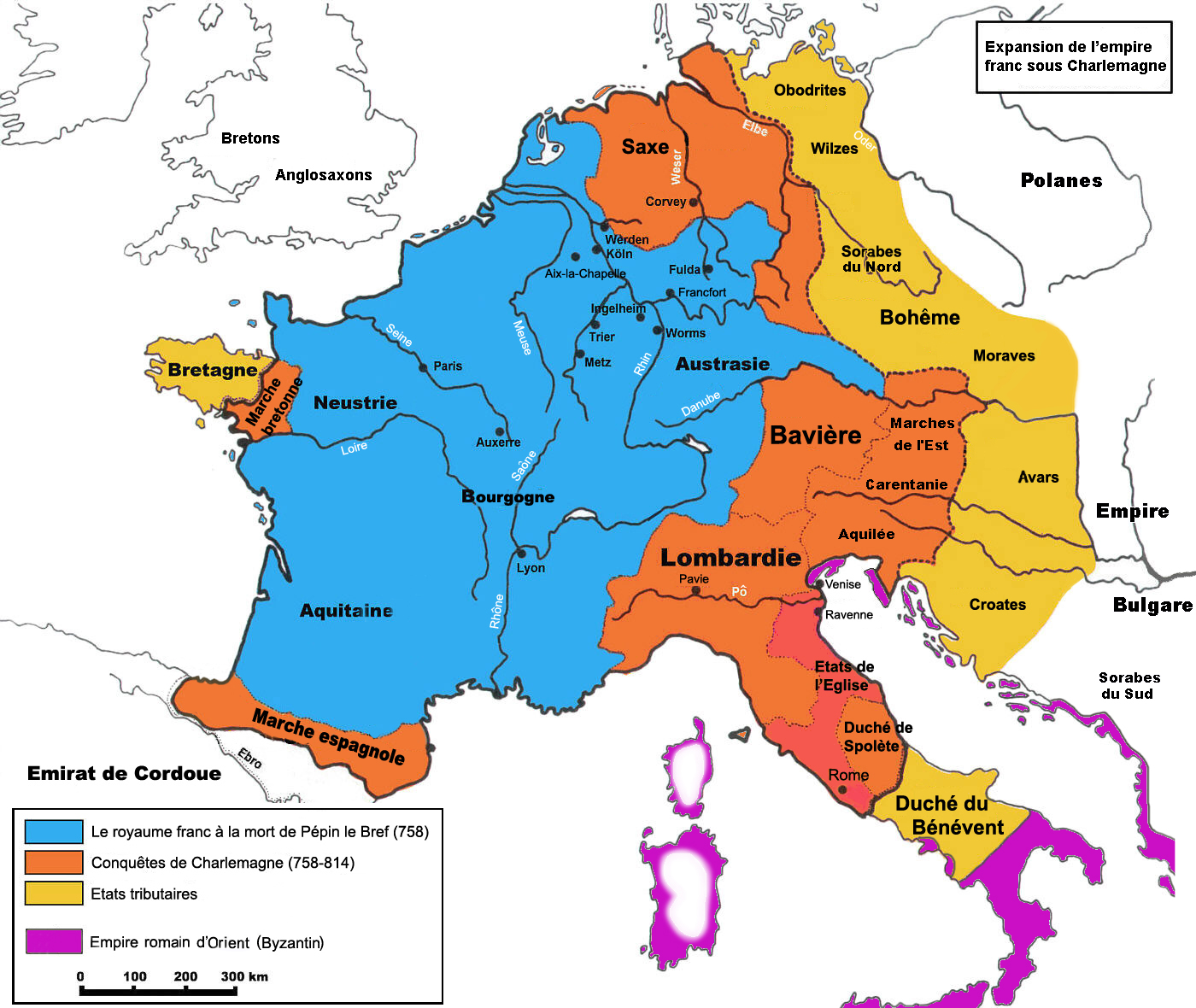
L'Empire de Charlemagne ; la Marche apparaît en orange à l'est de la Bretagne

Dans le second tiers du IXe siècle, les Bretons se lancent sous la conduite de leurs rois dans une active politique d'expansion facilitée par les attaques scandinaves contre l'empire carolingien. Ils furent particulièrement entreprenants contre la Marche de Bretagne, sous le règne de leurs souverains Nominoë, Erispoë et Salomon (826-874).

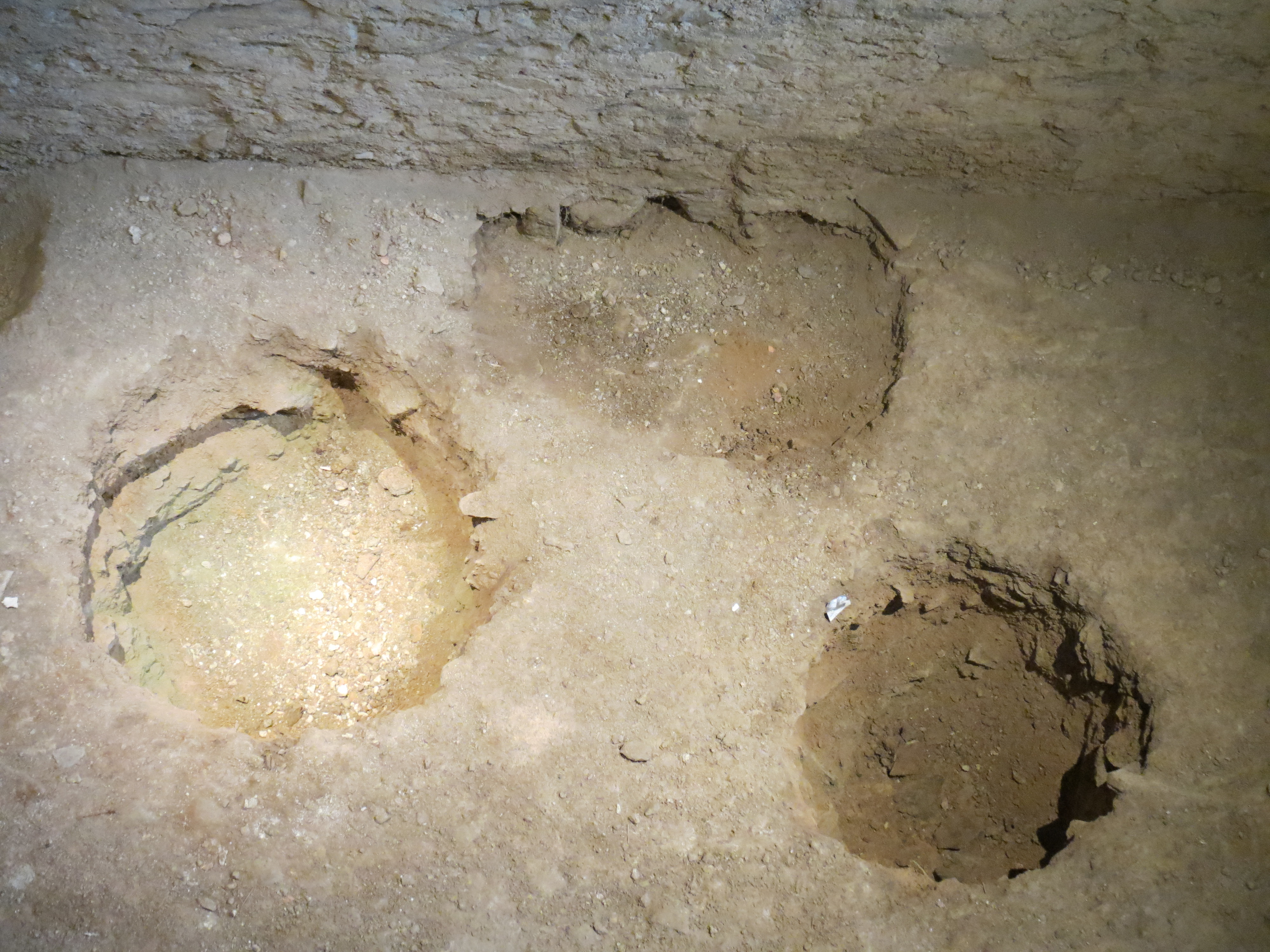
Des trous de poteaux, vestiges du premier château en bois de Mayenne.

L'édifice en bois du Château de Mayenne reconstruit en pierre vers 900. Il comprend alors un logis rectangulaire à deux étages, avec une grande salle haute (aula), une tourelle d'escalier, et une tour carrée. Cette tour carré réutilise des grosses pierres provenant de la forteresse romaine de Jublains abandonnée depuis le Ve siècle ; Anne Bocquet et Jacques Naveau l'interprètent comme un symbole de transfert de pouvoir.
Peu après, les remparts sont eux aussi refaits en pierre. La reconstruction du château a lieu après des attaques bretonnes contre la région entre 840 et 870. Les Marches de Bretagne sont alors contrôlées par Charles le Chauve, qui donne probablement le château aux premiers comtes du Maine.
Lambert II de Nantes, comte de Nantes, un des alliés des Bretons, bâtit le château de Craon. Après plusieurs conflits, la marche de Bretagne va être alors totalement incorporée au royaume de Bretagne. Les traités successifs de Louviers (856), Entrammes (863) et Compiègne (868) concèdent successivement aux rois de Bretagne Erispoë puis Salomon le territoire d’Entre deux rivières (jusqu'à la Mayenne), le Cotentin et l'Avranchin.

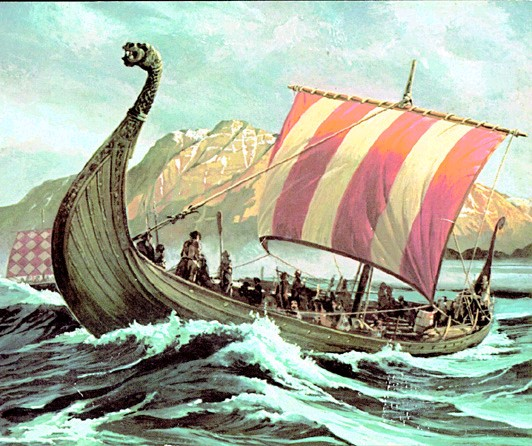
Les raids viking.

Ces guerres continuelles ne vont pas sans d'importantes destructions. Les moines de l'abbaye de Noirmoutier peuvent se réfugier au Monastère de Saint Trèche, sous la protection d'Erispoë, maître des lieux. Les moines iront jusqu'à Tournus car profitant de l’affaiblissement du pouvoir carolingien, les Vikings, qui étaient appelés Normands à l'époque, lancent plusieurs raids destructeurs, surtout en 866 et 886, et perçoivent même en 869 un tribut, un danegeld, mettant ainsi fin aux incursions bretonnes. Quand les Normands eurent conquis la Neustrie, ils empiétèrent sur le comté du Maine et s'approprièrent une assez large lisière dans le Passais et peut-être au-delà, qui, tout en devenant normande, resta soumise à la juridiction spirituelle des évêques du Mans.
On peut ajouter à ceci les querelles entre clans locaux, au milieu desquelles s'affirme une lignée de comtes manceaux à peu près indépendants, il n'est guère difficile d'imaginer l'état de la région à la fin du IXe siècle. Le cartulaire de l'Abbayette, prieuré fondé par le Mont Saint Michel évoque les dégâts occasionnés par l' irruption des Normands. La disparition de tous les monastères, à l'exception de celui d'Evron qui se relèvera au siècle suivant, témoigne de la violence des invasions.

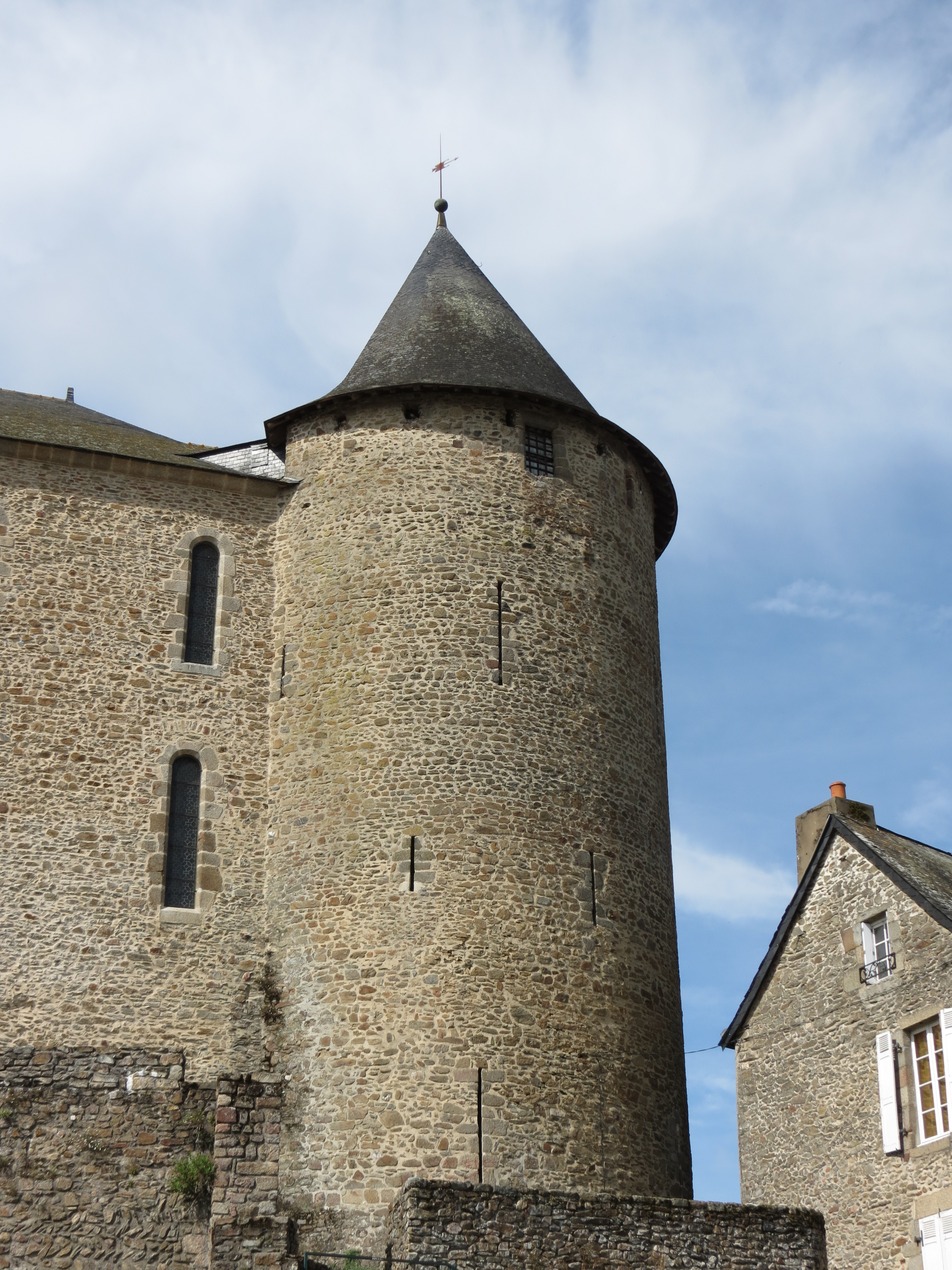
Le donjon.
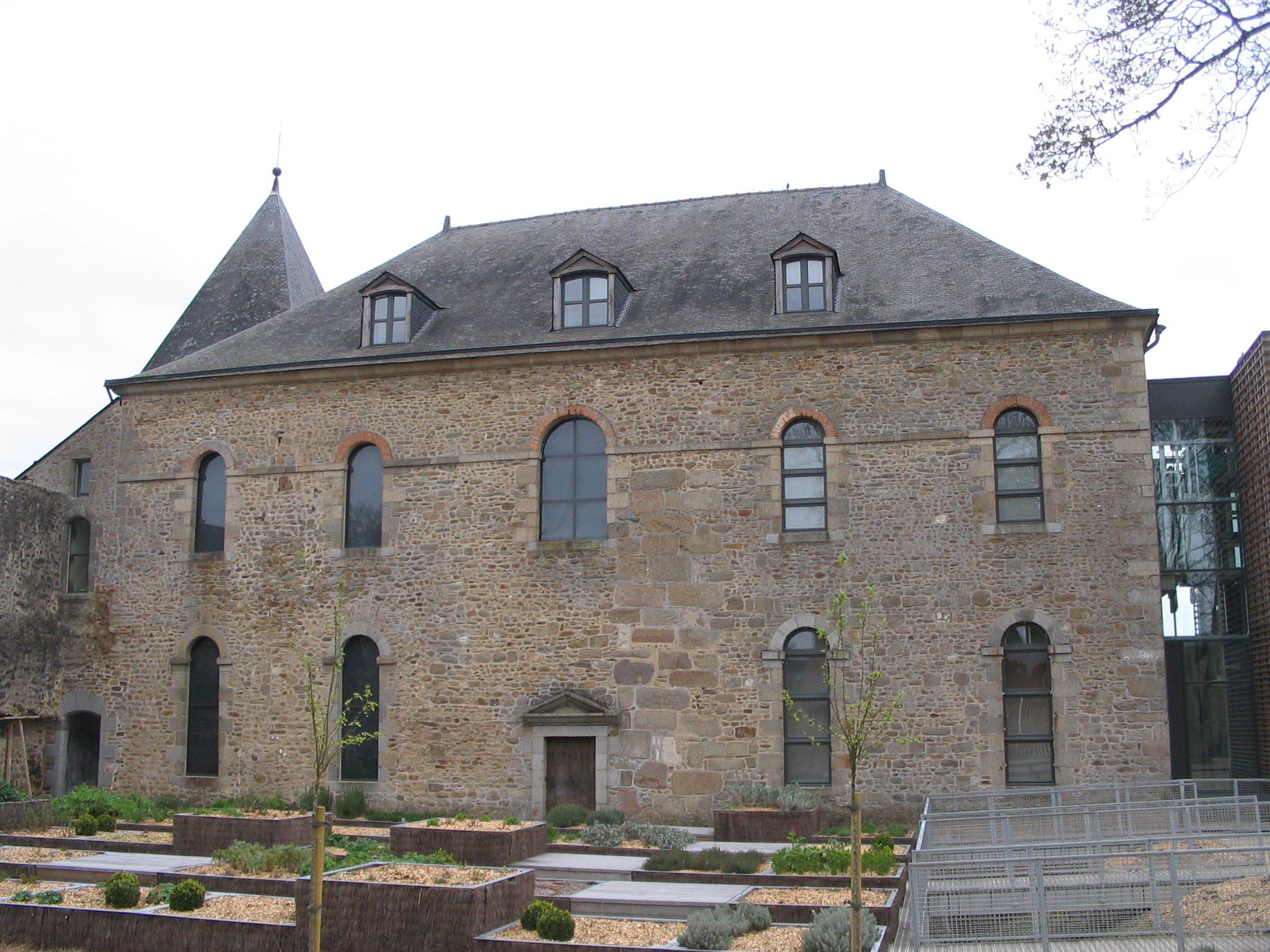
Le logis côté cour.
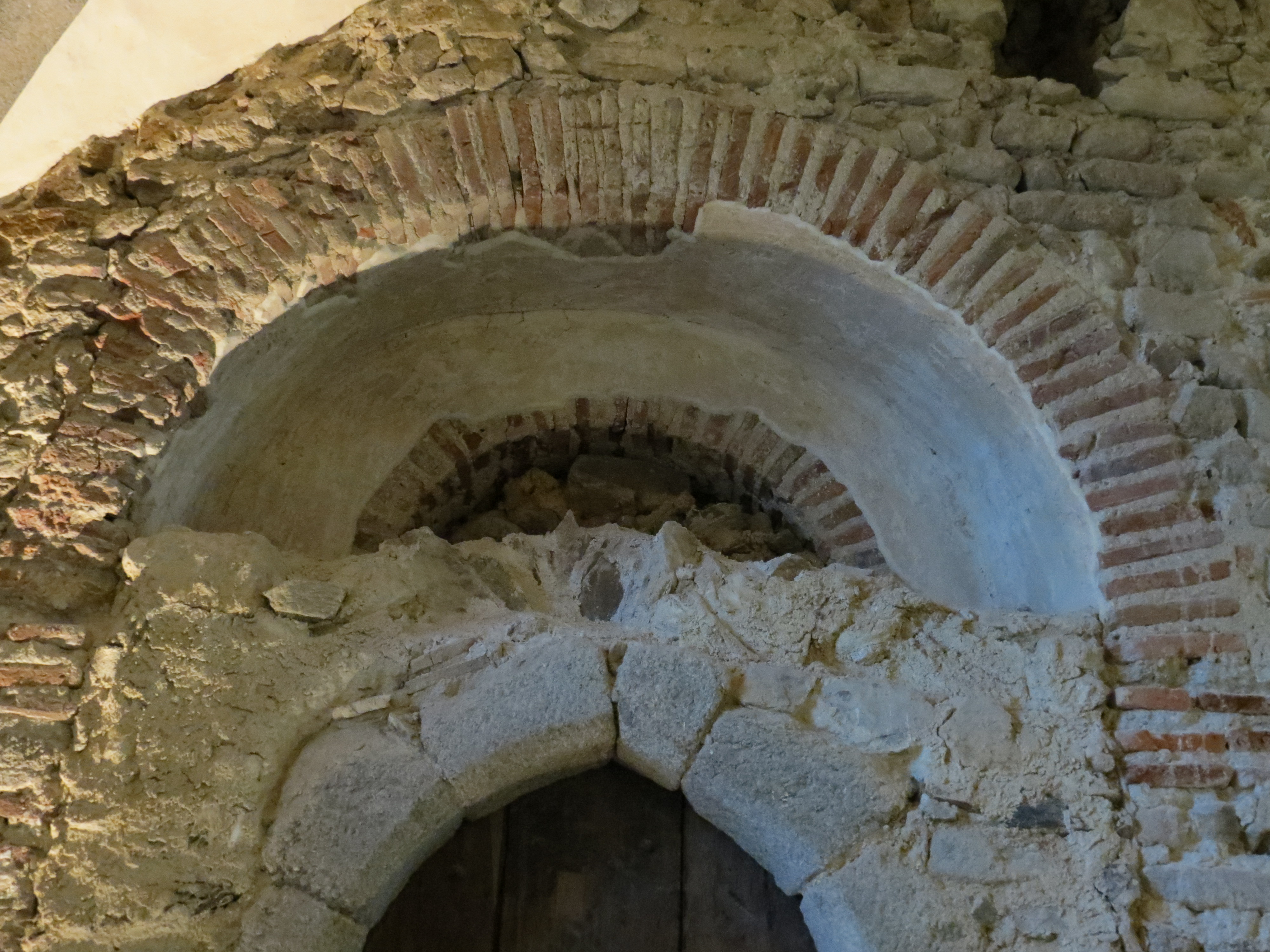
Détail d'une arcade carolingienne.

### Début de la féodalité
Devant l'effondrement du pouvoir carolingien, des principautés régionales tentent de naître. Après la victoire d'Alain Barbe-Torte sur les Normands en 937, les limites de la Bretagne ont reculé pour être celles des cinq départements actuels (Côtes-d'Armor, Finistère, Ille-et-Vilaine, Morbihan et Loire-Atlantique). À partir de 940, des comtes héréditaires apparaissent dans le Maine, et l'Anjou connait un brillant renouveau sous la direction de Foulques II d'Anjou.
À la faveur de la dissolution de l'autorité centrale, quelques familles s’imposent aux populations en quête de protection, et dans ces troubles s'élabore une nouvelle société qui sera nommée féodale. Bien loin que les mesures prises par Charlemagne et Louis le Pieux aient remédié à l'abus de l'intrusion des laïques dans les bénéfices ecclésiastiques, le désordre ne fit que s'accroître sous leurs successeurs. Les églises paroissiales mêmes étaient devenues des héritages patrimoniaux dont on se partageait les revenus, comme ceux d'une ferme, en laissant au prêtre qui les desservait un salaire arbitraire.

## Moyen Âge classique
Au début du XIe siècle, les premiers châteaux sont inféodés. Ils seront le berceau des grandes seigneuries ou des futures villes. Les châteaux se multiplient (dont Château de Laval, Château de Lassay, Château d'Ambrières, Château de Château-Gontier, Château de Craon, etc.). Ce sont des mottes castrales remplacées au XIIe siècle par un donjon et un château en pierre. La société est alors constituée de quelques grands seigneurs, de nombreux chevaliers petits propriétaires ou possesseurs d'une tenure héréditaire. La population augmente, la production agricole aussi comme le montre le nombre grandissant des nouveaux moulins.

### Des marches disputées

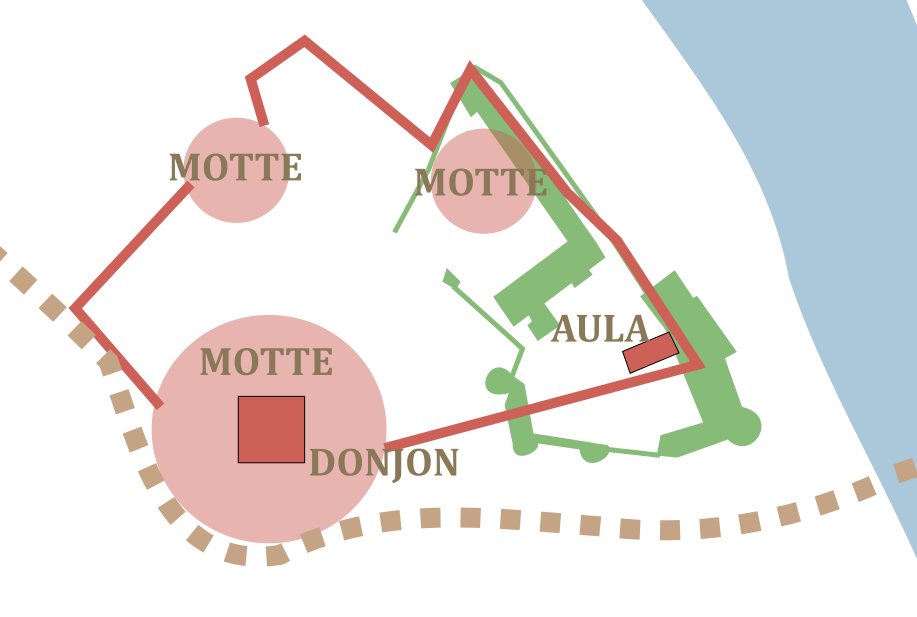
Plan supposé du château primitif de Laval (en rouge) avec ses trois mottes, superposé au château actuel (en vert). Les tirets matérialisent la voie Le Mans-Corseul.

Le territoire fait partie du Maine et de l'Anjou. Le Maine est dirigé par la famille des Hugonides, vassale des comtes d'Anjou. Le comté est menacé par ses puissants voisins, la Bretagne et la Normandie. Poussé par le comte d'Anjou Foulques Nerra, le comte du Maine Herbert Éveillechien confie des territoires le long du cours de la Mayenne à des seigneurs, ceux-ci devant y construire des forteresses. Herbert Ier du Maine, comte du Maine, ne peut que laisser s'exercer l'influence des comtes d'Anjou Foulques Nerra, puis Geoffroy Martel[Lequel ?] sur la région.
Ainsi, les places de Craon et Château-Gontier sont inféodées vers 1007 et 1010. Il crée aussi deux puissantes baronnies à Château-Gontier et à Craon pour enrayer tout retour offensif des Bretons. Vers 1014, Foulques Nerra établi Hamon de Mayenne pour contrôler les agissements normands. Le territoire de Laval a pu être donné vers 1020 à Guy de Dénéré, qui devient le premier seigneur de Laval.
Les nouveaux barons distribuèrent à leur tour des fiefs dans leurs territoires et se firent chacun une cour de chevaliers, témoins ordinaires de leurs chartes, et souches de la plus ancienne noblesse du pays. Pendant que le baron se bâtissait ville, château et donjon, ses fidèles élevaient au centre de leurs domaines, dans une situation facilement défendable, des châteliers. Plusieurs conservent encore leurs retranchements, leurs fossés, et souvent le donjon ou la motte qui en tenait lieu. Thorigné, le Bignon, Orenge, l'Écluse, Cordouan, Courtaliéru, Montaigu, etc., offrent des types variés de ces premières forteresses du pays.
La région ne tarde pas à devenir le champ d'affrontement de puissance rivales.

#### Guillaume le Conquérant

##### Croissance du pouvoir ducal
Le duc de Normandie Guillaume le Conquérant doit alors faire face aux ambitions grandissantes de Geoffroy Martel, comte d'Anjou, auprès duquel Gui de Brionne s'est réfugié. Au milieu du XIe siècle, Geoffroy Martel[Lequel ?], allié du roi de France, menace Guillaume le Conquérant qui décide alors de se protéger.
À cette époque, Guillaume le Conquérant vient de prendre Lassay. Pour répondre aux attaques d'Henri Ier, roi de France et de Geoffroy Martel, comte d'Anjou, il décide de bâtir vers 1049 une forteresse à Ambrières-les-Vallées, sur le territoire de Geoffroy II de Mayenne, baron de Mayenne qui prenait parti pour son adversaire. Le château est alors assiégé mais Guillaume disperse les assaillants et contraint Geoffroy II de Mayenne à la soumission.
Ce n'est que partie remise et la guerre reprend. Après la mort de Hugues IV du Maine en 1051, l'Angevin s’empare du Mans, de Domfront et d’Alençon aux dépens du seigneur de Bellême qui les tenait du roi de France. Allié avec le roi Henri Ier de France, Guillaume part en campagne contre lui. Pendant que le roi menace les arrières de Geoffroy Martel, le duc Guillaume de Normandie assiège Domfront, et prend Alençon dont il incendie la redoute. Guillaume et le roi Henri parviennent à chasser Geoffroy du Maine, permettant ainsi de sécuriser le duché par le renforcement des positions d'Alençon et de Domfront.
En 1058, le comte du Maine Herbert II s'échappe du Mans occupé par le comte d'Anjou et se réfugie à Rouen. Sans enfant, il lègue à Guillaume le Maine et fiance sa sœur Marguerite au jeune Robert Courteheuse. En 1058, un conciliabule avait lieu contre Guillaume au confluent de la Mayenne et de l'Anxure, entre Robert, fils d'Henri Ier, Hamon de Laval et Geoffroy II de Mayenne. À la mort d'Henri Ier et celle de Geoffroy Martel, en 1060, le duc Guillaume est débarrassé des menaces pesant sur son duché.
Après la mort d'Herbert II du Maine en 1062, Guillaume revendique le comté du Maine. Malgré la résistance locale, Guillaume le Conquérant pousse son avantage dans le Maine. La plupart des seigneurs du Maine se révoltent alors contre le duc de Normandie. Ils sont conduits par Geoffroy II de Mayenne et appellent à leur tête Gautier III, comte du Vexin. Guillaume de Normandie se lance alors dans la conquête du Maine en pratiquant la tactique de la terre brûlée et en faisant tomber un à un les châteaux de ses opposants. Guillaume s'empare du Mans en 1063, et trouvant sans cesse Geoffroy en face de lui s'attaque à son château de Mayenne. II vient mettre le siège devant le château de Mayenne, où s'est réfugié Geoffroy de Mayenne. Un incendie fait capituler la place en 1063. Il intronise son fils en 1063. Ce dernier n'ayant alors qu'une douzaine d'années, le duc de Normandie est donc le véritable maître du Maine. État tampon entre l’Anjou et la Normandie, le Maine (et plus particulièrement la région du Passais) sous domination normande garantit la protection du sud du duché.

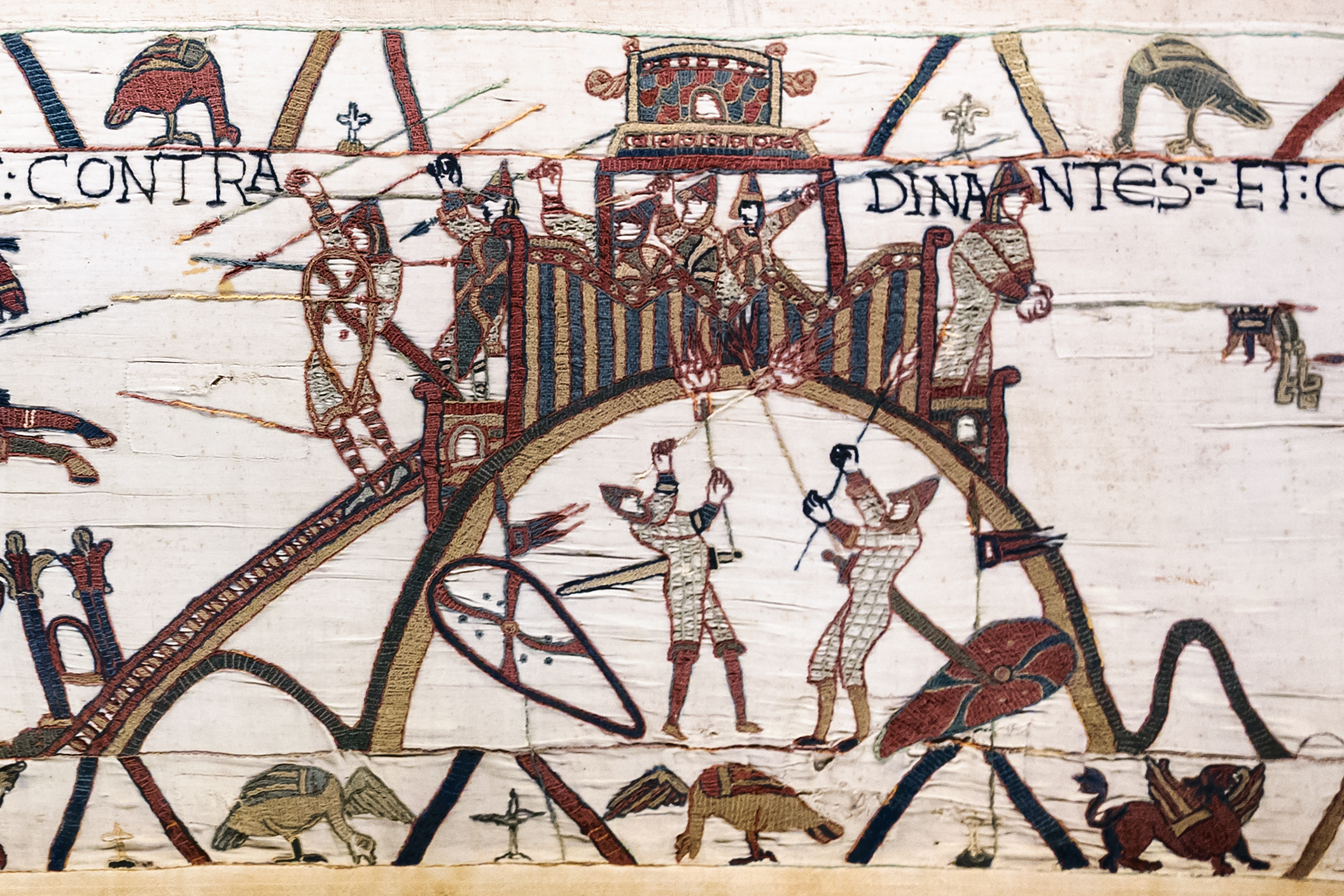
Tapisserie de Bayeux (scène 20), Conan II capitule à Dinan et rend les clefs de la ville au bout d'une lance.

La Bretagne se mêle à ce jeu complexe. Conan II de Bretagne cherche alors à profiter de l'affaiblissement temporaire des comtes d'Anjou et à renforcer sa frontière du côté de l'Anjou. Vers la fin de l'an 1066, le prince breton, après avoir occupé Pouancé qui appartenait à Sylvestre de la Guerche, pris Segré, il s'avance jusqu'à Château-Gontier qu'il assiège, mais il meurt devant la cité, le 11 décembre 1066 empoisonné, dit-on, par un traître sur l'ordre de Guillaume le Conquérant, soupçonné d'avoir commandité cet assassinat. La cause de la guerre était probablement le désir de rétablir les limites de la Bretagne, portées par Erispoë jusqu'à la Mayenne, et que le prince breton avait fortifiées par des retranchements puissants, comprenant deux fossés et deux haies de terre, appuyés de distance en distance par des boulevards, et allant de la Mayenne au-dessus de Bazouges, à la Seiche en face des Availles.

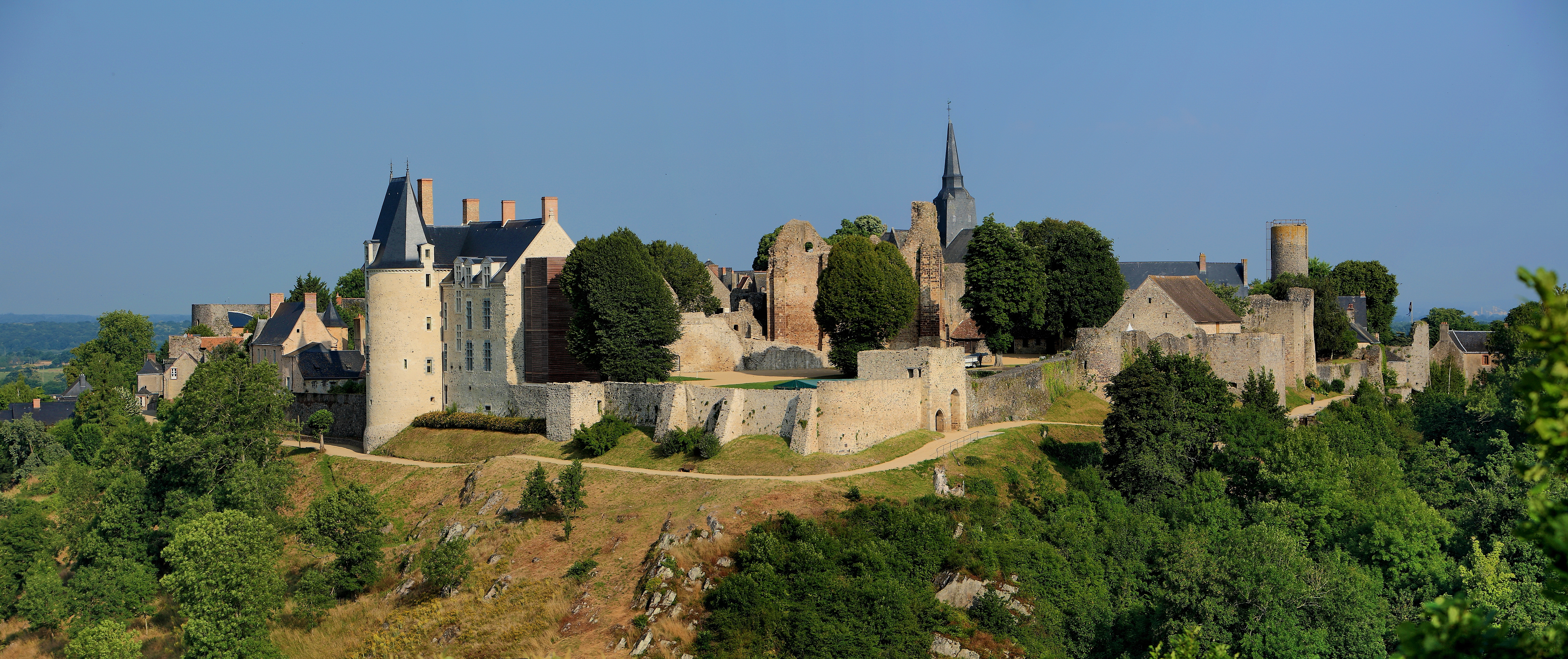
Vue de Sainte-Suzanne, depuis le Tertre Ganne.

Guillaume n'est pas tranquille pour autant et retrouve Geoffroy sur son passage. Celui-ci, animateur de la révolte du Mans, se rend maître de la ville, et fait de la comtesse Hersende, sa maîtresse, mais mécontente les Manceaux par ses exactions. Il reste l'adversaire des Normands jusqu'à la fin de sa vie.

##### Premiers revers

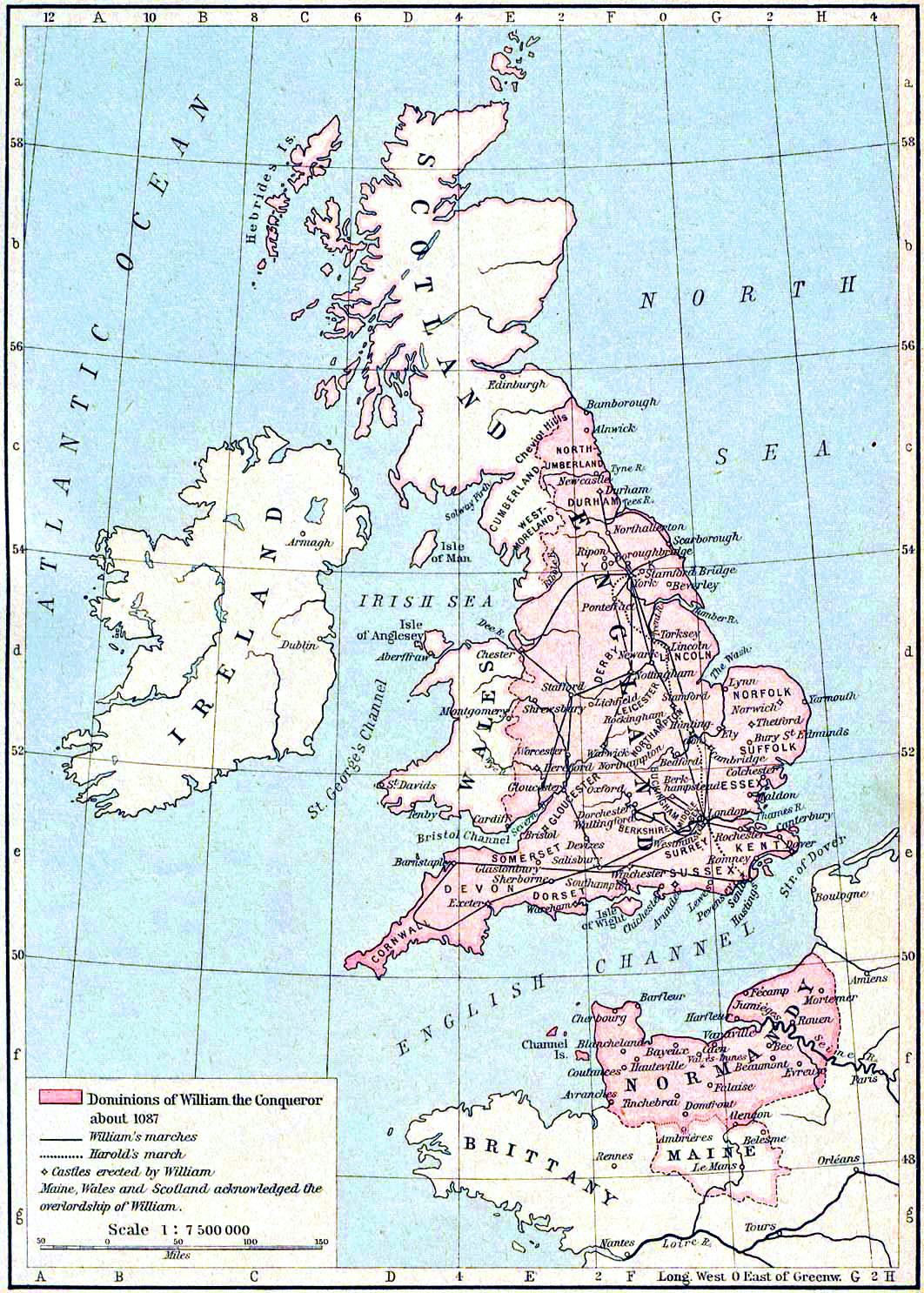
Les possessions de Guillaume à sa mort en 1087.

En 1066, Guillaume le Conquérant a bénéficié d'une heureuse conjoncture politique et diplomatique qui lui a permis de conquérir l'Angleterre sans être menacé ou attaqué sur ses arrières. Cette situation exceptionnelle change après son retour en Normandie en mars 1067. Durant les vingt dernières années de son règne, Guillaume doit faire face à plusieurs révoltes intérieures et au réveil des principautés voisines. Ses difficultés sont augmentées du fait de l'extension de son territoire : il ne peut pas intervenir partout, directement et rapidement.
Bien que nominalement possédé par le fils du Conquérant, le Maine se détache en effet de l'influence normande. Menés par Hubert de Sainte-Suzanne, les habitants du Mans se révoltent en 1069. Si après une brève campagne militaire Guillaume réoccupe la région à son retour en 1073, la situation ne se calme que temporairement. Derrière les difficultés du duc-roi dans le Maine et en Bretagne, se cachent les agissements de ses deux principaux ennemis, à savoir le comte d'Anjou Foulque le Réchin et le roi de France Philippe Ier. Ils soutiennent tous les révoltés contre le Normand. Tout un symbole, Robert de Flandres marie sa demi-sœur Berthe au roi de France en 1072.
Fin 1076, Jean de la Flèche, l'un des plus fervents soutiens de Guillaume le Conquérant dans le Maine est attaqué par Foulque le Réchin, le comte d'Anjou. Guillaume doit venir à son secours. Fin 1081, Guillaume est de retour sur le continent, pour intervenir de nouveau dans le Maine. Son expédition s'achève sur un accord négocié par l'intermédiaire d'un légat du pape.
La situation au Maine ne se pacifie pas, Hubert de Beaumont-au-Maine étant assiégé à partir de 1083 dans son château de Sainte-Suzanne, en vain, pendant environ trois ans. Les troupes normandes, basées au Camp de Beugy et commandées un premier temps par Alain le Roux, sont plusieurs fois défaites. Guillaume, découragé par la mort de nombreux chevaliers, signe finalement la paix avec Hubert qui est rétabli dans ses terres. Malgré un siège de quatre ans 1083 - 1086, la cité de Sainte-Suzanne, qu'Hubert II défendait, est restée dans l'Histoire comme le seul château que Guillaume le Conquérant lui-même n'ait jamais pu prendre.

#### La Mayenne dans l'«Empire Plantagenêt»
Cependant après une éclipse, le comte d'Anjou Foulques V d'Anjou se rétablit dans la région, et la Mayenne se retrouve bientôt dans le vaste domaine des Plantagenêts. La paix n'est pas acquise pour autant.
En 1129, le comte d’Anjou Geoffroy Plantagenêt assiège Meslay-du-Maine, appartenant alors à Guy IV de Laval, pendant trois semaines. La victoire des Angevins est suivie d’un pillage, du massacre d’une partie de la population, de la destruction des murs et des chaumières du village.
Aliénor d'Aquitaine épouse le roi de France Louis VII en 1137, puis s’en sépare et se remarie en 1152 avec Henri Plantagenêt, futur Henri II d'Angleterre. La politique d'Henri II d'Angleterre provoque des révoltes.
C'est durant cette période que la région est associée aux légendes arthuriennes, et plus particulièrement pour la légende de Lancelot du Lac. Pour Georges Bertin, le personnage de Lancelot se confondrait avec saint Fraimbault de Lassay, dont le nom signifie littéralement, d'après lui, le « lancier du lac »

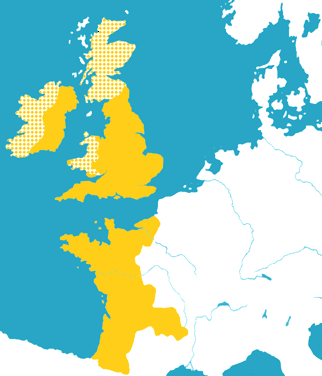
Expansion de l'empire Plantagenêt de 1165 à 1171.

En 1174, La guerre reprend, opposant Henri II à ses fils soutenus par le roi de France. En 1173-1174, la révolte gronde mais Maurice II de Craon mate les vassaux soulevés. Maurice II de Craon est chargé de commander les Angevins, il s'empara de Chantoceau et de Sablé, détruisit les deux forteresses voisines de Sablé : Saint-Loup et Saint-Brice, et reçut le gouvernement de l'Anjou et du Maine, ainsi que de la forteresse récemment construite à Ancenis.

#### Seigneurs et vassaux

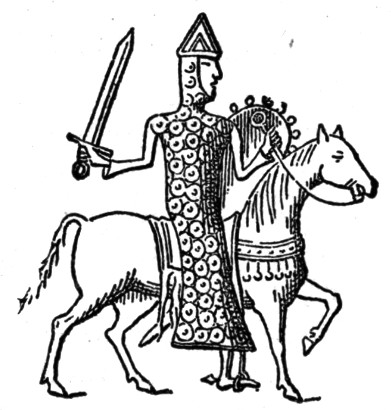
Guy II de Laval, deuxième seigneur de la ville, d'après un sceau de 1095.

Dans ce contexte agité, les structures de la société féodale se mettent en place et les grandes familles assurent leur pouvoir. Elles renforcent la puissance des lignages par d'habiles alliances matrimoniales (comme Guy II de Laval ou encore Juhel II de Mayenne), et savent cultiver leur influence dans les cours d'Anjou; de Bretagne ou de Normandie. La soif d'aventure peut pousser certains loin comme Gautier de Mayenne, qui après plusieurs années passées dans les Pouilles, au sein du Baronnage italo-normand. Il revient en éblouissant le chapitre du Mans par des cadeaux somptueux.
On trouve dans ces grandes familles, une mention initiale de leur bastion historique : Château-Gontier, Craon, Laval, Mayenne, et les vicomtes du Maine, etc.
Le système de dépendance vassalique, la pratique de distribution de fiefs se répandent alors non sans heurts car les guerres locales font rage longtemps entre les maîtres de châteaux (domini) qui se multiplient et autour desquels gravitent des groupes plus ou moins développés de chevaliers (milites). Les barons de Laval, de Château-Gontier, de Sablé, se faisaient la guerre, et n'étaient pas eux-mêmes, jusqu'à la fin du XIIe siècle, à l'abri des revendications armées de leurs vassaux : En 1199, Guy VI de Laval doit ainsi affronter l'un de ses principaux vassaux Hamon L'Enfant.

#### La seigneurie
Ces guerriers fondent leur puissance sur l'accaparement de la terre. Cependant le fonctionnement et la gestion des seigneuries féodales nous échappent encore largement (hormis le cas des domaines monastiques) même si l'on voit bien se multiplier dans les textes les tenures paysannes astreintes à un certain nombre de redevances. Par contre, la domination des hommes que les châtelains instaurent dans le cadre de la seigneurie banale apparaît clairement. Grâce à l'affaiblissement de l'autorité comtale dans la région, ils se sont arrogé le droit de ban, droit de commander et de réprimer.

#### Défrichement et peuplement
L'organisation de la seigneurie ne présente alors que plus d'intérêt en raison de la multiplication des hommes. Comme dans tout l'Occident, la région prend son essor au XIe siècle. Geoffroy le Gros, auteur d'une vie de Bernard de Tiron évoque de vastes solitudes. Si dans une région anciennement peuplée et très largement mis en valeur, comme celle d'Evron, les grandes villae sont déjà en cours de morcellement, de vastes massifs à peu près vides d'hommes s'étendent à l'Ouest comme la forêt de Craon, la Forêt de Frageu et la forêt de Concise, la forêt de Mayenne et la forêt de Glaine, à l'Est comme la forêt de Charnie ou les Coevrons qui restent boisés, et au sud comme la forêt de Bouère. Certains même paraissent avoir utilisé une façade érémitique pour mener une vie plutôt marginale.
Vers 1080, Guillaume Firmat avait fondé l'ermitage de Fontaine-Géhard en forêt de Mayenne. En 1147, l'évêque du Mans s'inquiète, sans doute se méfie-t-il de ces expériences originales, mais à travers son accusation se dessine un groupe d'artisans et d'éleveurs semi-nomades assurant une première mise en valeur du monde forestier.
Les forêts, réduites aujourd'hui aux terrains rocheux ou stériles, se joignaient et couvraient d'immenses étendues, entremêlées seulement de quelques clairières. Ce n'est que dans la seconde partie du XIe siècle que la forêt semble subir un défrichement important avec un développement des cultures qui va se poursuivre jusqu'à la fin du Moyen Âge. La forêt de Craon, qui occupait toutes les paroisses de Ballots, de la Roë et d'autres circonvoisines est défrichée depuis le XIe siècle, aussi bien que celle qui reliait les forêts de Mayenne et de Fougères. L'ampleur des défrichements s'imposent. Des puissants s'y intéressent : les seigneurs, et aussi les moines cisterciens. De vastes exploitations : les granges sont créées en forêt par les Abbaye de Clermont et Abbaye de Bellebranche. Il y a aussi beaucoup de paysans qui agrandissent leur lot,. Dès la fin du XIe siècle et au XIIe siècle, des donations, des conflits mentionnent une attaque des principaux ensemble forestiers. Un paysage nouveau se met en place.

#### Le développement des bourgs
Cette extension s'accompagne d'importantes modifications du peuplement. Hameaux, villages et villes se développent un peu partout, mettant en place les structures de l'actuel réseau d'habitat. La création de bourgs est la solution la plus typique et la plus fréquente dans l'Ouest. Fondées par les seigneurs, ou les moines, souvent en adjonction à un lieu habité, elle se multiplie dans les campagnes au XIe siècle et XIIe siècle. Toutes les villes ont alors leur bourg sinon plusieurs. Guy de Laval bâtit le sien : Le Bourg Chevrel autour du château, puis s'ajoute celui de Saint-Martin, et plus loin le Bourg Hersent et Avénières. Le bourg permet d'encadrer les hommes, d'assurer le pouvoir seigneurial et d'en tirer profit. Le bourgeois, personnage encore modeste y trouve aussi son intérêt. Le plus souvent, près des châteaux, foires et marchés se multiplie, indication d'un renouveau de la circulation et des échanges, et de la volonté des puissants d'en tirer parti. Et dans les bourgs urbains, s'accompagnent d'une concentration d'artisans et de marchands.

#### Le renouveau religieux
Assez tôt, le mouvement de réforme fait sentir son influence. Seul monastère sauvé du désastre des temps difficiles, l'Abbaye Notre-Dame d'Évron renaît en 989. La vie monastique éteinte depuis un siècle se ranime. L'Église séculière est aussi gagnée mais la réforme grégorienne prend durtout l'aspect de "restitution" par les laïcs en don réel ou moyennant finances. De nombreuses églises paroissiales et de dîmes quittent les mains laïques, pour celles d'ecclésiastiques, en majorité des moins. Né vers 1040, ce mouvement connait son apogée dans la seconde moitié du XIe siècle favorisé sans doute par la présence d'évêques réformateurs. Le prestige dont jouie la vie monastique et l'espoir d'une récompense éternelle favorise les abbayes qui reçoivent la majeure partie des églises ; les évêques n'en obtenant que fort peu. Ainsi, l'Abbaye de la Roë dirige bientôt une soixantaine de paroisses, et les prieurés ruraux où ne résident qu'un ou deux moines se multiplient. Cependant, les nouveaux patrons sont surtout intéressés par les revenus liés, et le mouvement grégorien ne dépasse guère le stade limité des restitutions.

#### La multiplication des ermites
Refusant les formes de l'Église, mais aussi de la société qui se met en place, des clercs et des laïcs fuient au désert, surtout entre 1080 et 1130. La forêt les accueille pour une vie solitaire et ascétique pour former un groupe original, particulièrement bien implanté dans notre région : les ermites. Il s'agit mouvement précurseur d'une régénération morale. Les forêts du territoire mayennais: c'est-à-dire celles de Craon, de Concise, de Mayenne, du Petit-Maine, de Pail, de Monnaie, d'Andenne, de Charnie, attirèrent de nouveau des ermites, ne pouvant plus vivre dans un monde corrompu, se firent suivre en le fuyant. Beaucoup d'ermites n'ont laissé aucun souvenir, mais de nombreuses Vies retracent l'existence des plus grands qui accèdent à la sainteté. Les auteurs, dans un but édifiant et apologétique se soucient avant tout d'exalter leur héros dans le cadre d'un récit littéraire précis avec épisodes obligés, ce qui impose une certaine prudence à leur analyse historique. On peut ainsi citer Bernard de Tiron, Robert d'Arbrissel, Guillaume Firmat, Raoul de La Futaie, Vital de Savigny, Alleaume d'Étival, etc.
Les ermitages se multiplièrent. Fontaine-Géhard, où se firent les premiers essais de ce genre de vie, où séjournèrent les plus illustres de ses adeptes, en fut le centre principal. On ne lui donna pas le nom d'Abbaye parce que ses dépendances n'étaient que des ermitages et que son existence fut de courte durée, mais elle était chef d'ordre, ayant des fondations dans les forêts de Pail, de Passais, de Mayenne, de Bourgon. L'Abbé Angot en signale plus d'une douzaine dont héritèrent plus tard d'autres ordres ou qui disparurent sans laisser de traces, n'ayant eu pour édifices que des huttes de branchages. Des fondations monastiques naissent pour encadrer les ermites, et l'érémitisme proprement dit décline ou se dévoie comme il apparaît à Fontaine-Géhard. Refusant le modèle clunisien trop riche, trop important, les ermites inventent en partie un nouveau monachisme plus pauvre, plus proche de leurs idéaux.
Finalement, les réalisations concrètes demeurent rares, mais la prédication des ermites préfigure les thèmes de François d'Assise. Néanmoins, l'abbaye de la Roë, première fondation de Robert d'Arbrissel, envoya ses chanoines desservir des paroisses ou de simples chapelles dans le Maine, l'Anjou et la Bretagne. Alleaume d'Étival imita dans la Charnie ce mouvement, groupant autour de lui religieux et religieuses et créant des ermitages dont plusieurs restèrent la propriété de l'Abbaye d'Étival-en-Charnie jusqu'à leursuppression : Saint-Nicolas, la Trinité dans les Coëvrons, Saint-Même, Mariette, etc. Raoul de la Futaie, Vital de Savigny, Bernard de Tiron firent des fondations plus importantes encore en dehors des frontières de la région.
Les fondations des Ermites préparent le terrain au Cisterciens qui trouvent dans la région l'endroit idéal pour leur vie de solitude et de travail. Dès 1150, ils s'installent dans l'Abbaye de Bellebranche. Avant 1152, le seigneur de Laval favorise leur établissement en forêt de Concise avec l' Abbaye de Clermont, dont une colonie essaime en forêt de Mayenne pour s'installer ensuite en 1204 comme l'Abbaye de Fontaine-Daniel. Bien dotées par les grandes familles des alentours, ces maisons jouissent bientôt de domaines étendus et deviennent les mausolées de leurs protecteurs.

#### Témoignages de sentiments religieux
Malgré ses bouleversements, la vie religieuse évolue lentement. Toutes les églises se reconstruisirent à cette époque, remplaçant d'anciens édifices en bois dont il n'est resté nulles traces. La Mayenne se couvre d'édifices religieux : nombre de paroisses construit son église romane dont un certain nombre nous est parvenu plus ou moins remaniés. On retrouve aussi l'art roman dans la Chapelle du château de Laval.
La Mayenne ne possédant plus d'autre abbaye que celle d'Évron, les grandes abbayes du Mans et d'Angers, celles plus lointaines de Tours et du Mont-Saint-Michel, d'autres plus étrangères encore, furent investies du patronage de la plupart des églises retirées des mains laïques.
Pour le reste, le sentiment religieux se laisse difficilement saisir. Des foules suivent les grands prédicateurs mais comment distinguer les convertis des simples curieux ou marginaux en rupture de société ? Les chevaliers plus faciles à cerner présentent un mélange de dévotion et de violences pareillement spectaculaires. Les monastères et les prieurés abritent un ou plusieurs membres des grandes familles : ainsi Jean, fils de Guy Ier de Laval ne constitue certes pas une exception. D'autres aspirent à partager les bénéfices spirituels des moines en les comblant de dons, les rapports avec Dieu se basant sur l'échange. Les Croisades offrent au combattant l'occasion d'assouvir leur goût d'aventure et de combat tout en assurant leur salut. Si l'épisode des Croisés de Mayenne en 1158 reste une légende, les cartulaires mentionnent à maintes reprises le départ de chevaliers et aussi d'ecclésiastiques.

Blason de la famille de Craon.

Les grands barons de Mayenne, Laval, Château-Gontier participent à ces expéditions vers le tombeau du Christ et la famille de Craon voit même l'un de ces membres Robert de Craon promu au rang de maître de l'ordre du Temple. Au XIIe siècle, Maurice II de Craon résume bien son époque : très grand seigneur angevin, proche d'Henri II d'Angleterre, il va deux fois en Terre sainte, fonde le prieuré des Bonshommes de Ballots en forêt de Craon, et signe des temps nouveaux composent des vers.

#### La conquête royale
L'influence et la puissance des Plantagenêts inquiète la dynastie capétienne française qui ouvre une période de conflits s'étalant sur une centaine d'années. Avec l'avènement de Jean sans Terre à la suite de la mort de Richard Cœur de Lion en 1199, tous deux fils et successeurs d'Henri II, Philippe Auguste se lance à la conquête de la partie continentale des territoires Plantagenêt en 1204 mettant un terme à leur domination dans l'ouest de la France.
Philippe Auguste profite de la querelle qui oppose Jean sans Terre à son neveu Arthur Ier de Bretagne. Soutenu par le roi de France, ce dernier obtient l'hommage de la plupart des Barons de la région. Le XIIe siècle s'acheva donc par la lutte entre Philippe-Auguste et Jean-sans-Terre, où prirent parti les barons de Laval et de Mayenne. Mayenne avait été particulièrement atteinte par cette guerre qui fut âpre et longue. La guerre ravage les contrées et Juhel III de Mayenne y perd sa ville, prise et confisquée. L'assassinat d'Arthur et l'habileté de Philippe Auguste mène à l'échec le Plantagenêt qui, en 1206, renonce officiellement à l'Anjou et au Maine.

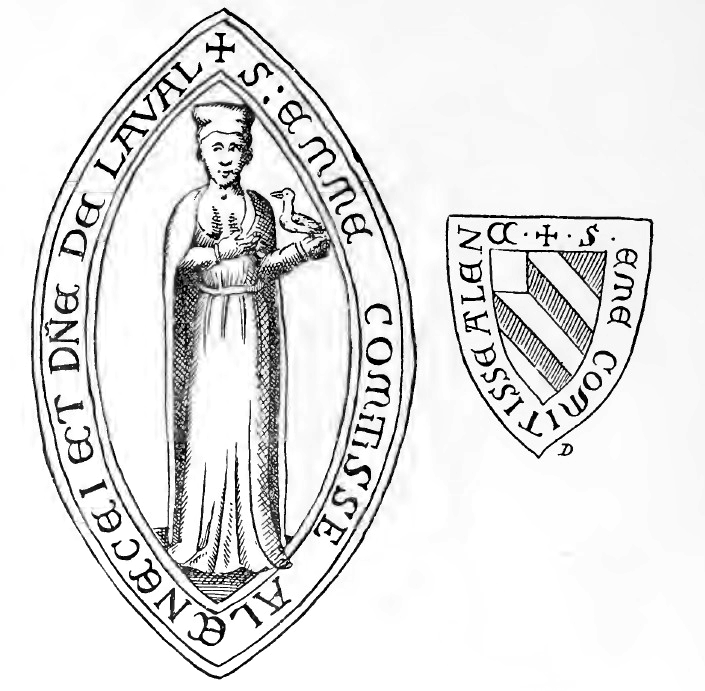
Emma de Laval représentée sur son sceau.

Le roi de France multiplie alors les garanties pour amarrer solidement sa nouvelle conquête au royaume de France. Il maintient en place un personnage clé : Guillaume des Roches et s'assure de la fidélité des Grands de la région par le système des cautions. Une habile politique de mariage complète ses dispositions : le roi donne comme époux à Emma de Laval, héritière de la baronnie de Laval Robert Ier d'Alençon, puis Mathieu II de Montmorency, connétable de France, et influent à la Cour. La reconstruction du Château de Laval en château philippien montre aussi cette volonté du roi.
Le baron Juhel II de Mayenne soutient le roi et renforce ainsi son pouvoir, mais il meurt sans héritiers en 1220. Son titre et son domaine passent à la maison d'Avaugour, puis à celle de Blois. Ses successeurs ont donc d'autres propriétés et résident rarement à Mayenne. Le château est néanmoins amélioré et embelli au cours du XIIIe siècle.

Les premiers châteaux défensifs (XIIe-XIIIe).
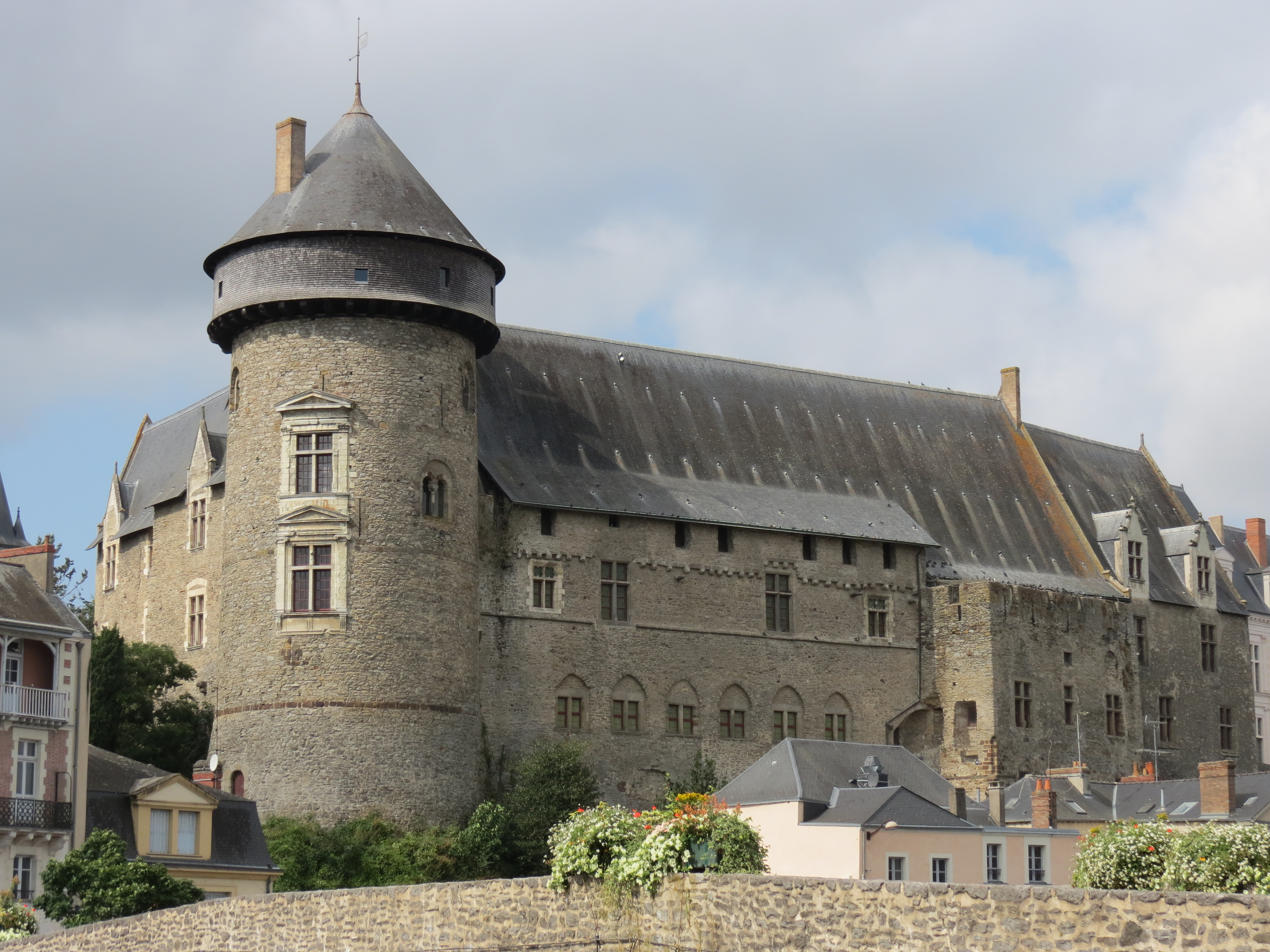
Le château vieux et son donjon du XIIIe siècle.
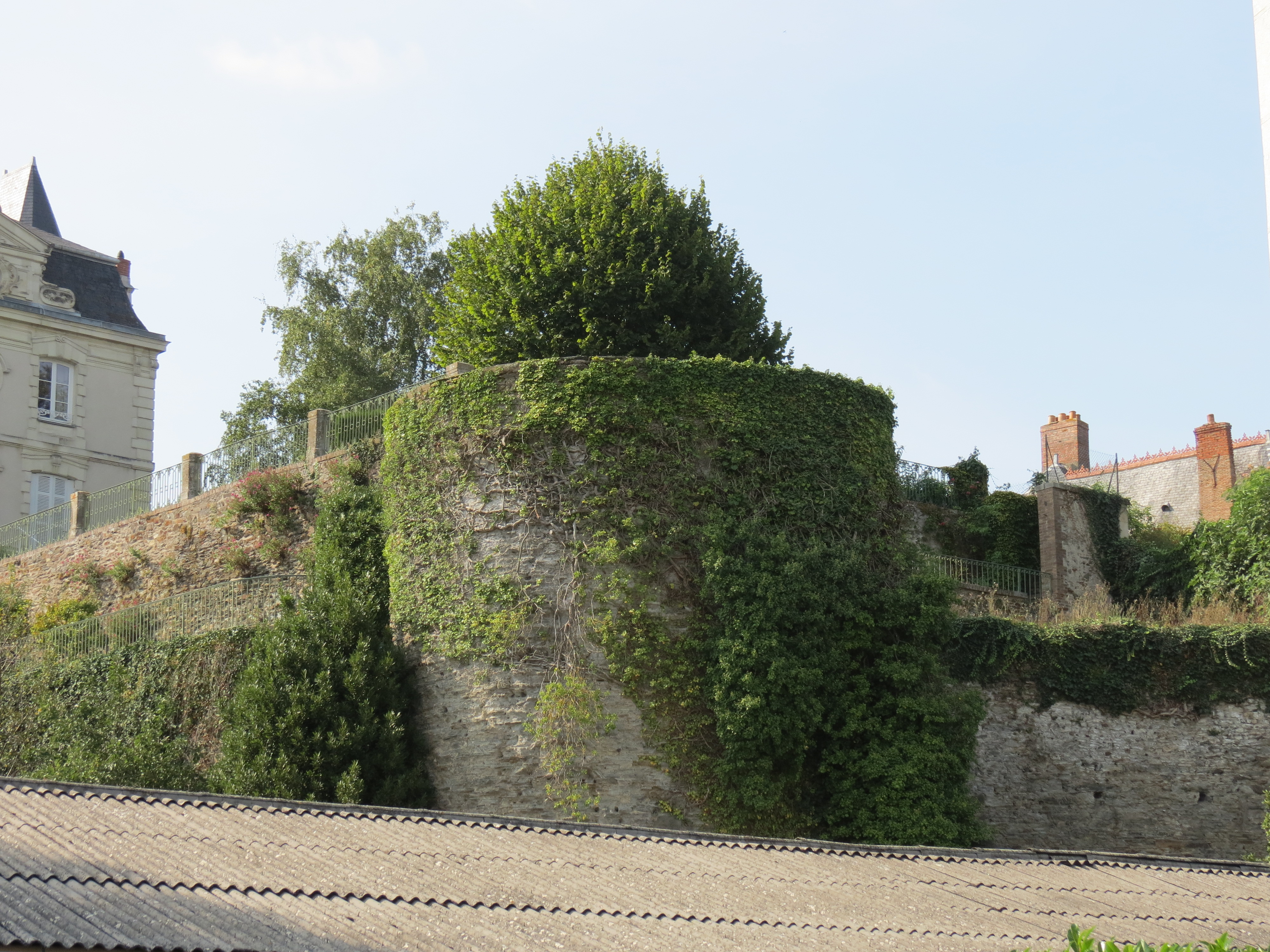
Vestiges du Château de Château-Gontier
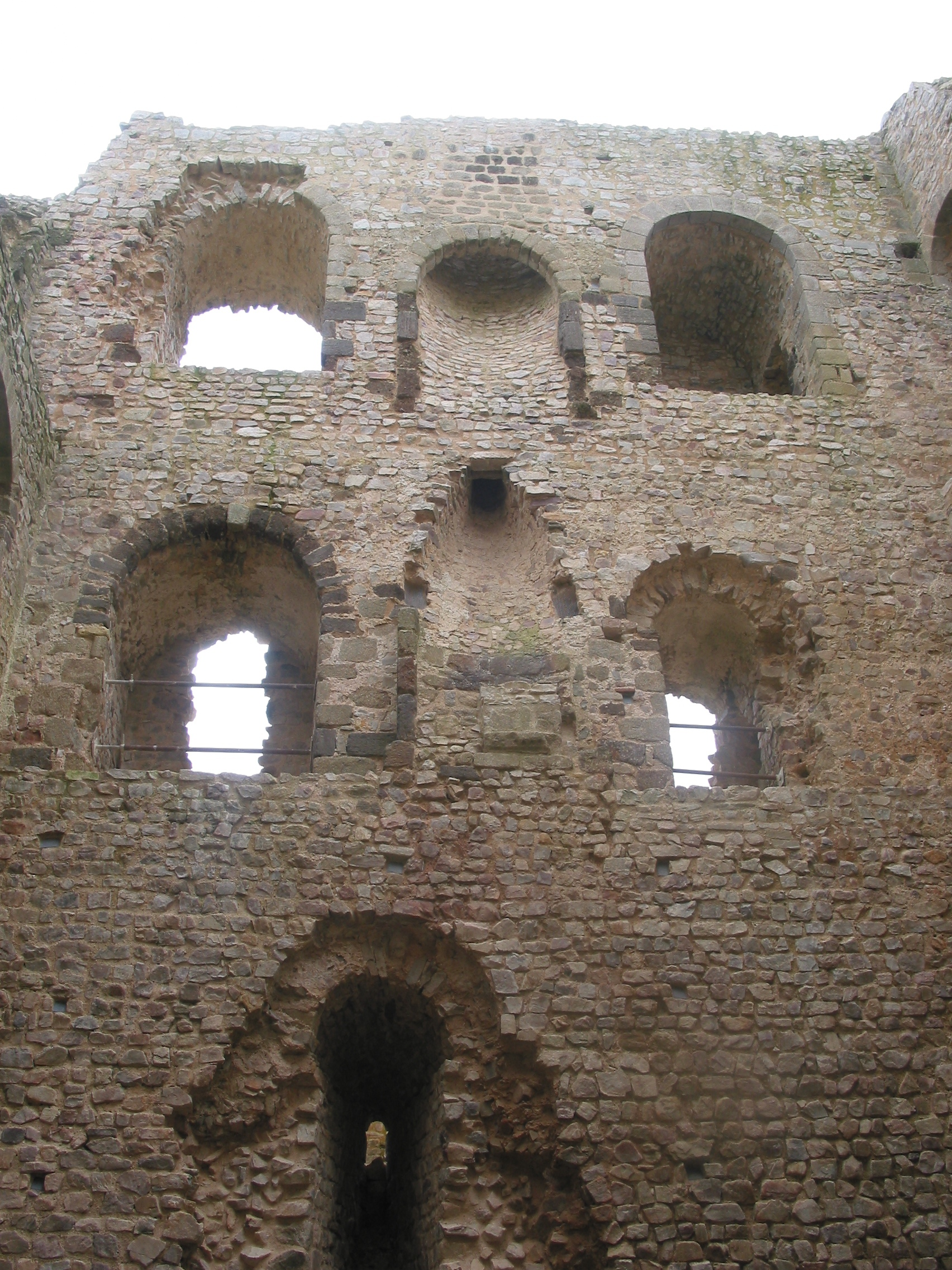
Donjon de Sainte-Suzanne, intérieur

#### L'administration royale
Le Roi de France exerce une tutelle sur la région et ne se montre guère. Il faut le conflit avec Pierre Mauclerc, duc de Bretagne, pour que Saint-Louis séjourne quelque temps dans la région et rencontre son adversaire à Ernée. Par la suite, la présence royale se fait d'autant plus rare : le Maine échoit en 1246 en apanage à Charles Ier d'Anjou qui se préoccupe surtout de finance sa politique napolitaine par une lourde fiscalité. Revenu à la Couronne en 1328, dès 1332, le Maine et l'Anjou passent à Jean, fils de Philippe VI de France. Cela ne signifie pas néanmoins une éclipse totale du pouvoir royal. Le roi de France conserve le droit de juger en appel. Une administration peu nombreuse, recrutée surtout dans la petite noblesse, se met en place avec ses baillis et ses sergents pas toujours rigoureux dans l'exercice de leurs fonctions.
Dans un souci de clarification, la coutume fait l'objet d'une mise par écrit garantissant ainsi un peu mieux les droits de chacun. Au XIIIe siècle se trouvent codifiées les Coutumes d'Anjou et du Maine, dont plusieurs dispositions spéciales différencient une législation locale de celle des provinces voisines. En étudiant les documents de la baronnie de Mayenne, on doit retenir par exemple que le mot fief n'y a pas la même valeur que dans celles de Laval et de Château-Gontier où fief emporte justice. Le fief mayennais est une simple unité territoriale tenue solidairement d'un seigneur, mais sans aucun privilège féodal.

#### Le service du roi
Le ralliement de la noblesse garantit l'attachement de la région. Des bouleversements affectent cette dernière. Les "grandes seigneuries"" tombent en quenouille., permettant l'arrivée de nouvelles familles : la famille d'Avaugour, déjà bien implantée en Bretagne, s'installe à Mayenne, les familles de la Guerche puis de Beaumont à Château-Gontier. Les Montmorency, déjà établis à Laval ne tardent pas à étendre leur puissance en Bretagne, par le mariage de Guy VII de Laval avec l'héritière de la baronnie de Vitré. Féodalement, tandis que la famille de Laval se continue ou se relève par substitution, celles de Château-Gontier et de Mayenne se fondent en d'autres maisons plus puissantes qui délaissent ces deux baronnies comme des apanages secondaires.
Pour toutes ces familles, déjà liées au roi, la cour devient de plus en plus un pôle d'attraction. Les seigneurs de Craon y exercent de hautes fonctions, et Guy IX de Laval, détail significatif, achète un hôtel à Paris en 1313.
Pour tous, le champ d'action s'élargit au-delà du cadre local, les guerres royales ou l'aventure des Angevins en Sicile en tentent plus d'un mais tout cela se paie d'une forte limitation de l'indépendance, le pouvoir de l'État renaissant s'affirme. Un nouveau style de vie se dessine. De plus en plus absents ou lointains, représentés sur place par des gouverneurs et intendants, les seigneurs contribuent sans doute au relâchement des liens traditionnels de la société. Le luxe, au moins pour les plus grands comme Guy VIII de Laval investit leur cadre quotidien. Tous n'atteignent pas ce niveau, et pour quelques grandes familles au train de vie princier, beaucoup continuent à vivre sur leurs domaines et à guerroyer sous la bannière de grands barons, mais tous, désormais, se parent du titre de chevalier, affirmant leur appartenance à une caste aristocratique, même si quelquefois le patrimoine s'affaiblit dangereusement.

#### L'épanouissement des campagnes
L'activité de défrichement ne faiblit guère au début du XIIIe siècle. La forêt de Mayenne depuis la fin du siècle précédent subit l'attaque conjointe des seigneurs de Mayenne, des cisterciens de l'Abbaye de Fontaine-Daniel et surtout des paysans qui lui arrachent de nouvelles parcelles.
Cette période est marquée par un développement remarquable de la propriété individuelle, par de grands progrès dans la culture du sol, et une augmentation proportionnelle de la population. Jusqu'alors les deux tiers du territoire mayennais étaient couverts de bois, de landes, de terres incultes. Les paroisses avaient-elles englobé des espaces immenses généralement, mais où la population était clairsemée. Dans le pays d'Ernée surtout quelques-unes n'avaient pas moins de 6 000 hectares. Au XIIIe siècle, il fallut dédoubler celles de Larchamp et de Montenay dont on détacha Montaudin et Vautorte. Les défrichements amenèrent la création d'un nombre de fermes et de domaines supérieur à ce qu'on en comptait jusque-là.
Cependant, la tendance se renverse : en 1265, Alain II d'Avaugour, seigneur de Mayenne, sans doute sous la pression de ses sujets interdit tout nouveau défrichement. Cette décision surprenante traduit une situation nouvelle. Sous la pression des hommes, le déboisement atteint une limite : il s'agit de sauvegarder la forêt indispensable pour la chasse, le bois de construction ou de chauffage, et particulièrement l'élevage, sinon un équilibre risque de se rompre. Les bois demeurent la zone de pâture essentielle.
L'élevage est ainsi exclu, ou presque des terres cultivées réservées à l'alimentation humaine. Elles sont connues par les grands domaines fonciers que les abbayes élaborent patiemment par une grande politique de dons complétés par échanges et achats, comme l'abbaye de Savigny. Les abbayes cisterciennes ont organisés des granges. Les chevaliers, plus difficile à étudier, ne dédaignent pas tous leurs domaines au milieu duquel il se retire souvent dans un manoir. Par exemple, Payen de Vaiges mène une active politique d'achat de terres dans la région de Deux-Evailles. Sauf exception, la petite ou moyenne exploitation est de règle. Les noms variés recouvrent des réalités assez proches : la masure , le bordage. À côté, s'impose la métairie, exploitation classique de la région qui, au début tout au moins, ne connaît pas toujours le métayage. La société rurale se diversifie. Présent ou éloigné, soucieux de son domaine ou pas, le seigneur demeure le maître de la terre et des hommes, mais au village, un groupe de gens aisés s'affirme de plus en plus. Parfois, le meunier puissant et détesté se place au premier rang des villageois. Les autres, modestes tenanciers n'apparaissent souvent qu'en cas de difficultés sinon de catastrophes. De plus en plus pénétré par l'argent, le monde des campagnes s'intègre progressivement au cycle des échanges et au rythme de la vie urbaine.

#### Croissance urbaine et artisanat
Si les villes nées au XIe siècle tissent un réseau aux mailles assez denses à travers toute la Mayenne, une évidente médiocrité les marque toutes. Beaucoup, comme Ernée ou Lassay n'atteignent sans doute que les dimensions d'une grosse bourgade, et les plus grandes, bases des principales seigneuries ne se distinguent pas par un essor foudroyant.

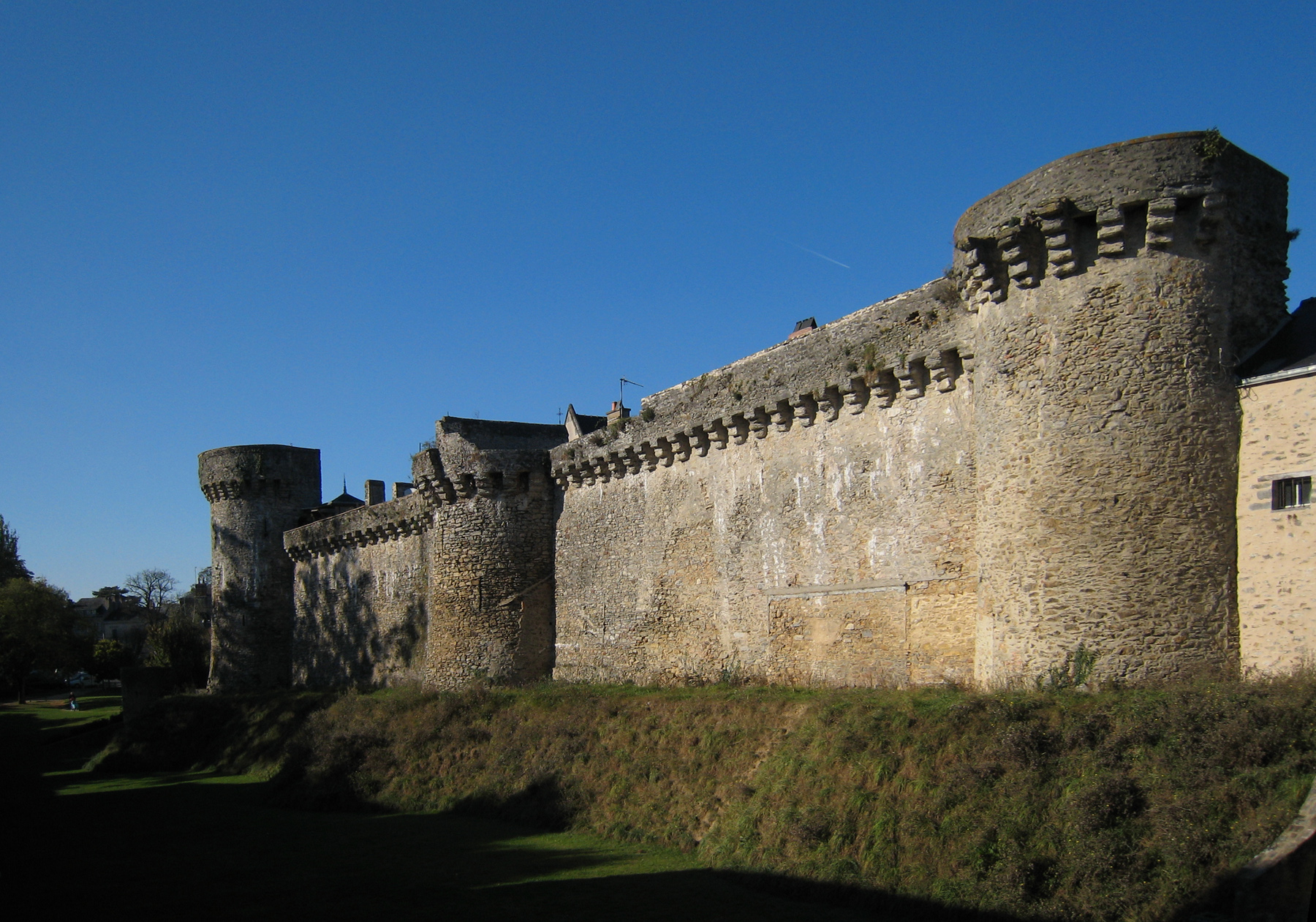
Remparts de Laval

Si on admet comme Jacques Le Goff que l'installation d'une communauté d'ordre mendiant révèle un véritable caractère urbain. Seule Laval répond au critère, et encore tardivement, à la fin du XIVe siècle avec l'accueil des Cordeliers (Église des Cordeliers de Laval). Mayenne ne construit pas d'enceinte, les autres agglomérations en possèdent une : celle de Laval n'englobe que 9 hectares, mais les faubourgs s'étendent assez largement. Dans ces villes, un groupe les bourgeois occupe désormais une place de premier plan, car fortement enrichis par le commerce et l'artisanat et possédant quelques terres aux alentours. Sans assumer de responsabilité, ils se regroupent à l'occasion, comme à Ernée pour créer un hôpital. Guy VIII de Laval emprunte à ses bourgeois pour son expédition de Sicile.
La seule activité importante de ces villes, en dehors des fabrications artisanales indispensable s'oriente très tôt vers le textile.
Les autres domaines de l'artisanat ne se signalent guère à l'exception notable de la poterie dont l'élément caractéristique est la Poterie à l'œil de perdrix.
Il n'y a pas un grand essor artisanal, et le commerce reste modeste.

#### Des échanges timides
À l'écart des grands courants d'échanges, malgré de multiples foires et marchés, la région ne connaît qu'un trafic à caractéristique locale ou régionale. Les chemins montais qui drainent les foules de pèlerins ne suscitent guère d'essor en ce domaine. Chemins et rivières, coupés de multiples péages, ne supportent qu'une circulation limitée. Une bonne part du commerce s'effectue dans les marchés locaux.
Rayonnant un peu plus largement sur tout le pays, des foires nombreuses se tiennent un peu partout tout au long de l'année. Ce commerce s'intègre dans un phénomène de plus grand envergure. L'argent circule et pénètre partout. Les redevances en monnaies stipulées en sous tournois se multiplie et le crédit se développe. Des formes de prêts archaïques comme le mortgage substituent toujours ici et là malgré leur procédure compliquée pour contourner l'interdiction canonique de l'intérêt. Les chevaliers, souvent à court de liquidité, s'adressent à leurs bourgeois ou à des spécialistes comme ces deux frères de Cahors qui de Fougères ont étendu leur activité financière sur toute la région. Dans les moments difficiles, les paysans ont recours à l'usurier qui les englue dans un endettement progressif et peut les mener à la ruine. Le concile provincial de Château-Gontier, en 1231, réserve d'ailleurs l'un de ses canons à la condamnation de l'usure. Plus moderne, la rente constituée connaît alors un essor manifeste. Le XIIe siècle affirme dans la région et dans tout le royaume un épanouissement dans le domaine économique.

#### Forces et limites des cadres religieux
Imprégnant profondément la vie sociale, la vie religieuse ne connaît pas le même bouillonnement qu'à la période précédente, elle renforce plutôt son organisation. On peut noter à la lecture des textes la forte implantation des établissements religieux dans le domaine foncier. Au XIIIe siècle, le temporel des grands abbayes ne s'étend plus guère, les cartulaires signalent surtout des achats et beaucoup de procès pour la défense des droits acquis. Les fortunes terriennes établissent solidement la puissance des abbayes. Les zones d'influence semblent délimitées : Evron concentre l'essentiel de ses biens dans l'est du département, et l'ouest de la Sarthe, et un long procès entre Savigny et Fontaine-Daniel aboutit à un véritable traité fixant aux alentours de Mayenne la frontière des territoires où chacune jouira d'une totale liberté d'acquisition véritables chasses gardées.
Les autorités ecclésiastiques se soucient d'améliorer les structures administratives et l'encadrement moral. Ainsi, en 1230, le diocèse est découpé en six archidiaconés. Le département actuel est partagé entre 3 archidiaconés dont celui du Passais

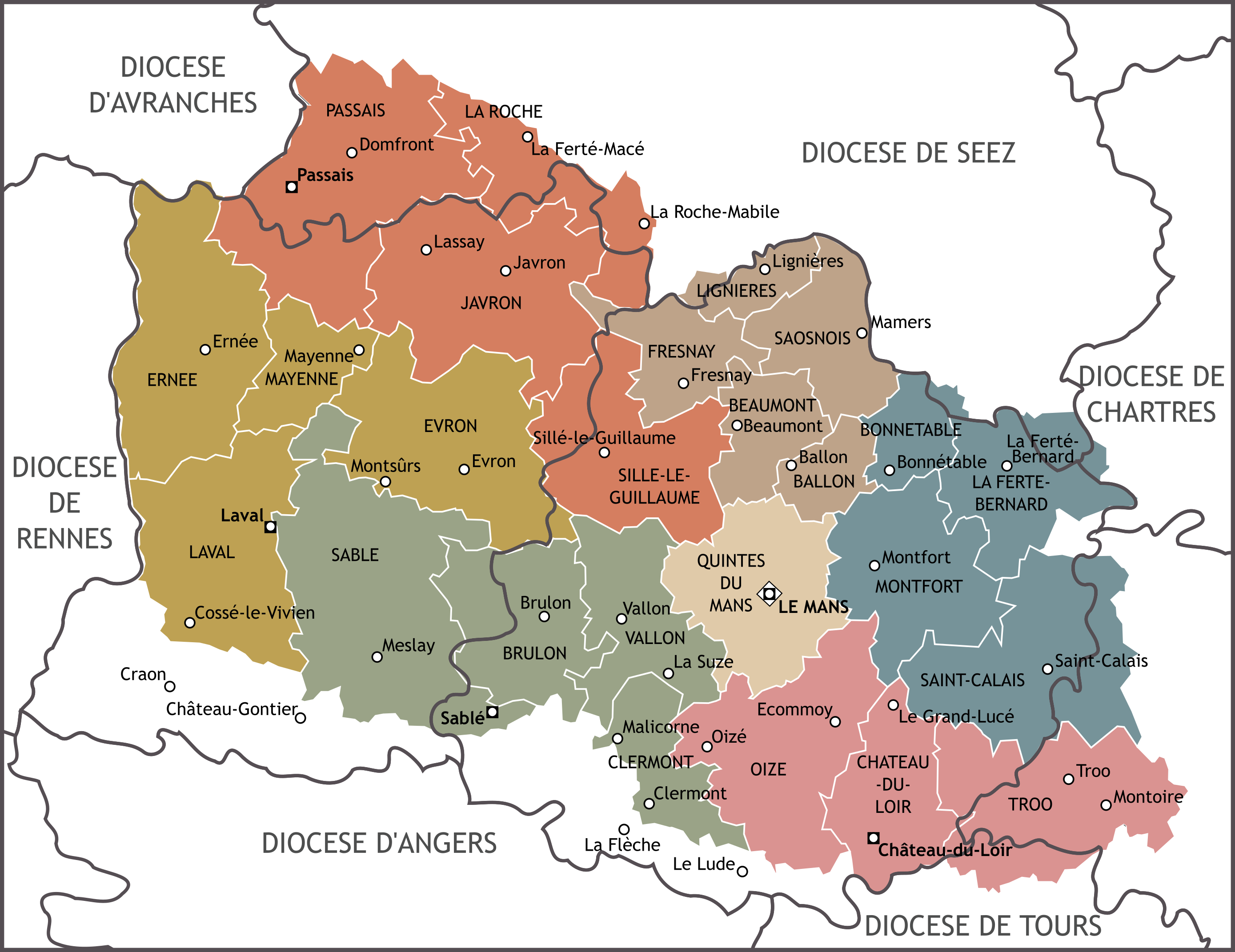
L'ancien diocèse du Mans avec ses doyennés et archidiaconés.

Par ailleurs, les Conciles de Tours , tenus souvent à Laval et Château-Gontier affirment dans leurs canons une volonté de réforme et de réglementation.
Cette Église si puissante ne participe que modestement au développement de l'art gothique qui pourtant s'esquisse timidement déjà dans certains éléments de la Basilique Notre-Dame d'Avesnières. Rares sont les grands chantiers : la nef de la Trinité de Laval trahit l'influence du Gothique angevin à la fin du XIIe siècle mais il faut attendre le XIVe siècle pour que s'élève le chœur de l'Abbaye Notre-Dame d'Evron. Ailleurs des travaux plus modestes reprennent une partie de l'église, percent des ouvertures plus larges mais les peintres continuent à recouvrir les murs de fresques où les saints, la Vierge et la Passion tour à tour évoqués, traduisent l'évolution de la sensibilité religieuse. Beaucoup d'édifices se peuple alors de tout un monde de statues dont la région conserve en particulier une belle série de madones du XIVe siècle mettant en valeur le culte marial.
L'expression de la foi évolué sensiblement tout en gardant bien des traits traditionnels. Le pèlerinage reste profondément en faveur comme le Pèlerinage du mont Saint-Michel, ou encore par le succès rencontré par des sanctuaires au rayonnement plus limité. L'assistance aux pauvres et aux malades s'exercent dans de multiples établissements, souvent nés précédemment mais que l'on connaît mieux au XIIIe siècle. Hospices et léproseries s'épanouissent dans les villes et les bourgades.
La vie reste dure pour beaucoup, et avec le XIVe siècle reviennent les temps difficiles qui n'épargnent pas même les grands. La Grande Peste de 1348 ravage l'Anou, et par le suite les épidémies multiples vont ravager la région. Enfin, la guerre revient toute proche. L'aristocratie locale se mêle à la Guerre de succession de Bretagne ; Guy X de Laval tombe à la bataille de la Roche-Derrien en 1347; mais déjà se lève un autre conflit.

#### Guerre de Cent Ans

1365 : la France après les traités de Brétigny et de Guérande.
Territoires contrôlés par Édouard III
Territoires cédés par la France à l'Angleterre par le traité de Brétigny
Territoire du duché de Bretagne, allié aux Anglais

La question de la succession du roi Charles IV est le point de départ de ce que l'on a coutume d'appeler la guerre de Cent Ans. En s'éteignant sans laisser d'héritier mâle pour lui succéder, le souverain place les barons du royaume devant un dilemme. En effet, le plus proche parent du roi défunt n'est autre que son neveu, le roi d'Angleterre Édouard III. En sa qualité de petit-fils de Philippe IV, il revendique la couronne de France, mais il se voit opposer le refus d'une partie des Grands du royaume qui invoquent la loi salique et le fait qu'une femme — en l'occurrence Isabelle de France — ne peut transmettre ce droit.
Alors qu'un cousin du défunt Charles IV monte sur le trône sous le nom de Philippe VI, Édouard III s'estime lésé et, considérant comme caduc son lien de vassalité, déclare la guerre à « l'usurpateur ».
La guerre de Cent Ans entre rois de France et d’Angleterre commence en 1337. Les combats ne concernent pas immédiatement la région. Certes, la chevalerie participe aux grands combats comme la bataille de Crécy, mais les troupes anglaises ne se manifestent pas dans la région. Après 1350, pourtant l'inquiétude provoque des préparatifs ; mise en défense des villes et revues de troupes se multiplient.
Après la Bataille de Poitiers en 1356, une armée anglaise pénètre dans la région sans grande difficulté, s'empare des principales places, puis se retire, abandonnant le pays à la merci des Grandes Compagnies. Dès avant le traité de Brétigny, les Anglais avaient parcouru toute la région, occupé le Plessis-Buret, le Layeul, le Bois-de-Maine, Saint-Brice, Mayenne même, etc.
La première phase de la guerre de Cent Ans est close en 1360, par le traité de Brétigny : toute la région reste dans le royaume de France. En 1369, des routiers anglais évacuent Château-Gontier après une occupation de presque un an, moyennant 3 000 francs en or. À ce moment Bertrand du Guesclin, lieutenant du duc d'Anjou pour le Maine contribue fortement à une reprise en main, et établit des liens avec la noblesse locale en épousant en 1373 Jeanne de Laval-Tinténiac qui lui apporte le Château de Montsûrs, dont il fait l'une de ses résidences.
Ainsi s'ouvre pour 40 ans une relative accalmie, quand même troublée par la Guerre civile entre Armagnacs et Bourguignons. À Mayenne, l'aumônier des hospices doit renoncer à sa charge pour avoir soutenu le parti des premiers.
L'effort anglais se porte de nouveau sur la région après que l'occupation de la Normandie en 1415. Après la Bataille d'Azincourt particulièrement meurtrière pour la noblesse mayennaise, puis la Bataille de Verneuil (1424), les Anglais reviennent en force et pour longtemps. Jean de Lancastre, duc de Bedford, nanti des titres de duc d'Anjou et de Comte du Maine, ordonne une conquête systématique effectuée non sans résistance. À la bataille de la Brossinière, une troupe anglaise subit une écrasante défaite.
Malgré ce succès, les principales forteresses succombent les unes après les autres, l'artillerie anglaise de Thomas Montagu, comte de Salisbury, a raison en 1425 de la défense d'Ambroise de Loré au Château de Sainte-Suzanne. Quatre ans plus tard, Laval tombe par surprise.
Peu de troupes régulières dans la région, mais dans ces combats s'illustrent quelques capitaines qui multiplient les coups de main, mais leur manque de coordination, sinon leur division, comme entre Jean des Vaux et Jean des Ecottais compromettent leur efficacité. Le plus prestigieux d'entre eux est Ambroise de Loré. il eut des émules comme Pierre Le Porc, seigneur de Larchamp, Jean des Vaux, Jean de la Haye, baron de Coulonces.
Laval est repris en 1429.

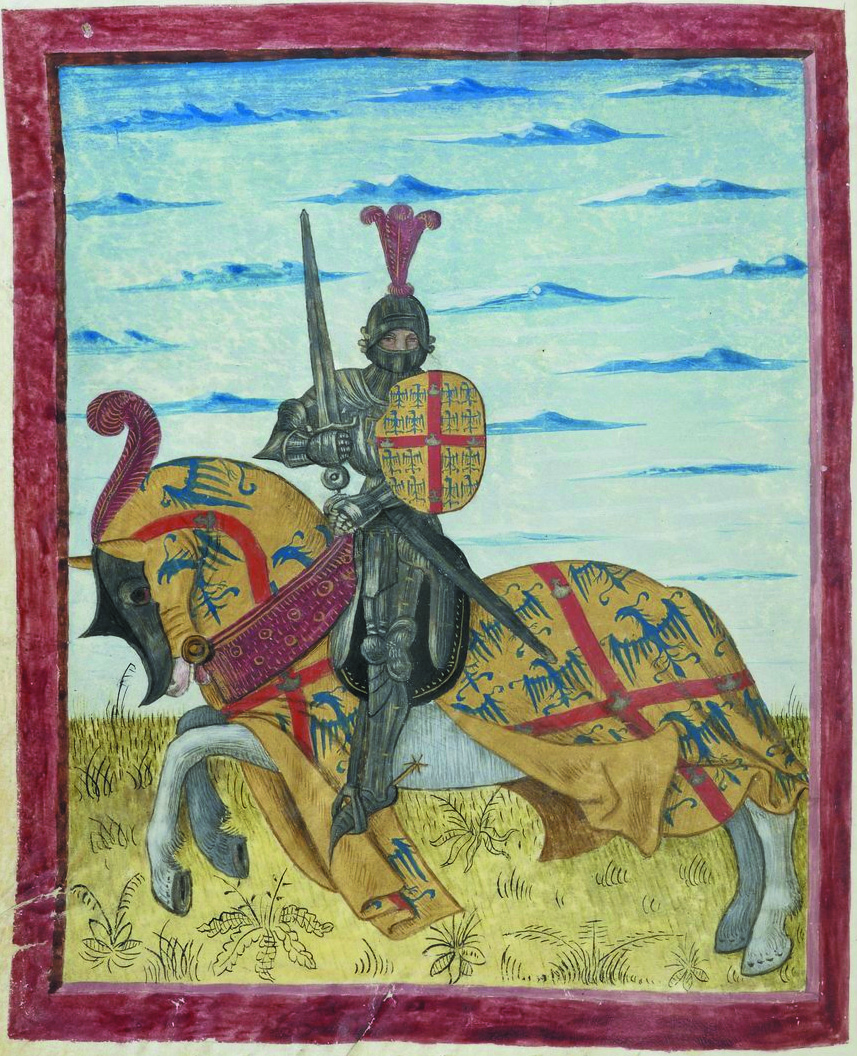
Représentation héraldique des comtes de Laval.
Enluminure sur parchemin,, Armorial de Gilles Le Bouvier, dit Berry, héraut d'armes du roi Charles VII (XVe siècle), ms. 4985, Paris, BnF.

Beaucoup, cependant imitant Ambroise de Loré s'en vont combattre aux côtés de Jeanne d'Arc, et du roi de France. Le jeune Guy XIV de Laval et son frère André de Lohéac, ou encore Gilles de Rais. Le succès des armes tournant de plus en plus à l'avantage de Charles VII de France, des négociations s'engagent en 1444 pour l'évacuation de la région tenue par une armée epuisée. Les engagements n'étant pas respectés, l'armée royale intervient pour la reddition des principales places, mais Mayenne n'ouvre ses portes qu'en 1448. Les Laval vont jouer un rôle central dans la campagne de Normandie (1449-1450).
Après 1448, le Château de Mayenne est réaménagé pour résister aux nouvelles techniques militaires : une terrasse d'artillerie et la tour du boulevard sont construites, et des mâchicoulis et des canonnières sont ajoutés à plusieurs endroits.

#### Le poids de la guerre
Tous ces combats ne vont pas sans peser lourdement sur la population. Réquisitions et impôts s'abattent sans discontinuer. Dès Charles V de France, les tailles royales sont prélevées et avant la fin du XIVe siècle, en 1340, la gabelle est instaurée, provoquant ainsi aussitôt une active contrebande avec la Bretagne. La Bretagne est un pays de franchise, quatre lignes de postes de gabelle vont s'étendre jusqu'à la rive droite de la Mayenne, espacés de trois kilomètres en moyenne, et n'empêcheront pas le commerce du sel qui se vendait à prix tarifé suivant le nombre des lignes de gabeleurs qu'il fallait franchir.
.
Dès le début de la guerre, l'insécurité oblige à mettre les villes en état de défense. Il faut réparer les fortifications et acheter la nouveauté de l'époque : les canons. On établit des taxes sur le vin, les draps ou autres marchandises pour réparer ou réédifier les murailles. Les habitants cherchent à se dérober et recourent à la justice qui souvent confirme. La même chose se répète pour l'obligation de guet fréquemment contestée. Les populations savaient en appeler à la justice des parlements contre les exigences des barons, au sujet du guet ou des tailles levées pour fortifier les villes.
Si le fardeau de la défense pèse lourdement, l'arrivée de l'ennemi entraîne des conséquences autrement graves. Solidement installés sur quelques points d'appui comme le château de Sainte-Suzanne, les garnisons anglaises vivent sur le pays, rançonnant et pillant, mais les armées du camp adverse ne se montrent guère moins redoutables. Toutes les moindres places où les anglais ne voulaient plus mettre de garnisons furent saccagées pendant la campagne méthodiquement dévastatrice du comte anglais d'Arondel (ou, d'Arundel), en 1433.
Partout, les villages subissent le pillage des uns et des autres. Jean de Lancastre, duc de Bedford, institue même la pratique par le système des appatis. Dans le Craonnais, particulièrement atteint, les perpétuelles expéditions vident le plat pays, beaucoup se réfugiant en ville.
La région connait le cycle infernal des trois grands maux qu'en 1444, l'abbé de Fontaine-Daniel indique dans une supplique au pape comme les guerres, les mauvaises récoltes, les pestes et autres évènements funestes. Les ruines s'accumulent. Prometteuses de riches butins et donc maintes fois visitées, les abbayes à la fin de la guerre offre un tableau lamentable comme l'Abbaye de Bellebranche par exemple. L'ouvrage de Friedrich Heinrich Suso Denifle sur la Désolation des Églises de France nous fait connaître : la destruction presque totale du prieuré de Bouère, depuis 1364 ; le pillage et l'incendie de l'abbaye d'Évron et de ses prieurés, avant 1380 ; la dévastation de Saint-Nicolas, et la destruction de l'hôpital de Craon, avant 1427 ; la ruine de l'abbaye de Fontaine-Daniel, qui ne laissait pas à l'abbé Michel plus de 60 ₶ de revenu.
Beaucoup de villages ne montrent qu'amas de ruines désertées comme Saint-Jean-sur-Erve ou Vaiges. Ernée a vu fuir ses habitants, et la ville ne compte plus en 1434 qu'une vingtaine de maisons de contribuables encore debout, sur huit-cents.
De multiples documents viennent enrichir ce tableau de désolation. La région est marquée par la crise de la fin du Moyen Âge : une baisse démographique marquée mais aux contours difficiles à cerner, des troubles profonds de la vie économqiue et de la vie sociale sont exacerbés par le phénomène majeur de la guerre de Cent Ans. Le sud de la Mayenne, et les alentours des garnisons anglaises subissent de plein fouet, les exactions. Pour le reste, la recherche historique de la fin du XXe siècle tend à penser que la région fut relativement épargnée par rapport à d'autres peu éloignées. Si certaines campagnes se dépeuplent, ailleurs le paysan averti par l'expérience sait souvent disparaître à temps et revenir le danger passé ; les villes accueillent les réfugiés et ne végètent pas toujours.

#### La noblesse entre tradition et nouveauté
La guerre, son activité par excellence, offre à la noblesse toutes les occasions d'exploits chevaleresques. Son choix très clair pour le camp français ne se dément pas. Pour un Charles de Vendôme, seigneur de Lassay, qui soutient la cause adverse, un Amaury IV de Craon reste fidèle au roi de France, malgré les risques que cela comporte pour un vassal du roi d'Angleterre. Les comptes royaux de 1380 et des années suivantes nous montrent les chevaliers bannerets du Maine et de l'Anjou à la tête de compagnies plus ou moins fortes de chevaliers et d'écuyers. Jean d'Ivoy et Jean de Landivy en commandent chacun une centaine. Tous se trouvent au Mans pour l'expédition de 1392.
La famille de Laval, retirée à Vitré pour éviter toute compromission, utilise au mieux sa fortune, ses alliances et joue un rôle de premier importance entre le duché de Bretagne et le royaume de France. En 1405, Guy XII de Laval donne sa fille à Jean de Montfort, en accentuant la place de plus en plus prépondérante des Laval à la cour de Bretagne. Guy XIV de Laval et André de Lohéac assurent pleinement l'héritage des Laval, et portent au plus haut point l'héritage familial.
En récompense des services du sire de Laval et de Lohéac, son frère, comme de la fidélité de sa mère et de son aïeule, le roi de France érigea en comté la baronnie de Laval, le jour même de son sacre, le 17 juillet 1429. Cette brillante accession de la famille de Laval trouve son épanouissement en 1453 dans le mariage de Jeanne de Laval, avec le roi René Ier d'Anjou.
En général, tous ses grands ne résident plus guère sur leurs domaines mais tiennent souvent à se faire enterrer près de leurs aïeux.
Un formalisme plus rigoureux s'introduisit dans les actes féodaux ou civils ; depuis 1380, les possesseurs de fiefs commencent à exiger de leurs vassaux des aveux écrits et détaillés, et à tenir des livres censifs et de remembrances ; les actes notariés depuis 1400 sont attestés par des témoins dont on ne faisait pas mention expresse et nominative précédemment. L'aveu, enregistrement écrit des devoirs du vassal et excluant le contact direct entre hommes se répand alors, montrant une certaine fossilisation de la féodalité.
Enfin, les évènements ébranlent bien des situations. Baisse des revenus, terres abandonnées, réduisent une part non négligeable de la petite noblesse à la médiocrité. Les autres, même les plus fortunés, ne sont pas à l'abri des hasards de la guerre qui peuvent remettre en cause un patrimoine, comme Amaury IV de Craon.

#### Dynamismes et nouvelles richesses
Tout le monde ne pâtit pas également des malheurs du temps. La fin de la Guerre de Cent ans atteint gravement les abbayes, et elles se débattent dans de profondes difficultés financières. Pour les zones les plus touchées, la reconstruction ne viendra souvent que très tard : le fait qu'un certain nombre de chantiers d'églises datent de la fin du XVe siècle paraît révélateur. Par contre, l'époque voit l'éclosion dans la région d'une longue prospérité dans le domaine du textile. Les autres métiers, beaucoup moins importants, s'organisent cependant : les tanneries et les ardoisières paraissent actives pendant les périodes calmes. Il ressort que le commerce reste possible, au moins avant la grande occupation anglaise du XVe siècle. Les foires continuent mais leur fréquentation demeure inconnue. Textiles et vins dominent le trafic. Quelques fortunes éblouissantes se bâtissent sur le commerce et le maniement de l'argent. Par exemple Jean Guérin, à Laval ou encore Simon Bérault prêtent largement aux nobles dans le besoin et obliger de s'équiper pour la guerre. Gràce à cela, ce dernier acquiert, par achats ou saisies de gages, quantité de domaines, s'enrichit considérablement et devient même créancier de Charles VII de France. Sans atteindre la même réussite, nombre de bourgeois traversent la guerre au mieux de leurs intérêts, affirmant en même temps la nouvelle puissance urbaine.
Au point de vue des productions agricoles, le département se divisait en trois régions correspondant aux trois arrondissements. Mayenne, surtout granitique, produisit le froment en abondance avant le XIVe siècle. L'abbaye de Fontaine-Daniel en avait 400 boisseaux de rente sur la seigneurie de Briançais ; l'Abbaye de Clermont, 300 boisseaux sur la terre de Fougerolles. À la fin du XVIIIe siècle, les paroissiens se plaignaient encore des rentes seigneuriales qu'ils devaient en froment bien qu'ils n'en recueilllissent plus. La vigne était cultivée partout au XIIIe siècle, à Saint-Pierre-des-Nids comme à Landivy. Le pays de Laval ne récoltait presque que du seigle. Il était infertile en grains, dit un rapport de 1577, mais produisait une grande abondance de lins. La vigne, seule jusqu'au XVe siècle, eut alors la concurrence des pommiers, qui la firent délaisser complètement à la fin du XVIe siècle. Les terres schisteuses de Château-Gontier et du Craonnais étaient considérées comme ingrates. La vigne, encore en faveur à la fin du XVIIe siècle, s'est retirée d'abord du Craonnais, puis, sur la rive gauche, jusqu'à la pointe Sud-Est du département jusqu'à la fin du XIXe siècle.

#### La puissance urbaine
Victime de ces temps difficiles, les ruraux demeurent la part essentielle de la population mais tombent de plus en plus dans des liens de dépendance tissés par les citadins. Lieux de refuge, les villes offrent à beaucoup de venir gonfler leur population, à l'abri des murailles. Elles assurent aussi de plus en plus leur autorité et leur pouvoir économique sur les campagnes. Des villes en effet prennent de l'importance. Par exemple, Laval, dite grant ville popuélée et Crain ville ancienne, grosse et notable acquièrent, en raison des nécessités de guerre, de l'absence fréquente du seigneur, et d'un plus grand poids économique, une certaine autonomie, sans comparaison certes, avec les libertés dont jouissent les cités méridionales. Un embryon de pouvoir bourgeois se dessine alors. Si l'activité de ces villes profite des accalmies pour prendre de l'ampleur, la prospérité n'en garde pas moins une certaine fragilité, les agglomérations restent à la merci des éléments naturels toujours menaçants. En 1436, la Mayenne emporte le pont de Château-Gontier avec les maisons qui le couronnent ainsi que les moulins.

Maisons à pans de bois du XVe et du XVIe siècle
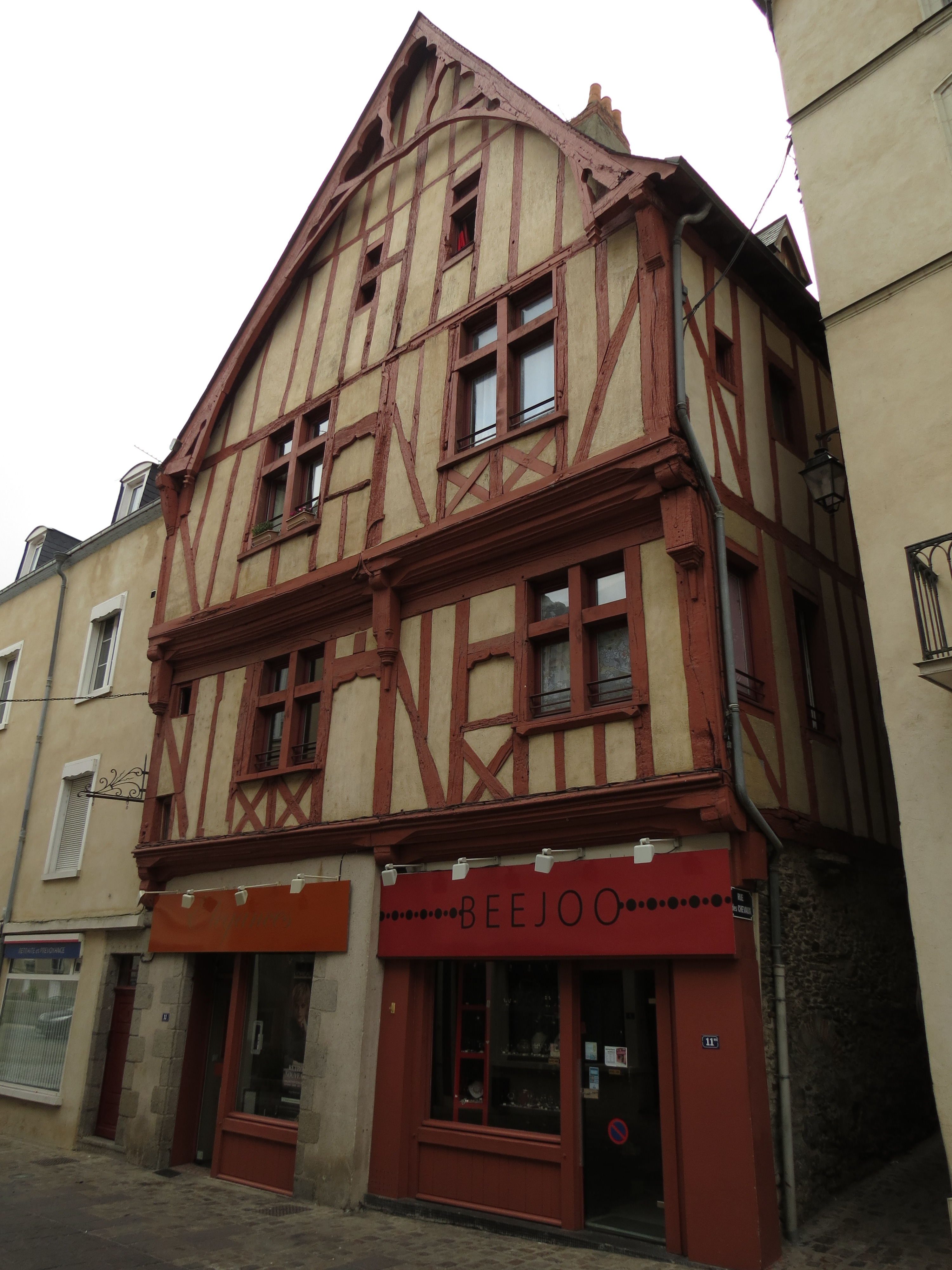
Maison à pans de bois sur la Grande rue. à Laval
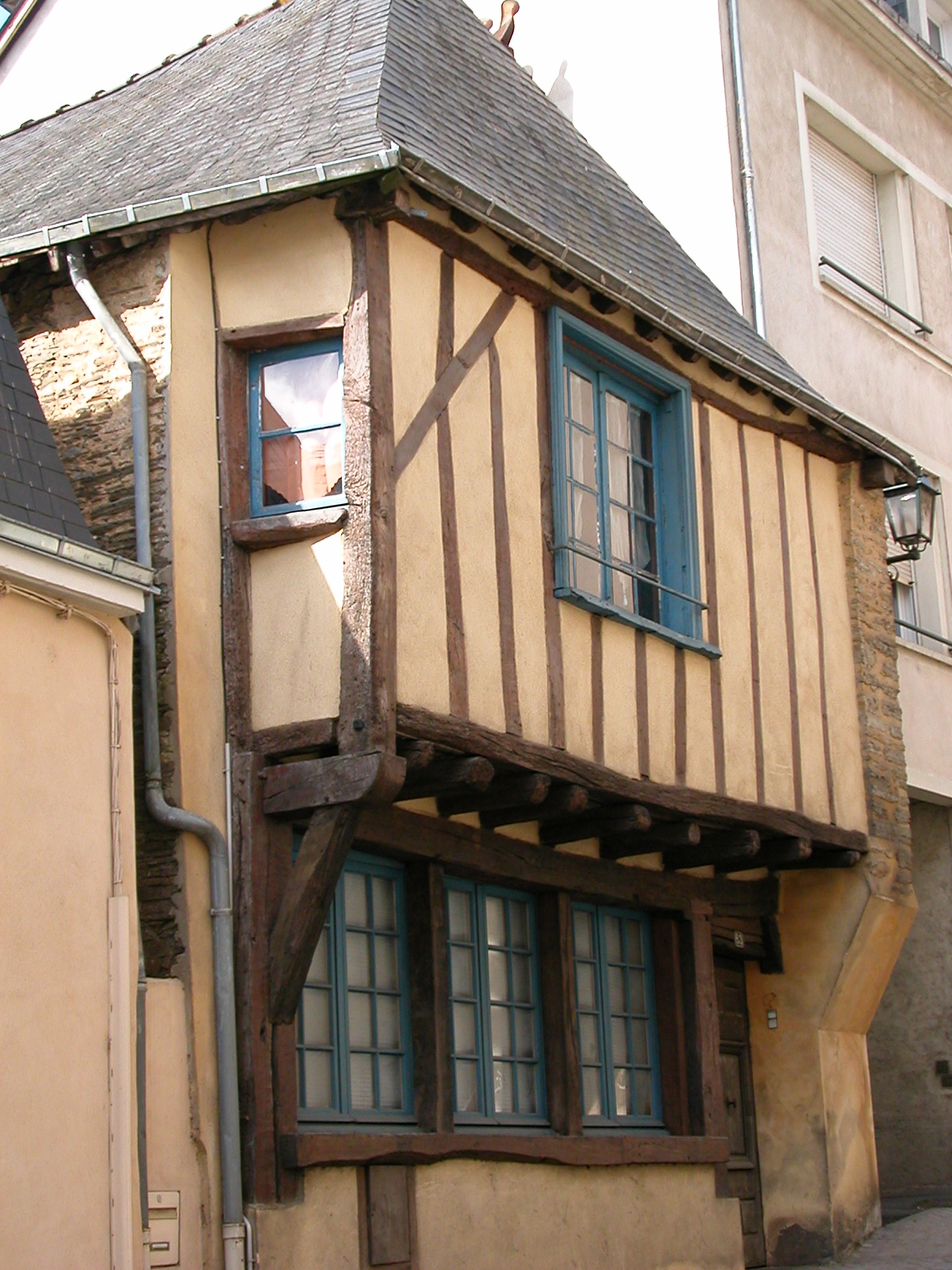
Maison à colombages dans la Grand’ Rue à Château-Gontier
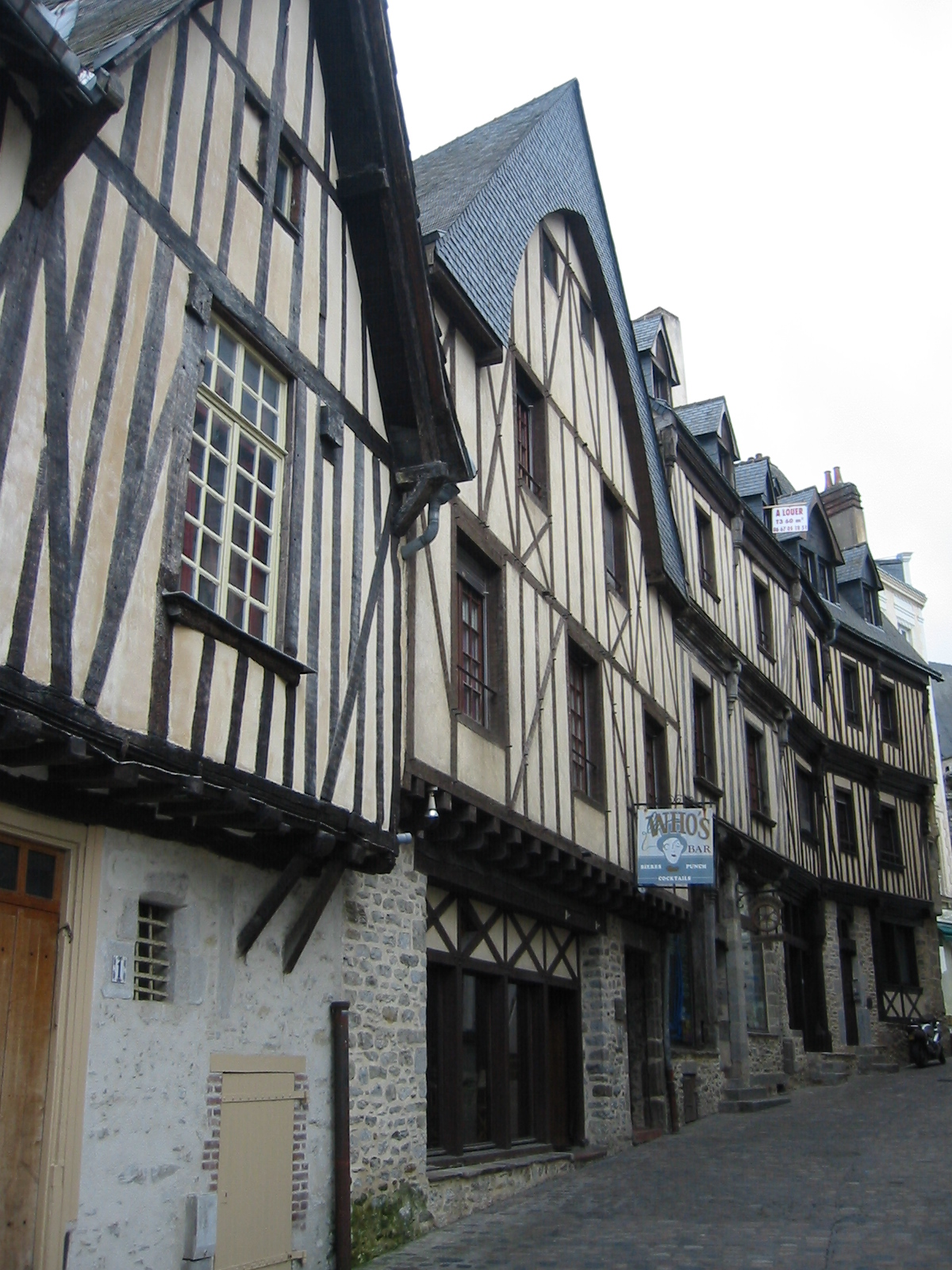
Rue de la Trinité (Laval).
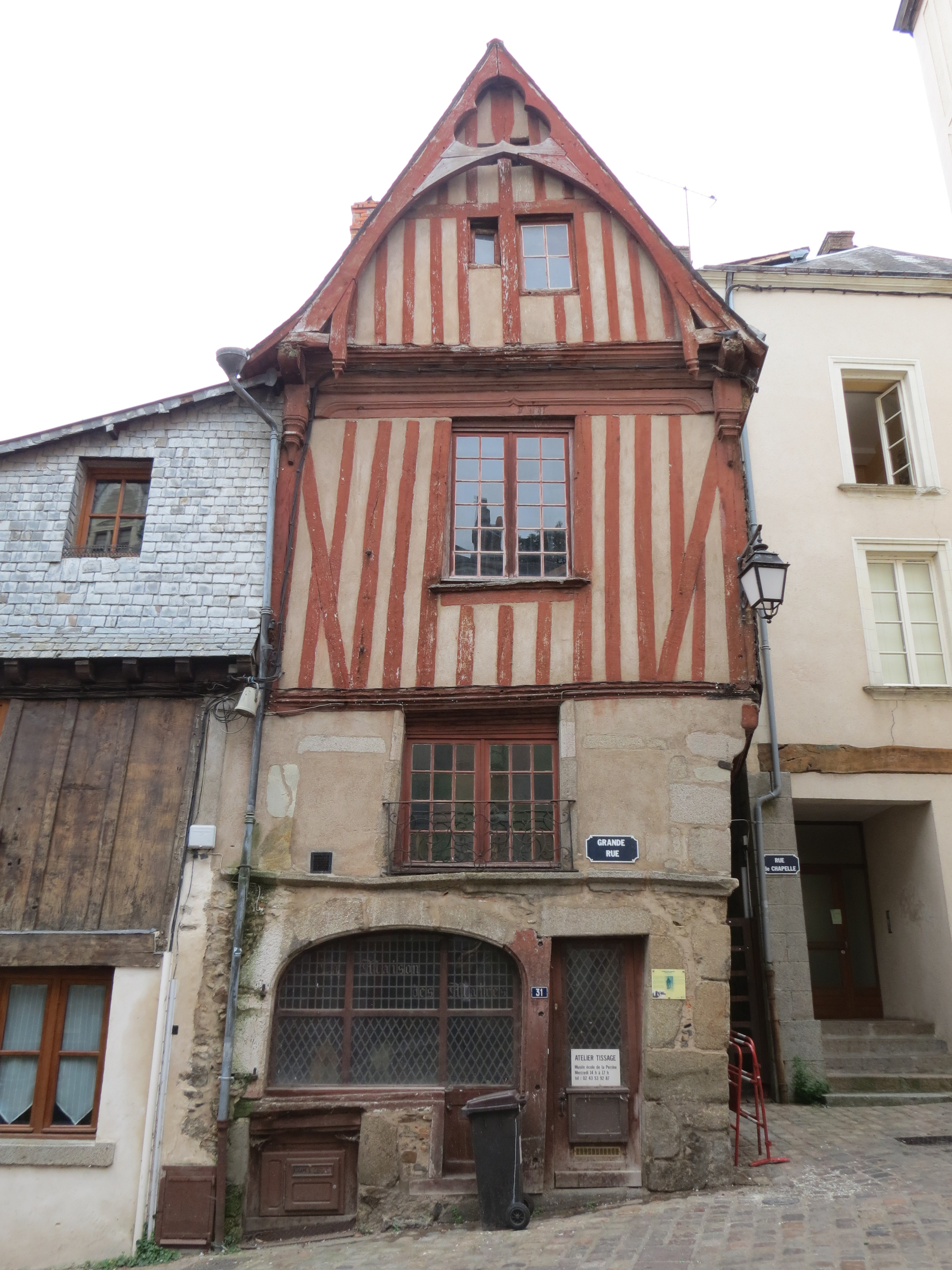
La Maison des Maires (Laval).

Laval, grâce au dynamisme de ses marchands et de ses grandes familles nobles crée de nouvelles et importantes fondations. En pleine guerre, Laval acquérait un couvent de Cordeliers (1394) et la Collégiale Saint-Michel de Laval ; la nation du Maine à l'Université d'Angers se donnait des statuts ; Anne de Laval construisait magnifiquement l'église de Saint-Tugal (1448).
Après la conclusion de la paix, on se hâta de tout restaurer ou renouveler. Nobles et bourgeois construisirent des manoirs à tourelle, à portes ogivales, à croisées ornées de meneaux et de moulures prismatiques qu'on voit encore aujourd'hui en grand nombre. Les églises s'éclairèrent de fenêtres de même style ouvragées. Elles s'enrichirent aussi, de même que les chapelles castrales, d'un nombre étonnant de chapellenies, derniers bénéfices décrétés, dont le but était d'augmenter le service du culte et de favoriser les étudiants ecclésiastiques.

## Les Temps modernes

### Union de la Bretagne à la France
La Tour Rennaise est reconstruite sur l'ordre d'André de Lohéac en 1458. Sa construction est liée à la guerre de Bretagne. Le but étant d'édifier un second donjon, tourné vers la Bretagne. La structure est adaptée aux usages de l'artillerie de l'époque.

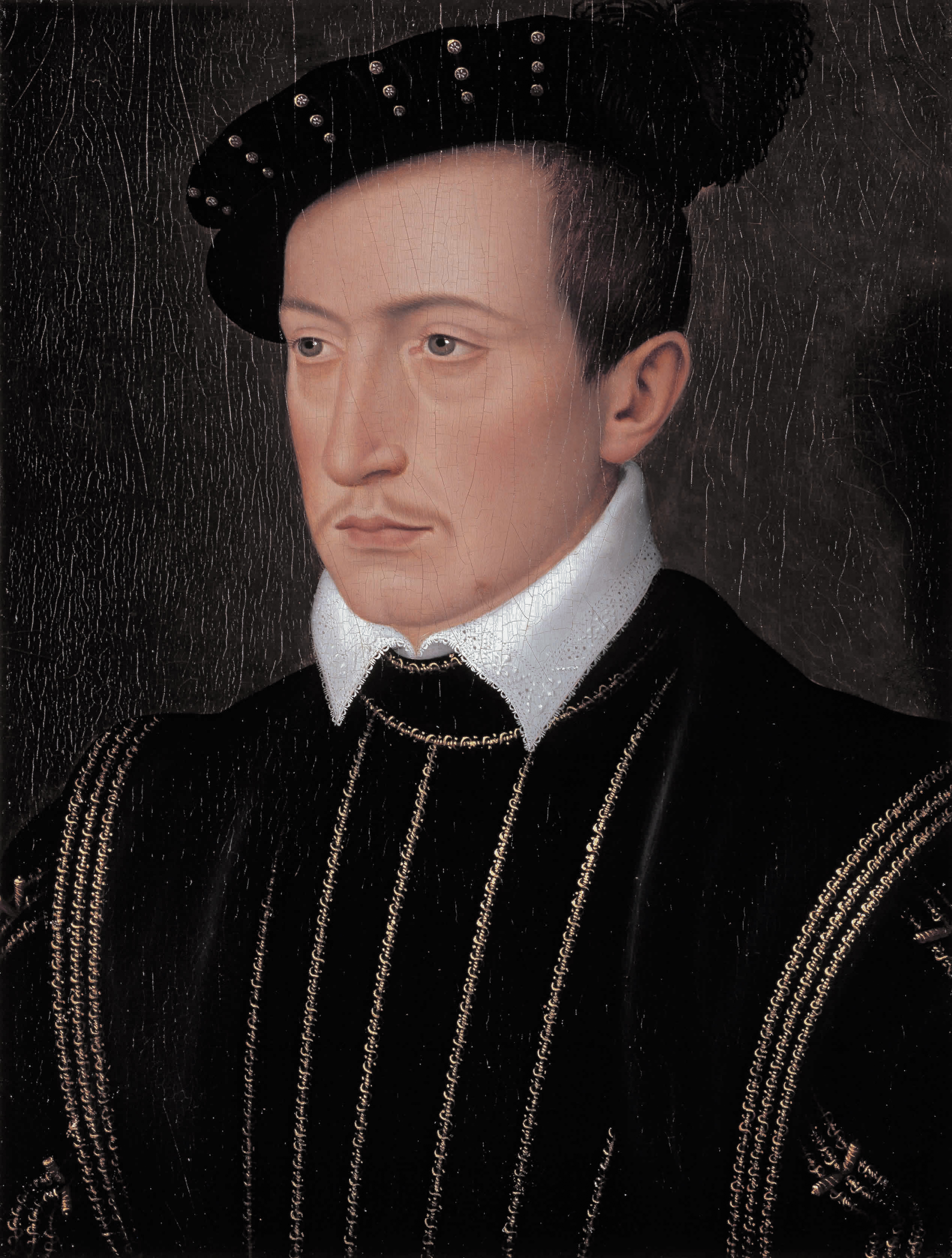
Guy XVII, comte de Laval de 1531 à 1547, par François Clouet.

La fin du XVe siècle apporte un nouveau défi : celui de la succession du duc François II de Bretagne, créant une instabilité à maintenir une position neutre entre le pouvoir de plus en plus puissant du roi de France par rapport à la faiblesse croissante du duc de Bretagne. Les Laval font le choix astucieux de suivre tranquillement l'union de la Bretagne à la France, renforçant leur double statut de seigneurs autonomes et de représentants de l'autorité royale.
La Guerre de Bretagne puis l'Union de la Bretagne à la France à la fin du XVe siècle amena Louis XI à l'abbaye de la Roë, Charles VIII de France à Château-Gontier et à Laval. Ces conflits provoquèrent des luttes fréquentes entre les Bretons, qui vinrent donner des alertes jusqu'à Laval, et les bandes qui s'organisèrent pour des représailles. Cette période s'acheva dans la campagne finale conduite par Louis II de la Trémoïlle, baron de Craon, par la bataille de Saint-Aubin-du-Cormier.
La disparition de la cour ducale après qu'Anne de Bretagne accepte d'épouser le roi de France laisse la porte ouverte à une prise de pouvoir dans l'Ouest de la France. Les familles nobles de la région tentent de combler le vide laissé. C'est ainsi que Guy XVI de Laval (1476-1531) rassemble une des plus importantes cours de la Renaissance autour de lui. Il mélange ainsi son propre entourage et profite du pouvoir obtenu par les Laval comme gouverneur, lieutenant général et amiral de Bretagne pour amener à lui un entourage important, rassemblant les principales familles de la région, nobles et bourgeoises. Guy XVII de Laval (1522-1547) va contribuer à son tour à la fortune de la famille, en développant une carrière à la cour royale, et une amitié avec le dauphin, futur Henri II. C'est la période la plus florissante des comtes de Laval, et au milieu du XVIe siècle par leurs affinités et la politique menées au cours des deux siècles précédents, les amène à être une des familles les plus importantes du royaume de France.

### Un siècle de renouveau (vers 1460-1560)

#### Les conditions du renouveau
La principale cause de renouveau fut le retour à la paix : au milieu du XVe siècle, les combats contre l'Anglais prirent fin, permettant ainsi le retour à l'activité agricole, aux récoltes normales et la reprise du commerce. La rupture de l'isolement de la Mayenne résultat d'abord de causes institutionnels : la création du Comté de Laval, son rattachement direct à la couronnne avec indépendance sur le Comté du Maine, avec création d'un siège royal de justice, puis d'une élection à Laval. Ces institutions sortirent la Mayenne de son cadre féodal, pour la rattacher au grand mouvement qui, avec Louis XI de France et ses successeurs, devait ranimer le royaume de France entier. La publication des coutumes, en fixant le droit facilita également les rapports avec l'extérieur et la modernisation de la société.

Mais c'est surtout la canalisation de la Mayenne qui apparaît comme un fait capital, dont les conséquences dominèrent la vie économique des pays de Laval et Château-Gontier pendant plus de 3 siècles. 

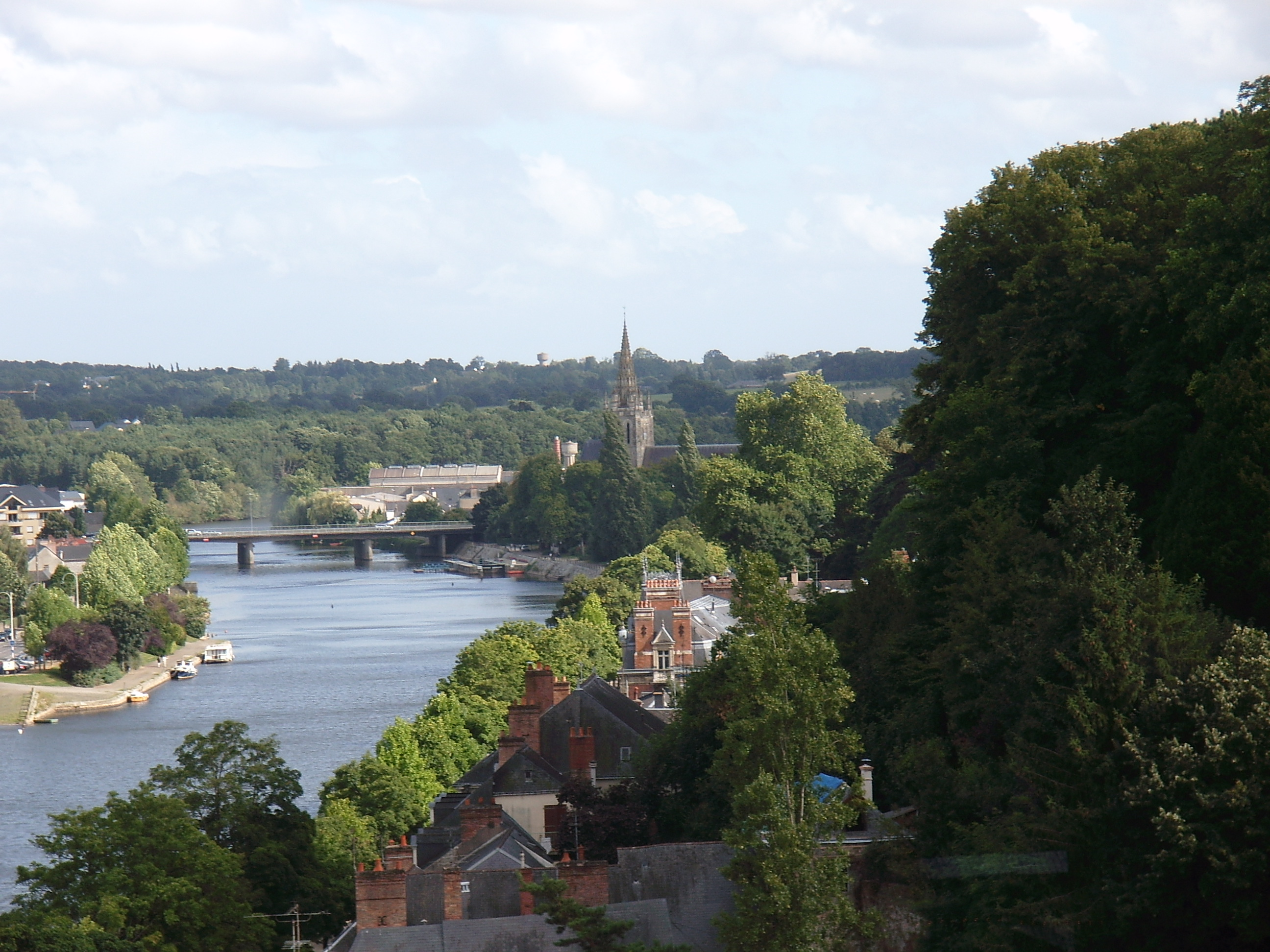
Le quartier d'Avesnières

La Mayenne était navigable d'Angers à Château-Gontier; mais pas jusqu'à Laval. Désireux de fournir au commerce un nouveau débouché et de procurer à Laval un moyen d'approvisionnement plus facile, Guy XV de Laval entreprit de faire ouvrir des écluses entre les deux villes à partir de 1492 mais son projet ne fut entièrement réalisé que plus tard, en vertu de lettres patentes de François Ier
Par ces travaux de mise en état de navigabilité, la Mayenne entrait donc pour la première fois réellement dans le vaste système de la circulation de la Loire et de ses affluents (Marine de Loire). Laval était relié à Angers, à toutes les villes de la Loire, parmi lesquelles Orléans, en relation avec Paris, et Nantes qui jouaient un rôle fondamental pour les importations et les exportations.

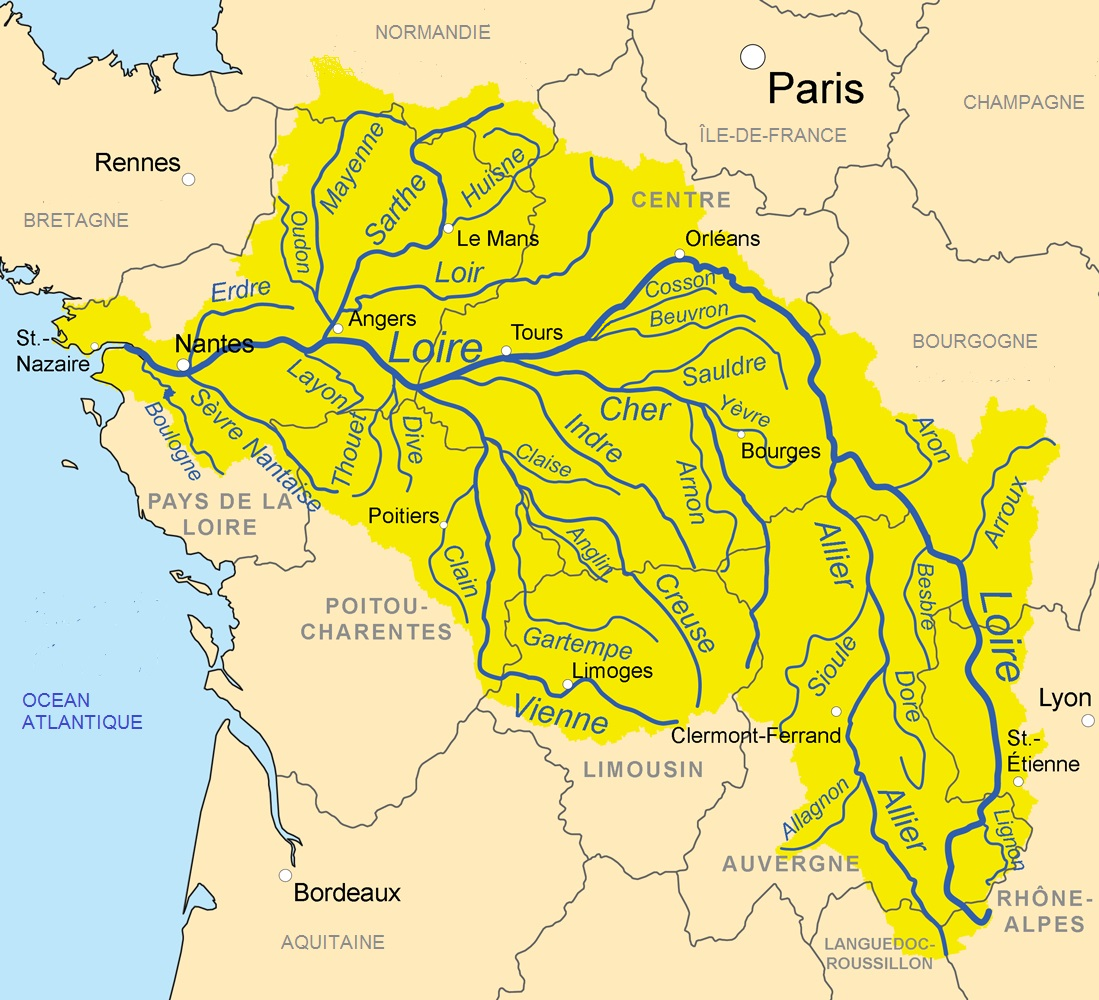
La Loire est le seul fleuve d'Europe à pouvoir être remonté à la voile sur près de 400 kilomètres. Orienté est-ouest sur cette distance, il permet à la remonte la navigation au portant de Nantes à Orléans grâce aux vents dominants d'ouest. Par la suite, en amont d'Orléans, le cours orienté nord-sud peut être remonté jusqu'à Roanne grâce au halage, humain le plus souvent. Jusqu'au début du XIXe siècle, la Loire, grâce à son bassin qui couvre le cinquième de la France métropolitaine et sa grande batellerie à voile, représente l'axe économique majeur du pays.

En raison du mauvais état des chemins avant la création des chemins royaux du XVIIIe siècle, le réseau fluvial devient un moyen essentiel de transports de la plupart des produits : sucre des Antilles, blé de l'Ile-de-France, tuffeau des Bords de Loire, et les vins d'Anjou qui pouvaient remonter la Mayenne, tandis qu'à la descente figuraient les grandes productions de la Mayenne : le fer des forges, le marbre de Saint-Berthevin et en premier lieu les toiles de Laval, Mayenne et Château-Gontier, et cela à moindre-frais par eau que par terre.

#### Économie et société rurale
En un siècle, si la Mayenne connut la même progression que la France, sa population doubla ou presque, véritable raz de marée analogue à celui qui avait nécessité les grands défrichements du Moyen Âge. L'essor de la population s'accompagna de l'obligation d'agrandir les églises par la construction de chapelles latérales, de la fin du XVe siècle jusqu'au milieu du XVIIIe siècle. Avec ce repeuplement, la production agricole, qui avait baissé pendant la Guerre de Cent Ans, retrouva son niveau le plus élevé mais se heurta à deux obstacles : la rareté des terres nouvelles à défricher et l'immobilisme des techniqus agricoles. Cependant, trois transformations caractérisent la mise en place d'une nouvelle agriculture : le développement rès rapide de la culture du lin, le remplacement de la vigne par le pommier, et enfin seule innovation véritable, l'introduction de la culture complémentaire du sarrasin, à la fin du XVIe siècle, dans tout le département.
Parallèlement, l'ouverture de l'Europe sur le monde, l'essor démographique, les migrations vers les villes, entretinrent un processus inflationiste manifeste illustré par les notations annuelles du prix des grains dans les Annales de Laval de Guillaume Le Doyen.

#### Renaissance architecturale
La prodigieuse vague de construction de manoirs et de châteaux, à la fin du XVe siècle et au XVIe siècle est un témoignage précieux sur la prospérité des campagnes. La reconstruction après la Guerre de Cent Ans se fit en fonction de conditions nouvelles : le développement de l'artillerie, face à laquelle les fortifications traditionnelles devenaient inutiles, l'établissement de l'autorité royale, qui ne pouvait plus admettre les luttes féodales à l'intérieur du royaume de France, l'exemple des modes de vie découverts lors des Guerres d'Italie. Même si les châteaux conservèrent pendant un siècle encore leurs fortifications, les logis s'ouvrirent à la lumière : la fonction de résidence et la notion de confort dépassaient pour la première fois depuis la Pax Romana la fonction militaire. La transition se fit par une très longue période d'hésitation entre un type d'architecture révolu, illustré par la reconstuction du château de Lassay en 1457, et le modèle nouveau, inspiré de la Renaissance italienne. Plusieurs châteaux sont caractéristiques de cette épouse de transition : Mortiercrolles, Mausson, Thévalles, Bourgon, Thuré, etc. De très nombreux manoirs, souvent à tourelles d'ecalier en façade, portent témoignage sur le dynamique de la petite noblesse et de la bourgeoise au sortir de la Guerre de Cent Ans. Enfin dans les bourgs, quelques maisons souvent des presbytères, portent la marque de cette transition entre la gothique et la Renaissance achevée comme la Maison canoniale de Saint-Denis-d'Anjou.
L'architecture de la Renaissance produisit un peu plus tard des œuvres remarquables, dues soit à des architectes du pays comme les Jamet, les Guillot et les Hayneufve, soit à des maîtres inconnus. La flèche d'Avesnières, le portique de l'église Saint-Vénérand de Laval, la façade intérieure du château de Laval, le Château de Saint-Ouen de Chemazé, le Château du Rocher de Mézangers, le Château de Foulletorte rivalisent de grâces et de richesses.
La famille de Laval déploya une importante activité architecturale durant les XVe siècle et XVIe siècle : aménagement du Château de Laval, création du Château-Neuf, église Saint-Vénérand de Laval, etc. La ville qui avait hérité des rues étroites bordées de maisons à colombage, commença à se transformer par la construction de maisons de pierre comme la Maison du Grand-Veneur.

Édifices Renaissance
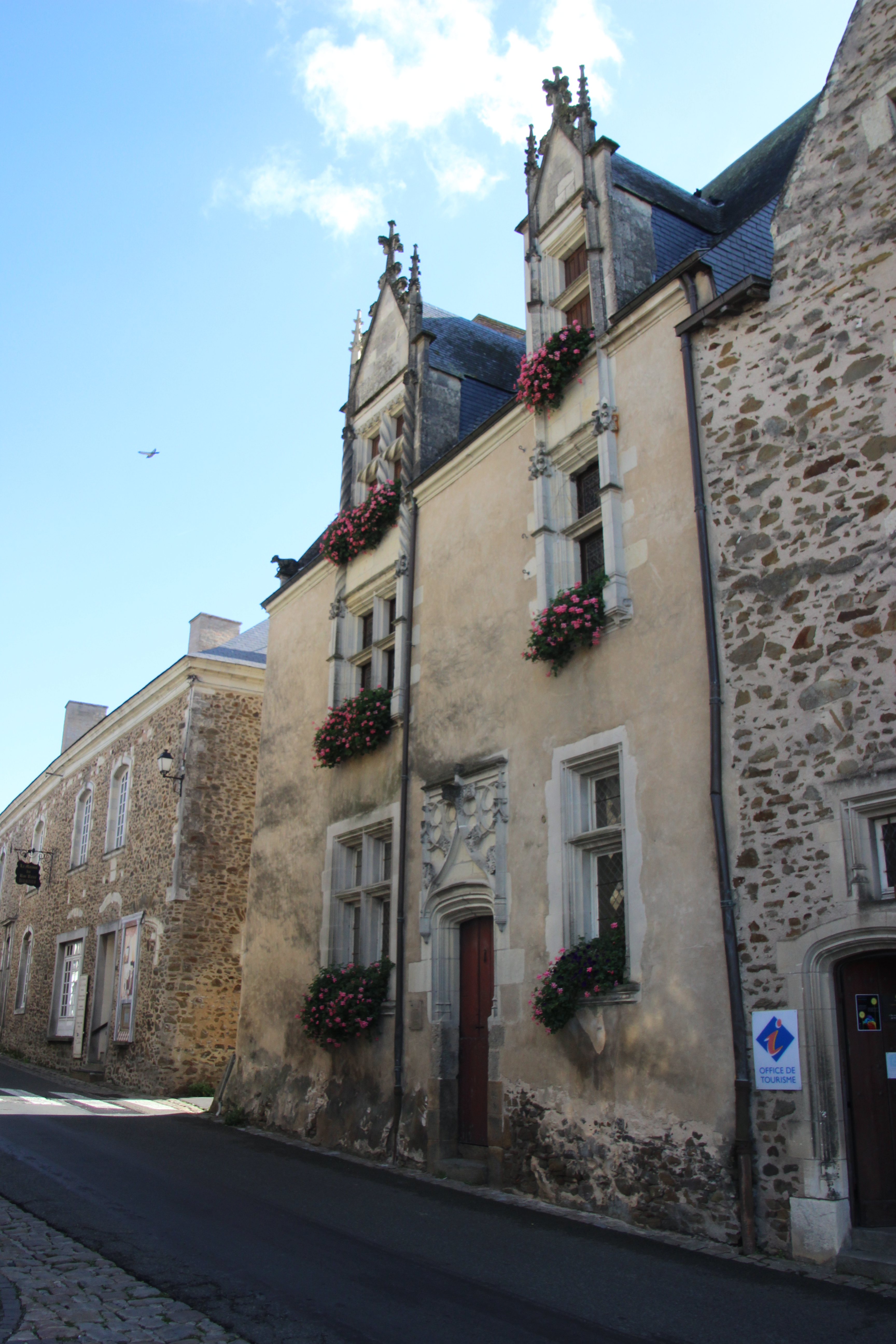
Maison canoniale de Saint-Denis-d'Anjou
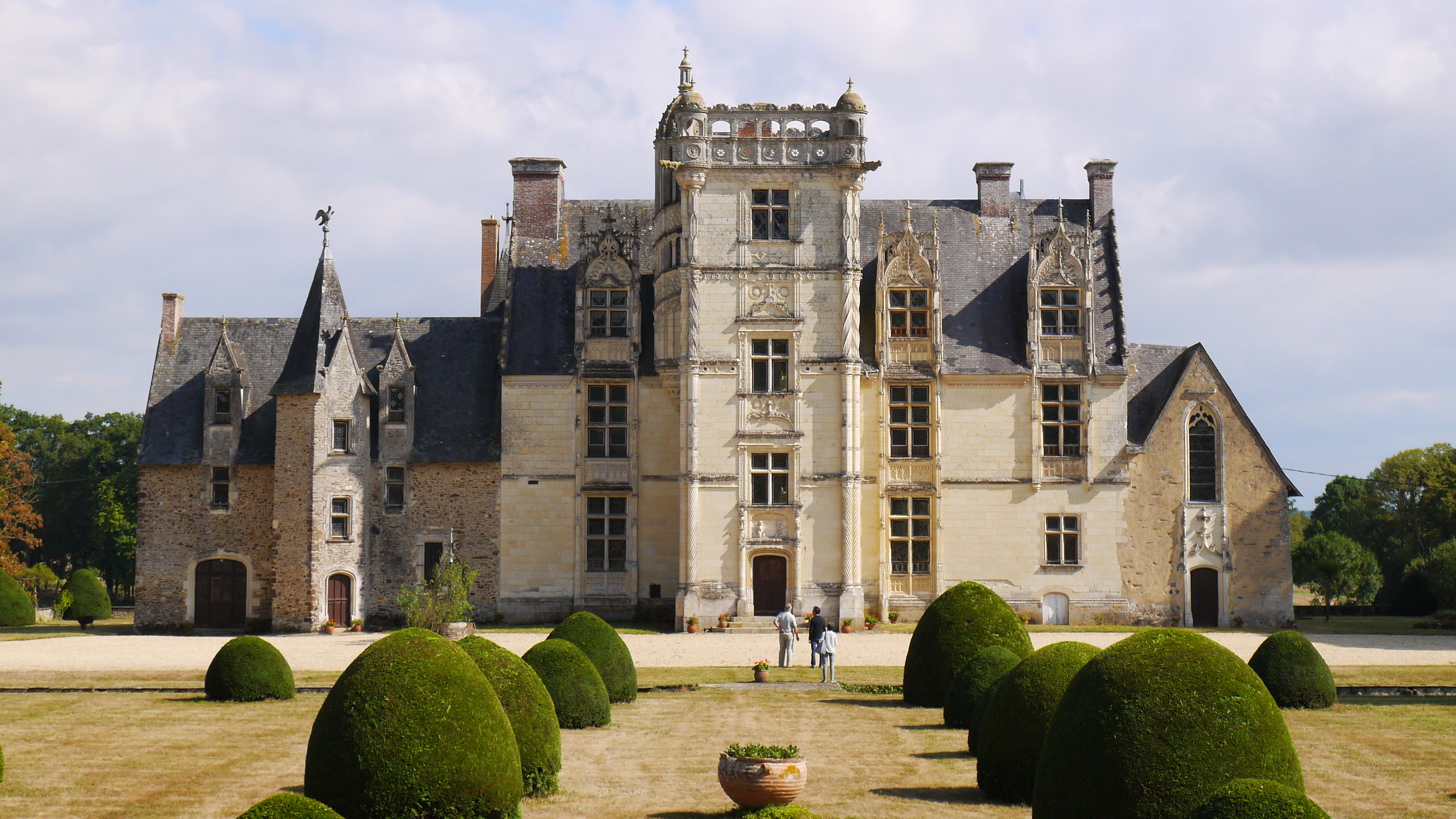
Château de Saint-Ouen de Chemazé
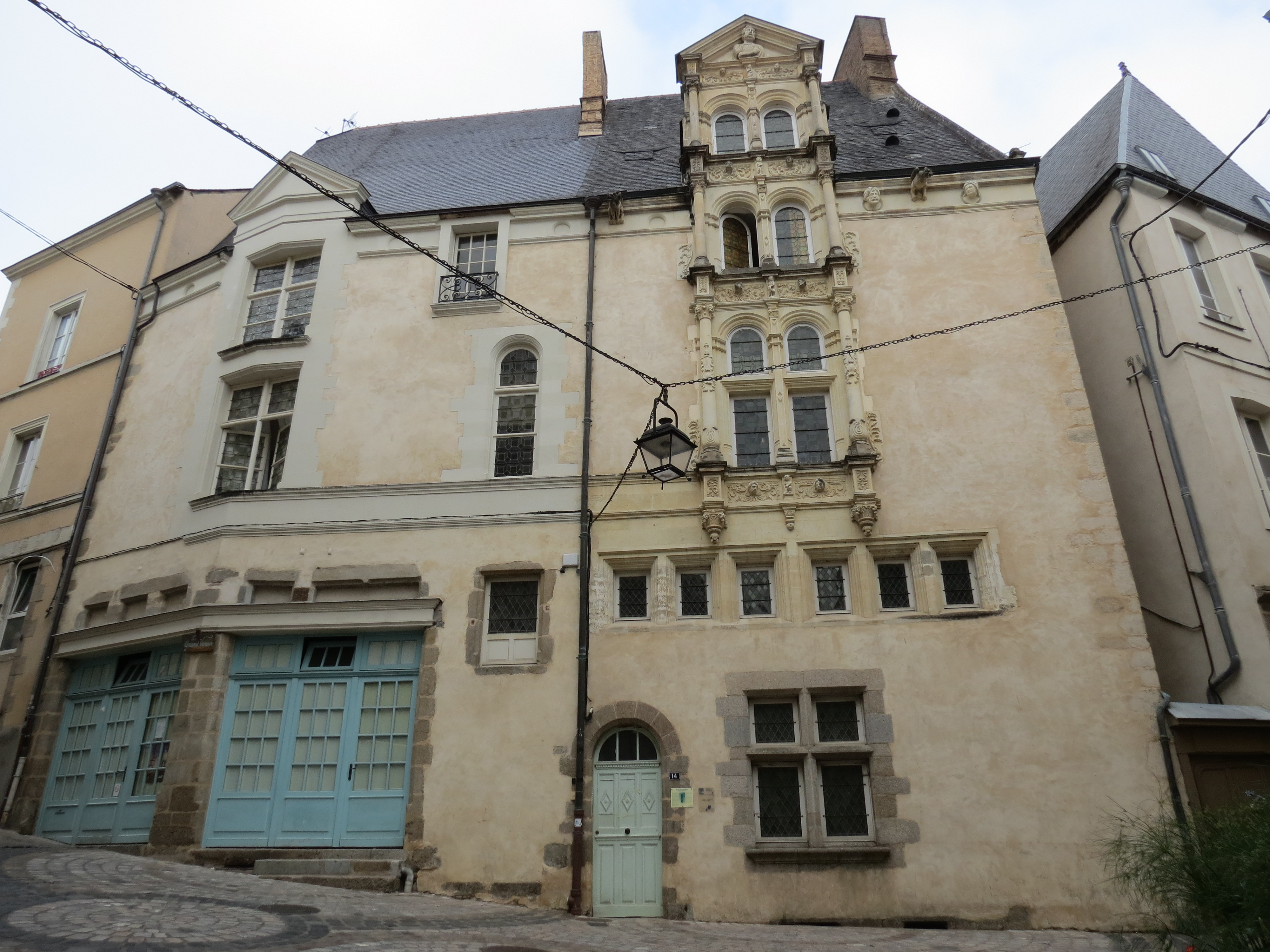
Maison du Grand-Veneur à Laval

#### Renaissance culturelle
À la renaissance des arts correspond la renaissance culturelle, plusieurs personnalités culturelles et artistiques reconnues à cette époque s'étaient attachées aux Laval. Le poète breton de langue française Jean Meschinot, était attaché à la maison du comte de Laval en 1470-1471. Pierre Le Baud, historien, fut aumônier de Guy XV de Laval, puis d'Anne de Bretagne. Sébastien Mamerot fut chapelain de Louis de Laval-Châtillon.
Louis de Laval a évolué dans un milieu qui était loin d'être étranger aux arts et aux lettres. La famille de Laval a compté plusieurs bibliophiles importants comme Guy XV de Laval, et Pierre de Laval. Ambroise Paré est médecin des rois. David Rivault de Fleurence est un homme de lettres et mathématicien.

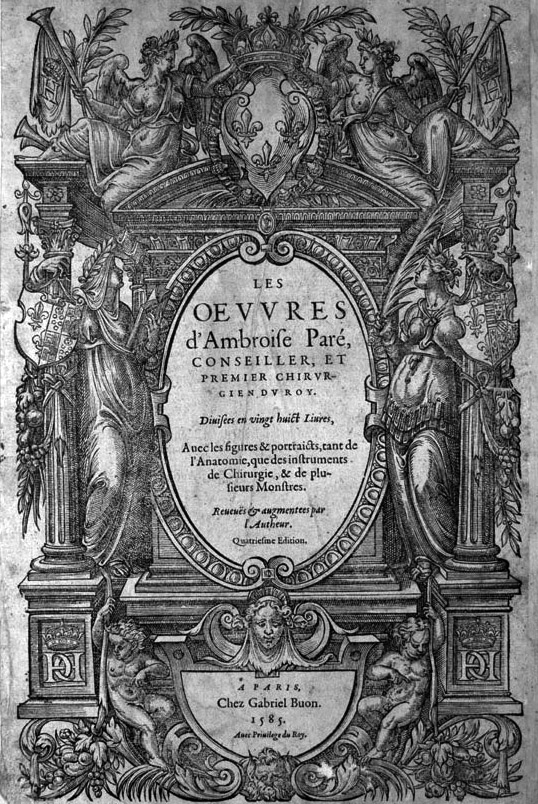
Page titre ornementée - Les Œuvres d'Ambroise Paré, conseiller et premier chirurgien du roy, IVe édition, G. Buon, Paris, 1585.

Cette renaissance culturelle reste cependant limitée en comparaison d'autres régions, avec l'arrivée tardive de l'imprimerie dans le département. Il n'y a pas non plus dans le département des villes pourvues d'universités ou de collèges florissants comme Angers, Rennes, Le Mans, La Flèche.

#### Économie et société urbaine
L'économie des villes, moins touchée peut-être par les ravages de la Guerre, semble avoir retrouvé assez vite une expansion liée essentiellement à la production des toiles de lin. Les toiles de lin sont exportées dans toute l'Europe et même vers l'Amérique aux XVe et XVIe siècles. À tel point qu'au XVIe siècle, le comte de Laval, Guy XIX de Laval, a conféré le monopole de la production, de la vente et de l'exportation du textile aux Lavallois. C'est un tournant essentiel de l'histoire économique de la Mayenne.

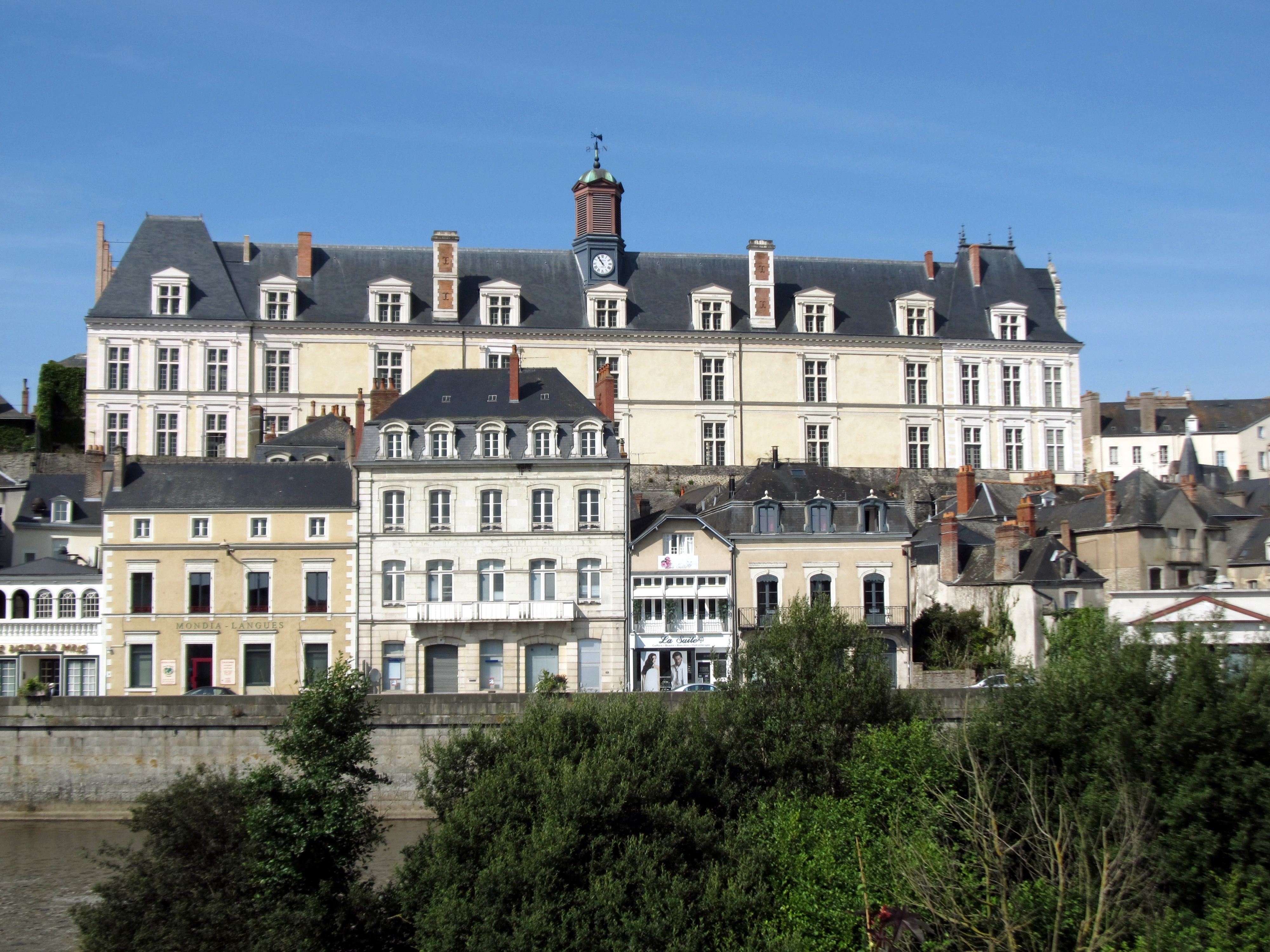
Le Château-Neuf, construit sur un affleurement rocheux du Carbonifère.

Si Mayenne et Château-Gontier étaient la propriété de grandes familles lointaines, les comtes de Laval habitaient dans leur fief ou à Vitré qui leur appartenait également. Les Annales de Guillaume Le Doyen décrivent la vie quotidienne à Laval au XVIe siècle, avec de curieuses particularités sur le prix des choses, des denrées alimentaires surtout, -alors que la moindre disette devenait meurtrière-, des renseignements sur les mystères qui se jouaient de ci de là.

### La Réforme et les guerres de religion

#### Une révolte contre les abus de l'Église

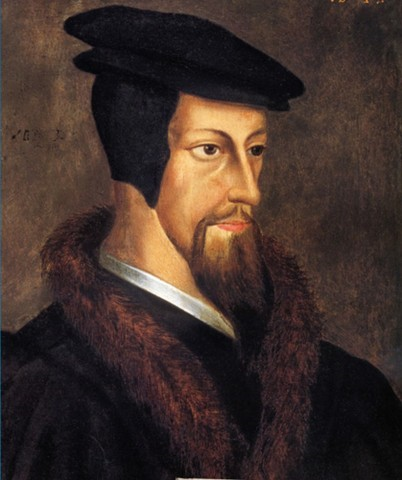
Jean Calvin.

Le mouvement de la Réforme, née de la conjonction de causes diverses, n'est étudié ici que dans ses aspects locaux, en relation avec ce qui se passait alors en Europe. La Mayenne ne fut pas un berceau de la pensée réformée, mais elle connut assez vite l'existence des nouveaux missionnaires de l' hérésie, particulièrement parmi les chanoines de la Collégiale Saint-Tugal de Laval.
Au début du XVIe siècle, les abus d'une partie du clergé conduisent au développement d'un courant réformateur prônant le retour aux « vraies valeurs de l'évangile ». La publication des « 95 thèses » de Martin Luther en 1517 marque de façon symbolique la naissance du Protestantisme. Le relâchement et les désordres qui s'étaient propagés dans l'Église depuis l'introduction de la commende, et dont la chasse aux bénéfices fut dans la Mayenne un des symptômes sont une des origines de l'un des abus les plus fortement dénoncés, avec les prélèvements fiscaux du Saint-Siège. Ces causes initient une révolte contre les abus de l'Église. Le luthérianisme, contre lequel les prédicateurs prémunissaient déjà les fidèles à Laval en 1526.
.
Le protestantisme progressant à Laval. Louis de Bourbon, cardinal-évêque du Mans, envoie, pour convaincre les protestants de Laval, Jérôme de Hangest.
Il semble selon Guillaume Le Doyen, que plusieurs exécutions aient suivi son passage en 1526. En 1537, par ordre du roi, Mathieu Ory, inquisiteur de la foi, vient à Laval, où il s'adjoint frère François Verdier, prieur de Saint-Dominique, et chasse tous les Huguenots, de quelque rang ou état qu'ils soient. À partir de 1540, poursuites, procès, exécutions se succédèrent. On parla même de Réformés ebouillantés dans une chaudière d'huile à Château-Gontier en 1555.

#### La remise en cause des dogmes
Le protestantisme fit des adeptes dès 1537 et 1548. Après l'édit de Compiègne en 1557 qui condamne à mort les hérétiques, les guerres de religion débutent en 1562 en Mayenne. Ce fut le prélude des guerres de religion qui sévirent à Craon, à Château-Gontier et à Mayenne en 1561-1562, et se renouvelèrent à toutes les prises d'armes. Les églises de Poligné, de Terchant, de Lassay, de la Barre (Bierné) sont les principales églises protestantes à cette époque.
La Réforme bénéficiait en 1560 d'un certain nombre de points d'appui dans les châteaux, sans que l'on puisse connaître pour autant la proportion des populations gagnées à la nouvelle religion. C'est dans la moitié sud de la Mayenne que ces châteaux étaient les plus nombreux, laissant à penser des influences venues d'Anjou et même du Poitou. Autour de Craon, où le mouvement semble être parti, certains membres de la famille de la Trémoïlle entrainèrent dans leur sillage la famille de Scépeaux de la Bouche d'Uzure, Les Chesnais en Congrier et de Saint-Martin-du-Limet, la famille de Madaillan de Chauvigny en Athée, la famille de Montbourcher de Saint-Amadour. Autour de Château-Gontier, qui appartenait à Antoine de Bourbon, père du futur Henri IV de France, René de Rouveraye à Ménil et la famille de Chivré à la Barre (Bierné) comptaient parmi les plus actifs avec Jean de Boisjourdan, seigneur de Bouère. Plus au nord, une seconde série de places correspondait à l'ancienne ligne de défense du Maine face à la Bretagne et l'Anjou : Terchant, tenu par Jean du Mats de Montmartin, Montjean, tenu par Jean de Criquebœuf, la Patrière et Le Bourgeau tenus par Pyrrhus L'Enfant, et les châteaux des Feschal : Poligné, Parneau, Cheméré-le-Roi et Thuré. Laval jouait aussi un rôle important via Vitré : Claude de Rieux, puis son neveu Guy XIX de Laval y tenaient résidence. Saint-Fraimbault-de-Prières, Lassay, et Sainte-Suzanne, enfin, plus isolés, étaient néanmoins de solides places fortes tenues par les Huguenots.
Il ne semble pas que la force militaire ait été la seule raison du rôle prédominant de la noblesse dans la progression de la Réforme. Les nobles étaient sans doute les seuls, avec quelques clercs et quelques bourgeois à adhérer à cette religion qui leur évitait le trûchement de curés issues de la petite bourgeoisie. Ils pouvaient aussi espérer être les principaux bénéficiaires des combats, soit par le pillage, soit surtout par l'espoir de nouveaux titres nobiliaires, dans le sillage d'un Condé ou d'un Coligny ; le même espoir existait aussi dans doute dans le camp adverse, autour des Guise. Mais pour les plus grands d'entre eux, les Laval, les Guise ou de la Trémoïlle, il y avait aussi probablement le refus d'abandonner leur pouvoir féodal devant les empiètements successifs de la monarchie. Il faudrait alors ranger les guerres de Religion parmi les combats d'un monde en voie de mutation, au même titre que la Ligue du Bien public sous Louis XI de France ou la Fronde pendant la minorité de Louis XV de France.

#### Le fracas des armes

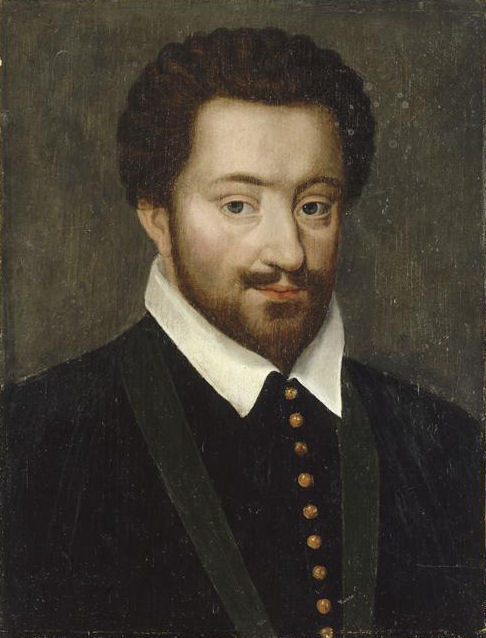
Charles de Mayenne, frère du duc de Guise et figure de la Ligue.

Dans la confusion de 40 années de guerres civiles, à dimension souvent locale, quelques moments prennent plus de relief que les autres :
- En 1560, Guyonne de Rieux, comtesse de Laval, participait à la conjuration d'Amboise avec René de la Rouvraie, et Guy de la Chesnaie : ils échappèrent tous les trois à la répression sanglante[164].
- En 1562, après le massacre de Vassy, les Huguenots prirent l'offensive et s'emparèrent du Mans, d'Angers et de Craon. Condé, dans ses mémoires désavoua son lieutenant pour les excès commis à Craon. De Craon, où ils pillèrent les églises, les Huguenots s'attaquèrent à l'Abbaye de la Roë, riche et mal défendue.
- Cette flambée fut suivie d'une vigoureuse répression catholique animée par Jean de Boisjourdan, seigneur de Bouère, ancien Huguenot. Devant l'énergie de la riposte, plusieurs protestants comme Guy de la Chesnaie, René de Scépeaus, Jean de Criqueboeuf ou Louis de Feschal abjurèrent et rentrèrent dans le giron de l'Église.
- Parmi les acteurs calvinistes de premiers combats, René de la Rouvraie apparaît comme l'une des figures les plus marquantes[165].

Le 13 mars 1569, la bataille de Jarnac s'achève par l'assassinat du prince de Condé. Privé de son chef, le parti protestant en vient à la négociation avec le roi. Le 8 août 1570 est signé l'édit de Saint-Germain, qui institue quatre places de sûreté protestantes dans l'ensemble du royaume. Une fois encore, la paix est de courte durée : un peu plus d'un an plus tard, dans la nuit du 23 au 24 août 1572, le massacre de la Saint-Barthélemy rompt de manière dramatique la fragile trêve entre les deux partis.
De 1573 à 1580, trois nouvelles guerres ensanglantent encore le royaume. En 1576, Henri de Navarre prend le commandement des armées huguenotes, tandis qu'un troisième parti se forme autour du duc d'Alençon. Formé principalement de nobles fatigués des querelles intestines, le parti des « Malcontents » cherche à favoriser le retour à la paix civile. Les catholiques les plus intransigeants se regroupent alors en une « Sainte-Ligue » à l'influence croissante. Celle-ci entraîne une radicalisation de la politique royale, qui s'illustre par la promulgation de l'édit de Nemours (1585), mettant de nouveau au ban de la nation les membres de la « religion prétendue réformée ».
Poignardé par un catholique fanatisé par les ligueurs, le roi Henri III n'a que le temps de désigner officiellement l'« hérétique » Henri de Navarre comme successeur sur le trône de France. Cette succession durcit encore les positions : d'un côté l'héritier légitime, chef des Huguenots, de l'autre, le duc de Mayenne, Charles de Mayenne pour contrecarrer les dessins du nouveau roi. Entre les deux camps, la Mayenne choisit le parti de la Ligue catholique : la plus grande partie des seigneurs, le bas-clergé et les paysans se rangèrent aux côtés de Charles de Mayenne, de même que la plupart des villes : Mayenne, Laval malgré son seigneur réformé Guy XX de Laval, Château-Gontier, Evron, etc. Les seules places protestantes restantes étaient Sainte-Suzanne et Lassay. Le camp légitimiste gagna progressivement la bourgeoisie qui voyait peut-être le moyen de supplanter la noblesse ligueuse et de consolider la propriété foncière acquise pendant les combats ; ils avaient enfin un appui de taille : Claude d'Angennes de Rambouillet, évêque du Mans. Chaque camp mit en place ses propres institutions : François de Bourbon-Conti, prince de Conti pour Henri IV, et Urbain de Laval Boisdauphin pour la Ligue.
Les évènements continuèrent à se dérouler sur deux plans. D'une part, une guerre féodale de château à château, de manoir à manoir permit à Pierre Le Cornu de s'illustrer. Gouverneur de Craon pour la Ligue, il attaqua, pilla ou détruisit tous les châteaux protestants ou simplement royaux d'alentour. Son château du Plessis fut détruit en retour par Pyrrhus L'Enfant.
Parallèlement à ses combats sporadiques de 1590-1592, dont l'initiative appartenait le plus souvent aux Ligueurs, se déroulèrent en Mayenne des évènements de portée nationale. Après la bataille d'Arques, Henri IV, encore protestant, entama une chevauchée triomphale jalonnée par le ralliement du Mans, Sablé, Château-Gontier, Laval en décembre 1589. Il offrit l'amnistie aux Ligueurs qui déposeraient les armes, puis partit vers Mayenne, pour rejoindre Paris. La Ligue paraissait écrasée.
Mais l'apaisement dura peu : Les Ligueurs locaux reprirent Mayenne en 1590, la bataille de Craon, gagnée par Mercœur (mai 1592) avec la reprise de Château-Gontier, Mayenne et Laval, la destruction d'une bande anglaise par Urbain de Laval Boisdauphin à Ambrières, la Bataille du Port-Ringeard (mai 1593).
La conversion d'Henri IV en 1593 enleva toute justification religieuse à la Ligue, au moment où la lassitude générale faisait progresser l'idée de paix. Les villes se soumirent : Laval en 1594, Château-Gontier en 1595, mais Pierre Le Cornu à Craon, ne capitula qu'en 1598 après la reddition de Charles de Mayenne et de Mercœur.
Henri IV, par ses déclarations de 1594 et 1595, avait voulu que, pour obvier aux fraudes que l'on commettait contre les droits, il y eût un bureau dans la ville de Laval pour donner des décharges, des acquits à caution. Ces déclarations sont à l'origine de la Traite foraine d'Anjou qui sera de fait un droit de douane pour l'exportation des marchandises en dehors du Comté de Laval. Arès dix années d'anarchie, le roi Henri IV promulgue l'édit de Nantes en avril 1598, arrêta les derniers combats, en donnant aux protestants le droit de pratiquer leur religion dans une ville par bailliage et dans la maison des seigneurs.

#### L'architecture défensive et sa partielle destruction
L'architecture quasi-militaire de cette époque troublée produisit quelques édifices d'un caractère spécial. On y organisa le plus souvent dans les combles, quelquefois ayant la hauteur de deux étages, des locaux pour le culte protestant. Les châteaux furent munis de meurtrières, et défendus par des pavillons aux épaisses murailles. Quelques-uns se reconstruisirent à la hâte, sans architecture, mais avec tous les moyens de défense dont on disposait. Même quand la paix fut assurée on visa encore à donner à des constructions plus luxueuses un appareil de forteresse, surtout par la disposition de douves profondes entourant le château et les jardins. Le château de la Barre à Bierné prit dans ce genre de telles proportions que l'on s'en inquiéta jusqu'à Angers. L'insécurité fut responsable de nouveaux travaux de fortifications dans quelques châteaux. L'exemple le plus caractéristique est le château de Montesson. Un autre exempe caractéristique est le château de l'Escoublère, ou encore le château de Foulletorte.
Henri IV, après être monté sur le trône, fait détruire dans le comté de Laval un grand nombre de maisons de campagne et châteaux garnis de murs et fossés, petits forts qui auraient pu servir encore de retraite à quelques restes de la Ligue catholique. Les murailles de la ville de Craon qui lui avaient résisté pendant longtemps, et devant lesquelles ses généraux avaient reçu un échec, furent rasées. Il a aussi le dessein de détruire les murs de la ville de Laval, et donne ordre à Louis III de Monteclerc, de démanteler ses fortifications. Quelque temps après, une seconde lettre datée du 30 novembre 1594, lui ordonne de surseoir à ce premier ordre.

#### Un lourd bilan
L'édit de Nantes signé par Henri IV le 13 avril 1598 octroie la liberté de culte aux protestants. Néanmoins, l'Église réformée ne survécut qu'à peine à l'édit de Nantes ; il n'y eut pas d'église urbaine en Mayenne, mais deux châteaux servirent encore de base aux réformés : Poligné pour la région de Laval, et Terchant pour la région de Vitré. L'Église de Laval concernait une population réduite, repliée sur elle-même avec le soutien de la Comtesse de Laval. Les communautés de Craon, Château-Gontier, Molière ne semblent pas avoir connu un succès plus grands.
L'Église catholique avait subi autant de ruines : dans les campagnes, les églises et les abbayes avaient été des proies faciles. Beaucoup d'entre elles furent pillées par les Huguenots, les Anglais de John Norreys, et mêmes certains Ligueurs ; elles subirent en particulier la nécessité d'un renouvellement complet du décor intérieur des églises au XVIIe siècle à la suite de la destruction d'autels et de statues. Toute la base économique de l'Église avait été ébranlée : dîmes mal payées ou détournées par des seigneurs huguenots, récoltes saccagés, loyers impayés, et biens matériels mal entretenus. Avec les églises, les châteaux eurent à souffir des guerres de religion : certains furent détruits comme le Château du Plessis de Cosmes, ou le Château de Bressault en Ménil ; d'autres pillés comme le château de Montjean. La Maison forte de l'Epronnière aurait même été incendiée trois fois par les Ligueurs, alors que son seigneur Michel de la Chevalerie, pourchassait avec ses hommes d'armes.

#### L'érosion de la propriété nobiliaire
La structure économique de la seigneurie était telle que le château épargné par le pillage ou la destruction ne sauvegardait pas toujours le châtelain de la ruine, par suite des ravages dans la réserve et les campagnes, à la source des revenus seigneuriaux. Il est difficile d'approcher avec assez de précision l'influence des Guerres de Religion sur les biens de cette aristocratie. Il semble toutefois que les nobles, ruinés par les ravages de la guerre et par l'entretien, à leurs frais, de troupes de cavaliers durent faire appel à l'emprunt hypthécaire pour faire fàce à leurs dépenses. 40 ans de guerre, de récoltes saccagés, de revenus aléatoires ne permettaient pas de rembourser les emprunts à gros intérêt. Il ne restait plus avors qu'à vendre les terres et la seigneurie à ceux qui détenaient la richesse : le clergé parfois, mais surtout à la bourgeoisie urbaine. Il est certain que le destin des familles nobles fut divers : la puissante famille de Bouillé ne semble pas avoir connu de difficultés et conserva son territoire. La famille de Vassé par contre, leurs voisins et ennemis durent vendre successivement plusieurs parties de leurs propriétés. Ce phénomène d'érosion de la propriété nobiliaire, difficile à cerner de manière statistique à cause de la dispersion des sources, paraît l'une des grandes conséquences des guerres de Religion. C'est à une véritable redistribution de la propriété foncière que l'on assista, au moins autour des centres urbains.
Si la bourgeoisie urbaine était capable d'absorber progressivement tout ce que la noblesse ne pouvait plus conserver, c'est qu'elle disposait de la richesse que lui apportait l'exportation des toiles de lin : c'est en effet, au milieu de la période troublée par les guerres de Religion, que la bourgeoisie lavalloise obtint sa grande victoire : le règlemenr de fabrication des toiles de Laval en 1577, qui lui assurait le monopole de l'exportation contre la concurrence des Espagnols et des Portugais, installés à Saint-Malo et même à Laval. Ainsi, preuve de cette prospérité, En 1601, la Compagnie des marchands de Saint-Malo, Laval et Vitré qui rêve des Moluques arme deux navires, le Corbin et le Croissant pour sonder le guay et chercher le chemin des Indes. L'objectif de cette mission était de sonder le gué, chercher un chemin des Indes et le montrer aux Français.

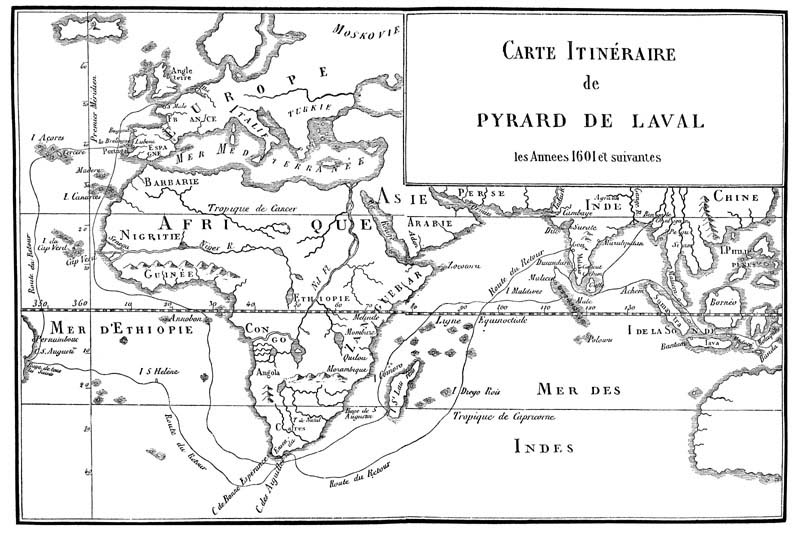
Itinéraire de François Pyrard

Par la suite, les habitants de la Mayenne fourniront plusieurs contingents d'immigrants vers les terres de la Nouvelle-France ou plus généralement en Amérique. Quant au peuple des villes et des campagnes, sa vie quotidienne fut rendue plus difficile par les effets directs de la guerre et par ses conséquences économiques.
À Laval, la mort de Guy XX de Laval en 1605 sonna le glas de la présene seigneuriale locale : la famille de la Trémoïlle qui hérita du comté de Laval partageait son temps entre le Château des ducs de La Trémoille à Thouars et surtout la cour royale. Château-Gontier connaissait déjà l'absentéisme de ses seigneurs, puisque le baronnie changea souvent de mains, de Henri IV de France, Louis XIII de France, Louise-Marguerite de Lorraine, princesse de Conti, puis Nicolas de Bailleul et ses descendants.

#### De l'Édit de Nantes à l'assassinat de Henri IV
Les dernières années du règne du roi Henri IV sont marquées par un retour à la paix civile qui masque mal la persistance de griefs propres aux deux partis. Si les catholiques les plus extrémistes ne parviennent pas à voir le roi autrement que comme un hérétique s'étant converti par opportunisme, les protestants entendent bien exercer une influence sur les affaires du royaume et ne faire aucune concession quant à leur liberté religieuse. Au-delà des questions spirituelles, l'augmentation des impôts existants et la levée de nouvelles taxes causent des troubles sporadiques.
L'assassinat du roi Henri IV en 1610 marque le début d'une période d'incertitude pour les protestants, méfiants envers la nouvelle régente Marie de Médicis, laquelle ne cache pas ses sympathies ultramontaines. Entourée de courtisans italiens autant que de conseillers jésuites, celle-ci ne tarde pas en effet à révoquer les ministres nommés par son époux et à multiplier les vexations et les maladresses à l'égard du parti réformé.

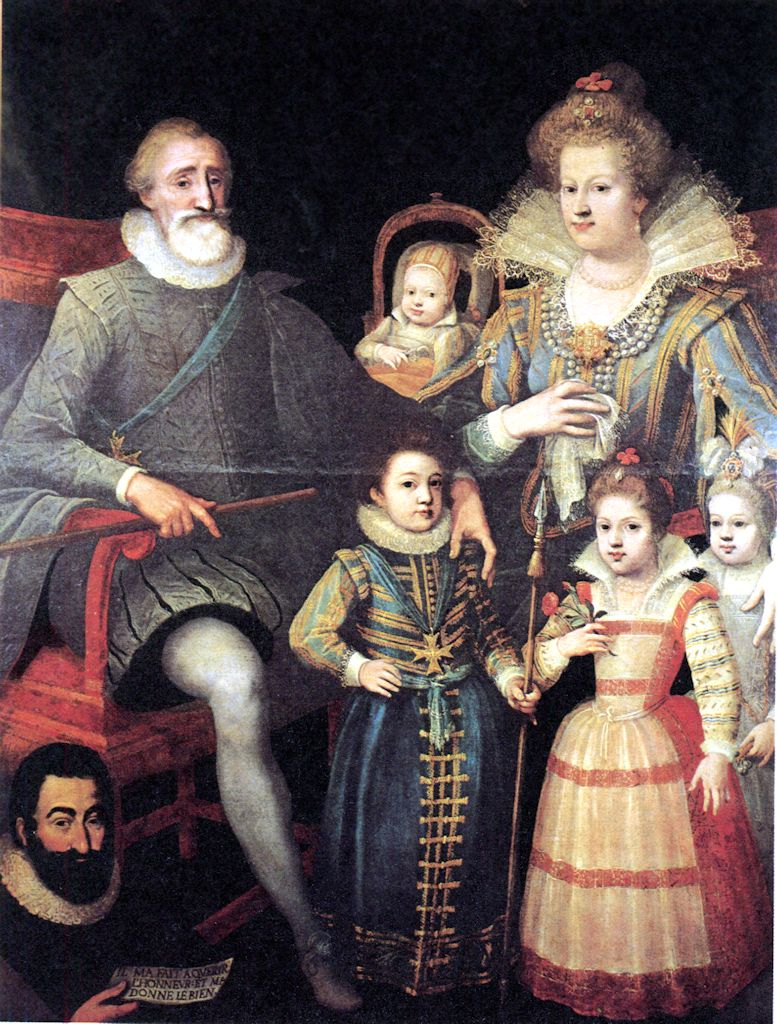
Tableau attribué à Frans Pourbus le Jeune : Henri IV et la famille royale. En bas, Fouquet de la Varenne avec cette légende : « Il m'a fait acquérir l'honneur et m'a donné le bien ».

Homme d'état et Baron de Sainte-Suzanne, au lendemain de la mort du roi Henri IV, Guillaume Fouquet de La Varenne rappelle à la reine-mère Marie de Médicis la promesse qu'Henri IV avait faite de voir son cœur reposer dans l'église du collège de La Flèche. Le cœur du défunt roi est alors confié aux Jésuites et apporté à La Flèche où le cortège fait son entrée au matin du 4 juin 1610.

#### Le triomphe de la Contre-Réforme
La crise du clergé déjà sensible dans la première moitié du XVIe siècle fut encore aggravée par les Guerres de Religion. Il fallut au début du XVIIe siècle, toute l'énergie des évêques pour rétablir la discipline ecclésiastique.
Face à la Réforme protestante, l'église catholique se réorganise dans la deuxième moitié du XVIe siècle, conformément aux enseignements du concile de Trente (1545-1565), dans un mouvement qualifié de Contre-Réforme. La Mayenne, particulièrement touché lors des guerres de Religion, voit la reconstruction des églises ruinées ainsi que pour la formation spirituelle des fidèles prise en main par les nombreuses communautés issues de la Contre-Réforme ; les églises s'agrandirent presque toutes par l'adjonction de chapelles ou de bas côtés, symptôme d'une augmentation de la population et d'un mouvement religieux.
Les établissements religieux se multiplient dans les villes dans le premier tiers du XVIIe siècle : capucins, récollets, minimes, jésuites, carmes, cordeliers, ursulines, clarisses, bénédictines, jacobins s'installent dans tout le département. Mayenne, Laval, Château-Gontier appellent les Capucins. Des Ordres nouveaux surgissent, ayant tous les œuvres de la charité pour objet. Les Ursulines fondent pour l'instruction des jeunes filles les maisons de Laval et Château-Gontier ; les Bénédictines de diverses réformes donnent à Laval, à Mayenne à Lassay, à Ernée, un asile aux vocations qui abondent en attendant que les hospitalières viennent décupler par leurs soins les ressources des hôpitaux.

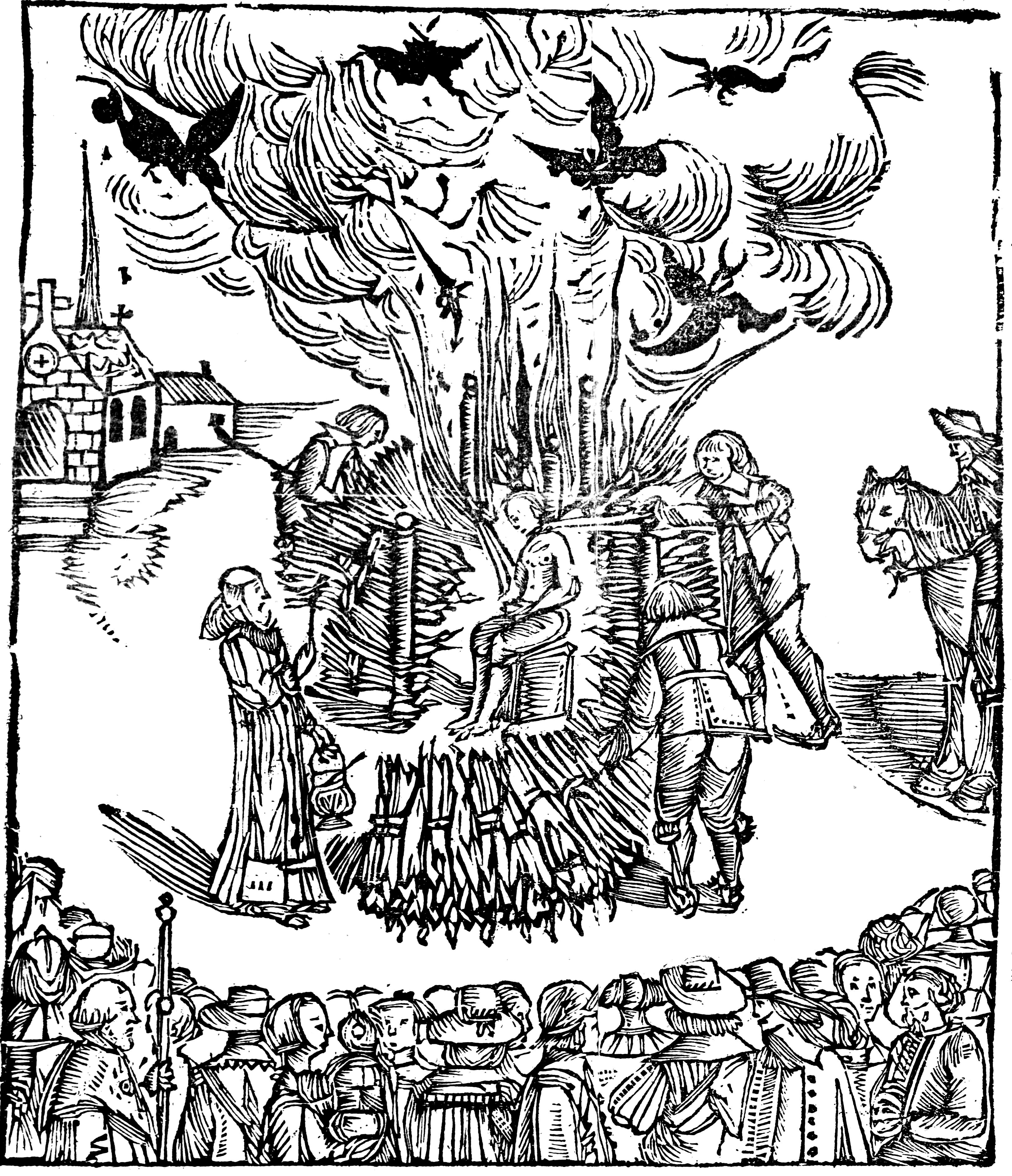
L'exécution de Grandier d'après une estampe poitevine de 1634.

Anthyme-Denis Cohon (originaire de Craon) se fit un nom par son talent pour la chaire. Il a prononcé l'éloge funèbre de Louis XIII et de la reine d'Espagne et le discours du sacre de Louis XIV. Urbain Grandier est né vers 1590 à Bouère et mort sur le bûcher le 18 août 1634 à Loudun. prêtre français, il a été accusé de sorcellerie dans l'affaire des démons de Loudun et exécuté.

## XVIIesiècleetXVIIIesiècle

### La Mayenne sous le règne de Louis XIII
À l'instar de plusieurs provinces du midi de la France, la Mayenne connaît une période troublée entre 1614 et 1621. Séquelles des Guerres de Religion, ou sursauts d'une grande noblesse en révolte contre un absolutisme de plus en plus pesant, la paix dans la région est encore sujette à des alarmes. Henri II de Bourbon-Condé, prince de Condé, baron de Craon, chef d'un parti qu'appuient les Huguenots, trouble la région depuis 1614. On signale les révoltés à Château-Gontier, à Craon, à Fontaine-Couverte, à Saint-Michel-de-la-Roë en 1615. Le rapprochement avec l'Espagne, puissance ultra-catholique — concrétisé par le mariage du roi Louis XIII avec l’infante Anne d'Autriche (1615) — passe mal auprès des calvinistes.
Des troupes s'organisent dans le nord de la Mayenne. Muni d'une commission du roi, César de Vendôme, duc de Vendôme lève des compagnies avec l'arrière-pensée de se rallier à Condé,. En 1615, à Château-Gontier, en 1616, à Laval, des pillages furent encore signalés lors du passage des troupes de Urbain de Laval Boisdauphin et de César de Vendôme. Des pillages exerçant tant d'inhumanités et de cruautés que le peuple est entièrement ruiné, et en 1619
Au lieu de céder à l'injonction du Héraut de France qui l'atteint à Chantocé, il se déclare pour les rebelles et rejoint Condé à l'assemblée de Loudun (février 1616). Les bandes et leurs chefs signalent partout leur passage par leurs exactions. Marie de Médicis se sépare à son tour de la cour et, retirée à Angers, fait occuper Craon, puis, quand elle a fait la paix (10 août 1620), est obligée d'envoyer des troupes pour réprimer les désordres des Vendômistes, ses partisans, retirés dans le Craonnais.
Dès 1620, le droit au culte protestant est contesté, les réformés dont le seigneur a abjuré la foi sont privés de liberté de culte.
La guerre de Trente Ans commença à fermer en partie les débouchés extérieurs de l'industrie du lin à Laval, entraînant sous-emploi et nervosité des habitants des villes soumis à des impôts croissants. Laval est le siège de deux séditions en 1628 et 1629.
Le 2 juin 1628, le Carrefour aux Toiles, dans lequel se tient alors le marché, est le théâtre d'une violente sédition. Le comte de Laval a voulu faire percevoir une maltoste de 8 sous par pièce de toile exposée. Le peuple se mutina. 4 000 personnes, hurlant et furieuses, vont assiéger la demeure du receveur des tailles, puis se portent vers celles de quatre des marqueurs de toilles, s'emparèrent d'eux et les maltraitent de telle sorte que deux des marqueurs succombent peu après de leurs blessures. Les cloches de la ville sonnent le tocsin pour appeler au secours la population des campagnes. À quelque temps de là, on vit même le roi en son conseil décider d'une réduction d'impôt au profit des paroisses de Carelles, Colombiers-du-Plessis et Désertines.

### La Fronde, L'absolutisme de LouisXIV

#### La Fronde
En 1650, une nouvelle fronde appelée Fronde des princes s'organise autour du prince de Condé,,. Pendant cette période, à laquelle Laval et Mayenne se rangèrent dans ce mouvement, à part des passages de troupes, des cantonnements en quartiers d'hiver ou des internements de prisonniers de guerre, aucun événement politique n'eut de contre-coup dans la Mayenne pendant le règne de Louis XIV. Lorsque l'armée de Louis XIV vient assiéger Angers, Laval lui envoie comme députés François Marest, juge civil, Cazet de Grampont et Julien Martin, échevins, pour l'assurer de la soumission de la ville (1652).

#### L'absolutisme et la répression politique

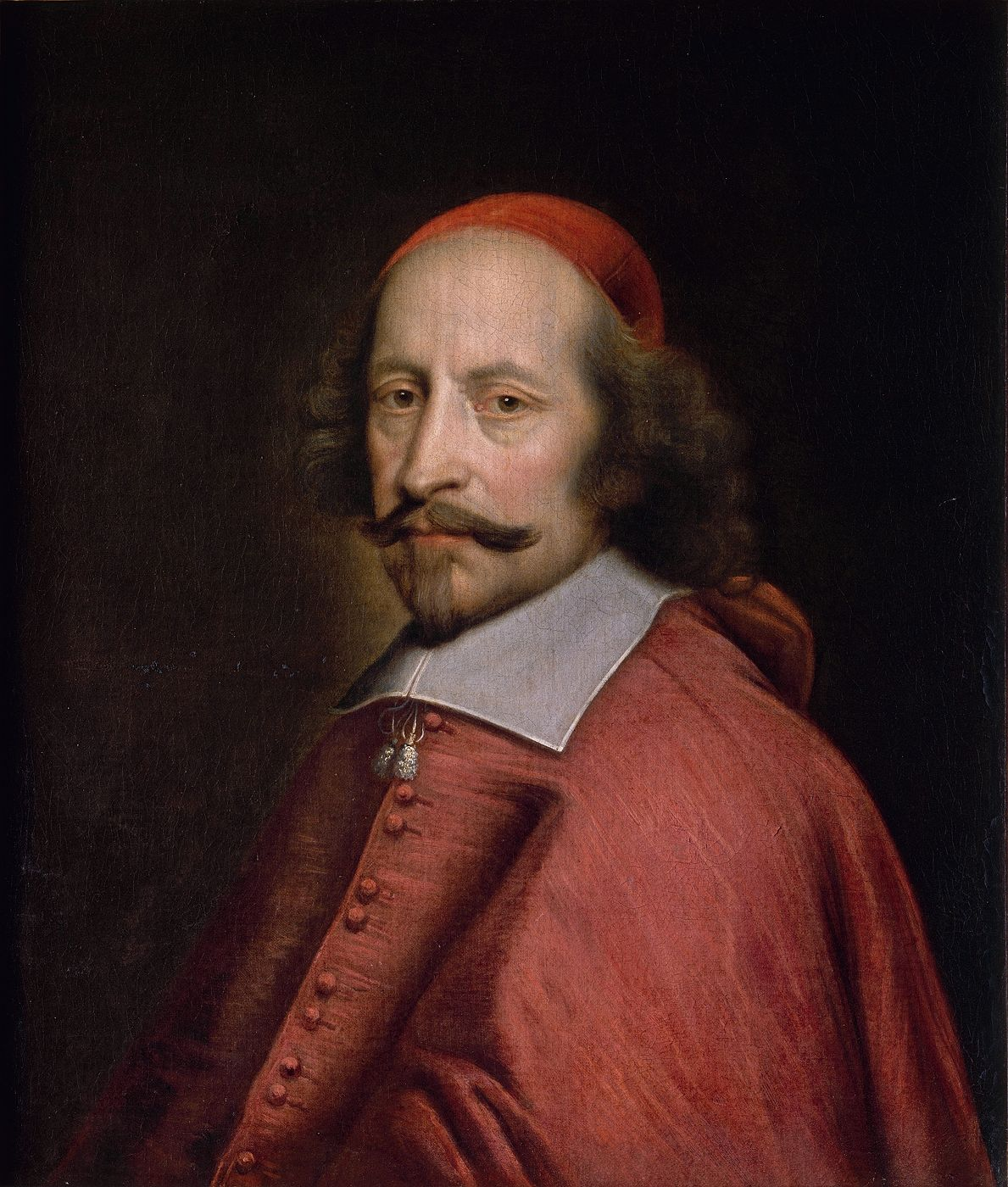
Jules Mazarin, duc de Mayenne de 1654 à 1661.

Mayenne connaissait depuis longtemps l'absentéisme des seigneurs : à la Maison de Lorraine, célèbre pendant les Guerres de religion succéda en mai 1654 le cardinal Jules Mazarin, puis la famille de La Porte de La Meilleraye dont l'un des membres hérita par son mariage avec Hortense Mancini du duché de Mayenne. Malgré quelques séjours à Mayenne, les de La Porte de La Meilleraye résidaient à la Cour.
Plusieurs crises vont encore éclater en ce milieu de XVIIe siècle. Une émeute éclate à Laval en avril 1662 à propos de la gabelle, et met en colère le roi Louis XIV. Elle vise à empêcher le départ d'une chaîne de faux sauniers vers les galères. La fraude, autre manifestation du refus, plus ou moins conscient de la société telle qu'elle était organisée, était un phénomène permanent, particulièrement aux limites de la Bretagne, frontières de traites et de gabelles. Les populations voyaient une criante injustice dans le fait que le sel coûtait 2 à 3 livres le minot de 60 kg en Bretagne, et 58 livres dans la région, de part et d'autre d'une ligne fictive défendue par une armée de gabelous ; plus d'un habitant se livrait au faux-saunage, opération bien plus rentable que le travail de la terre. Mais les peines étaient lourdes pour ceux qui tombaient entre les mains de la justice, et les pontons de Brest comptaient plus d'un galérien mayennais.
L'émeute de 1662 est réprimée avec tant de rigueur que l'intendant Charles Le Jay est obligé d'implorer des adoucissements. Dans une lettre datée du 21 juin 1662, on peut voir que Jean-Baptiste Colbert indique à l'intendant de ne se servir qu'à la dernière extrémité des deux compagnies de cavalerie du duc d'Orléans qui sont dans la région. Le Jay indique que pour obtenir le pardon du roi les habitants de Laval doivent remettre aux gens du roi tous les faux-sauniers condamnés aux galères qui sont dans leur prison, ainsi que les deux principaux agitateurs désignés par un Arrêt du conseil.
Le 31 octobre 1663, une pétition des maire, échevins et syndic de Laval, est envoyé à Colbert où ils exposent la triste situation de la ville grevée de dettes et accablée d'impôts de toute sorte. Une nouvelle époque commence, sous l'égide de l'absolutisme du nouveau souverain. La victoire sur la Fronde l'a préparée : « La monarchie administrative l'a emporté sur la domination du système des clientèles et leurs obligés. Le jeune roi gouverne désormais davantage avec ses grands commis qu'avec sa valeureuse mais trop frondeuse, noblesse. »
La Mayenne ne vécut jamais de grande révolte organisée comme celle des Croquants ou des Nu-pieds, ou encore la Révolte du Papier timbré, mais elle connut fréquemment des mouvements séditieux très localisés dans le temps et l'espace très vite et très sévèrement réprimés.

#### La répression religieuse
Les dragonnades à la suite de la révocation de l'édit de Nantes par l'édit de Fontainebleau de 1685 conduisent les protestants soit à se convertir, soit à émigrer, en particulier en Allemagne, en Suisse et dans le Nouveau Monde, comme Marin Duval.

#### La répression culturelle
La culture populaire prenait nécessairement un aspect collectif résultante de l'anaphabétisme quasi généralisé en dehors des classes moyennes et supérieures ; si l'office dominical y tenait une place essentielle, la fête était l'expression la plus spécifique de cette culture héritée d'un passé séculaire. La jeunesse pouvait se livrer au jeu et à l'abus du vin. Un procès célèbre date de cette époque, c'est celui de René François Begeon de Villeminseul. La fête comme la Charibaude dégénérait souvent en beuveries et en violences sévèrement réprimées.
La répression était aussi présente sur l'imprimerie et la librairie : ainsi Laval est, par un arrêt de 1704, rayé du nombre des villes qui peuvent avoir des imprimeurs et des libraires. Cependant, l'imprimeur Louis François Ambroise obtient par exception, en 1718, des lettres du conseil qui lui permirent de continuer à y exercer sa profession. Ce dernier semble avoir été proche du jansénisme. En 1729, un arrêt de la Cour du Parlement de Paris faisait défense à toutes personnes de faire imprimer aucun arrest, et à tous imprimeurs autres que ceux établis dans les villes sièges de parlements, d'en imprimer sans permission expresse. C'était une première menace ; elle resta suspendue pendant dix ans, mais alors l'exécution fut décidée aux termes d'une ordonnance royale en date du 31 mars 1739. Les réductions furent considérables partout ; sur deux imprimeries, Laval en perdit une, et celle de Château-Gontier fut supprimée.

#### Le contrepoids de la charité
Les manifestations de la charité étaient multiples dans cette société, qui malgré ses clivages et ses injustices se voulait solidaire : les pauvres étaient secourus par le curé et parfois le seigneur dans les campagnes, par le conseil de ville en milieu urbain. La charité prenait le plus souvent des formes matérielles : aides aux déshérités dans les hôpitaux ou les hospices, distribution de pains en période de disette et parfois de vêtements lors des hivers rigoureux. La charité pouvait prendre aussi une forme spirituelle avec l'organisation de messes dédiées. La charité pouvait apparaître comme un correctif aux inégalités sociales, alors qu'en même temps, elle aggravait dans une certaine mesure la dépendance des pauvres aux riches, en créant un réseau de clientèle.

### L'écheveau des institutions
Un rappel des institutions paraît suffisant pour montrer à la fois leur complexité et la nécessité d'une réforme et surtout d'une simplification. Le rôle de la province est progressivement vidé de son sens. La pyramide féodale apparaît encore comme une survivance persistante, destinée à justifier la prééminance d'une noblesse économiquement dépassée. Ce sont les institutions royales qui sont les plus caractéristiques de cette époque.

Gouvernements généraux militaires de France avant 1789 et territoires aujourd'hui français ne faisant pas partie du royaume en 1789.

Les institutions militaires avaient évolué depuis le Moyen Âge. L'armée féodale, le ban et l'arrière-ban avait cédé la place à une armée de mercenaires, basée surtout aux frontières et près de Versailles, et à une milice territoriale constituée par tirage au sort dans les paroisses. Les institutions se juxtaposaient aux juridictions seigneuriales : le nord de la Mayenne était sous juridiction du Mans, le sud divisé entre Angers et Château-Gontier, et les trois juridictions royales se partageaient le reste : Mayenne, Laval et sainte-Suzanne.

#### Centralisation administrative et pouvoir des intendants
En réalité, les institutions les plus importantes étaient celles qui détenaient le pouvoir économique : depuis Richelieu et Louis XIV, le pouvoir des gouverneurs, des baillis et des sénéchaux s'étaient estompés au profit de nouveaux maîtres : les administrateurs civils de l'Intendance.
Au début du XVIIe siècle, le royaume est divisé en vingt-deux généralités administrées par des intendants, vrais dépositaires des pouvoirs de la monarchie et dont le rôle ne cesse de croître. Les limites de la généralité de Tours, créée en 1558, ne varient pas jusqu'à la Révolution. Elle se composait de seize élections et de vingt-et-une subdélégations (intendance), et réunissait les trois provinces d'Anjou, Maine et Touraine. Au début, les intendants sont essentiellement des agents de finances qui restent peu de temps en fonction. Peu à peu, leur compétence s'étend à tous les aspects de l'administration, la justice, la police et les finances. Dotés de pouvoirs considérables, ils n'hésitent pas à intervenir dans la vie municipale et dans les moindres affaires mettant en cause l'autorité royale. L'Intendant est l'image régionale de la volonté centralisatrice des rois de France. La généralité était divisée en circonscriptions, appelées élections, dirigées par des subdélégués de l'intendant, nommés et révocables comme lui. À ces circonscriptions administratives et financières, dans le cadre desquelles étaient établies l'assiette et la levée des impôts directs, s'ajoutaient des circonstances différentes pour les impôts indirects, comme les greniers à sel pour la gabelle.

D'après la carte établie par l'administration royale en 1732 : on distingue, en blanc, la zone des « Cinq Grosses Fermes

À ces institutions, s'adjoignaient encore les limites douanières : la Mayenne faisait partie des Cinq grosses fermes, tandis que la Bretagne était Province réputée étrangère, les circonscriptions ecclésiastiques, les conseils de ville, et les assemblées de paroisse. On peut en dégager d'une part la complexité de l'écheveau institutionel, et la volonté de centralisation monarchique.
En droit, l'autorité émanait du roi ou du seigneur selon les cas, mais les deux demeuraient bien éloignés. La grande noblesse absente, la monarchie trop lointaine et abstraite, le pouvoir appartenait en fait à la grande bourgeoisie locale, qui tenait la plupart des offices importants.

#### Le difficile chemin vers Dieu

##### La vie et la mort au quotidien
Le rôle de l'Église, très étroitement lié à la crainte de la maladie et de la mort resta fondamental dans la vie quotienne des populations mayennaises au XVIIIe siècle, même au XVIIIe siècle lorsque son enseignement fit ébranlé, au niveau national, par des crises internes ou les idées philosophiques des Lumières. La natalité était alors d'environ 35 naissances par an pour 1 000 habitants, et peut-être plus. Même si la natalité restait parfois très élevée, elle était compensée par une forte mortalité infantile. Ceux qui avaient échappé à la mort dans leur plus jeune âge continuaient à la côtoyer durant toute leur existence. Les graves insuffisanes de la médecine, la marginalisation des pratiques de sorcellerie faisaient de la religion l'ultime recours devant la mort et la maladie.

##### La ferveur populaire
La religion populaire peut être approchée à partir des statues des nombreux retables élevés dans les églises de cette époque. L'étude statistique de ces statues permet, en effet de hiérarchiser les dévotions. C'est la dévotion à la Vierge Marie qui dominait, avec ses trois variantes, la Vierge à l'Enfant, la Pieta, et la Vierge au Rosaire. Culte caractéristique de la Réforme catholique et de la lutte contre l'hérésie aux yeux de la hiérarchie catholique, il restait pour le peuple l'image de l'intercession auprès de Jésus et de Dieu dans la lutte contre l'épidémie. Immédiatement, après venaient les saints protecteurs et guérisseurs : en tête Saint Sébastien, protecteur contre la peste, que saint Charles Borromée n'avait pu détrôner en Mayenne, malgré les invites de l'Église post-tridentine (après le concile de Trente). Le discours de l'Église, repris par une élite religieuse, active au XVIIe siècle surtout, était tout autre : l'idée essentielle était que l'homme devait se préparer à la mort de manière quasi permanente. L'imminence de la mort était d'ailleurs utilisée par Honoré de Cannes qui prêcha quelques missions en Mayenne : il s'y montrait un crâne à la main pour rappeler aux fidèles le risque de mourir en état de pêché.

##### Les moyens de la parole
Le premier porte-parole de l'Église était évidemment le curé de la paroisse. À partir du XVIIe siècle, il présenta de nouveaux caractères propres à faire passer plus facilement le message de l'Église. Il était d'abord en majorité d'origine locale. Il était aussi mieux formé. Le clergé régulier était d'autre part un élément majeur de lutte contre l'hérésie et contre les restes d'un paganisme latent, par son exemple, son enseignement ou sa prédication. Il avait connu un extraordinaire essor déplaçant vers les villes le centre de gravité de la géographie régulière. Si par l'enseignements, les Ursulines de Laval ou les Ursulines de Château-Gontier, ou les Jésuites de la Flèche ou les Jésuites de Rennes ne touchaient qu'une minorité privilégiée, la principale influence des ordres religieux sur la population s'exerça par les missions.
Les Confréries, encouragés par les ordres religieux et le clergé local étaient aussi un moyen de diffuser certains principes religieux comme la Confrérie des Prêtres de Laval ou la Confrérie du Saint-Sacrement de Laval. Il n'y eut point permanence dans l'intensité de la vie religieuse : le grand sursaut mystique du règne de Louis XIII de France ne se prolongea pas ensuite. La foi des masses était sans doute moins pure, et du reste, l'élite religieuse, issue le plus souvent des couches les plus riches de la société, se préoccupait avec le clergé de l'élévation de la spiritualité des masses populaires.
L'Église restait puissante par son rôle economique et sa mission spirituelle, tandis que ses institutions demeuraient un rouage indispensable pour le fonctionnement de la machine administrative civile. Il est utile de souligner la quasi indépendance du curé installé dans sa paroisse, et surtout l'importance numérique du clergé paroissial pendant cette période. Ce clergé apparaît comme l'ultime rouage de l'autorité royale, au moins dans les paroisses rurales. L'Église servait le roi, mais voulait montrer dans ces succès l'intervention de Dieu, de même qu'elle montrait dans les épidémies ou les catastrophes le signe de la colère de Dieu.

##### Revenus et charités
Le clergé ressentit l'influence des grands réformateurs : Vincent de Paul, Jean-Jacques Olier, Adrien Bourdoise. Fondées sur les revenus fonciers, la dîme et le casuel, les ressources des cures étaient très différentes d'une paroisse à l'autre. Ce revenu était destiné à l'entretien du clergé mais aussi à l'aide aux pauvres et aux malades. Dans les villes, la charité incombait avant tout aux ordres hospitaliers comme l'Hôpital-Dieu Saint-Julien de Laval. Les œuvres charitables se multiplièrent. Laval, Mayenne, Château-Gontier eurent des hôpitaux généraux ; Craon, Villaines, Fougerolles, Ernée et d'autres localités moindres, possédèrent aussi des hospices.

##### L'action éducative
L'action éducative paraît relever de deux domaines différents :
- les petites écoles, médiocres et peu fréquentées, qui tenaient plus de la charité que de l'enseignement (la Chapelle-au-Riboul vit naître la congrégation des Tulardines, dévouée au soin des malades et à l'instruction des pauvres[203]. ;
- l'enseignement véritable dispensé aux filles de la bonne société par les Ursulines de Laval ou les Ursulines de Château-Gontier, les Bénédictines de Laval, Evron, Lassay, Ernée ou les Calvariennes de Mayenne qui s'étaient installées pour la plupart dans la première moitié du XVIIe siècle ;
- les fils de la noblesse ou de la bourgeoisie devaient aller au collège chez les Jésuites de la Flèche ou les Jésuites de Rennes.

Ainsi s'aggravait le décalage entre un monde déjà privilégie, capable de donner à ses enfants une instruction sérieuse, et un monde pauvre dans lequel quelques rares exceptions échappaient à la règle générale de l'anaphalbétisme.

##### Une extension relative
Les religieux de l'Abbaye de la Roë la reconstruction totale de leur abbaye attribuée à l'architecte Sébastien Simonneau qui restaurait alors le château de Serrant, ceux d'Évron bâtirent le nouveau monastère sur les plans de Guillaume de La Tremblaye moine architecte. On construisit peu d'églises paroissiales pendant cette période si ce n'est l'église d'Ernée destinée à remplacer l'ancienne église de Charné.
Le succès des architectes lavallois est indissociable de la grande vague mystique du règne de Louis XIII de France avec la construction de nombreux couvents, et l'ajout des retables lavallois dans de nombreuses églises.

### Économie et société
La Mayenne faisait partie de la frange ouest du Bassin parisien, fortemenent peuplée comme la Bretagne orientale, mais moins que la Normandie ou toute la façade maritime du Nord-Ouest. La densité de population était de l'ordre de 40 à 50 hab./km2 légèrement inférieure à la densite de la fin du XXe siècle, mais avec une dominante plus rurale, malgré la médiocrité des productions agricoles. Cette moyenne recouvrait des nuances locales importantes en fonction des conditions de sols, de l'isolement ou des facteurs historiques. Le dénombrement de 1686 fait apparaître un peuplement plus élevé au Nord-Est et deux zones de faibles occupation : la frontière de Bretagne et l'ensemble du Bassin de Laval. Quant aux villes, il est difficile de connaître leur population, il semble que certains chiffres aient été surestimés au XVIIe siècle. La Mayenne était essentiellement rurale mais dominée par une ville relativement importante, Laval que l'on peut estimer entre 15 000 et 20 000 habitants. Le système économique mis en place aux siècles précédents trouva au XVIIe siècle et XVIIIe siècle une relative stabilité, avant les grandes transformations du XIXe siècle.

#### La vie économique

##### L'agriculture
La Mayenne reste cependant une terre assez pauvre, soumise aux famines, qui surviennent plusieurs fois au XVIIIe siècle. Ainsi en 1694, Mathieu Bigot, curé de La Croixille décide de porter sur le registre paroissial des baptêmes, mariages et sépultures : " Les Choses arrivées et qui sont dignes de remarques en l'année 1693 ". Il raconte sur cinq pages les événements qui lui paraissent importants : les cours des monnaies, la Guerre de la Ligue d'Augsbourg, le passage des troupes, les épidémies et la disette. Les années 1708-1710 sont terribles, en particulier la Grande famine de 1709. Elles sont marquées par le Grand hiver de 1709. Le froid commence dès le mois d'octobre 1708. La disette, arrive à Laval. La maladie cessa au bout de deux mois (juillet et août 1709).
La grande majorité de la population vit de l'agriculture et doit travailler sur des terres à faible rendement, où les jachères durent six ans en moyenne. Le paysage bocager était l'aspect le plus remarquable de l'occupation des sols. Les terres sont ingrates et il y a nécessité de maintenir une partie du terroir en landes. L'absence des pratiques d'amendement et de rotation des cultures ne permettaient même pas une culture continue sur les meilleures terres, ou persistait encore la pratique de l'écobuage. Il y a une constante : la prédominance des labours sur les prés et les clos à lin, avec la production sur les champs labourés de seigle et d'avoine. L'élevage des bovins et des chevaux était la seconde production sur les terres les plus humides. La troisième production était le lin, et dans une moindre mesure, le chanvre, support de l'activité industrielle locale liée au textile. Venaient ensuite les fruits et surtout les pommes à cidre. L'agriculture en Mayenne au XVIIIe siècle nous est connu par les rapports et mémoires des intendants, le Bas-Maine dépeint plus ingrat que le Haut-Maine.
Le bilan de cette agriculture ne témoigne pas d'une transformation analogue à celle que connurent d'autres régions à la même époque : son retard technique la maintenait dans la dépendance de sols pauvres et de variations climatiques, qui se traduisaient, certaines années, par des flambées de prix et d'effroyables disettes. L'agriculture est soumises aux aléas climatiques qui frappent une partie de l'Europe à cette époque. La cherté des grains, à la suite de l'été pluvieux de 1725 en France occasionne beaucoup de souffrances pendant les années 1725 et 1726. La charité des habitants et les mesures qui sont prises pour assurer l'approvisionnement de la ville n'empêchent pas les pauvres de manquer de pain et d'être réduit à se nourrir de légumes.
L'histoire retiendra aussi sous le nom de « petit âge glaciaire ». Plusieurs hivers rigoureux se répètent à intervalles réguliers, jusqu'au terrible hiver de 1788/1789, qui est parfois évoqué, comme l'une des causes de la Révolution française.

##### L'industrie
Au cours de l'époque moderne, la Mayenne se distingue par le développement de ses industries, qui sont fortement liées au terroir tout en montrant une grande diversité. La production textile est l'industrie la plus importante ; avec la production des toiles de lin. L'activité fait travailler un grand nombre de personnes, des paysans aux tisserands et aux négociants. La Mayenne se spécialise aussi dans l'extraction du marbre, et la métallurgie. Ces deux dernières activités sont de grandes consommatrices de bois et contribuent à la disparition des forêts. Celles-ci ont obtenu leur taille contemporaine dès le XVIIe siècle. Au XVIIIe siècle, la métallurgie prend de l'ampleur. Les plus grandes forges emploient des centaines d'ouvriers.
Si l'agriculture n'avait pas encore réalisé les transformations nécessaires, la Mayenne connaissait, en dehors des activités artisanales et urbaines habituelles, trois industries dont le marché dépassait largement les limites du département actuel :
- le marbre
- le fer
- la toile.

De façon plus marginale, l'industrie du papier qui fut établie dès le XVIe siècle à Averton, à Sainte-Suzanne, où sept moulins étaient en activité en 1771 (Papeteries de Sainte-Suzanne), à Pré-en-Pail, à Saint-Calais-du-Désert, au Petit-Maine près de Landivy ; les produits en étaient exportés en Normandie, Bretagne et en Anjou. À la fin du XVIIIe siècle, elle fut entravée par les exigences des ouvriers, ligués entre eux pour mettre en quarantaine les moulins où l'un d'eux avait eu quelque mécontentement, et par une élévation du prix des chiffons provenant de leur exportation, malgré l'arrêt de 1739 qui défendait de les vendre ailleurs que dans le ressort de chaque moulin pour la fabrique locale.
Parmi les nombreuses carrières existant dans la Mayenne, l'intendant de Tours signale, en 1762-1766, celles d'Andouillé, d'un granit dur, pailleté d'argent, très propre aux ouvrages hydrauliques et susceptible du plus beau poli. Les carrières de Sacé, que l'intendant comprend dans celles d'Andouillé, ont été abandonnée en 1888.

#### Échanges et circulation monétaire, conjoncture économique

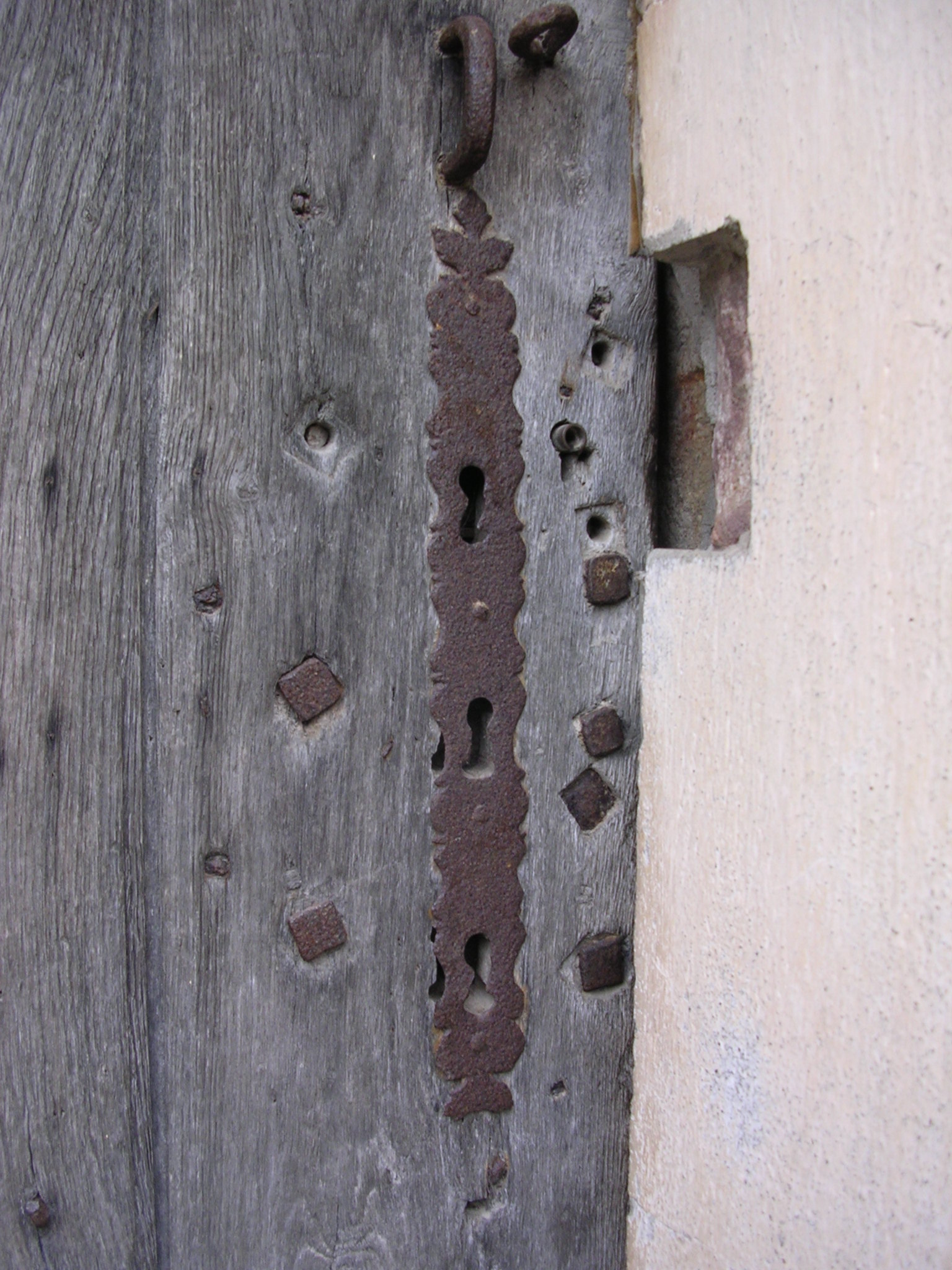
La serrure à trois clefs de la porte du grenier à sel de Sainte-Suzanne : pour l'ouvrir, trois magistrats devaient être présents simultanément, chacun avec sa clef...

La balance des échanges du Comté de Laval est évoqué à la fin du XVIIe siècle par Le Clerc du Flécheray. Parmi les entrées d'argent, il citait au premier rang le commerce de la toile, puis en autre source des revenus extérieurs par les foires à bestiaux, et le transport, puis la caisse des gabelles à la limite de Bretagne. La rentrée d'argent ne provenait pas de l'impôt lui-même, mais du fait que les caissiers se livraient, avec l'argent des caisses, au rôle de banquiers en contrepartie des lettres de charge sur Paris et y prenaient un bénéfice appréciable. En échange, les sorties d'argent étaient justifiées par les importations. Ce tableau simplifié qui ne vaut que pour le comté de Laval devrait être revu pour l'ensemble du département, incluant par exemple l'exportation du marbre et du fer.
La conjoncture économique montre une expansion dans la première moitié du XVIIe siècle suivi d'une récession pendant le règne de Louis XV de France, puis une reprise de 1720 à 1789.
La banqueroute du Système de Law jeta le désarroi dans les affaires et dans les fortunes, plus à Laval qu'ailleurs, dit René Pichot de la Graverie, à cause de l'importance de son commerce. Les couvents de femmes furent ruinés.

#### Urbanisation des villes etgrands chemins
L'essor économique induit une urbanisation des villes et en particulier Laval et Mayenne. L'extension des villes et de leur activité économique ne détermina pas, pour autant des vues concertées sur l'aménagement urbain, pas même à Laval où les problèmes de circulation commençaient à se poser de façon cruciale dès le milieu du XVIIIe siècle. La marquise de Sévigné insiste sur le mauvais état de la route passant par Laval. Elle devait passer par Laval pour se rendre du Château des Rochers-Sévigné à Paris; mais elle aime mieux aller coucher de château en château ; tantôt à Malicorne, chez le marquis de Lavardin, tantôt chez madame de Loresse, parente de madame de Grignan, et cela surtout pour éviter le pavé de Laval dit-elle dans plusieurs de ses lettres. Tout au plus se préoccupa t'on d'établir un réseau d'induction d'eau et de règlementer la largeur des rues, sans que le problème d'un nouveau pont, pourtant déjà posé au XVIIIe siècle trouve de solution avant le siècle suivant. 

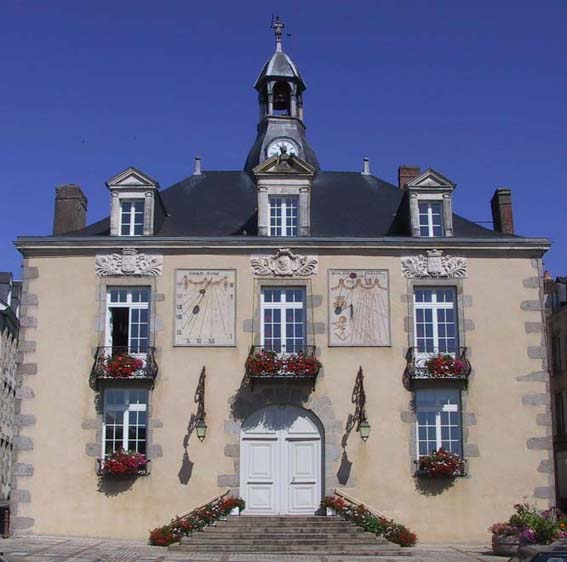
La Barre ducale sur la place de Hercé à Mayenne.

Le centre-ville de Mayenne présentait encore quelques caractéristiques médiévales, comme un parcellaire étroit, mais son visage actuel est apparu après deux grandes opérations d'urbanisme postérieures. La première a eu lieu au cours de la seconde moitié du XVIIe siècle. Le cardinal Mazarin, qui avait acheté le duché de Mayenne en 1654, a alors transformé la vieille ville, qui était sale et en mauvais état, en un endroit moderne et aéré. Pour ce faire, trois places furent dégagées sur les hauteurs de la rive droite.
Louis XV ordonna l'ouverture des grands chemins royaux. La première route royale entreprise est celle de Paris à Rennes par Mayenne et Laval. Commencée en 1733, elle est achevée en 1745.

#### Un monde rural figé
La société d'Ancien Régime en Mayenne apparaît comme une juxtaposition de deux mondes différents : un monde rural bloqué, sans réel changement, et un monde urbain, moderne mais fragile. Concernant la propriété financière, les principaux propériétaires étaient les abbayes rurales comme l'Abbaye de Clermont, et venaient ensuite les chapitres urbains, dont la fortune foncière et immobilière semble avoir été appréciable pour les prieurés et les cures. La noblesse possédait plus de terres encore. Le reste de la terre était sous propriété roturière, avec une part importante de la bourgeoisie, à proximité des villes. La taille des exploitations étaient le critère de leur classement, suivant l'usage du temps, en deux catégories, qui n'avaient du reste aucune correspondance avec le type de tenure : la grande exploitation ou métairie, la petite exploitation appelée closerie dans la plus grande partie de la Mayenne, ou bordage aux confins de la Sarthe. Ainsi, chaque paroisse se composait de 25 à 40 métairies, et d'un nombre beaucoup plus important de closeries. La plupart des exploitations étaient tenues en fermage ou en métayage par des paysans.
Il est difficile de parler de condition paysanne, tant les différences profondes entre un paysan propriétaire d'une métairie, notable de paroisse, et un journalier ou un domestique de ferme. Pour simplifier la hiérarchie sociale des campagnes, trois catégories étaient utilisées : le métayer, le closier, et le paysan sans terre. Les solutions pour une transformation de l'agriculture ne manquaient pas, mais elle se heurtait à l'immobilisme des notables.

#### Un monde urbain pré-capitaliste

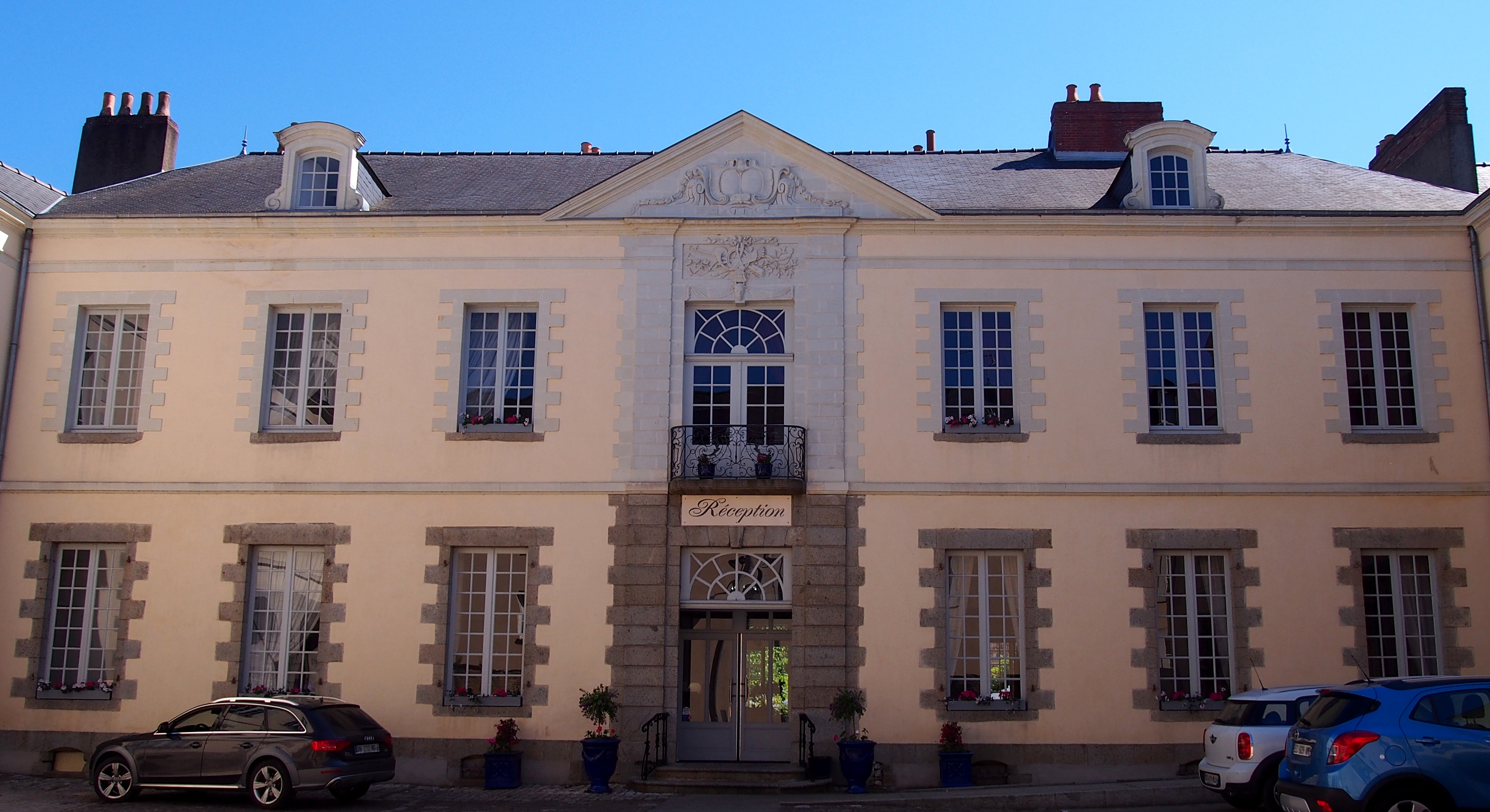
Hôtel Périer du Bignon à Laval

Du point de vue social, l'éloignement de la grande noblesse fait qu'elle déserte la province, et ne peut jouer un rôle dans l'évolution du monde urbain comme l'avait fait la famille de Laval au XVIe siècle. Le comté de Laval appartient depuis 1605 à la famille de la Trémoïlle, le dûché de Mayenne aux Mazarin, Château-Gontier aux Bourbons, puis aux Conti et aux Bailleul, grandes familles non-résidentes, pour qui ces biens n'étaient qu'une source de revenus parmi d'autres. La grande noblesse absentéiste, la moyenne et petite noblesse accrochée à ses châteaux et à ses manoirs de campagne abandonnaient la ville aux nouveaux détenteurs de fortunes : la nobelle est chassée par la bourgeoisie enrichie, comme les lièvres par les lapins, écrit Le Clerc du Flécheray, mais en réalité attirée par la cour et la ville qui la ruinent.
L'industrie du textile est à l'origine d'une grande bourgeoisie, dont les activités et les sources de revenus s'étaient progressivement diversifiée. Le négoce qui constituait la première activité de ces grandes familles, celle qui leur avait permis d'affirmer leur puissance sociale et de s'emparer d'autres pouvoirs et d'autres richesses. Indépendamment de la toile de lin, qui représentaient la majorité de leur commerce, les négociants lavallois firent quelques tentatives pour élargir leurs profits, en complétant leurs expéditions par des produits issus d'autres provinces. L'exemple des activités du négociant lavallois Périer du Coudray est plus significatif encore de l'extension prise dans les affaires de certains négociants. La seconde activité des grands bourgeois était l'exercice de charges d'officier, comme c'est le cas pour René Enjubault de la Roche. La troisième activité était la gestion des biens immobiliers. Un exemple significatif de la fortune et condition bourgeoise de cette époque est Pierre Périer du Bignon.

#### Pour quelle politique?
Il est évident que la bourgeoisie ne se définissait pas elle-même la politique qu'elle entendait exercer ; elle devait appliquer les directives venus du roi ou de l'intendant, du seigneur ou de son régisseur. Mais ces directives étaient globales et leurs applications laissaient aux officiers, propriétaires de leurs charges, une latitude d'appréciation suffisante pour imprimer leur propre marque, ce qui ne manquait pas de leur valoir un certain nombre de critiques venues aussi bien d'en haut que d'en bas. Ainsi dans l'entourage de la famille de la Trémoïlle par exemple, on craignait que la solidarité d'intérêts avec les notables lavallois s'exerce au détriments des intérêts du Comte de Laval.
Un procès des habitants de Laval a lieu contre le Comte de Laval Charles Armand René de La Trémoille et Gilles-Michel Le Long (1727-1730). Des heurts existèrent entre les Messieurs de Laval et les représentants du duc à propos de la Mairie de Laval, comme en témoigne René Pichot de la Graverie nous fait connaître la société contemporaine dans les notes dont il entremêle ses immenses compilations en personnifiant aussi les aspirations de la ville de Laval vers la conquête de son autonomie administrative. Château-Gontier et Mayenne luttent de leur côté pour atteindre le même but, empiétant peu à peu sur les privilèges seigneuriaux et profitant des facilités intermittentes que leur offrent les expédients financiers du gouvernement. L'assemblée du 16 juin 1747 choisit Ambroise-Jean Hardy de Lévaré pour maire électif de Laval, et écarte La Graverie, candidat préféré de la duchesse de Trémoïlle.
Les administrés aussi se plaignaient de la gestion des affaires publiques par la bourgeoisie, particulièrement sur la fiscalité, et illustré dans les cahiers de doléance.

#### Les formes de la création
Le seul domaine artistique qui ait fait de la Mayenne un pôle régional fut l'architecture.

##### Le retable lavallois
Le retable lavallois est une forme particulière de retable à l'origine d'une école de renom. Les retables lavallois du XVIIe siècle sont parmi les plus remarquables et les plus originaux de France.
Aux XVIIe et XVIIIe siècles, la ville de Laval a été un centre de création de retables très important, au point de donner naissance à une véritable école : les retabliers lavallois ont diffusé leur art dans tout l'Ouest de la France. Parmi cette école, on retrouve les noms de sculpteurs et d'architectes. Ils vont aussi participer à la construction du Palais de Parlement de Bretagne, les cathédrale de Rennes et de Nantes.
Pour Jacques Salbert, la prospérité à cette époque de l'industrie du lin et du chanvre dans la région de Laval et Vitré est à l'origine de la construction des retables lavallois. Les produits du commerce favorisent et soutiennent des fondations religieuses.

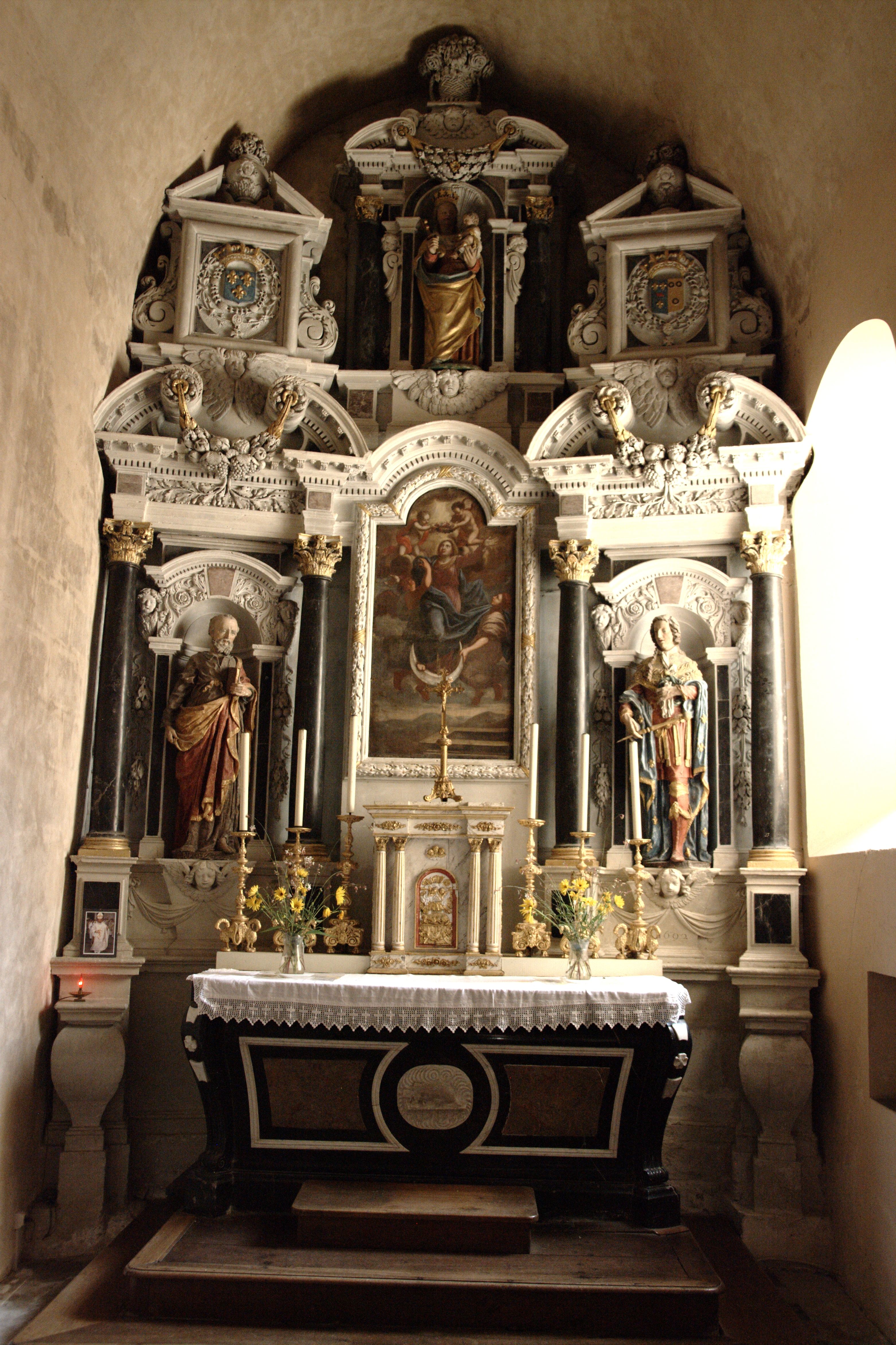
Le retable de l'église Notre-Dame de Saulges.
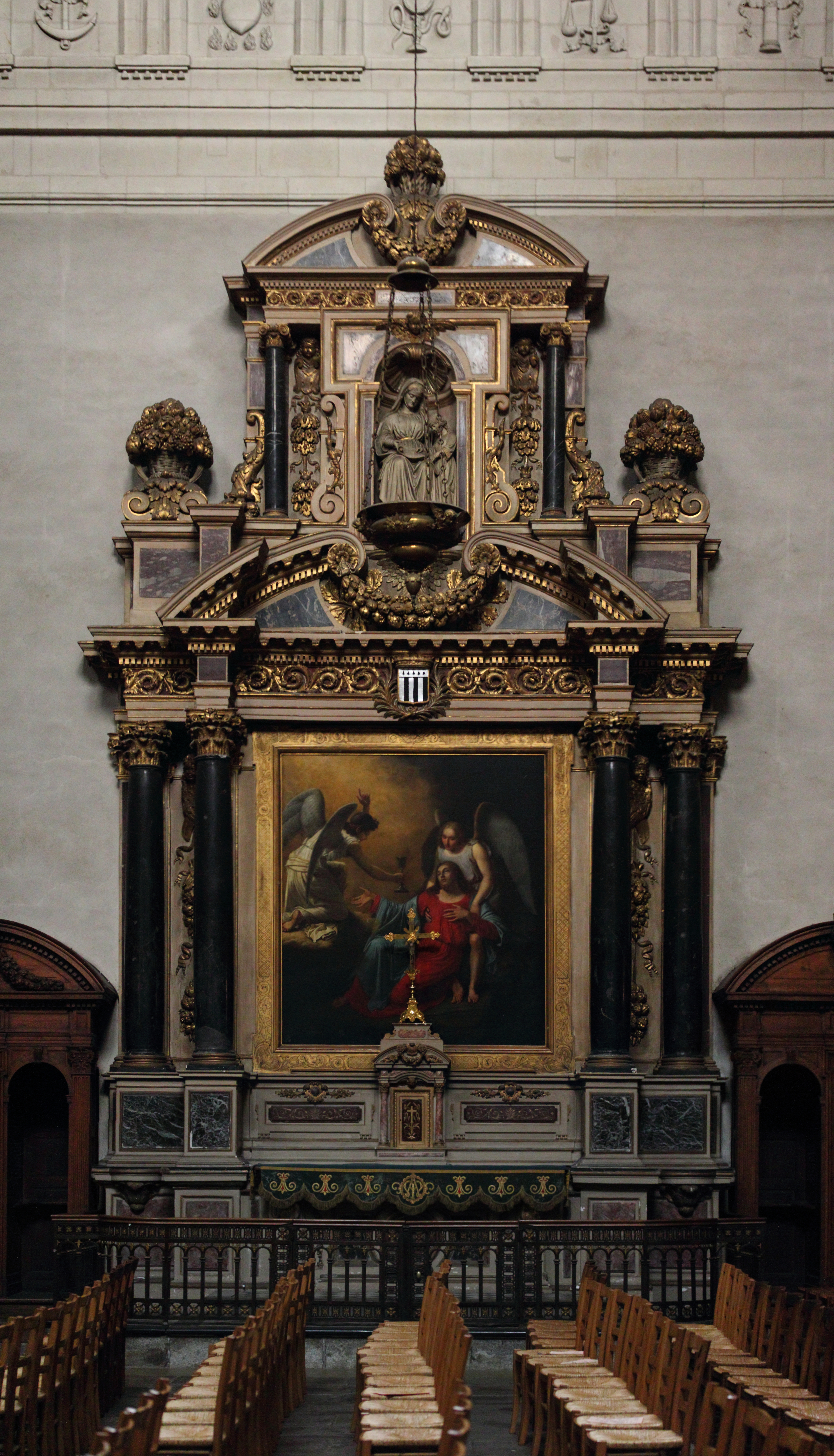
Le retable sud de l'église Toussaints de Rennes.
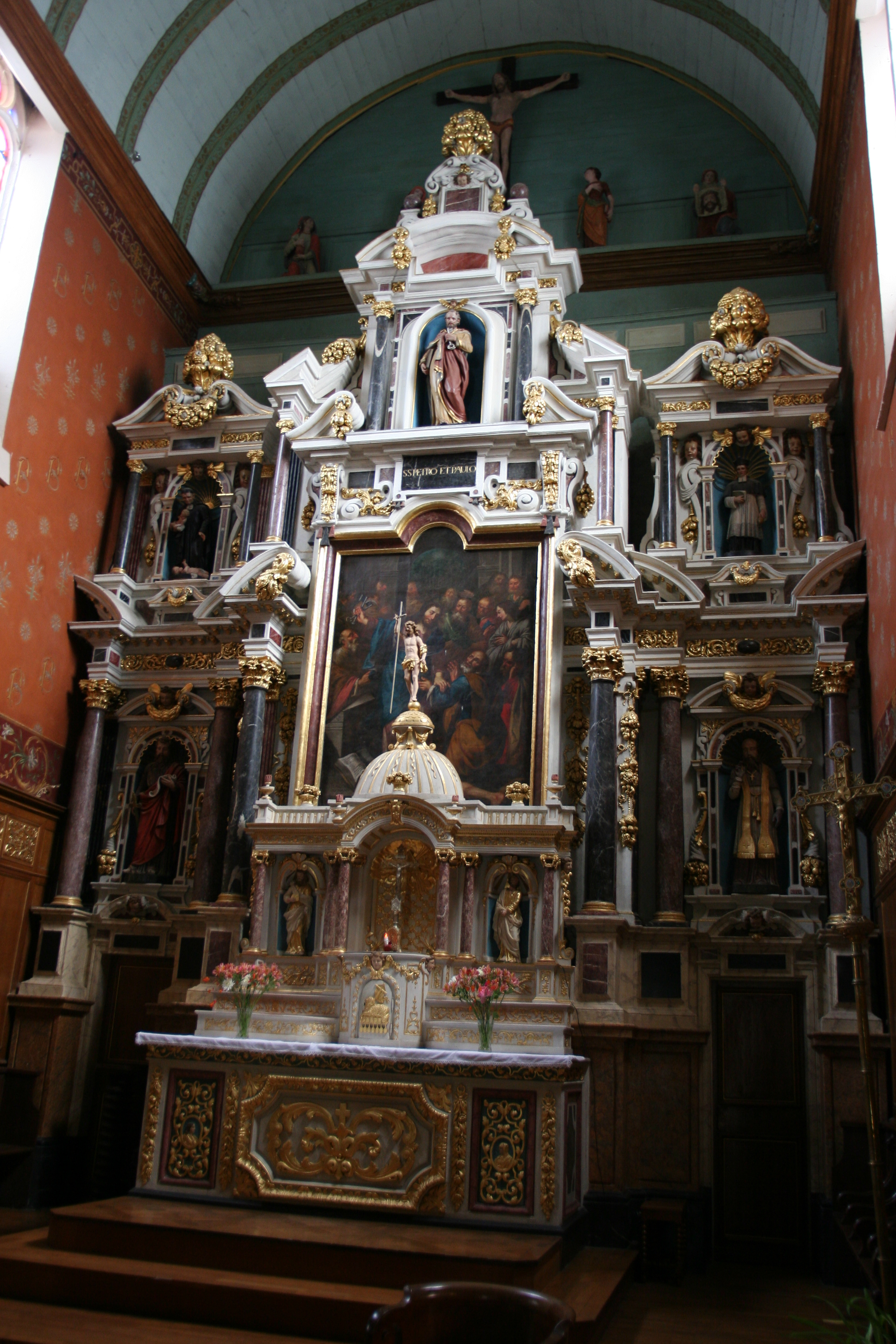
Le retable de l'église du Piré-sur-Seiche.
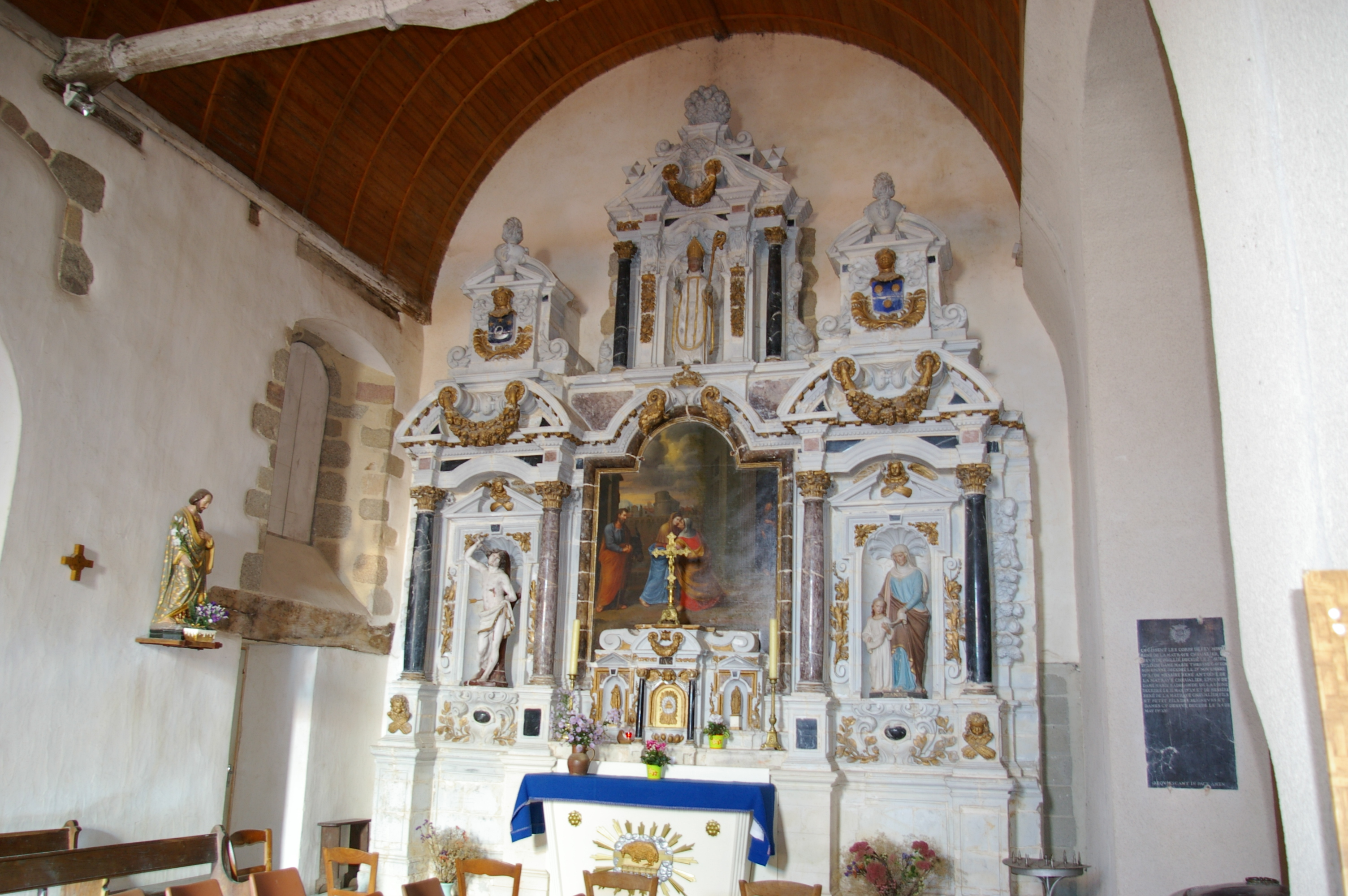
Retable de l'Église Saint-Vigor de Neau
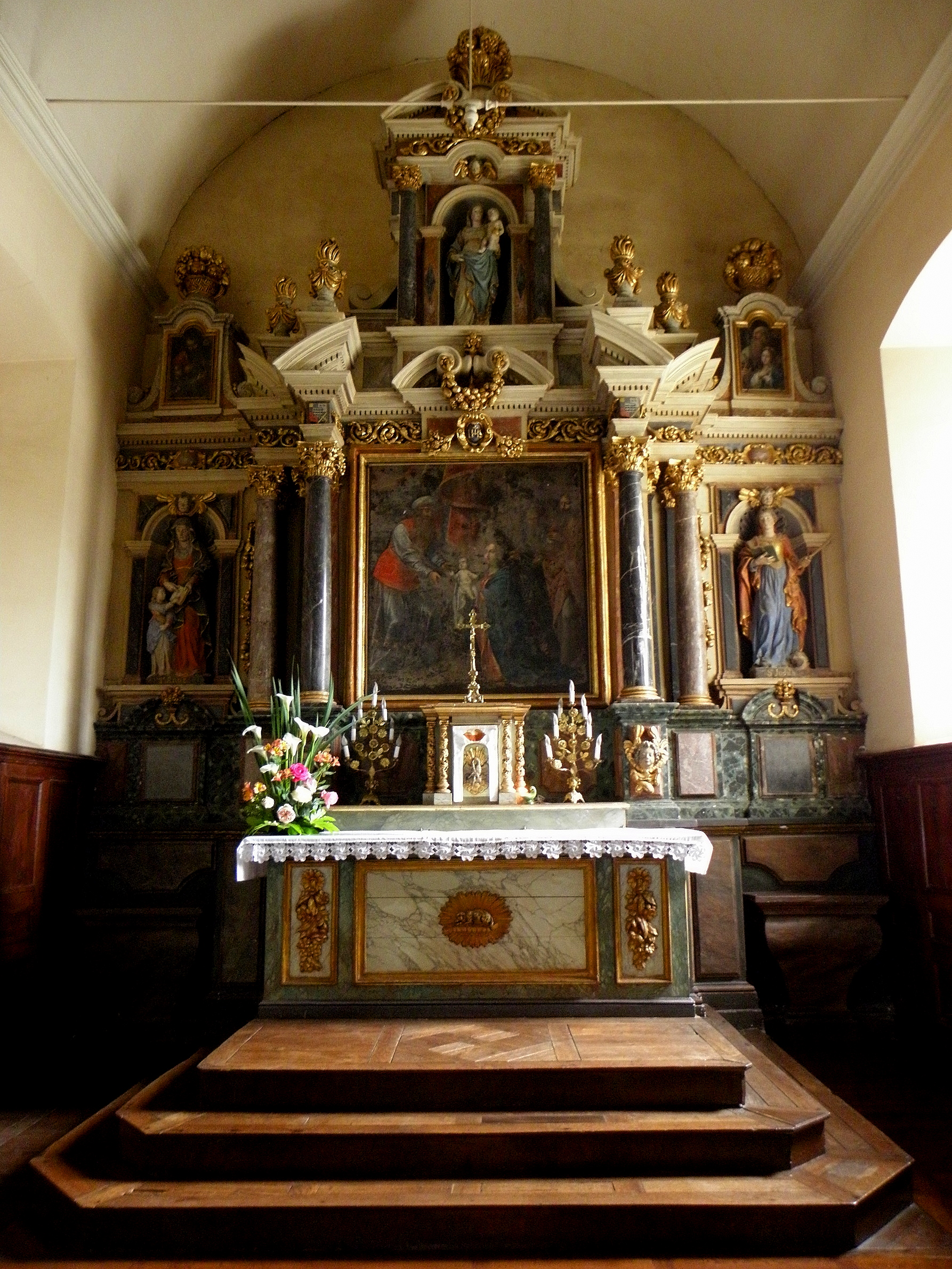
Le maître-autel de l'église Notre-Dame de Brie.
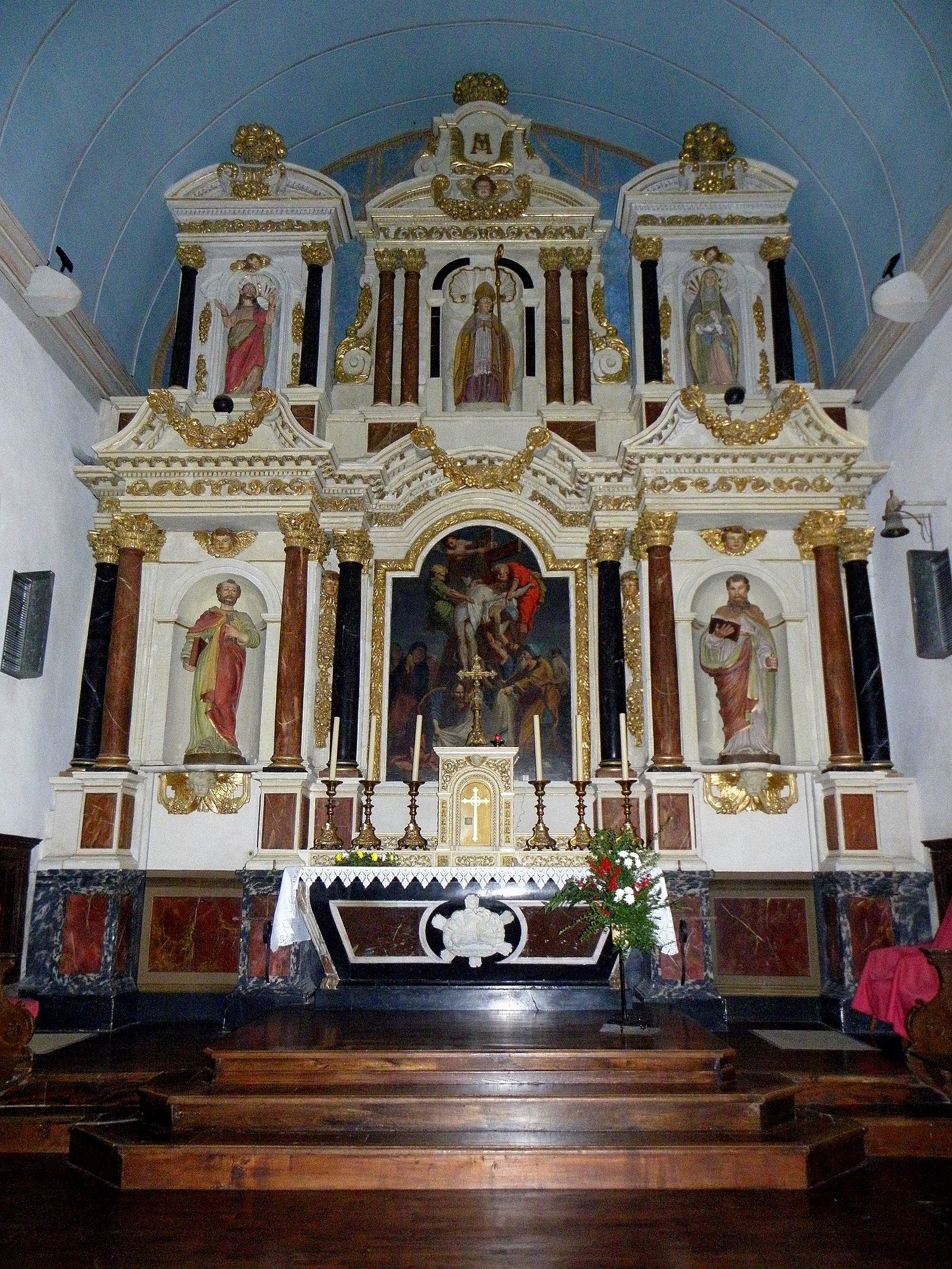
Le maître-autel de l'église Saint-Marse de Bais

##### Quelques châteaux

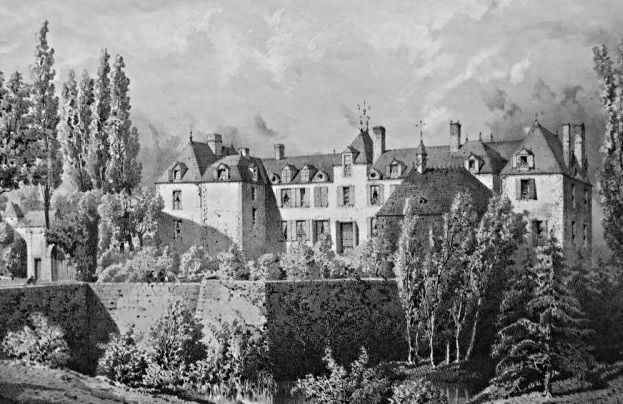
Château de Montflaux

Après la grande reconstruction du XVIe siècle, le XVIIe siècle et le XVIIIe siècle ont peu renouvelé les châteaux, sans doute à cause de l'absentéisme progressif de la noblesse. Quelques grands chantiers furent néanmoins entrepris : château de l'Isle à Saint-Fraimbault-de-Prières, Château de la Rongère et surtout Château de Montflaux, et Château de Magnanne. Au XVIIIe siècle, la réaction féodale poussa quelques nobles à construire des grands châteaux à l'image la puissance qu'ils voulaient conserver : Château de Thévalles, Château de Beauchêne à Saint-Saturnin-du-Limet, Château de la Pihoraye construit en 1765 dans le style des malouinières du XVIIIe siècle, Château de Craon et Château de Hauteville. L'architecte Pierre Pommeyrol est l'architecte de ces deux derniers châteaux. Seules les dernières grandes familles nobles purent s'offrir un tel luxe.

##### Des hôtels particuliers
Les grands chantiers du XVIIe siècle et du XVIIIe siècle furent principalement les chantiers urbains, au service de quelques nobles, mais aussi surtout de la bourgeoisie. D'abord intégré à la vie des rues commerçantes, l'hôtel particulier s'isole progressivement derrière de grands murs, au milieu de grands jardins, à mesure que la ville sortait de son enceinte, et gagnait sur la campagne voisine.
Laval a su conserver de nombreux hôtels de cette époque, comme Mayenne, ou encore à Château-Gontier. On retrouve aussi Pierre Pommeyrol pour l'Hôtel de Bel-Air et l'Hôtel Piquois à Laval, etc.

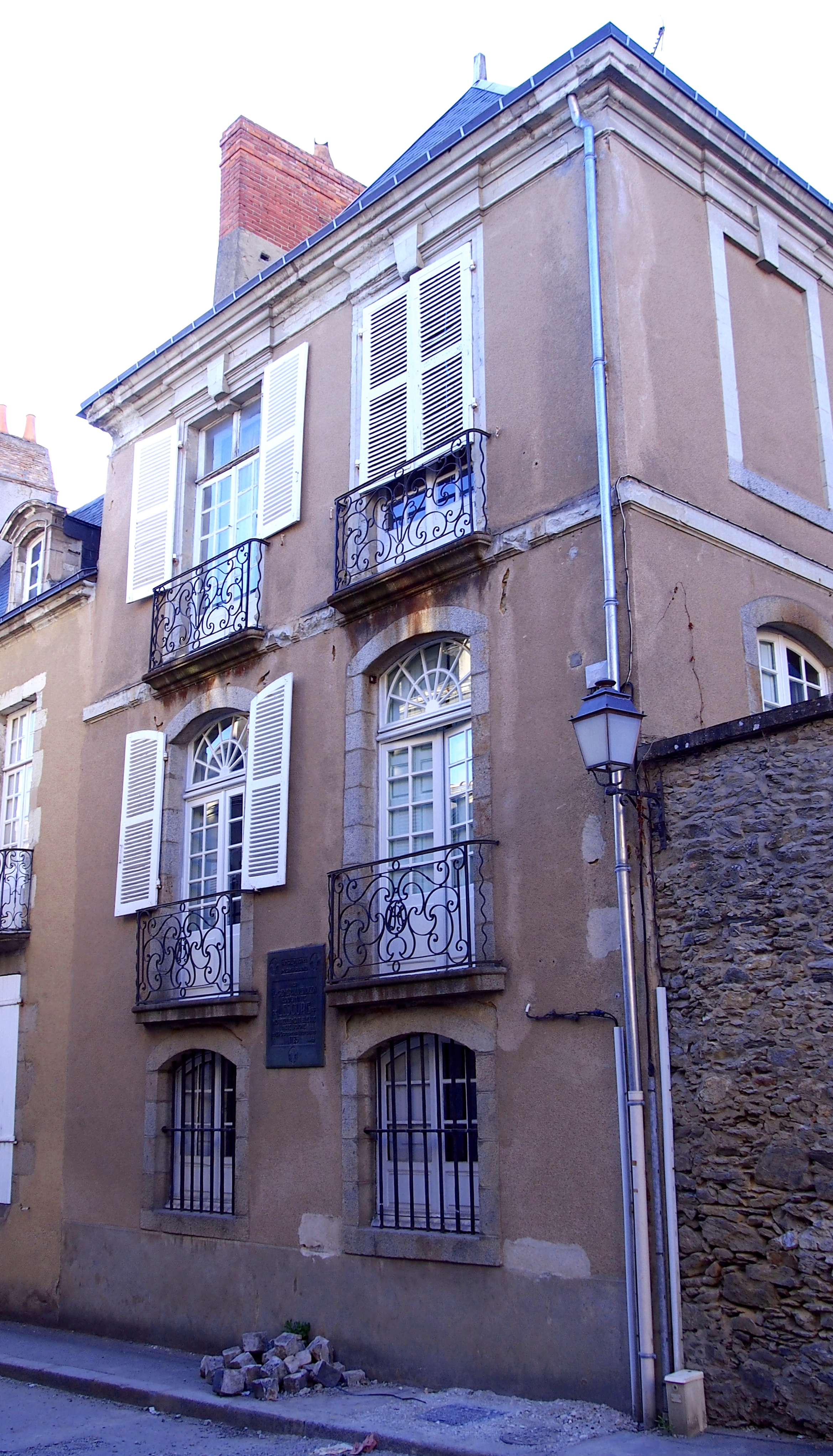
Hôtel de Montfrand à Laval.
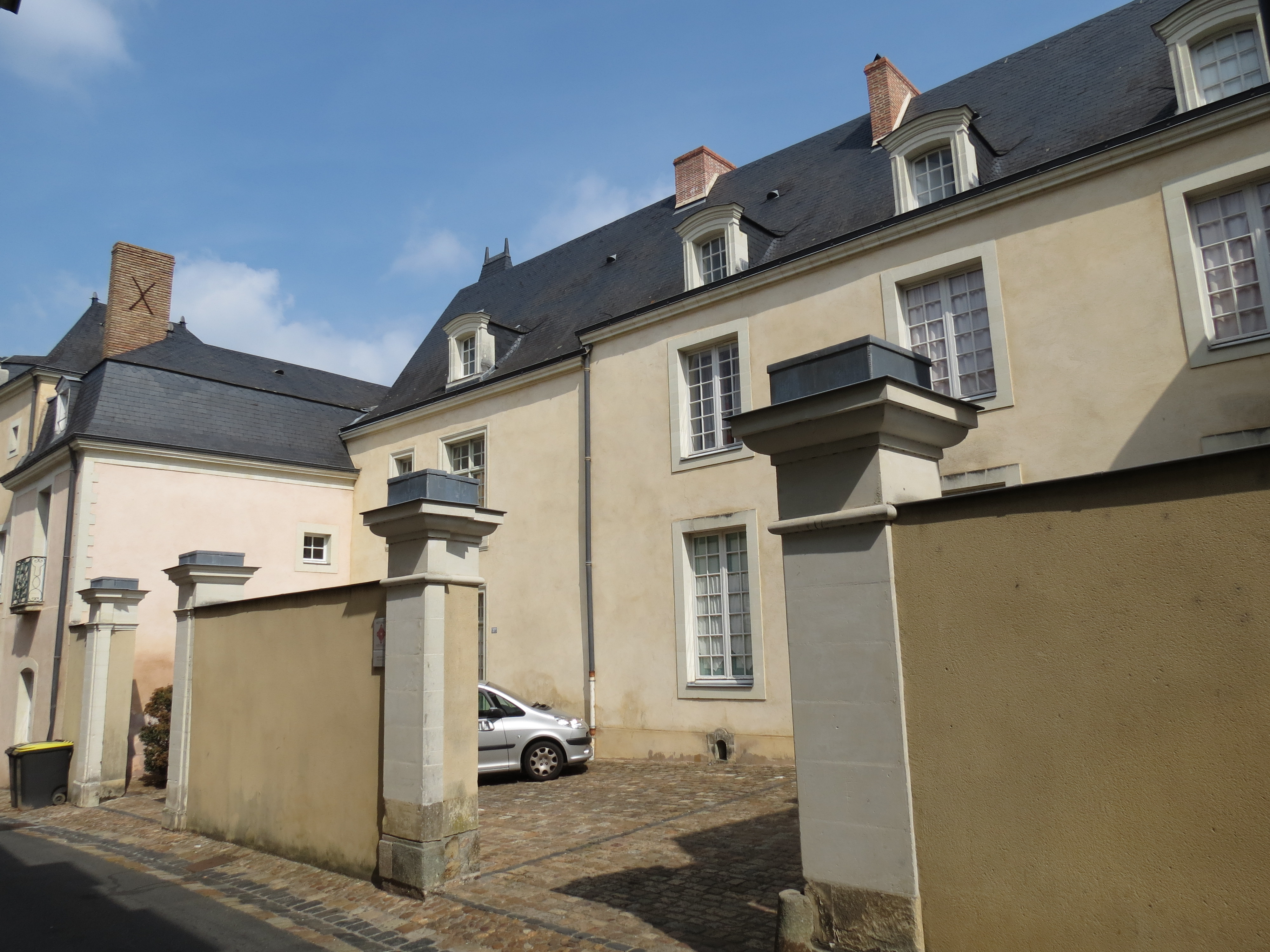
Hôtel de Saint-Luc à Château-Gontier.
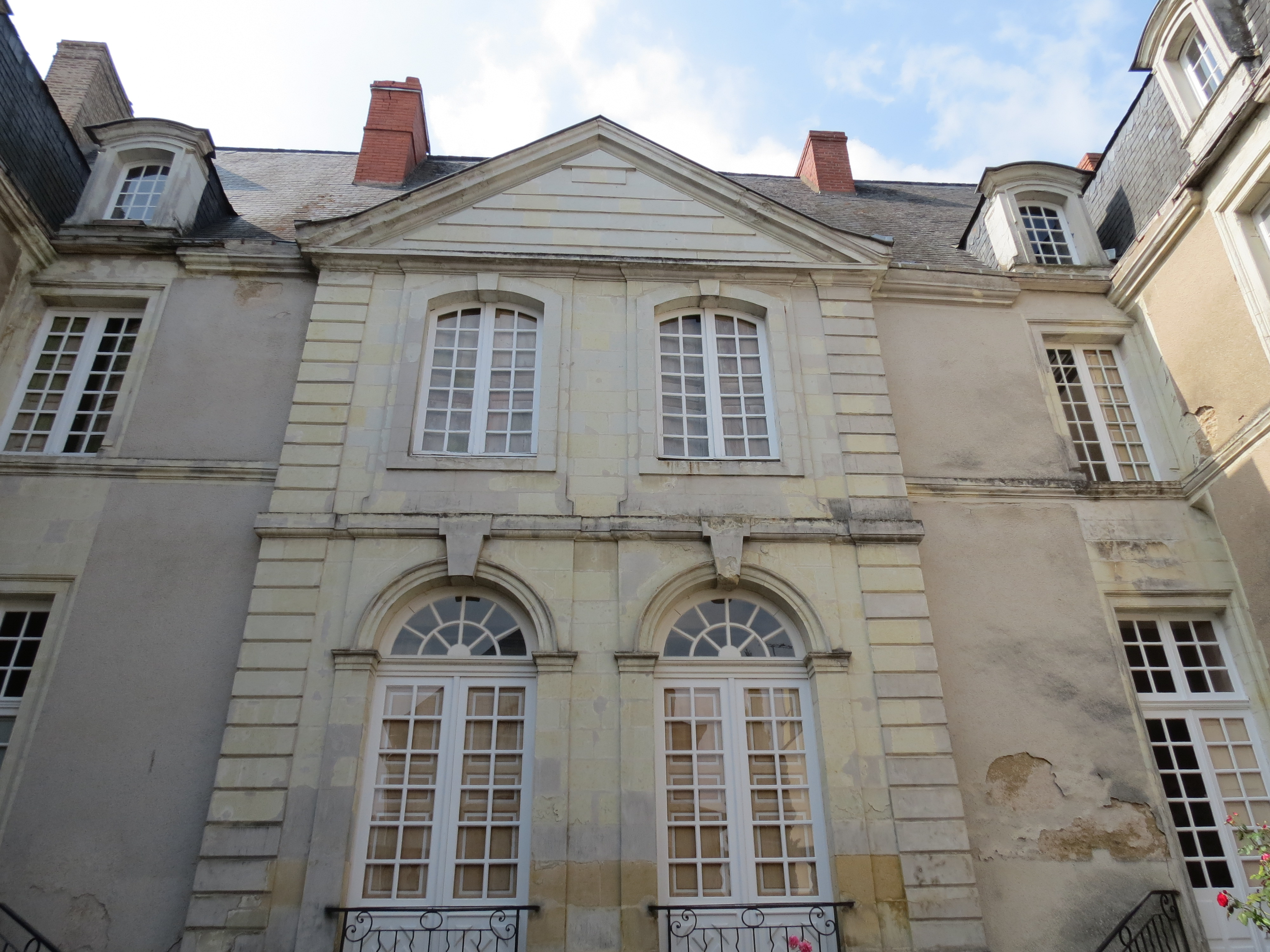
Hôtel du Tertre de Sancé à Château-Gontier.
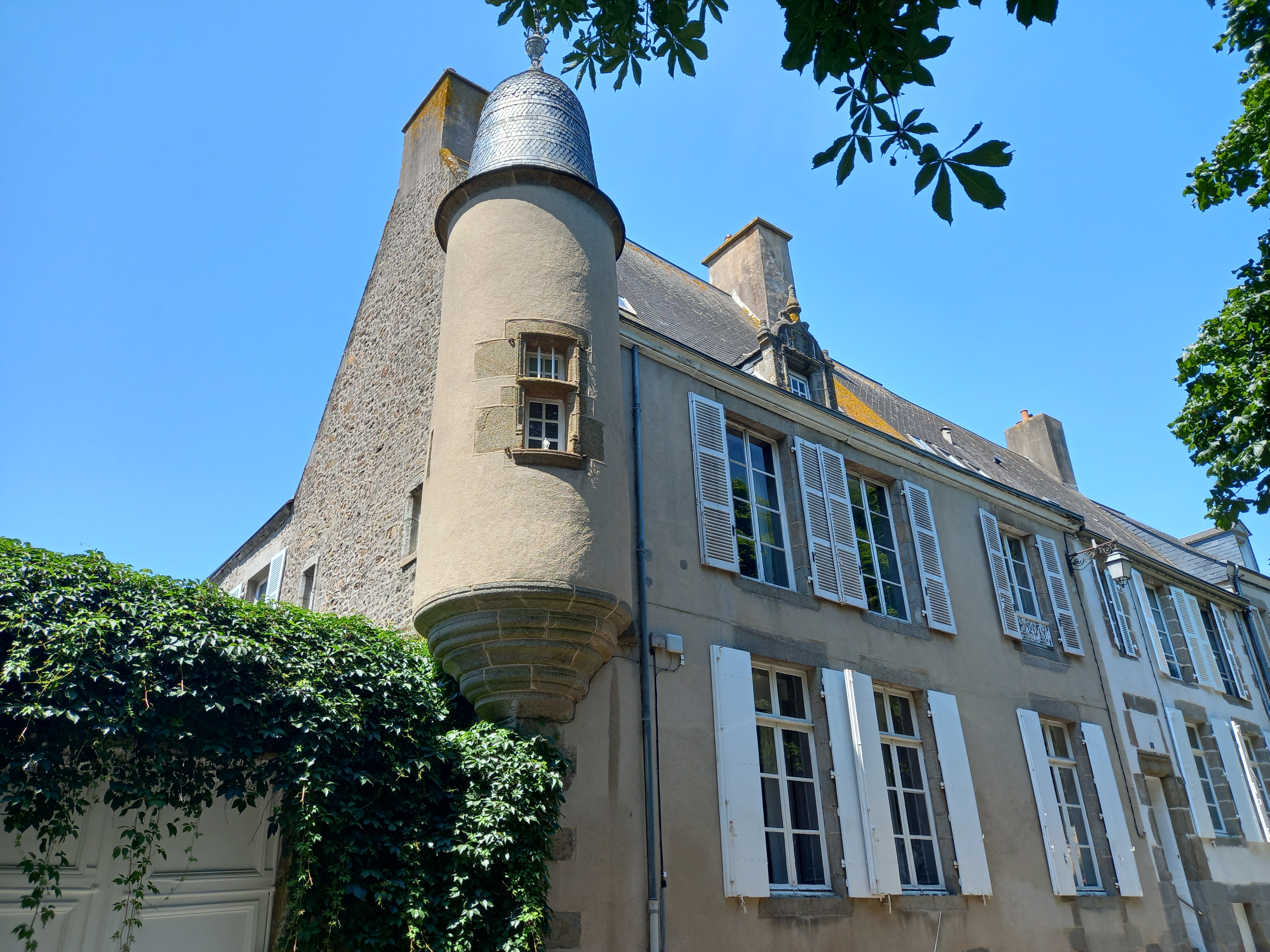
hôtel Chappedelaine sur la place de Cheverus à Mayenne.
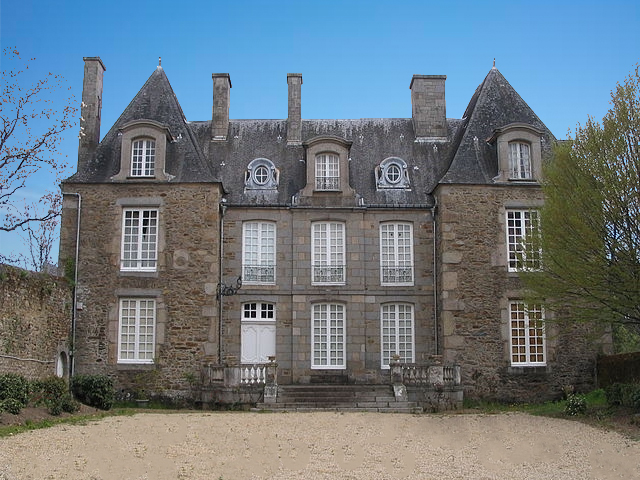
L'hôtel Montpinçon, sur la place de Cheverus à Mayenne.
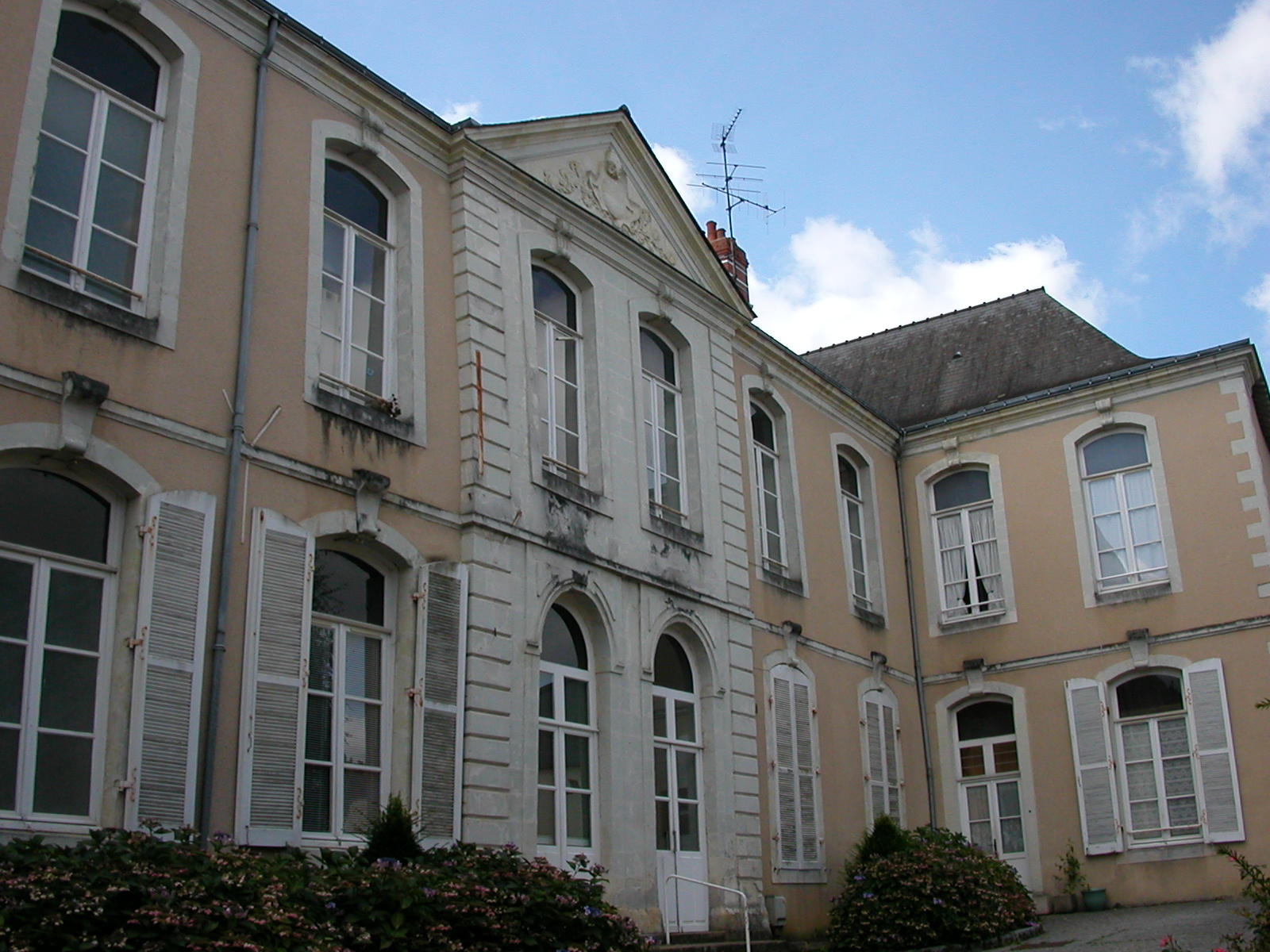
L’hôtel Lemotheux à Château-Gontier.

#### Une culture des Lumières?
Paul Hay du Chastelet et Daniel Hay du Chastelet sont élus lors des débuts de l'Académie française.
Le physicien et naturaliste René-Antoine Ferchault de Réaumur meurt dans son Château de la Bermondière le 17 octobre 1757
Les recherches historiques commencent avec l'avocat Jacques Le Blanc de la Vignolle qui compulse avec intelligence le chartrier des seigneurs de Laval, mais dont les manuscrits sont malheureusement perdus pour la meilleure partie. Le Clerc du Flécheray écrit une intéressante étude sur le comté de Laval, en 1696. Charles Maucourt de Bourjolly et Jean-Baptiste Guyard de La Fosse tentent enfin d'écrire l'histoire de Laval et de Mayenne.

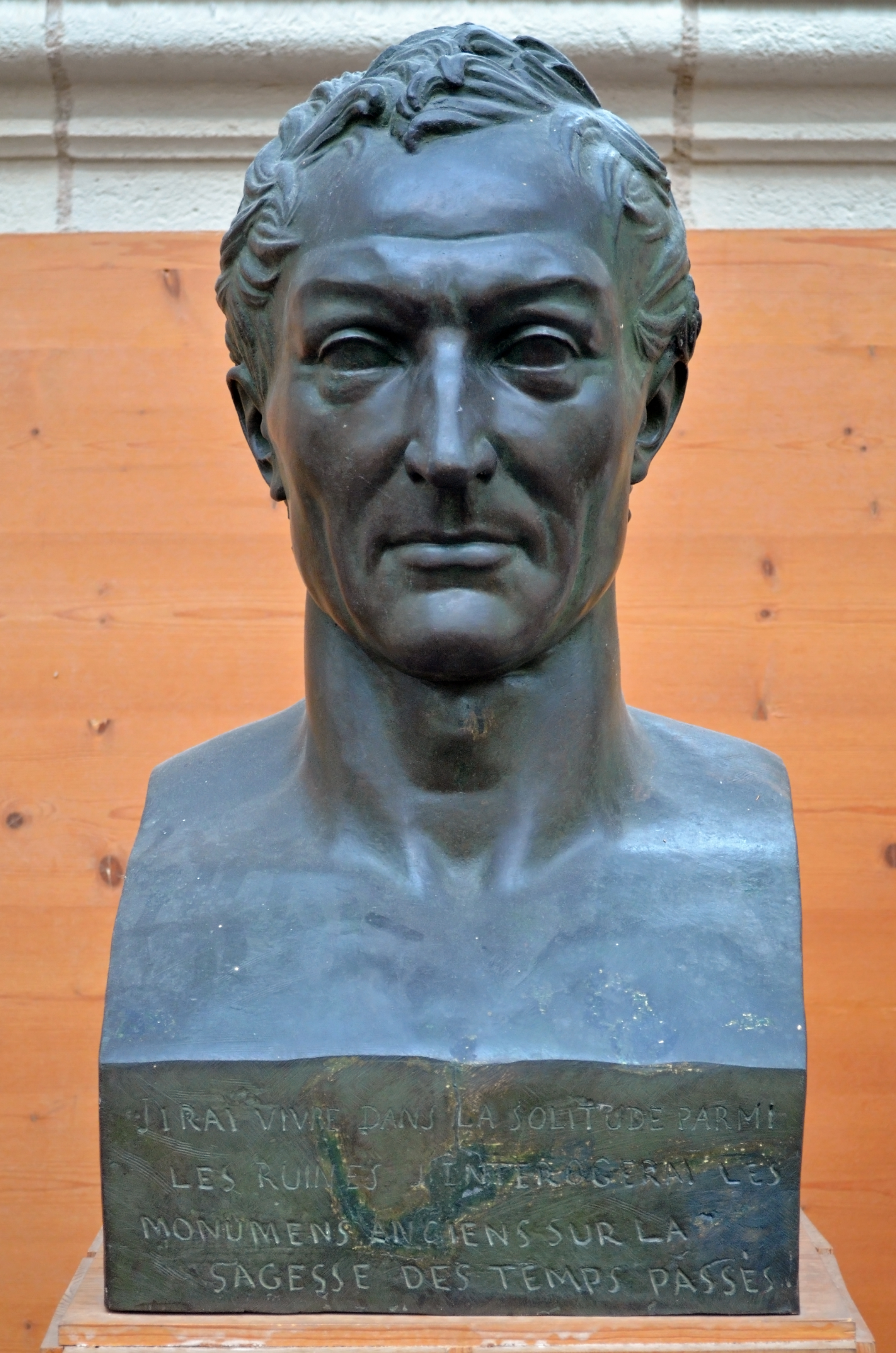
Buste de Volney par David d'Angers (1825).

Quelques sociétés de pensées naissent au milieu du XVIIIe siècle. Celle du Société du Jardin Berset apparaît en 1763 et regroupe la bourgeoisie lavalloise. Quelques années plus tard (1765), se fondait à Mayenne une Société un Cercle littéraire. En 1785, la première loge maçonnique, Les Amis unis, est fondée à Laval. Tout ceci reste l'apanage d'un petit nombre de personnes : ceux que l'on retrouve par exemple à la salle de jeu de Paume à Laval, on y joua Zaïre de Voltaire le 17 décembre 1745. On peut noter aussi la naissance à Craon de Volney, une des gloires du siècle des Lumières, ou encore Jacques Barbeu du Bourg, né à Mayenne connu surtout pour ses travaux de botanique. Il s’enthousiasma pour les idées politiques de la jeune Amérique et voue une admiration pour Benjamin Franklin. En 1774, il envoya du matériel de guerre et décida de jeunes nobles à aider les insurgés en agent zélé du parti américain.
La Mayenne, à la veille de la Révolution de 1789, pouvait apparaître comme la juxtaposition complexe de deux groupes sociaux : une masse de paysans et d'ouvriers, souvent anaphalbètes, vivant régulièrement à la limite de la misère et parfois de la révolte, et une élite peu nombreuse constituée par la noblesse et la bourgeoisie, parmi lesquelles se recrutait le clergé.

### La période révolutionnaire (1789-1800)
Ce n'est pas parce que la Mayenne est le berceau de la Chouannerie qu'il faut imaginer une réticence devant les évènements de 1789. La Mayenne n'est pas moins révolutionnaire qu'ailleurs. Bien des notables, comme le négociant François Delauney qu'enthousiasme la politique de Jacques Necker, réclame des réformes libérales, et un contrôle du pouvoir royal par les États généraux, tandis que les classes populaires, sont frappés par le Petit âge glaciaire.

#### Un désir de réforme
Malgré un siècle marqué par une certaine prospérité, la situation tend à se dégrader à partir des années 1780, marquées par des disettes récurrentes dues aux caprices du climat. Les structures politiques et administratives locales donnent des signes de faiblesse.
Un édit royal du 22 juin 1787 créa des assemblées provinciales pour les Pays d'élection, et un autre, du 18 juillet, des municipalités électives dans chaque paroisse, dont étaient membres de droit le curé et le seigneur. L'assemblée du Maine institua les districts d'Ernée, Lassay, Laval, Mayenne et Villaines ; celle d'Anjou, les districts de Château-Gontier et de Craon, avec commissions intermédiaires qui prirent soin d'envoyer dans chaque paroisse un long questionnaire resté malheureusement presque partout sans réponse. Les trois provinces de la généralité de Tours se réunirent à Tours, le 12 novembre. L'assemblée provinciale mise en place pour assister l'intendant dans l'administration de sa généralité, s'avère un échec. Volney publie à Rennes en Bretagne, où le mouvement révolutionnaire était plus accentué.(1787-1788), en société avec M. de Monsodive, une feuille politique, intitulée La Sentinelle du peuple.
Les hivers d'une rigueur exceptionnelle de 1788 et 1789, conjugués à la rareté du pain et à une crise qui affecte l'industrie de la toile, provoquent un mécontentement général comme dans le reste du pays. Le roi Louis XVI convoque les assemblées paroissiales (24 janvier 1789) préparatoires aux États généraux, espérant trouver des réponses à la crise qui touche l'ensemble du royaume. Dans les différentes paroisses de la région, on s'attèle à la rédaction des cahiers de doléances.
Ils sont presque toujours l'œuvre personnelle de quelque notaire, d'un juge ou d'un avocat de la ville voisine. Loin d'être des réquisitoires contre l'autorité royale — le roi reste généralement populaire dans ces régions rurales — ces cahiers réclament pour la plupart, outre la suppression de la gabelle, une plus juste répartition des charges fiscales, la fusion des différents impôts en un seul, la suppression de la taille, des dîmes, corvées et servitudes, le respect de la liberté individuelle, la création d'un bureau de charité dans chaque village, le renforcement des brigades de maréchaussée dans les bourgades limitrophes de la Bretagne. La spontanéité de style, les maladresses prouvent l'originalité de certains, quand ceux du Craonnais s'inspirent plutôt de la La Sentinelle du peuple.
Ces cahiers, résumés d'abord par bailliages, le furent ensuite en une seule rédaction commune par une commission de vingt-quatre membres, dont plusieurs étaient de la région. Le clergé et la noblesse eurent chacun un cahier spécial, qui montrait dans les deux ordres l'intention de renoncer à une partie de leurs privilèges. Des opérations électorales, qui durèrent au Mans du 22 au 30 mars, orageuses particulièrement dans le clergé, mais habilement menées, au point de vue des intérêts du futur département de la Mayenne, par des électeurs influents, firent entrer dans l'Assemblée comme députés pour le clergé : François-Marie-Christophe Grandin et René-Robert Bourdet, curés d'Ernée et de Bouère ; pour la noblesse : Jean-François-Simon de Hercé, Jean-Baptiste Joseph de Bailly de Fresnay et René Mans de Froulay de Tessé ; et pour le tiers-état : René-Urbain-Pierre-Charles-Félix Enjubault de La Roche, Michel-René Maupetit, Pierre-François Lasnier de Vaussenay, Joseph-Julien de Lalande, François-René Gournay, auxquels s'adjoignirent dans la suite : Louis-François Martinet , Louis-François Allard et Volney, élus à Angers.

#### La révolution des campagnes

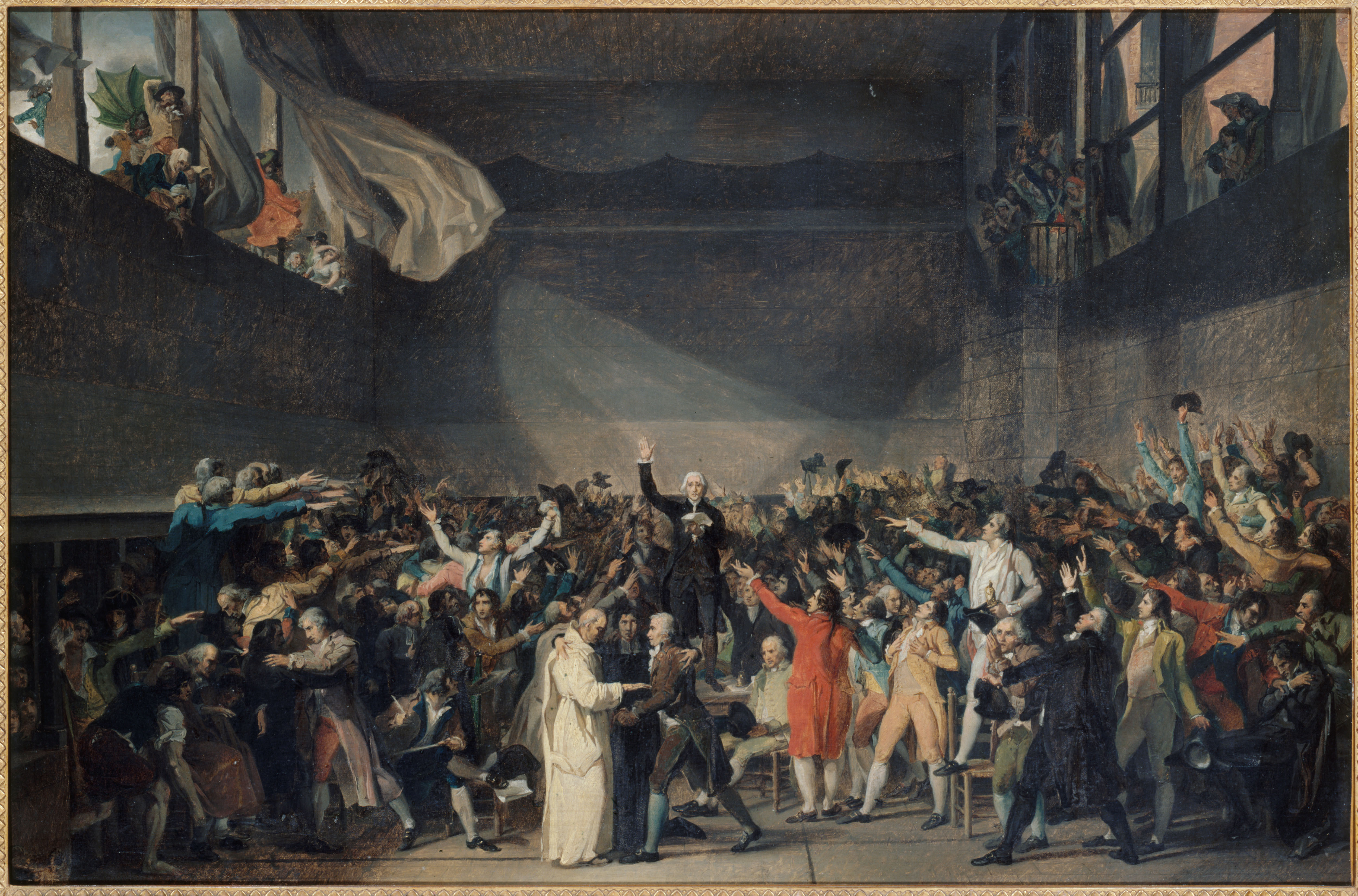
Michel-René Maupetit est représenté vieux et impotent, soulevé de sa chaise par deux hommes pour prêter le serment du Jeu de Paume.

Les causes, les sens, l'importance et les conséquences des premiers évènements de 1789 échappent aux masses. Au contraire, l'espoir de changements concrets dans la vie quotidienne suscite la plus grande effervescence ; ainsi peut se comprendre la Grande Peur qui après la prise de la Bastille, touche le département, les populations craignant une réaction aristocratique.
Pendant que les députés de la future Mayenne du Tiers-État signaient à Versailles le serment du Jeu de Paume (20 juin), des bandes d'émeutiers parcouraient les districts d'Ernée, de Mayenne et de Château-Gontier ; puis, dix jours après la prise de la Bastille, le jeudi et le vendredi fous (23, 24 juillet), le bruit répandu partout d'une irruption de brigands précipitait les hommes à la rencontre d'un ennemi chimérique ; enfin, du 25 juillet au 4 août, le tocsin sonnait dans le district de Lassay et les châteaux de Vaugeois, la Motte-de-Madré, la Bermondière, le Bois-Thibault, et surtout Hauteville, étaient saccagés. À Craon, Pierre-Ambroise de la Forest, marquis d'Armaillé, l’un des plus importants propriétaires fonciers de l’Anjou, qui avait naguère accru son impopularité en enlevant à la ville une promenade qui faisait ses délices pour l'incorporer à son château est contraint de subir en posture de suppliant une vigoureuse mercuriale et de livrer tous ses parchemins médiévaux ; après quoi le peuple en sa bégninité lui accorda la vie, et même une place de tambour dans la milice.
Si la déclaration des Droits de l'Homme passe un peu au-dessus des préoccupations et des intelligences paysannes, la nouvelle de l'abolition des droits féodaux et des privilèges est accueillie partout dans l'enthousiasme. Malgré cela les turbulents sabotiers et bûcherons des bois de Fontaine-Daniel continuent leurs pillages pendant toute une année. Le 19 octobre 1789, des émeutiers empêchent le carabin et l'avoine de sortir de Saint-Hilaire-des-Landes. Louise Reine Audu, surnommée la Reine des Halles, qui disait être née à Château-Gontier, est connue pour avoir participé à la marche des femmes sur Versailles et à la prise des Tuileries.

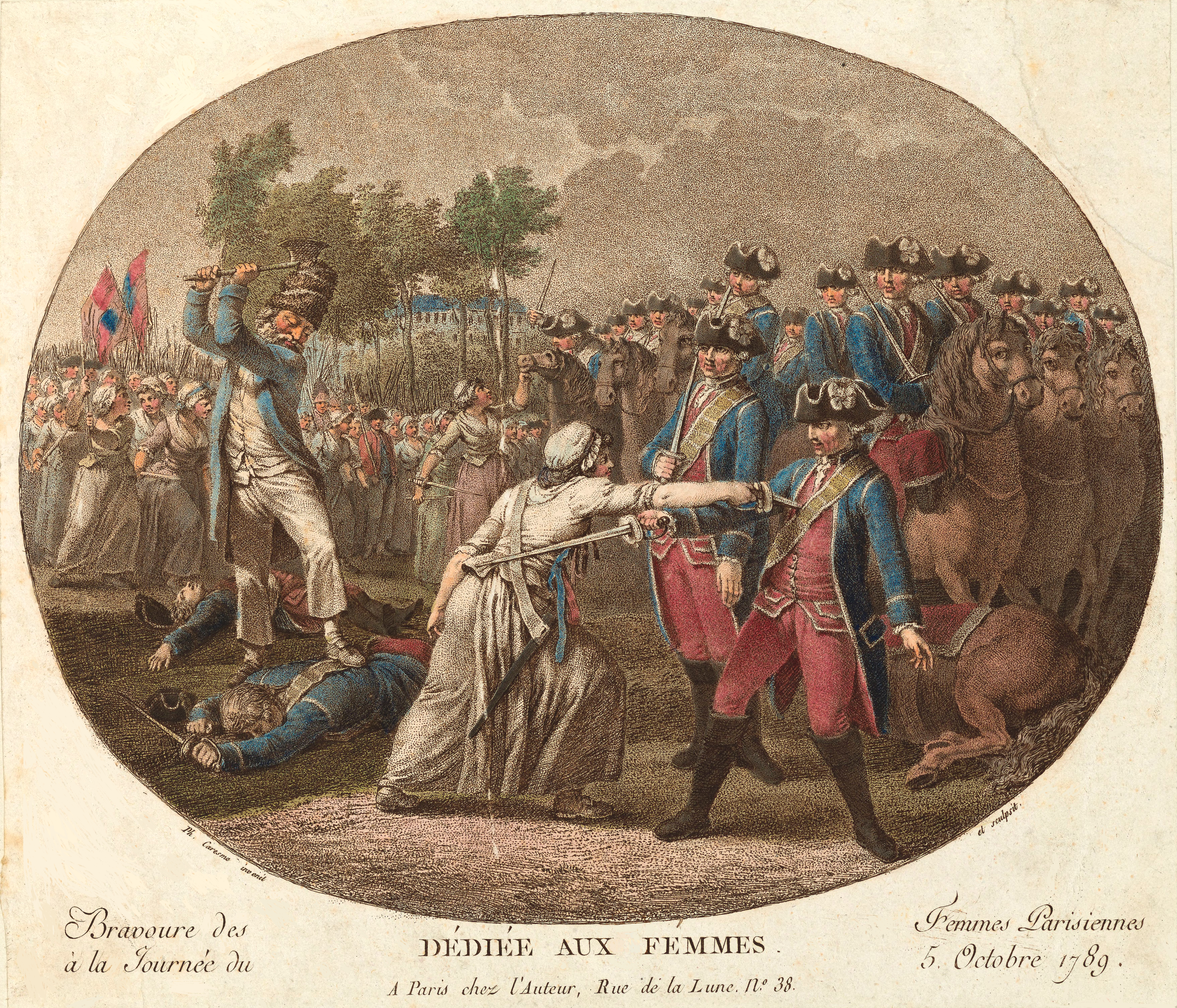
Affrontement entre les femmes parisiennes menées par Reine Audu et les gardes du corps de la maison du roi, lors des Journées des 5 et 6 octobre 1789, à Versailles. Estampe de Jacques-Philippe Caresme, Paris, BnF, département des estampes, vers 1789.

#### Une nouvelle organisation administrative
Une des doléances récurrentes était la complexité des découpages administratifs : les circonscriptions fiscales, religieuses, administratives avaient toutes des limites différentes. Un des aspects fondamentaux de l'œuvre de la Constituante est sa réforme administrative. Les anciennes circonscriptions provinciales sont supprimées au profit d'une division en départements.

##### La création du département
Le 11 novembre 1789, l'Assemblée constituante ordonne aux députés des anciennes provinces françaises de se concerter, afin de mettre en place un réseau de nouveaux départements d'environ 324 lieues carrées, soit 6 561 km2 actuels.
Des réunions se tiennent aussitôt dans l'hôtel du duc de Choiseul-Praslin, député de la noblesse de la sénéchaussée d'Angers. Une trentaine de députés des trois provinces composants la généralité de Tours (Anjou, Maine et Touraine) présents envisagent de rétrocéder des territoires au Poitou et de subdiviser le domaine restant en quatre départements. La constitution du département de la Mayenne, dit d'abord « département de Laval, » fut quelque peu laborieuse.
De l'ancienne généralité de Tours, naissent quatre départements, la Mayenne-et-Loire, l'Indre-et-Loire, la Sarthe et la Mayenne qui reçoit son nom en 1790. La Mayenne est créée sur une partie de la Province du Maine ainsi qu'une partie de l'Anjou, avec en position centrale une partie de l'ancien Comté de Laval.
À la suite de l'Assemblée constituante, le comté de Laval n'existe plus : Laval devient le chef-lieu d'un département, composé de l'ancien comté, du duché de Mayenne et d'une partie de l'Anjou. Le département de la Mayenne, à qui on assigna Laval pour chef-lieu, comprenait 7 districts, 29 cantons,. Le département comprenait alors deux cent vingt-sept communes du Maine et cinquante-huit de l'Anjou, nombre qui s'est trouvé réduit à deux cent soixante-seize par suppressions et échanges, tout en ne traitant pas le sujet des communes mixtes du Passais.

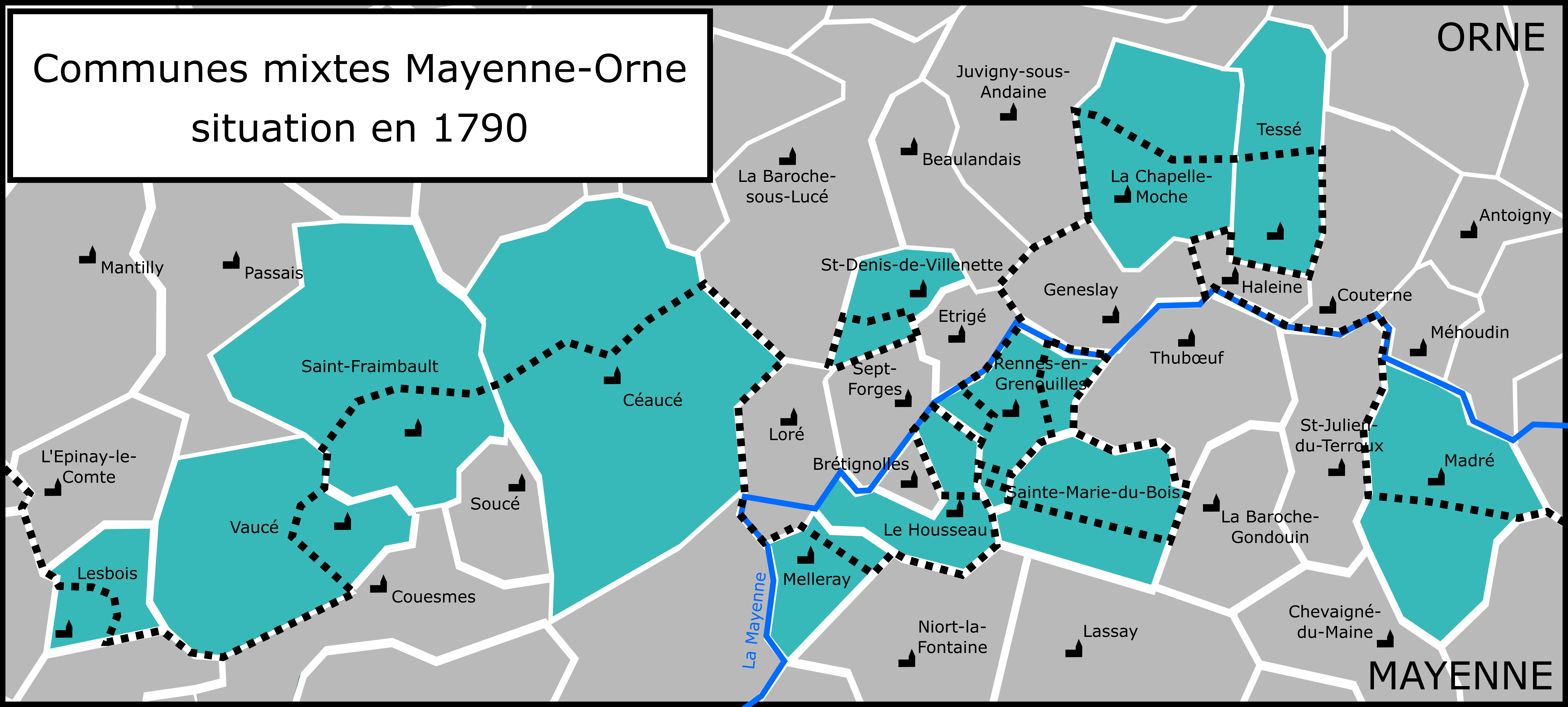
Carte des communes mixtes en 1790 (en turquoise), la limite entre les deux départements est en pointillés.

Le département fut autorisé à faire des rectifications avec celui d'Alençon, et à échanger avec Le Mans Auvers-le-Hamon pour Saint-Pierre-de-la-Cour. Au nord, on hésite à supprimer les paroisses mixtes du Passais qui autour d'une même église, connaissaient deux municipalités, et surtout deux communes : c'est seulement en 1832 que l'on tranche dans le vif. La ville de Mayenne disputa longtemps à Laval l'avantage d'être le chef-lieu du département. Même après que fut publié le décret constitutif du département, les habitants de Mayenne ne se tinrent pas pour battus. Lorsque l'Assemblée envoya aux chefs-lieux les drapeaux aux couleurs nationales, ils arrêtèrent au passage et voulurent garder les étendards destinés à Laval. Une véritable émeute éclata et il fallut recourir la force armée pour la dissiper. La constitution du 5 fructidor an III ne conserva que les divisions cantonales, la loi du 28 pluviôse an VIII créa une préfecture et trois sous-préfectures, et celle du 18 pluviôse an IX réduisit les cantons à vingt-sept.

##### Mise en place des nouvelles administrations et premiers désordres
Les nouvelles administrations se mettent en place, élues au suffrage censitaire au mois de février 1790. Il n'est pas alors surprenant que le département se donne comme président, un ancien noble François Charles d'Aubert. La fête de la Fédération permet de célébrer dans la ferveur une Révolution qui porte aux plus hautes responsabilités les propriétaires instruits. Les municipalités se trouvèrent sans autorité pour réprimer les désordres qui éclatèrent surtout dans les districts de Mayenne et de Lassay (mars-mai). En novembre, personne ne voulait plus accepter les fonctions municipales. Les administrations du département avaient été formées du 28 juin au 7 juillet 1790.

##### La création de l'évêché
La loi sur la constitution civile du clergé votée le 12 juillet 1790 divise le clergé mayennais. La nouvelle organisation territoriale de l'Église est calquée sur le nouvel ordre politique, et les diocèses coïncident avec les départements. La Constitution civile du clergé crée un diocèse correspondant au territoire du département de la Mayenne, avec Laval comme siège. Le clergé refuse de concourir à l'élection de l'évêque qui est effectuée dans l'église de la Trinité de Laval, le 10 septembre 1790. Un grand nombre de laïques imitent cet exemple; certaines prennent part néanmoins aux opérations électorales L'élu est Michel Thoumin des Vauxponts, qui refusa, avec l'approbation de Pie VI sur ce choix. Le 20 mars 1791, 159 voix élisent Noël-Gabriel-Luce Villar, évêque de la Mayenne. Villar devient donc évêque constitutionnel.

##### Intrus et réfractaires
Contrairement à leur évêque, le clergé mayennais se divise sur le serment constitutionnel en 1790 : Cinq cent treize prêtres sur six cent soixante refusèrent le serment demandé ; plusieurs, qui l'avaient prêté, se rétractèrent ensuite. Il en résulte une nouvelle agitation et de multiples incidents. L' intrus, soutenu par les administrations, est en butte aux dénigrements et aux tracasseries des partisans de l'ancien curé, tandis que le réfractaire, d'abord suspect, est bientôt exclu de la société civile. La Mayenne, et plus généralement l'Ouest de la France, avec la Vendée et la Bretagne, constitue une zone de résistance à la constitution civile du clergé et au serment, avec un clergé très largement réfractaire. Autant que les motivations religieuses, cette résistance trouve aussi son origine dans la sociologie et les mentalités collectives des populations, dont les solidarités traditionnelles sont mises à mal par la Révolution.
Les biens de l’Église sont déclarés biens nationaux le 2 novembre 1789, sur proposition de Talleyrand, puis leur vente est décidée. Ses modalités sont décidées de décembre à mai 1790. Elle achève de transformer l’Église de France en lui enlevant sa puissance foncière. La vente des biens des émigrés achève de modifier la structure de la propriété foncière. C’est un des acquis de la Révolution, les ventes se poursuivant jusqu’aux années 1820, sous la Restauration.

#### Troubles sociaux et religieux
Avec le suffrage censitaire, les élections du 25 août 1790 envoyèrent à l'Assemblée législative une représentation en partie jacobine, où figuraient Jacques-François Bissy, François Grosse-Durocher, François-Joachim Esnue-Lavallée, à côté de François-Pierre-Marie-Anne Paigis, Joseph François Dupont-Grandjardin, César Chevalier-Malibert, Gilles-Louis Richard. Les élections municipales au mois de novembre achevèrent de diviser les populations et suscitèrent des émeutes. La suppression des gabelles, le 1er décembre 1790, réduit à la misère plus de 2 000 familles qui ne vivaient que du commerce frauduleux du sel. Ces contrebandiers se rangèrent alors naturellement parmi les ennemis de La République.
Le 23 juin 1791, le bruit se répandit à Laval de la fuite de Louis XVI et arrestation à Varennes. Émeutiers et gardes nationaux pillaient toujours les châteaux ; le château du Bois Cuillé fut incendié le 25 juin 1791. En juin 1791, une vraie jacquerie ravage tout le département. De ce fait, le travail se ralentit ; les impôts rentrent mal ; on ne sait plus comment nourrir les mendiants entassés dans les villes. Le Directoire constatait alors « qu'il n'y avait plus ni commerce ni industrie, que l'argent manquait, que la misère était affreuse et qu'il fallait recourir aux « billets de confiance » ». Laval multiplie les émissions de plusieurs centaines de milliers de francs, qui ne sont garantis que par les grosses coupures d'assignats déposés dans ses caisses mais dont l'inconvénient est d'être peu maniables dans un pays à encadrement social limité.
En 1791 et 92 se constituent à Laval des sociétés de « citoyens actifs, » groupés « pour lire les nouvelles » ; clubs bourgeois d'abord « amis de la Constitution », puis société populaire. Plusieurs rédacteurs sont à l'origine du journal Le Patriote du département de la Mayenne.
Les troubles religieux précèdent la guerre civile. En janvier 1792 le mouvement d'émigration se dessine à Laval. Le Directoire, le 29 juillet 1791, avait prescrit la réunion de tous les insermentés aux chefs-lieux de districts, et, le 13 septembre, ordonné de les éloigner de leur paroisse, décréta le 23 mars 1792 leur internement à Laval. Le 27 mai, l'Assemblée législative prononçait la peine de la déportation contre tout prêtre dénoncé par vingt citoyens, et le 20 juin les prêtres internés à Laval étaient jetés brutalement en prison. On retrouve 400 prêtres regroupés à Laval dont Urbain-René de Hercé, évêque de Dol ; François de Hercé, son frère; Michel Thoumin des Vauxponts, Jean-Baptiste-René Rabeau et Jean Lefebvre de Cheverus qui seront incarcérés. Le clergé déchiré entre son appartenance sociale à la bourgeoisie et son statit d'organisateur de la charité à la campagne à cesser de jouer un rôle politique depuis l'été 1789. Les réfractaires se contentent de catéchiser ceux qui veulent bien les cacher. Quant au refus quasi-général des jureurs par les fidèles, il est déjà la traduction de l'opposition des masses populaires au nouvel État et à tous ses rouages que va bientôt révéler la Chouannerie en Mayenne.

#### La Mayenne en proie à la guerre civile

##### Pourquoi le Chouannerie?

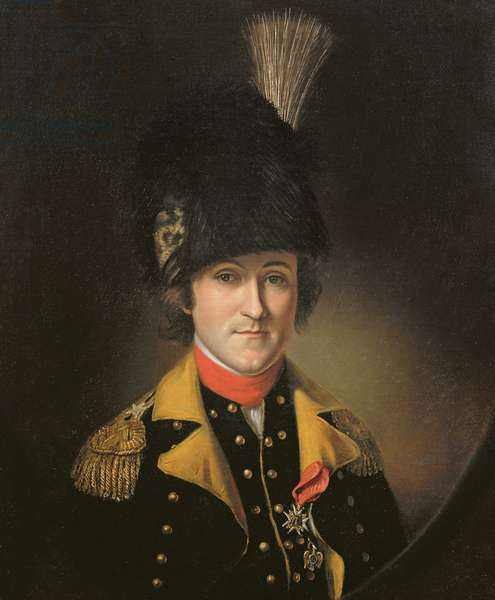
Armand Tuffin de La Rouërie
Peinture de Charles Willson Peale, 1783.

Les troubles religieux sont un des déclencheurs. Le 3 janvier 1792, Desfontaines, officier de gendarmerie écrit à son oncle :

« J'arrive de Saint-Ouën où j'ai été ving-deux jours avec douze gendarmes pour rétablir le curé constitutionnel, qui avait été chassé par les habitants. Les prêtres font bien du mal. Je désirerais revoir rétablir l'ordre… La plus grande tranquillité règne dans la ville, mais les campagnes ne sont pas de même. Les malintentionnés y font allumer le feu du fanatisme. »

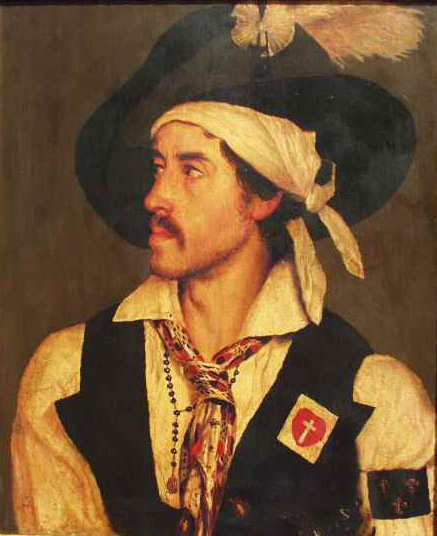
Jean Cottereau, dit Jean Chouan
Peinture de L. de Labarre, 1840.

Le 11 juillet 1792, La Patrie en danger impose à la Mayenne de fournir un contingent de 11000 soldats[à vérifier] par voie de tirage au sort. Le 15 août 1792 les discours d'opposition de Jean Cottereau et Michel Morière à Saint-Ouën-des-Toits, et le rassemblement d'un millier de paysans se rassemblant pour y entraver les opérations. Plus discrets furent les vrais affidés de la Coalition bretonne, crée par marquis de La Rouërie qui refusèrent purement et simplement de se rendre dans leur chef-lieu de canton pour y tirer au sort. L'opération fut une déconvenue pour les autorités républicaines. Le 10 août 1792, à Paris, la monarchie est renversée. Le 26 septembre 1792, le Combat du Bourgneuf-la-Forêt illustre la naissance de la Chouannerie, plusieurs mois avant le Soulèvement de la Vendée.
On ne peut pas en conclure que les Chouans se soulèvent pour le Roi. Quelle idée de la monarchie ces paysans analphabètes peuvent-ils d'ailleurs bien avoir ? Artémise Duchemin de Villiers ne s'y trompe pas en manifestant son effroi devant ces bandes qui portent parfois des cocardes tricolores, et ces chefs qui n'hésitent pas à écrire au Comité de Salut Public Vive même la République (Joseph-Juste Coquereau). Jean-César de Couasnon, pourtant père d'émigré, vivant à la Barrilière en La Croixille est victimes de pillages et de violences de la part de la compagnie de Bourgon, menée par les Frères Pinçon. La marquise de Hauteville a sa terre de Alleux régulièrement dévastée par les Chouans de Cossé-le-Vivien jusqu'à ce qu'elle leur permette l'enrôlement de son jeune fils sous le nom de Tancrède. En 1797 encore, un agent de Joseph de Puisaye se plaint de l'insouciance générale du pays en matière politique : Pourvu que nous ayons notre religion et qu'on nous la laisse exercer librement, peu importe que nous ayons un roi ou une république. Ainsi le père de Michel Georges de La Broise, le parangon du légitimisme mayennais au XIXe siècle meurt à Livré-la-Touche des suites du combat qui l'a opposé aux insurgés comme capitaine de la garde nationale de Cossé. La famille s'efforcera de faire croire que le Chevalier est mort parmi les Chouans. Alors se dresse-t'on plutôt pour la défense de la religion ? Il y a souvent conjonction avec la propagande des réfractaires parce qu'il y a attachement à la personne du curé, plus par concommitance que par lien de cause à effet. Le Chouan Robert Julien Billard de Veaux, frère de réfractaire est catégorique : cette guerre de l'Ouest ne fut point l'ouvrage des prêtres... Les prêtres de nos pays profitèrent de ces rassemblements dans les moments de crise pour se soustraire à des rencontres fâcheuses, à des perquisitions et souvent à la mort, mais ils ne les provoquèrent jamais. Quant à la foi des fidèles, elle est beaucoup trop fruste pour agir comme ferment mobilisateur. Bien sûr, il y a dès les premiers troubles distribution aux Chouans d'une espèce de relique qu'ils appellent le Sacré-Cœur de Jésus. Mais l'histoire de Perrine Dugué est là pour montrer que le syncrétisme entre politique et religion ne s'est pas réalisé à sens unique. La Chouannrie est plutôt l'expression brutale de mécontentements et de déceptions accumulées chez les paysans non-propriétaires et chez les travailleurs du textile. Il y a surtout des jeunes gens, ce qui valorise l'explication par l'opposition à la conscription. Ce qui par contre semble déterminant, c'est la misère croissante des salariés agricoles et des compagnons tisserands. Par ailleurs, la vente des biens ecclésiastiques qui parachève la mainmise de la bourgeoisie urbaine sur la terre renforce l'opposition des villes et des campagnes ; deux mondes antagonistes se défient : le premier tenu par une bourgeoisie jacobine et un semi-prolétariat sans-culotte, le second rejeté dans la Contre-Révolution.

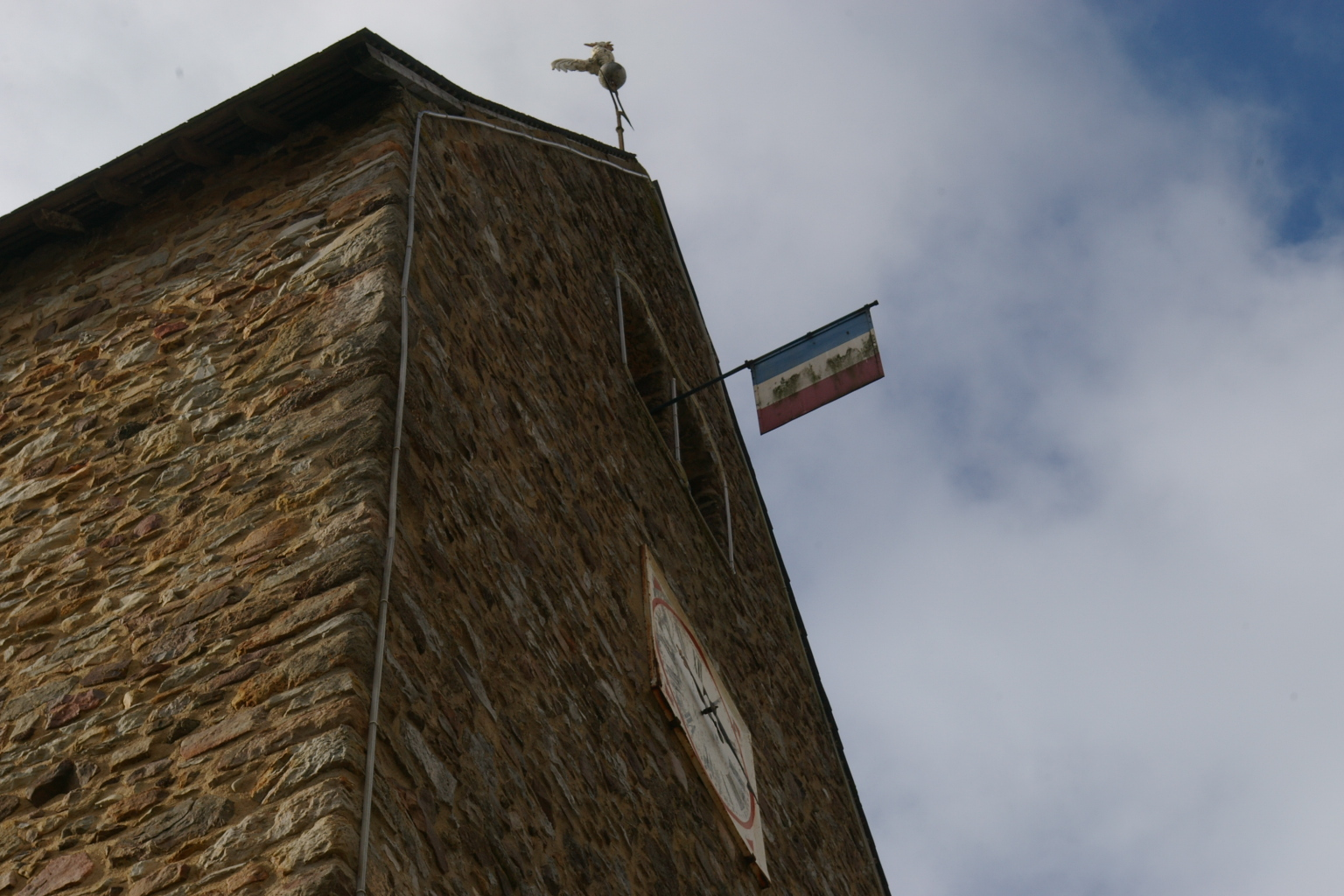
Un drapeau tricolore métallique rappelle, au faîte du clocher de Thorigné, le combat mené par les troupes républicaines contre les chouans en octobre 1795.
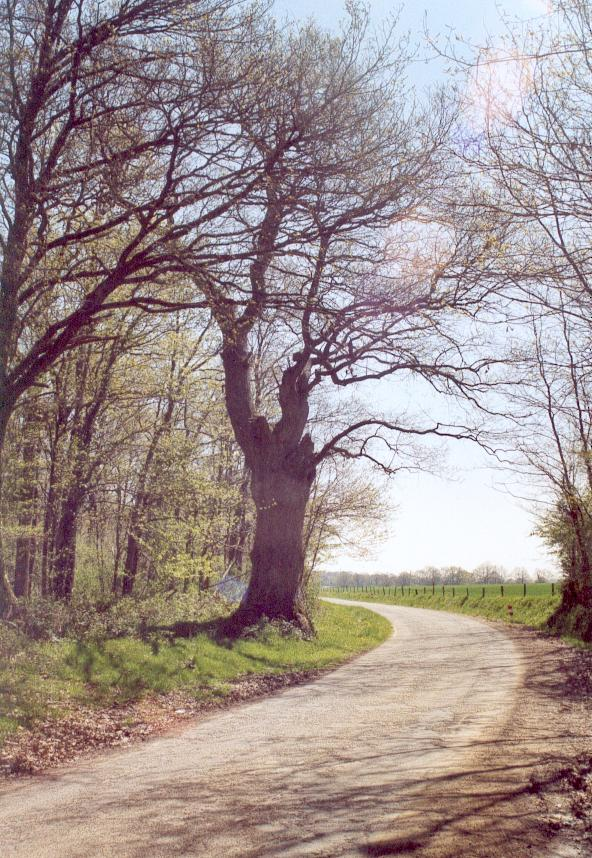
Le chêne des Évêts près duquel Perrine Dugué fut arrêtée par trois Chouans le 22 mars 1796.
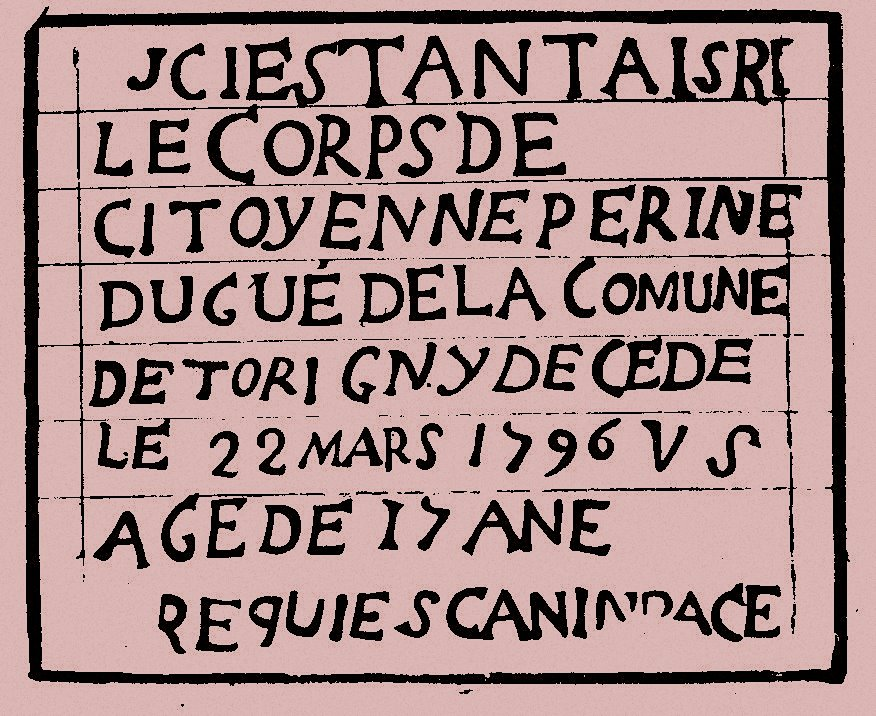
Épitaphe.

##### L'art de la guerre contre-révolutionnaire

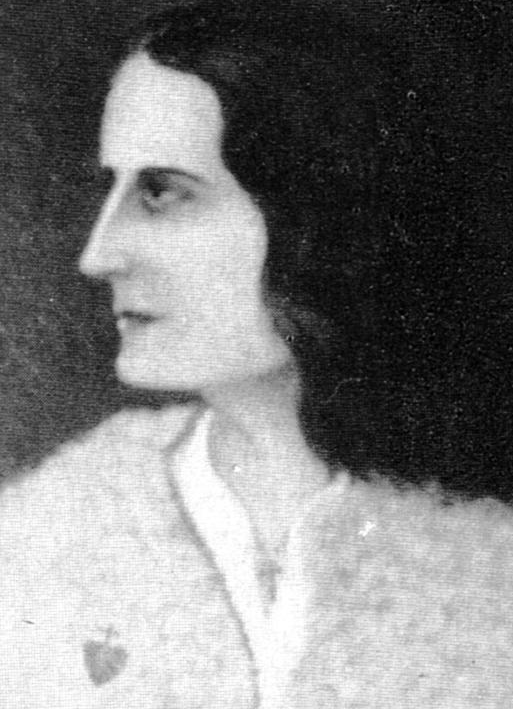
'Jambe d'Argent

En défiant les règles de la guerre traditionnelle, en se fondant au sein du peuple des campagnes dont ils sont issues, en tirant parti de l'épais bocage mayennais qui permet les marches secrètes, les approches invisibles, les embuscades fructueuses et les retraites faciles, les Chouans créent une forme de lutte qui préfigure la guérilla du XXe siècle. Ils entretiennent l'insécurité permanente en faisant circuler de faux bruits et en multipliant les coups de main, les pillages et les accrochages. D'autre part, ils tentent d'asphyxier économiquement les villes en confisquant les fermages, en lançant de la fausse monnaie et en désorganisant les transports, ce qui entraîne l'effondrement de la production de toiles. Jean-Louis Treton, dit Jambe d'Argent peut être pris comme exemple pour un des chefs de cette insurrection contre-révolutionnaire qui s'est développée en Mayenne en 1793 et 1794.

##### La radicalisation de la révolution
La déportation des prêtres commença. Puis la Convention nationale, élue le 2 septembre 1792, où la Mayenne fut représentée par Jacques-François Bissy, François-Joachim Esnue-Lavallée, François Grosse-Durocher, Mathurin Enjubault, François Serveau-Touchevalier, René-François Plaichard Choltière, Noël-Gabriel-Luce Villar, René-François Lejeune. À Laval, alors que la région est un foyer de la contre-révolution, les patriotes ne sont pas très nombreux. Mais, dès la fin de 1792, ils ont concentré leurs forces en une société populaire ou club patriotique, affiliée aux Jacobins de Paris.
L'exécution du roi le 21 janvier 1793, marque le début de la radicalisation de la révolution, sous l'impulsion du parti de la Montagne, l'une des principales factions de la Convention avec la Gironde. Le conventionnel Joseph Fouché arrive à Laval, le 25 mars 1793, une quarantaine de suspects lui sont désignés et sont renfermés aux Bénédictines de Laval. Les suspects recouvrèrent la liberté le 12 juillet, après cent huit jours de réclusion.
La Convention décréta la levée de trois cent mille hommes (24 février 1793) qui ne fit dans la Mayenne que renforcer les insurgés. De 1791 à 1793, les 7 districts (Ernée, Mayenne, Lassay, Evron, Laval, Craon et Château-Gontier) du département de la Mayenne fournirent 3 bataillons de volontaires nationaux.
La République qui se sent menacée rend coup pour coup à la Contre-Révolution, mais la gendarmerie est trop peu nombreuse, la garde nationale peu compétente, de sorte qu'il faut utiliser l'Armée des côtes de Brest et l'Armée des côtes de Cherbourg, placée sous la direction de chefs qui se succèdent trop rapidement pour être efficaces. Ces soldats, mal ravitaillés, indisciplinés et pillards à leur tour renforcent l'esprit de révolte. La Convention nationale envoya ses émissaires : Joseph Marie François Sevestre, Jacques-Nicolas Billaud-Varenne, inaugurer la Terreur et emprisonner les suspects.
Mieux au courant de la situation, les administrateurs auraient voulu ramener la confiance dans les campagnes ; effrayés à leur tour, ils prirent part au mouvement fédéraliste, échouèrent avant d'avoir combattu, furent destitués par François-Joachim Esnue-Lavallée et Didier Thirion (4 octobre). En même temps qu'ils frappaient les membres des différentes administrations qui avaient signé les arrêtés pris par les corps constitués en faveur de l'insurrection fédéraliste, François-Joachim Esnue-Lavallée et Didier Thirion créaient, répondant au vœu de la société populaire, dans les premiers jours d'octobre 1793, un comité de surveillance générale du district, qui deviendra le Comité révolutionnaire de Laval.

##### La récupération par les royalistes

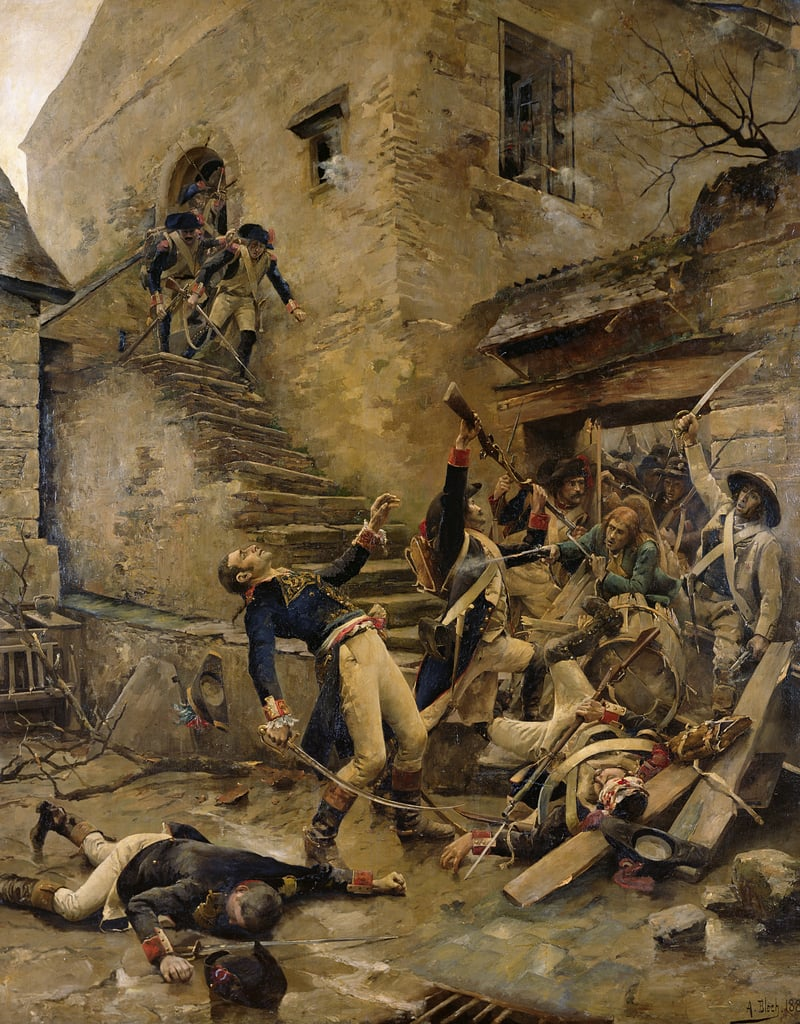
La Bataille d'Entrammes, Mort du général Beaupuy,
Alexandre Bloch, 1888, musée des beaux-arts de Rennes.

Les Vendéens avaient passé la Loire ; leur passage en Mayenne d'octobre à décembre 1793 avec notamment la victoire lors des bataille de Laval, bataille de Croix-Bataille et bataille d'Entrammes amorce une transformation progressive du mouvement chouan. Les malades que les Vendéens laissèrent à Château-Gontier furent massacrés et Jean-Baptiste Carrier put dire dans son plaidoyer que les noyades avaient eu lieu dans la Mayenne avant qu'il les ait mises en pratique à Nantes.

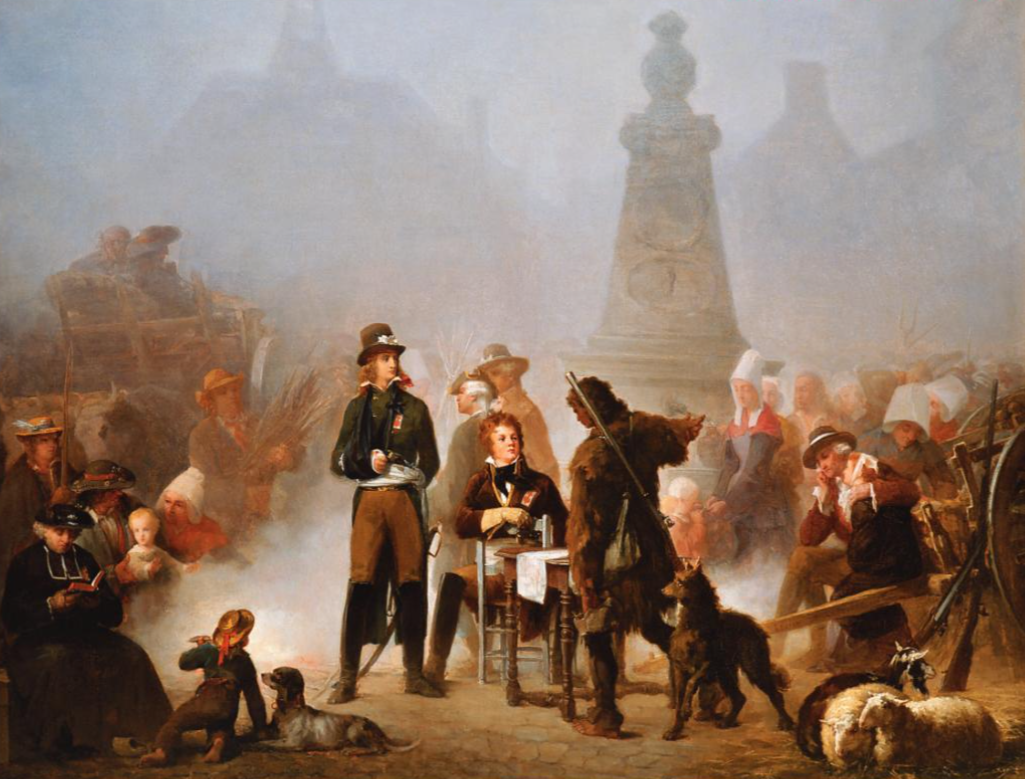
Henri de La Rochejaquelein, le prince de Talmont et Jean Chouan à Mayenne en 1793, huile sur toile de Lucien Nouël de Latouche, 1864, Historial de la Vendée.

Une partie des rebelles se joint à l'Armée catholique et royale dont l'un des chefs est Antoine-Philippe de La Trémoille, frère cadet de Charles-Bretagne-Marie de La Trémoille, duc de la Trémoïlle, dernier comte de Laval, passé à l'émigration. Les Vendéens furent renforcés par une « Petite-Vendée » de cinq mille Mayennais qui les accompagnèrent jusqu'au siège de Granville lors de la virée de Galerne, les suivirent dans leur retraite par Laval (23-27 novembre) jusqu'à la bataille du Mans d'où une défaite désastreuse les ramena de nouveau à Laval, du 13 au 16 décembre. François-Joseph Westermann, qui aurait pu faire vingt mille prisonniers, préféra sabrer ceux qu'il rencontrait à chaque pas par centaines et par milliers.

##### La Terreur
L'ancien château de Laval est transformé en prison. Le dernier passage et la défaite des Vendéens sont suivis de persécutions contre ceux qui leur avaient montré ou qu'on soupçonnait d'avoir pour eux des sympathies.

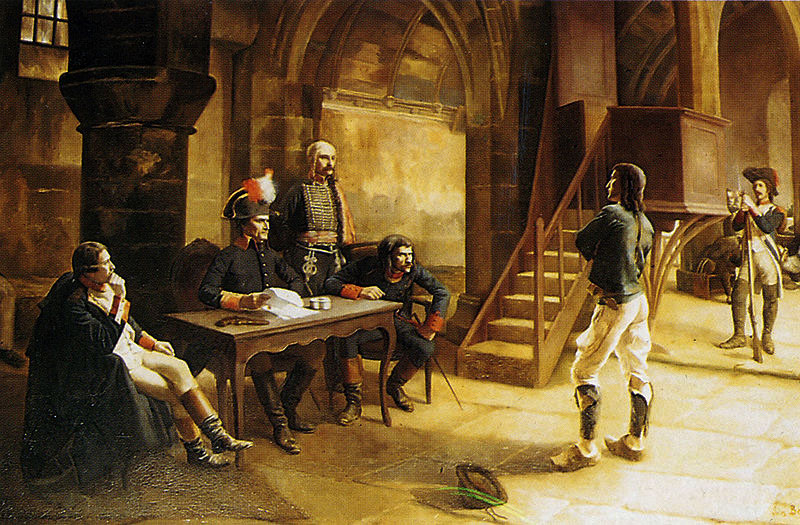
Interrogatoire du prince de Talmont, huile sur toile de Jules Benoit-Lévy, 1895, Écomusée du Puy du Fou, Les Épesses.

La Commission militaire révolutionnaire du département de la Mayenne multiplie les représailles à l'encontre des suspects que pourchasse l'accusateur public Jean-Baptiste Volcler. 1094 condamnations à mort sont prononcées en 9 mois et 7 jours. Les membres de la Commission militaire révolutionnaire du département de la Mayenne sont à l'origine de nombreuses condamnations à mort dont les 14 martyrs de Laval, le prince de Talmont, René Enjubault de la Roche, et d'autres victimes comme les sœurs de Jean Chouan ou encore Angélique des Mesliers. Quatre commissions révolutionnaires fonctionnèrent dans le département.
L'Église catholique vit les heures les plus difficiles de son histoire. Pendant l'été 1794, les édifices religieux sont réquisitionnés : à Laval, on célèbre la fête de l'Être suprême. Les communes portant un nom à consonance religieuse sont solennellement rebaptisées.
Après la mort de Robespierre, la Convention avait mis fin au régime de la Terreur, en envoyant dans les départements des commissaires avec mission d'amener l'apaisement par des mesures réparatrices. Leur premier soin devait être de faire disparaître ces commissions extraordinaires qui avaient fait couler tant de sang partout où elles avaient été maintenues. Le représentant du peuple Jean-François Boursault-Malherbe était désigné pour se rendre dans la Mayenne. II fit mettre en liberté de nombreux prisonniers détenus comme suspects dans les prisons de Laval, mit fin aux poursuites dirigées contre les anciens fonctionnaires destitués pour cause de fédéralisme, ordonna au contraire l'arrestation des plus violents terroristes et enfin renouvela les autorités.
La Terreur, qui prit fin à Paris le 9 thermidor (27 juillet 1794), dura dans la Mayenne jusqu'à l'arrivée de Mathieu Baudran (9 octobre) et jusqu'à l'emprisonnement des plus plus violents terroristes du département. Ceux-ci, de leur prison, continuèrent d'ailleurs, ne se sentant pas sérieusement menacés, de lancer des proclamations incendiaires.
Par comparaison avec d'autres départements, le nombre des victimes de la Terreur est relativement élevé. La réaction thermidorienne passée, le Mayenne cherche à panser ses blessures.

#### Une laborieuse pacification

##### Progression de la Chouannerie
Les Chouans, dont les forces se sont augmentées de nouveaux réfractaires, le reste des combattants de la Virée de Galerne et d'un bon nombre de déserteurs, ne regardent pas comme une victoire suffisante la rentrée de quelques prêtres et la délivrance des suspects. La guerre civile est toute l'histoire du département pendant les deux ans qui vont suivre
La République entretient ordinairement sous le nom d'armée des Côtes de Brest une force de soixante mille hommes, dirigée contre les insurgés de l'Ouest. Dans la Mayenne, les chefs se succèdent rapidement. Les généraux en chef des Armée des Côtes de Brest et Armée des côtes de Cherbourg ne sont guère plus stables. La tactique change comme les hommes. Et au-dessus de tout plane la volonté des deux Comités de salut public : le comité des Jacobins, « qui est le meilleur agent de la Chouannerie, la cause initiale des rapports ineptes qu'il reçoit » et le comité de l'an III, qui est le « meilleur allié de la Chouannerie, » parce qu'il veut prendre le contre-pied du précédent. En réalité, à la fin de l'année 1794, la Convention reconnaît que la Terreur et la persécution religieuse ont mis les régions de l'Ouest dans l'état de rébellion ; elle cherche à traiter.
C'est seulement à la fin de 1794 que les premiers nobles apparaissent dans les rangs de la Chouannerie avec l'enrôlement des deux petits-fils de Louis de Boisjourdan. De véritables maquis se structurent et s'organisent en 1795-1796 : sous les ordres de Joseph de Puisaye qui dirige les insurrections de l'Ouest depuis la Bretagne. Le nord de la Mayenne et la Normandie sont commandés par Louis de Frotté (chouannerie normande), le sud de la Mayenne par Marie Paul de Scépeaux de Bois-Guignot. Chacun des chefs est nommé au nom du roi et reçoit un brevet d'officier.
Le 2 décembre 1794, la Convention accorde l'amnistie à ceux qui déposeront les armes. Onze commissaires viennent en son nom prêcher la conciliation et tenter la pacification de la contrée. Pierre Dezoteux de Cormatin signe, le 3 janvier et le 12 février 1795, une suspension d'armes au nom des Chouans de l'Anjou et du Maine. Le traité de La Jaunaye est signé le 17 février, et, après une conférence de dix-neuf jours, le traité de la Mabilais est conclu le 19 avril puis accepté par les chefs chouans de la Mayenne à Bazougers, le 7 mai 1795. Cette pacification fut sans effet. Les Chouans prétendaient qu'on retirât les troupes de leurs cantons, et que les vivres n'en fussent enlevés qu'avec leur autorisation. À Laval et à Château-Gontier, on employa la troupe à ravitailler les places. Les cantonnements firent de même. La lutte recommença et les villes étaient réduites à la famine, pendant que les gros bourgs et leurs garnisons étaient cernés par des forces supérieures. Un instant rouvertes, les églises avaient été fermées de nouveau, après la loi du 30 mai 1795 sur le serment imposé aux prêtres, et celle du 29 septembre sur la police extérieure des cultes. L'amnistie que proclama de nouveau la Convention, le 26 octobre, avant de faire place au Corps législatif , excepta encore les prêtres réfractaires et les émigrés. En résumé, à cette époque, la famine était partout, les Chouans tenaient absolument les campagnes, les troupes se livraient sans retenue au pillage, les assignats n'avaient plus cours.

##### Des troubles qui n'en finissent pas

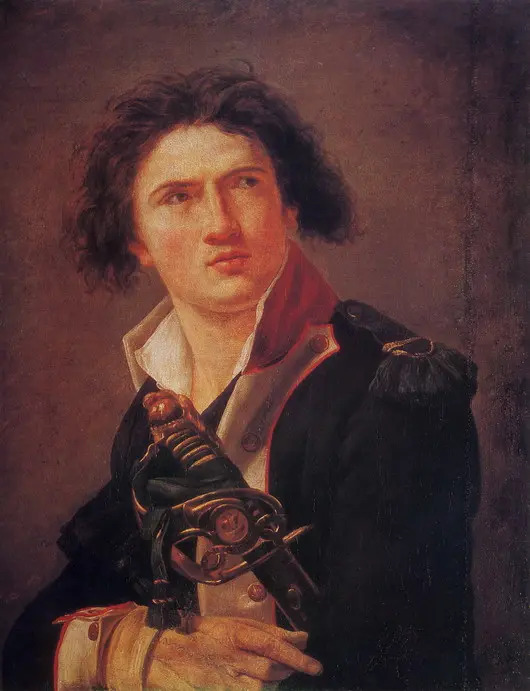
Portrait de Lazare Hoche, huile sur toile anonyme (école de David), vers 1793.
Musée d'Arts, Bogdan et Varvara Khanenko, Kiev.

Lazare Hoche vint en février 1796 prendre en personne la direction de la guerre. Lazare Hoche mena énergiquement la campagne, mais comprit aussi que la paix ne pouvait s'obtenir qu'en respectant les convictions des habitants. Après la mort de François Athanase Charette de La Contrie, Marie Paul de Scépeaux de Bois-Guignot fit des ouvertures au général républicain, qui lui répondit avec hauteur, et reçut, le 22 ou le 24 avril, sa soumission signée officiellement le 14 mai. Les bandes de Craon et de Château-Gontier désarmèrent ce jour-là ; Louis Auguste Victor de Ghaisne de Bourmont rendit ses armes au château de Martigné en Saint-Denis-d'Anjou, le 17 ; Claude-Augustin de Tercier et Vallois vinrent à Laval le 27 ; Louis de Frotté entra en pourparlers avec Pierre Marie Joseph Salomon, dit Dumesny le 22 juin. Les conditions étaient : remise des armes, délivrance de saufs-conduits pour l'étranger aux émigrés, dispense pour les jeunes gens de la réquisition, enfin liberté des cultes.
Le 18 juin 1796, le commissaire Jean-Baptiste Tellot écrit sur la Mayenne que : « Les manufactures sont ruinées, les édifices publics dans le plus mauvais état, les colonnes républicaines ont fait des ravages effrayants, mais qui ont comme bon résultat de montrer aux populations les horreurs de la guerre. ». Le 16 juillet 1796, les représentants de la nation proclamèrent solennellement, par un décret, que Hoche et son armée avaient bien mérité les honneurs de la patrie. Malgré tout, Hoche subit deux tentatives d'assassinat : on essaye d'abord de l'empoisonner puis le 17 octobre 1796, il sort du théâtre de Rennes et rentre à son hôtel vers 9 heures du soir, quand dans la rue de Fougères un ouvrier de l'arsenal tire sur lui un coup de pistolet mais le manque. L'instigateur était un adjudant du général de Rochecotte, nommé Charles Maloubier dit Martial.
Plus de la moitié des églises s'ouvrirent dans les campagnes. François-Gaspard de Jouffroy de Gonsans divisa le diocèse en vingt missions (5 juin). Les prêtres cessèrent d'être inquiétés, surtout après la loi du 7 fructidor an V (24 août 1797) qui abrogeait toutes les lois de déportation et permettait de rentrer en France à tous ceux qui en avaient été expulsés. L'administration départementale s'inquiéta de nouveau, dit que le pays regorgeait de prêtres réfractaires et d'émigrés, que les acquéreurs de biens nationaux et les fonctionnaires n'étaient plus en sûreté (3 mars 1797), que les fonctions d'agents municipaux et d'adjoints n'étaient point remplies (11 mai).
Le renouvellement d'un tiers du Conseil des Anciens y avait fait entrer François Jarry-Desloges, Olivier Serclot des Guyonnières et Joseph Louveau, grâce, dit l'administration, « à une assemblée électorale mal composée et à une cabale qui s'est emparée de toute l'influence. » Ces élections, validées le 20 mai, furent annulées le 5 septembre ; cinquante-trois députés se virent arrêtés, et toutes les lois de proscription furent remises en vigueur. Toutefois, « dans la crainte d'une nouvelle guerre civile, » on n'alla pas jusqu'aux exécutions sanglantes et l'on fit publier le 25 septembre que les jeunes gens de la première réquisition ne seraient pas inquiétés dans la Mayenne. Le 29, les administrateurs sont remplacés par Provost des Vignes, Serveau, Dutertre le jeune, Dutort et Juliot-Morandière. On se loue le 1er octobre de la tranquillité, de la disparition et de l'emprisonnement des prêtres qui attendent la déportation. Mais en novembre, nouvelles inquiétudes. On saisit sur Denis Brice, dit Tranche-Montagne les pièces relatives à un prétendu complot royaliste, dont « l'exécution n'a été empêchée que par la mésintelligence de Fortuné Guyon de Rochecotte et Joseph de Puisaye » ; quarante-cinq individus sont arrêtés.

##### Les Mécontents

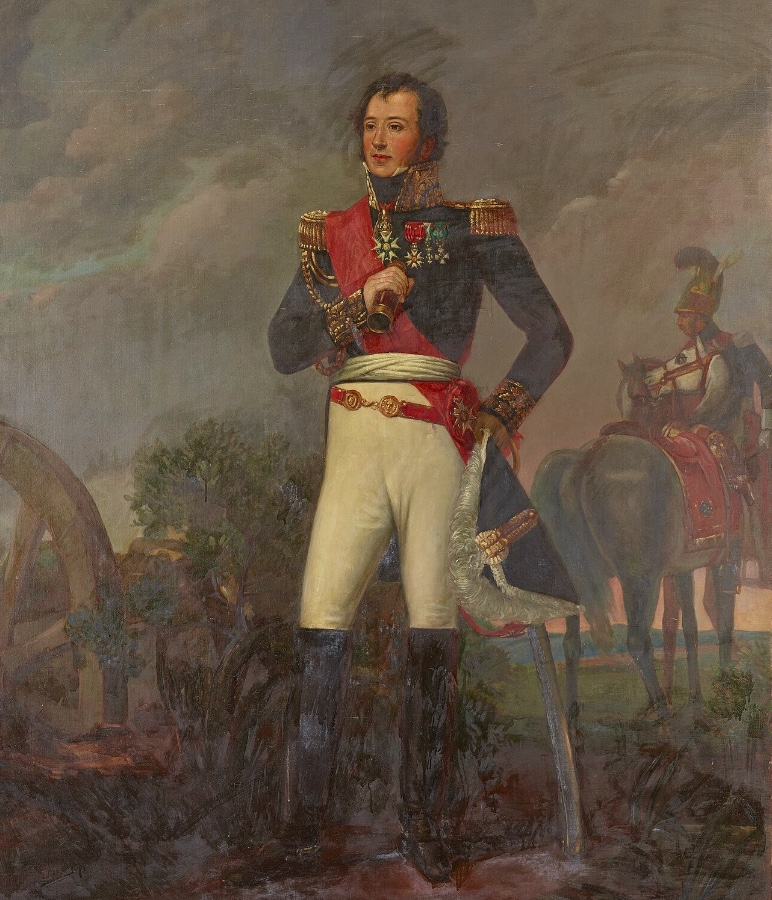
Portrait du Comte de Bourmont peint par Joseph Chabord

C'est seulement après les élections du 10 avril 1798, qui firent entrer au Conseil des Cinq-Cents Abraham Goyet-Dubignon, et à celui du Conseil des Anciens Olivier Provost du Bourion, Jacques-François Bissy et Mathurin Enjubault - Jacques Chartier, de Craon, fut invalidé, - que les Chouans, ou plutôt les Mécontents, commencent à s'organiser en bandes, d'abord sur la lisière des départements de la Sarthe et de l'Ille-et-Vilaine, où l'on demande, le 23 mai, à les faire surveiller par une police secrète, puis dans la Mayenne (lettres du 12 et du 31 août). À la suite des élections du 9 avril 1799, Jean-Baptiste Tellot, dit Tellot fils, François-Jean Lepescheux fils, de Mayenne, Jean-François-Michel Perier, de Lassay, furent nommés administrateurs du département en place de Jean Baptiste Fanneau de Lahorie, député, de François Hubert et de Olivier Provost du Bourion, appelés à d'autres fonctions. François Grosse-Durocher et la faction jacobine les dénoncèrent, mais ils furent soutenus par les députés de la Mayenne. Contre les insurgés, qui commençaient à se montrer en troupes nombreuses, le gouvernement prit d'abord des mesures de police, organisa de nouveau les faux chouans, décréta la loi des otages, laissa les troupes fusiller les prisonniers en simulant des attaques le long des chemins, et remplit les prisons de ce qu'il put saisir « des pères et mères des brigands. »
Les chefs royalistes profitent de cette situation. Louis Auguste Victor de Ghaisne de Bourmont, qui est assisté d'anciens émigrés et qui bénéficie de l'appui de l'Angleterre, organise militairement les campagnes entre la Loire, la Sarthe et la Vilaine, suivant une discipline que n'ont jamais connu les Chouans. Ainsi éclate en 1799, la Guerre des mécontents dont les chefs arbirent des plumes bkancs à leurs chapeaux, dressent des drapeaux blancs, affichent la proclamation du prince de Condé et invitent la population à servir Louis XVIII de France comme roi.
Claude-Augustin de Tercier et Cyrille Jean Joseph Lavolvène, dit Chevalier de la Volvène organisèrent l’insurrection dans la Mayenne. Ils remirent, dit le premier, douze mille hommes, équipés et armés, à Louis Auguste Victor de Ghaisne de Bourmont, nommé commandant en chef de l'Armée catholique et royale du Maine, le 15 août. Des nouvelles inquiétantes arrivent de toutes parts à Laval qui s'alarme,. François-Guillaume d'Halancourt est battu à Bouère ; le 1er octobre, la garnison de Laval est repoussée avec pertes, à Louverné et à la Bataille de la Hennerie, par Louis Auguste Victor de Ghaisne de Bourmont qui se dirige ensuite, par la Flèche, sur le Mans, dont il reste le maître pendant trois jours (15-18 octobre). Si le général Antoine Digonet poursuit alors Jean-Marie Mérille jusqu'à Champgeneteux, Jacques Laurent Gilly, après avoir atteint Louis Auguste Victor de Ghaisne de Bourmont à la suite de la Bataille de Ballée, n’ose pas l'attaquer. Le département était presque dégarni de troupes ; on concentra à Laval, Mayenne, Château-Gontier, Ernée, Gorron, Lassay, Évron, Sainte-Suzanne, Craon, celles qui étaient encore disséminées. Les cantons d'Andouillé, Chailland, Landivy, Saint-Denis-de-Gastines, Courcité, eurent ordre de remettre leurs armes, s'ils ne se sentaient pas capables de résister (9 octobre). On enferma, mais pour vingt-quatre heures seulement, quarante-quatre otages, hommes et femmes, dans l'église de la Trinité de Laval, et l'on demanda d'urgence six mille hommes de troupes. Laval avait toutes ses communications interceptées.
Les partis d'insurgés qui occupaient la Mayenne se renforçaient toujours. À la veille du coup d'État du 18 brumaire An VIII (9 novembre 1799), le département en donnait un état détaillé au général Gabriel de Hédouville qui, de son côté, écrivait aux Consuls.

### Une succession de régimes politiques

#### Consulat et premier Empire (1799-1815)
Le coup d'État du 18 brumaire An VIII (9 novembre 1799) de Napoléon Bonaparte (qui meurt le 18 brumaire selon Pierre Larousse comme général républicain), marque la fin du Directoire et de la Révolution française, et le début du Consulat, soit le retour à une certaine paix civile.

##### Une fin des troubles?
Napoléon Bonaparte choisit de traiter avec les chefs royalistes en adversaires militaires et non en rebelles. Gabriel de Hédouville s'aboucha avec les chefs insurgés par l'intermédiaire de Mme Turpin de Crissé. Pierre Louis Godet de Châtillon, Louis Auguste Victor de Ghaisne de Bourmont, Louis de Frotté, signèrent, le 25 novembre, au Château d'Angrie, une suspension d'armes annoncée à Laval le 30, confirmée à Pouancé le 17 décembre, et notifiée à l'armée d'Angleterre le surlendemain. Après des menaces et une mise en scène, Napoléon Bonaparte promit la liberté de conscience (22 décembre) au général Louis d'Andigné qui était allé le trouver à Paris, puis lança quand même une
proclamation incendiaire contre les départements de l'Ouest (28 décembre).
Officiellement installé le 1er janvier 1800 (11 nivôse an VIII), le Consulat, c'est « la fin de la république représentative et libérale que la bourgeoisie thermidorienne avait voulu établir. La crainte des forces populaires conduisait à la monarchie césarienne. »
Le 10 janvier, à Candé, agent volontaire ou officieux de Bonaparte, Étienne-Alexandre Bernier détacha de leurs collègues les chefs de la rive gauche et leur fit signer, le 18, à Montfaucon, un acte de pacification. L'armistice expirait le 22 janvier. À cette date, Louis Auguste Victor de Ghaisne de Bourmont, qui était à Meslay, demanda par lettre au général Gabriel de Hédouville les conditions adoucies qui avaient permis aux chefs vendéens, à Charles Marie de Beaumont d'Autichamp et à Pierre Louis Godet de Châtillon, de signer la paix, et promit de ne faire aucun acte d'hostilité en attendant sa réponse, ce qui permit à Louis François Jean Chabot de l'attaquer sans danger le lendemain. Il se soumit à Angers, le 4 février, et «travailla sans relâche, mais avec beaucoup de ménagements » au désarmement que les chefs bretons acceptèrent en même temps. Toutefois Châteauneuf et quelques partis isolés tenaient toujours dans le nord de la Mayenne, en communication avec Louis de Frotté, dont quelques troupes, même après la reddition (15 février) et l'exécution de Louis de Frotté (18 février), occupaient encore les cantons d'Ambrières, Oisseau, Chantrigné, Couptrain, Pré-en-Pail, le 27 février 1800.
Mais des habitués de la vie aventureuse n'en continuent pas moins pendant des années à dévaliser les voitures publiques, à se livrer aux pillages et aux assassinats isolés. Ils reçoivent , à partir de 1808, l'appui des réfractaires que dirige François Morin, de Voutré. L'esprit Chouan distinct de l'esprit royaliste, persiste encore.

##### Le meilleur gendarme: la religion
La pacification se fit sous la double promesse de la liberté des consciences et d'une amnistie complète après la remise des armes. Davantage que l'action militaire, c'est la pacification religieuse qui dispense le régime de Napoléon Bonaparte de graves inquiétudes à propos de la Mayenne. Les prêtres exilés rentrent en grand nombre en prêtant le serment de fidélité à la
Constitution, conseillé par les vicaires généraux.
Le premier diocèse de Laval ayant été mis en place par la constitution civile du clergé, dans le cadre de l’église constitutionnelle, n'était pas reconnu par Rome et aura eu une existence éphémère puisqu'il sera supprimé par le concordat de 1801. L'évêque concordataire du Mans Johann Michael Josef von Pidoll, un aristocrate rhénan, dont dépend désormais la Mayenne, nomme le plus souvent possible à la tête des paroisses rurales d'anciens réfractaires qui se servent de l'influence de leur ministère pour faire aimer le gouvernement. Le rétablissement du culte réintroduit de la régularité et de la civilité dans les relations sociales. Il fait une entrée officielle et solennelle à Laval, le 17 août 1802, reçoit séparément les prêtres orthodoxes, puis les assermentés, qui souscrivent un formulaire catholique. Les curés, dont la plupart sont déjà rentrés dans leurs églises, sont canoniquement installés après avoir prêté de nouveau serment entre les mains du préfet, le 11 mai 1803 à Laval, le 17 à Mayenne, le 18 à Ernée, le 25 à Château-Gontier.
Si les ex-jureurs et les ex-insermentés finissent par se tolérer et s'entendre, le Concordat se heurte à un certain nombre de catholiques irréductibles la Petite Église, qu'anime au nord de la Mayenne, Jean-Pierre Fleury, ancien curé de Vieuvy, et aussi dans le reste du département : Grangeard, Étienne Mérille, Jean Ménard, Mériel-Bucy, Blanchard, Vinson, Roger, Gasselin du Verger, Le Quien de la Neufville. Ils reprochent à Pie VII la signature de ce concordat.

##### La prise en main par l'administration
C'est seulement sous le Consulat et l'Empire qu'une administration solide est mise en place en Mayenne. Le département s'organise à nouveau avec ses députés choisis par le Sénat conservateur le 25 décembre 1799. La loi du 28 pluviôse an VIII (19 février 1800) porte sur l'administration locale. Le point le plus important de cette loi est la création des préfets. Elle conserve les départements hérités de la Révolution mais elle en redessine les divisions internes. Les districts deviennent des arrondissements, la commune est définie et le canton créé. À chaque niveau on trouve un fonctionnaire public (nommé) ainsi qu'une assemblée consultative (élue). Nicolas François Harmand d'Abancourt, premier préfet de la Mayenne, prend ses fonctions le 1er avril 1800. Les sept districts du département sont remplacés par trois arrondissements : Mayenne, Laval, et Château-Gontier. Le conseil général de la Mayenne, formé par le Premier Consul, le 21 mai, est composé d'éléments bigarrés : Jean Guitet aîné, président du tribunal de commerce, d'Aubert, Tellot fils, Lefebvre d'Argencé, etc.
Le préfet, par sa modération, par la sagesse de ses rapports aux ministres, contribue largement au rétablissement de la paix dans les campagnes, en écoutant les conseils de l'ancien constituant Michel-René Maupetit. Il réussit presque partout à constituer des municipalités respectées, en y intégrant les principaux propriétaires, y compris les aristocrates. Le département vota pour le Consulat à vie (2 599 voix), pour l'Empire (14 752 voix). Il offrit une corvette, la Mayenne, pour la descente projetée en Angleterre et choisit constamment des candidats amis du pouvoir.
Le 19 juin, le 17 juillet, le 5 août, le 28 septembre 1813, les familles nobles et bourgeoises envoyèrent leurs fils pour le recrutement des quatre régiments de la garde d'honneur. Selon le docteur Jean-Baptiste-Denis Bucquet, l'installation de fonctionnaires étrangers à la Mayenne, le retour des proscrits et des émigrés, en un mot l'ouverture du pays sur l'extérieur entraînent un rapide changement de mœurs.

##### L'esprit Chouan
Pourtant, dès 1804, les réfractaires avaient reparu. Napoléon, rompant avec ses promesses concernant la conscription, ranime les braises de la révolte : François Morin, de Voutré, se met à leur tête en 1808. Au mois de mai suivant, six cent trente-six jeunes gens se rendent, d'autres sont l'objet de punitions sévères. Le 25 mai 1811, cinq colonnes partent de Laval, sous le commandement du général Colbert et s'établissent en garnison dans les communes des cantons de Bais, Évron, Sillé. Une nouvelle expédition du général Henry et du colonel Cavalier, a lieu, en 1813, suivie de l'institution d'un tribunal militaire à Sillé, de condamnations à mort, de mesures de police : espionnage, appel à la délation, loi des otages. Les populations se montraient généralement sympathiques aux réfractaires. Leur tactique consistait à se transporter rapidement d'un point à un autre ; mais leur centre habituel était dans l'est du département. Par contre, en 1814, pas un seul conscrit ne se présenta dans les cantons de Cossé et de Saint-Aignan.

##### La fin du Premier Empire
Le rétablissement des Bourbons, connu à Laval le 8 avril 1814, annoncé officiellement le 16, causa une explosion de joie, et fut suivi de la Déclaration de Saint-Ouen, assurant le maintien du gouvernement représentatif et libéral, publiée le 7 mai.
À la nouvelle du débarquement de Napoléon à Golfe-Juan, le 18 mars 1815, le préfet de la Mayenne, Armand Constant de Marnière de Guer, appelle les Mayennais aux armes ; mais il est remplacé le 22 par Paul Étienne de Villiers du Terrage, qui publie, le 18 avril, le décret impérial organisant la garde nationale : huit bataillons dans l'arrondissement de Château-Gontier, quatorze dans celui de Laval, vingt dans celui de Mayenne. Michel-René Maupetit, Louis-Jean-Nicolas-Charles Foucher, procureur impérial à Laval, Étienne Boudet, maire de Laval, Jacques Bernier, Michel Chevallier et François-Jean Lepescheux, sont élus pour la Chambre des représentants le 11 mai.
Le préfet Paul Étienne de Villiers du Terrage, malgré ses proclamations (20 mai, 14 juin), ne peut empêcher les soulèvements locaux et, quand la Seconde abdication de Napoléon Ier est de nouveau connue, Jacques-Ambroise Duchemin de Villiers, chargé de l'intérim préfectoral, ne parvient pas à empêcher une collision. Jean Bezier, dit Moustache se fait tuer, le 10 juillet, sur la route de Cossé, dans un conflit avec la troupe de ligne ; Sainte-Suzanne ferme ses portes à la division de Camille de Pontfarcy le 10 et les ouvre le 13 juillet. Le 14, armée et garde nationale prennent la cocarde blanche ; le 24, le colonel Joseph de Berset annonce que les royalistes entreront en armes à Laval, Mayenne et Château-Gontier.

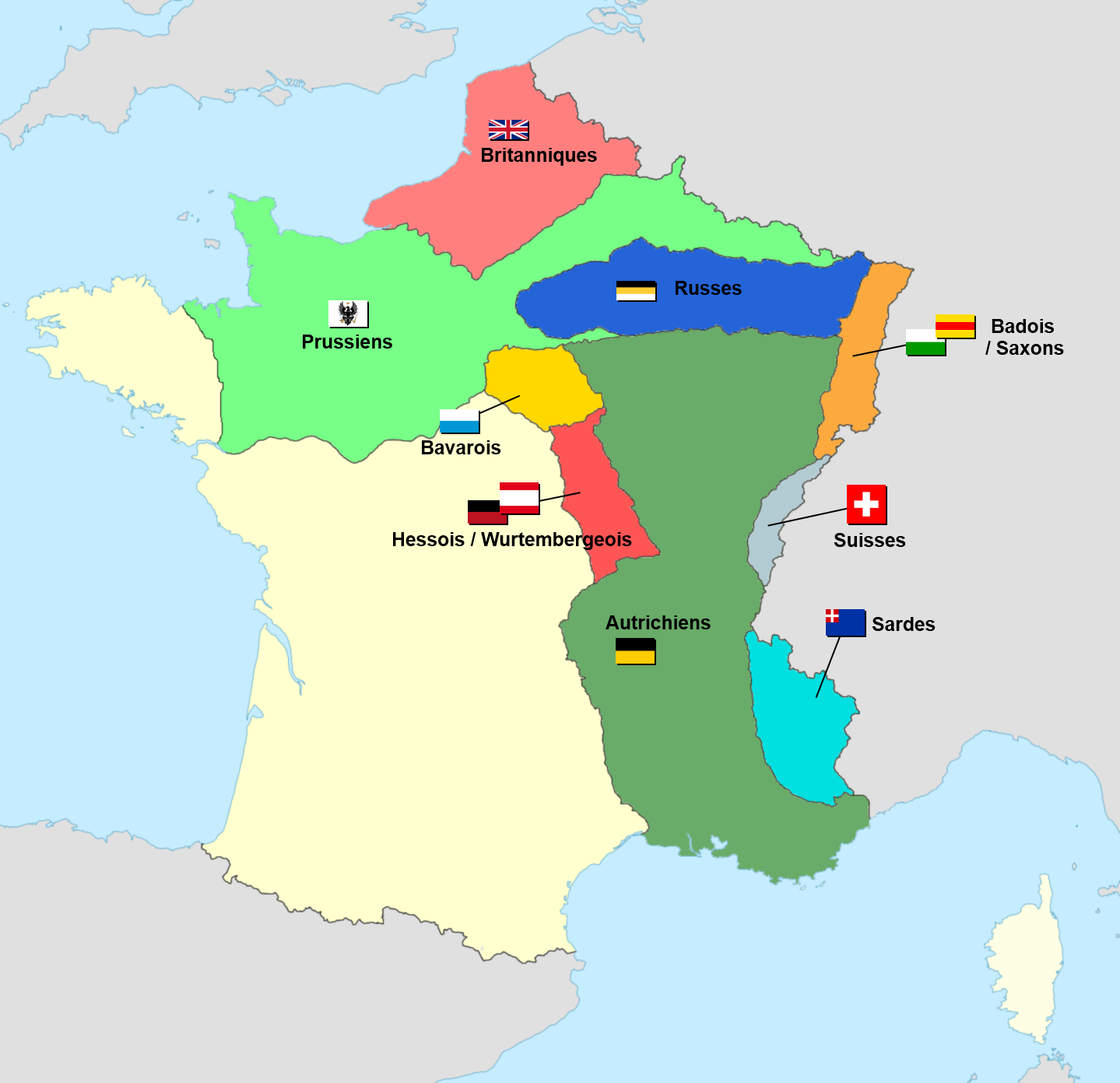
Zone d'occupation de la France de juin 1815 à novembre 1818.

Le second traité de Paris aggrava singulièrement les conditions faites par les alliés. La Mayenne est occupée, et doit une charge de cinq centimes additionnels, et 1 100 000 francs pour sa part de la contribution de guerre.

##### Une économie brisée
Tandis que les grands négocients renoncent à réparer les désastres commerciaux de la période révolutionnaire, et préfèrent acheter des terres, quelques hommes nouveaux tentent une relance de l'industrie textile avec des méthodes nouvelles comme Pierre Horem en 1806 à l'origine des Toiles de Mayenne, à Fontaine-Daniel. Mais tout cela reste trop modeste ou trop archaïque pour compenser l'effondrement de la manufacture de lin. Petit à petit, le textile s'enfonce dans la crise économique. À la meilleure époque de l'Empire, la concurrence des toiles de Suisse et de Silésie anhile les efforts faits en direction de l'Allemagne et de l'Italie. La culture du lin a été progressivement abandonnée, au profit du coton importé. La première filature de coton est créée en 1812. Ce déclin explique pourquoi plusieurs familles à l'image de la famille Bougrain-Dubourg quittent cette industrie.
Par contre, quelques améliorations sont discernables. Au sud du département, l'usage de la chaux comme amendement augmente le produit des récoltes, mais il est vrai que la déforestation qu'entraîne sa fabrication freine les initiatives jusqu'à ce que Louis Joachim de Boisjourdan installe en 1806 le premier fourneau sans fin. La chaux, dont l'existence est signalée à la Cropte en 1377, à Saint-Ouen-des-Toits en 1408, à Saulges en 1481, à Saint-Georges-le-Fléchard en 1516, au Bourgneuf-la-Forêt en 1531, prit aux siècles suivants une extension lente jusqu'au début du XIXe siècle pour une industrialisation. Le chaulage améliore les rendements, permet la culture du tèfle et les défrichements, ce qui provoque de légers progrès dans l'élevage. Cependant, c'est encore loin d'être suffisant pour mettre le département à l'abri des crises frumentaires, comme en 1812.

## Une contre-société (1815-1880)

### Restauration et Monarchie Constitutionnelle (1815-1848)
La Seconde Restauration ouvre alors une ère de vie politique sans éclat. En 1815, seuls quelques modestes bourgaillers, les forgerons et les rares paysans convaincus de la responsabilité des nobles et des prêtres dans leur misère forment la clientèle étriquée de ce qui reste du parti révolutionnaire. L'immense majorité est royaliste avec des nuances importantes : Revanche et réaction pour les uns, effort de compromis entre deux mondes pour d'autres. La Restauration devient vite signe de division. C'est alors que se fige et pour longtemps , le parti des blancs (les royalistes), et celui des bleus (les constitutionnels et les libéraux) qui se réunissent dans des cercles rivaux, et se disputent les élections.
En 1815, la Mayenne envoie aux élections législatives françaises d'août 1815 quatre députés à la Chambre introuvable: Jean-Armand de Hercé, Léon Leclerc, Charles Gaspard Élisabeth Joseph de Bailly, Étienne Thomas Déan, maire de Château-Gontier, tous quatre ultra-royalistes. En 1816, cette Chambre est dissoute et la Mayenne nomme lors des élections législatives françaises de 1816 : Prosper Delauney, et César Chevalier-Malibert et le 25 septembre 1817, Constant Paillard-Ducléré. C'était la rentrée au pouvoir du parti « libéral », qui renouvela son succès le 11 septembre 1819. Le cens électoral pourtant restrictif, ne peut pas empêcher la désignation de députés constiturionnels
Le parti libéral put dès lors compter sur sa victoire définitive, malgré le retour momentané des ultra-royalistes à la suite de l'Assassinat de Charles-Ferdinand d'Artois, et les manifestations qui marquèrent le baptême d'Henri d'Artois, le passage du premier régiment de la garde royale revenant de l'expédition d'Espagne (15 novembre 1823), et surtout la visite de Marie-Thérèse de France, duchesse d'Angoulême (16 septembre 1827). C'est seulement la loi du double vote qui permet à partir des élections législatives françaises de 1820, l'élection de quelques ultras puisqu'un collège de département, limité au quart le plus imposé, c'est-à-dire aux grands propriétaires, choisit ses propres députés, ajoutés à ceux des collèges d'arrondissement. Le cens électoral pourtant restrictif, ne peut pas empêcher la désignation de députés constiturionnels. Dès 1828, lorsque Marie-Thérèse de Savoie désigne au cours de son voyage dans l'Ouest Camille de Farcy pour commander la Mayenne, en cas de besoin, les blancs savent la partie perdue. Les ordonnances de Charles X ne permettent pas le redressement attendu en 1830. Jusq'aux environs de 1844, le jeu politique est au mains des orléanistes. Ils enlèvent tous les sièges de député grâce à l'abaissement du cens.
La nouvelle des « Trois Glorieuses », arrive à Laval le 31 juillet, légitimistes et libéraux s'engagèrent à ne pas prendre les armes et à maintenir l'ordre. On revit le drapeau tricolore et la garde nationale, le 3 août. Proclamée le 9 août 1830, la monarchie de Juillet (1830-1848) succède en France à la Restauration. Louis-Philippe, devenu roi des Français. Le tribunal civil démissionna le 12, puis les visites domiciliaires commencèrent.

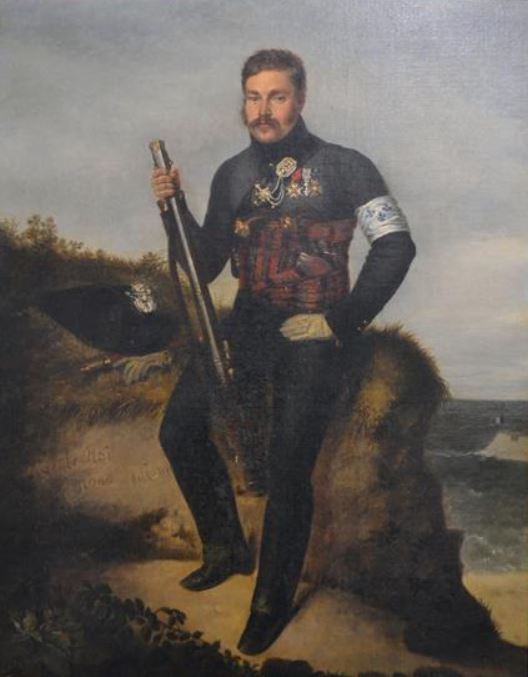
Officier royaliste, huile sur toile anonyme, XIXe siècle.

La Mayenne a été touchée à partir d'avril 1832 par le deuxième pandémie de choléra ; c'est surtout le nord du département qui a été affecté.
Précédée par de nombreux cas d'insoumission à Meslay, Saint-Loup, Bouessay, Saint-Denis-d'Anjou, la Guerre de Vendée et Chouannerie de 1832 éclata, le 24 mai 1832, dans la même région, sous le commandement de Pierre Gaullier, fils de Marin-Pierre Gaullier, eut son principal affrontement lors du Combat de Chanay, se propagea dans l'arrondissement de Laval avec Camille de Farcy, un des commandants de l'Armée catholique et royale. La Chouannerie de 1832 est mal coordonnée et échoue. Les chefs se retirèrent en Angleterre et en Hollande. Le département fut mis en état de siège, mais il n'y eut aucune exécution capitale. Les routes stratégiques, « désespoir de la Chouannerie », dit le préfet, furent commencées avec le concours de l'armée.
Après les élections législatives françaises de 1837, et celles d'un Conseil départemental qui se signala par des propositions « anticléricales », la Mayenne eut à se préoccuper de la crise ouvrière et commerciale provoquée par la rupture des relations avec l'Espagne et l'Amérique. Louis d'Orléans, duc de Nemours en reçut les doléances à son passage à Laval (10 septembre 1843).
La crise devint plus aiguë encore en 1847, c'est le Krach de 1847 ; les carabiniers du Mans furent appelés ; il y eut de nombreuses émeutes contre les blatiers qu'on accusait d'accaparer le grain et d'affamer le peuple. La Cour d'assises, dans la session du 2 avril 1847, avait douze affaires de cette nature à juger. C'était le prélude d'une nouvelle révolution.
En 1848, le régime de la monarchie de Juillet est usé et le mécontentement populaire est latent du fait des conditions économiques. Du 22 au 25 février 1848, sous l'impulsion des libéraux et des républicains, le peuple de Paris, à la suite d'une fusillade, se soulève à nouveau et parvient à prendre le contrôle de la capitale. Louis-Philippe, refusant de faire tirer sur les Parisiens, est donc contraint d'abdiquer en faveur de son petit-fils, Philippe d'Orléans, le 24 février 1848.

### IIeRépublique et Second Empire (1848-1870)

#### IIeRépublique
La République est proclamée à Laval le 27 février 1848, sans incidents, mais avec l'accompagnement de plantation d'arbres de la liberté, bénits cette fois par le clergé, et l'organisation d'une garde nationale, ordonnée par Louis Bigot, commissaire de la République dans la Mayenne (5 mars). Aux Élections législatives françaises de 1848, plusieurs noms nouveaux parurent à côté de ceux déjà connus : Émile Jamet, Charles Goyet-Dubignon, Jules Roussel, Jules Bernard-Dutreil. Louis Marie de Lahaye de Cormenin opta pour la Sarthe, et après lui Adolphe Thiers pour la Seine-Inférieure, remplacé par François Adolphe Chambolle, qui ne l'emporta que de 39 voix sur Michel Georges de La Broise.
Quelques troubles suivirent, échos de ceux des journées de Juin à Paris ; un Te Deum à l'église Saint-Vénérand de Laval fêta la proclamation de la Constitution française du 4 novembre 1848, le 19 novembre. À l'élection présidentielle du 10 décembre, la Mayenne donne 57 873 voix à Louis-Napoléon Bonaparte contre 17 022 voix à Eugène Cavaignac.

#### Le légitimisme populaire
À la fin de la Monarchie de Juillet, l'aristocratie foncière croit possible de reconquérir le pouvoir en s'appuyant sur les paysans dont elle a retrouvé le contact par la révolution agricole. Les partisans du comte de Chambord apparaissent comme les sauveurs de la campagne, tandis que la bourgeoisie libérale doit d'abord faire oublier son âpreté au gain et à sa réputation d'exploiteur méprisant des basses classes. Concrètement, cela se traduit d'abord par le lancement d'un journal dirigé par Charles-François-Xavier Müller. L'avènement du suffrage universel offre aux légitimistes l'occassion de prouver leur influence. Aux élections législatives françaises de 1849, sept députés légitimistes, membres du Parti de l'Ordre et deux constitutionnels, membres des républicains modérés sont élus. Mais l'échec en 1850, des deux stratégies d'ailleurs rivales qui ont été élaborées par les blancs, à savoir la fusion monarchique et l'appel au peuple, puis le coup d'État du 2 décembre 1851 de Napoléon III condamnent l'aristocratie mayennaise à s'isoler de nouveau dans sa tour d'ivoire jusqu'en 1870.

#### L'émergence desrouges
Des éléments alternatifs comme Henri Gandais (médecin) ou encore Jean-Julien Godard-Beauchêne (apothicaire) plus proches du radical-socialisme apparaissent en encadrant des ouvriers, c'est l'émergence d'un mouvement populaire balbutiant, encouragé par les premières grèves dans les Mines de charbon de La Bazouge-de-Chemeré en 1850 détenues par Henri de La Rochelambert. Henri Gandais est maire de Mayenne républicain en 1848. Il le redevient en 1870.

#### Second Empire
Après le coup d'État du 2 décembre 1851 de Napoléon III, la Mayenne ne fait pas opposition dans sa grande majorité. Néanmoins, dans le département environ dix-huit opposants sont arrêtés, sont internée et déportées, par exemple en Algérie comme Léon Goupy. Lors du plébiscite du 20 décembre 1851, la Mayenne accepte le fait accompli et rallie Louis Napoléon Bonaparte avec 75 400 « oui » sur 789 996 votants[à vérifier]
Les valeurs conservatrices prônées par le nouveau chef de l'État, l'attention particulière apportée par ce dernier au développement de l'agriculture assurent la popularité du régime. Les candidats officiels réussirent aux élections législatives françaises de 1852. Le diocèse de Laval fut érigé par bulle de Pie IX, le 30 juin 1855. Le Second Empire s'attacha une majorité d'électeurs mayennais, qui se retrouva encore compacte au plébiscite du 8 mai 1870, à la veille de la guerre franco-allemande de 1870 (75 768 voix contre 5 536).

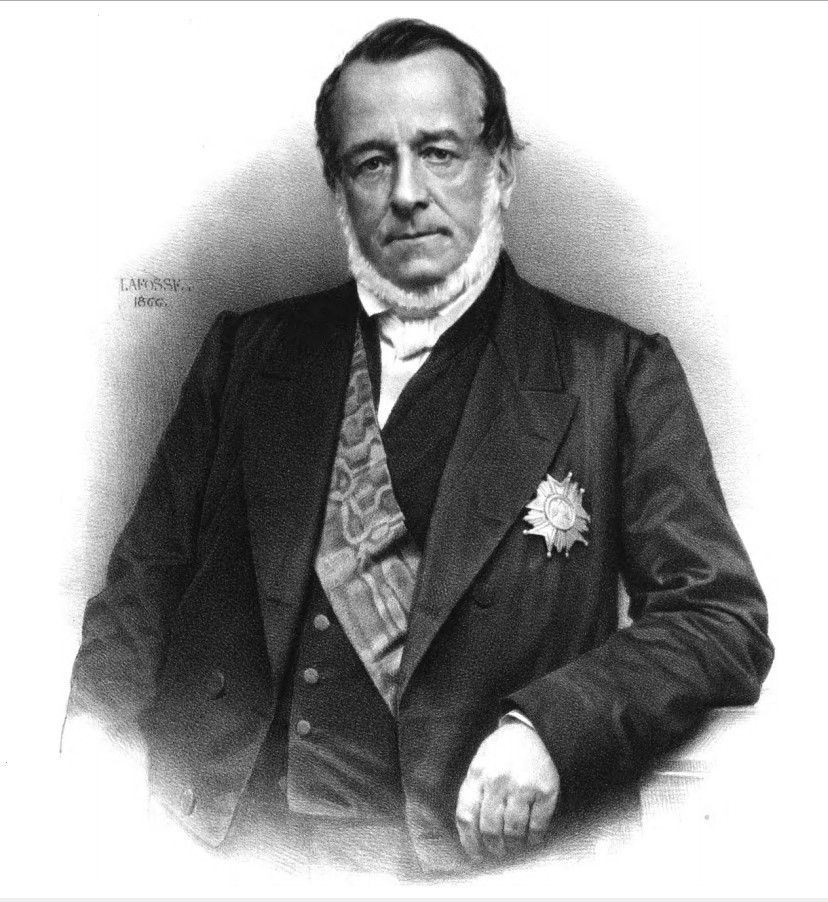
Paul Boudet, ancien député de la Mayenne, ministre de l'intérieur (1863-1865).

Le 23 juin 1863, Paul Boudet, ancien député de la Mayenne devient ministre de l'intérieur.

#### Guerre franco-allemande de 1870
La guerre franco-allemande de 1870 qui oppose les Français au royaume de Prusse. Le sort de la France se joue pour partie dans la Mayenne où plusieurs batailles se déroulent.
Le 19 juillet 1870, l’Empire français déclare la guerre au royaume de Prusse. L'empire s'effondrait à la bataille de Sedan le 4 septembre suivant, et, le 11 du même mois, le Gouvernement de la Défense nationale nomme le préfet Eugène Delattre qui trouva en face de lui un Conseil général, établi en permanence. L'installation de ce dernier se fait avec la caution effective de Léon Goupy et d'Étienne Duboys Fresney, parlementaire républicain. L'autorité en place adhère au Gouvernement de la Défense nationale, présidé par Louis Trochu.
Henri Allain-Targé, préfet de Maine-et-Loire, vint aussi le 6 octobre, muni de pleins pouvoirs, organiser à Laval la défense nationale. 

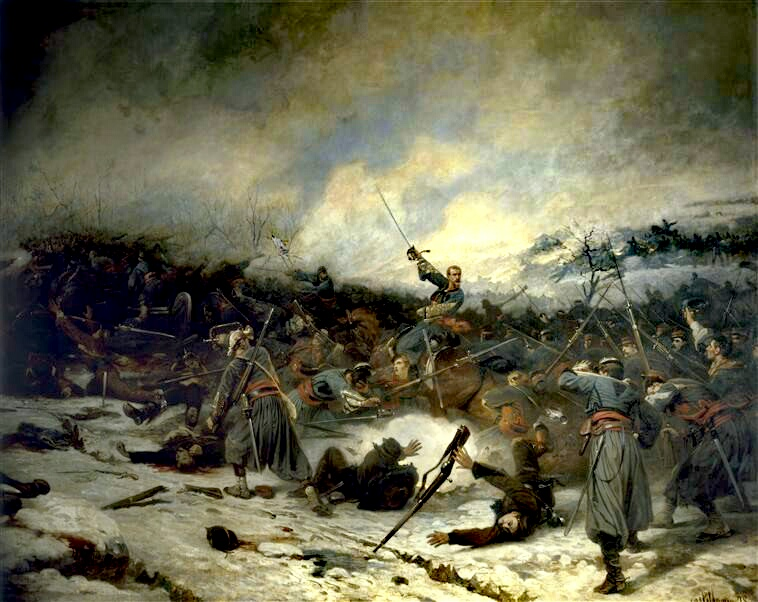
La bataille de Loigny, tableau de Charles Castellani.

Mais dès la publication du décret du 8 septembre, le département avait levé trois bataillons de quatre cents hommes qui constituèrent le 66e régiment de garde mobile, commandé par le colonel Brunet de la Charie. Les Mayennais firent vaillamment leur devoir le 2 décembre à la Bataille de Loigny, le 31 décembre à la Tuilerie dans la forêt de Vendôme, le 15 janvier à la bataille de Saint-Jean-sur-Erve. Le 13 novembre 1870, le préfet Delattre appelle au concours des ouvriers pour grossir les effectifs de l'armée française : Le Préfet de la Mayenne aux ouvriers de Laval, qu'il invite à se rendre à Conlie. La misère va devenir lourde, les Prussiens ont dévoré un quart de la France. Heureux, ceux qui peuvent travailler ! Plus heureux ceux qui peuvent combattre...".

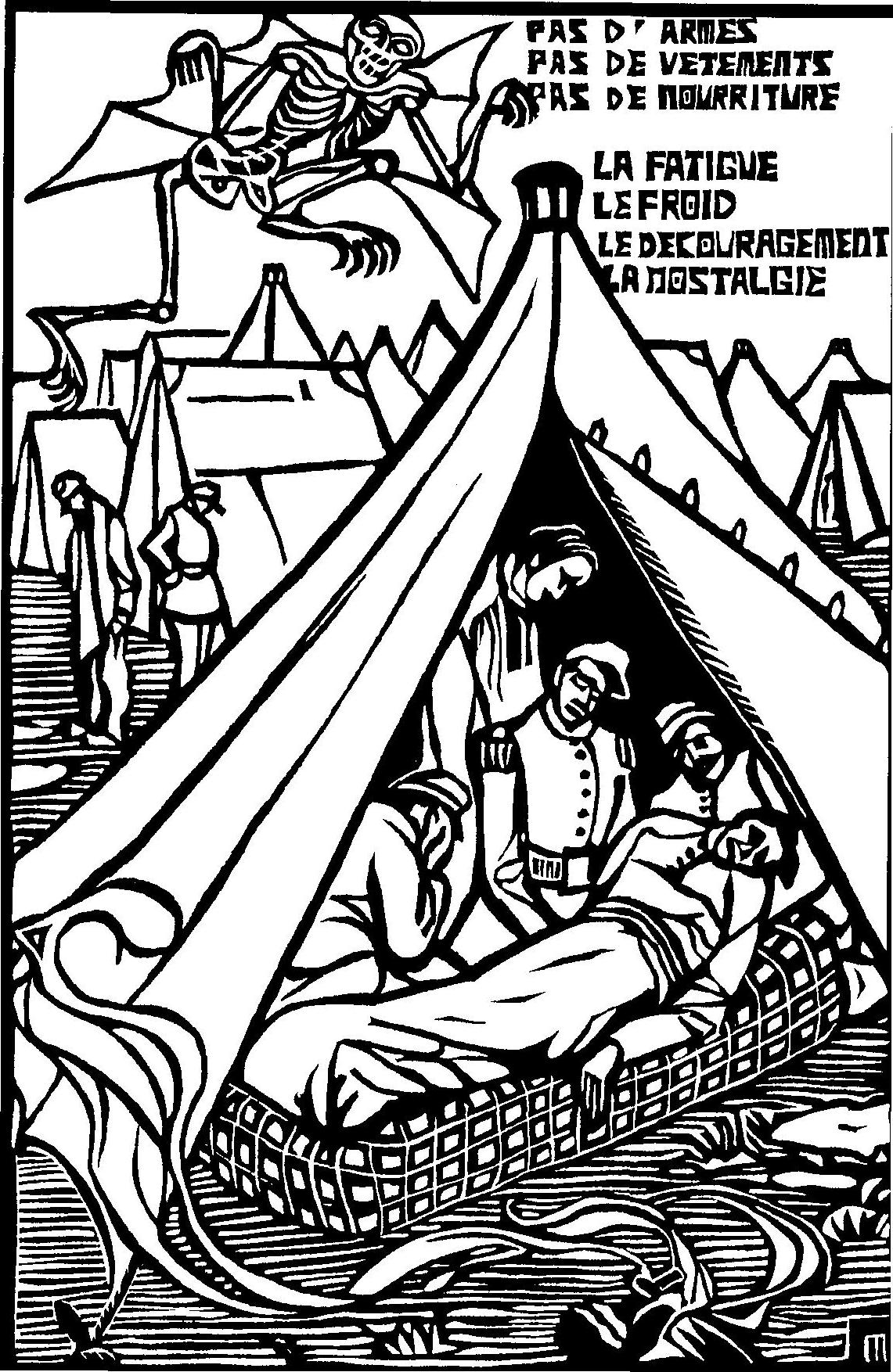
Gravure de Jeanne Malivel sur le Camp de Conlie, illustrant L'Histoire de notre Bretagne de Jeanne Coroller-Danio en 1922.

Un 5e bataillon, organisé à Laval le 16 novembre, est incorporé à l'Armée de Bretagne, faisant partie de l'armée de la Loire. Ce bataillon conduit le 7 janvier au plateau d'Auvours pour les travaux des tranchées, assista à la Bataille du Mans, les 10, 11 et 12 du même mois.
Enfin un bataillon de mobilisés, sous les ordres du commandant Bournel, parut aux affaires de Beaumont, Alençon, Gesvres.
La bataille du Mans est une défaite importante pour l'armée française. En 1871, une commission d'enquête est créée dont le rapport, accablant pour celle-là, est rédigé par l’historien breton Arthur de La Borderie.
C'est à la suite de la Bataille du Mans, et après qu'un train de blessés eut été tamponné le 14 janvier, à trois heures du matin, entre Louverné et Laval, que le 14 et le 15 l'armée de la Loire arriva en déroute à Laval et à Mayenne. Seuls les volontaires de l'Ouest entrèrent dans cette dernière ville, drapeau en tête et clairon sonnant. Le général Alfred Chanzy braqua son artillerie sur les hauteurs de la rive gauche de la Mayenne au-dessus de Laval, quoiqu'on l'eût prié d'épargner à la ville un bombardement désastreux. Mais l'ennemi, qui avait éprouvé une sérieuse résistance à Saint-Jean-sur-Erve, ne poussa vers Laval que des forces peu considérables, et après un combat d'artillerie à Barbé, se replia sur la Chapelle-Rainsouin, Bazougers, Meslay, avec avant-postes sur la rive gauche de la Jouanne, en face des Français qui occupaient la rive droite. Depuis le 17 janvier, le 16e corps d'armée était à Laval, le 17e corps d'armée à Saint-Germain-d'Anxure, le 21e corps d'armée à Mavenne, commandés par Jean Bernard Jauréguiberry, de Colomb, Benjamin Jaurès.
Pendant l'armistice, connu le 19, déclaré le 28 janvier 1871, les Allemands se retirèrent de la Mayenne. La zone neutre comprit 10 kilomètres sur la Mayenne et autant dans la Sarthe. Les élections législatives françaises de 1871 dans la Mayenne donnèrent une majorité écrasante aux conservateurs (62 000 voix) sur les républicains (16 000 voix). Depuis le 12 février, il ne restait plus sur la Mayenne que le 17e corps d'armée, avec Auguste Gougeard à Couptrain, Athanase de Charette de La Contrie à Mayenne, Henri de Cathelineau à Château-Gontier, et le général en chef de Colomb à Laval.
Le 20 mars 1871, après la mise en place du Gouvernement de Versailles, Victor Ferdinand Guillaume de Bassoncourt est nommé préfet de la Mayenne en remplacement de Delattre.
Edmond-Alfred Goupy, né le (6 avril 1838, Mayenne) était un médecin français, connu pour avoir mis au point l'uroscopie. il est arrêté à Mayenne le 7 décembre 1871 en raison de ses activités sous la Commune. Il est aussi présenté comme l'inventeur du kiosque-signal de circulation, ancêtre des feux tricolores

#### Modernisation de l'économie

##### Progrès de l'agriculture
L'agriculture est favorisée par des méthodes agronomiques en progrès et l'utilisation d'un matériel plus performant. L'agriculture, diversifiée dans le système de polyculture-élevage devient la principale industrie du département. Alors que la lande tend à disparaître, la jachère tend à reculer un peu partout, avec un bondissement des surfaces de blé. La consommation d'engrais et du chaulage conjuguée avec la généralisation de l'emploi des machines accroît de façon significative la productivité. Cette hausse des rendements a malgré tout son revers : la mécanisation, supplantant l'énergie humaine, conduit à un exode rural qui dépeuple partiellement les campagnes. Les surfaces destinées à l'élevage se transforment au profit des prairies artificielles. La culture du lin disparaît totalement.

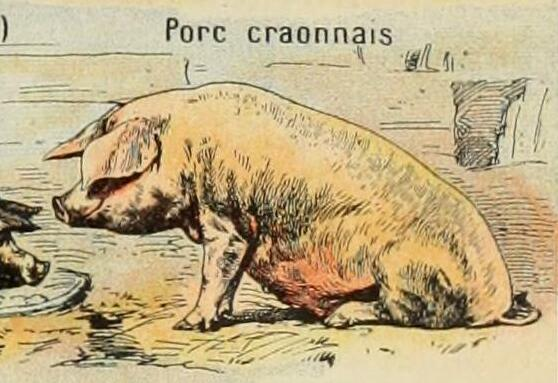
Porc craonnais : cette race était répandue dans toute la région de l'ouest, mais principalement dans la Mayenne, la Sarthe et la partie Est d'Ille-et-Vilaine,. Illustration d'Adolphe Millot.

Le porc craonnais est alors la race porcine la plus répandue dans la région. Disparue désormais, elle a donné avec la race normande, le porc blanc de l'Ouest. L'élevage bovin connaît un remarquable essor : les races locales rustiques de bovins croisé avec des taureaux de race Durham donnent naissance à la Rouge des prés. Les petits chevaux, dont on parle dans tous les mémoires du XVIIe siècle et du XVIIIe siècle, ont été remplacés depuis longtemps et l'on tâche à cette époque de maintenir dans le pays la race percheronne de volume moyen. Ce changement s'est manifesté d'abord dans l'arrondissement de Château-Gontier et spécialement dans le Craonnais, via les grands propriétaires, dont les conquêtes ont été propagées, maintenues, assurées par les comices agricoles qui, là aussi, ont inauguré d'abord leurs exhibitions, leurs concours, leurs foires, donnant l'exemple au reste du département.

##### Évolution des moyens de transport
La métamorphose des moyens de transport va avoir des conséquences profondes sur la vie économique. Les routes qui étaient dans un état déplorable au moment de la Révolution vont être rénovées. Sous la monarchie de Juillet, des routes stratégiques sont construites dans un souci de sécurité après la Chouannerie de 1832. Le réseau routier départemental est avancé. Les chemins vicinaux sont améliorés après la loi de 1836 (loi dite de Thiers-Montalivet).
Les transports routiers de marchandises prennent ainsi de l'ampleur, mais vont bientôt devoir faire face à la redoutable concurrence du chemin de fer. Après plusieurs années d'études et travaux, la ligne Paris-Rennes est inaugurée en mai 1857. La gare de Laval est mise en service en 1855. Au cours de la deuxième moitié du XIXe siècle, plusieurs lignes sont construites avec le développement de la Compagnie des chemins de fer de l'Ouest à partir de la gare de Laval, comme celles reliant la ville à Mayenne en 1866 puis Caen, à Gennes-sur-Glaize-Longuefuye, à Pouancé, etc., et de la gare de Mayenne.
On espère beaucoup de la canalisation de la Mayenne, équipée de barrages éclusés jusqu'en amont de Mayene entre 1846 et 1849, mais on renonce à la jonction avec la Vire quand tous les espoirs se portent sur la voie ferrée. Il en est de même avec l'abandon du Canal Mayenne-Vilaine pour la jonction avec la Vilaine. La batellerie de Loire qui avait assuré le succès du commerce lavallois sous l'Ancien Régime vit ses derniers beaux jours. Des efforts de modernisation tentent cependant de donner une nouvelle vie à la navigation fluviale. Un service régulier de bateaux à vapeur entre Laval et Château-Gontier est ainsi actif tout au long de la seconde moitié du XIXe siècle.

##### Évolution des activités industrielles

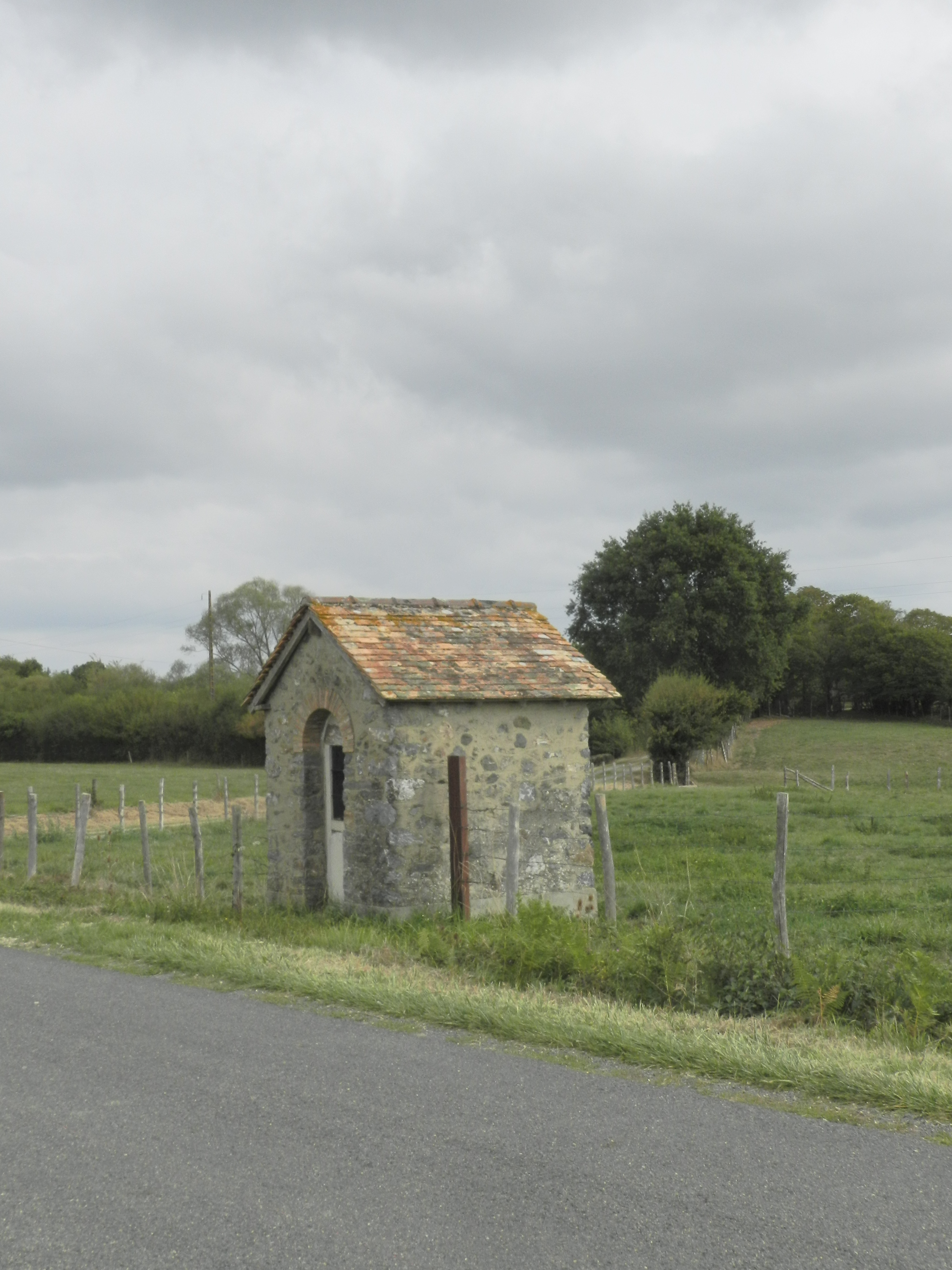
Chapelle des mineurs à La Bazouge-de-Chemeré.

Avec des ressources dans le sous-sol, la Mayenne prend partiellement le virage de la révolution industrielle, fondée sur le charbon et le fer, puis la fonte et l'acier, mais depuis le XVIIIe siècle, elle bénéficie d'une industrialisation limitée aux industries favorisant l'agriculture majoritairement, et qui connaît toutefois au début du XIXe siècle la stagnation voire le déclin de l'industrie textile et de l'industrie de la métallurgie. Ainsi la Mayenne voit chuter régulièrement le nombre des manufactures textiles basées sur l'exploitation du lin. La révolution industrielle, avec la mécanisation des métiers à tisser, ainsi que le traité de commerce signé en 1860 marque la baisse d'activité des industries textiles et le déclin de cette activité. À la fin du XIXe siècle, l'industrie mayennaise a trouvé sa voie dans la fabrication de coutil, une sorte de toile lisse, croisée et serrée, pour les vêtements, avec les apports de Louis Bretonnière et Victor Boissel.
Dans l'industrie de la métallurgie, les Forges produisaient en 1840, 3 972 460 kg de fer ou de fonte, d'une valeur de 1 091 292 francs, et occupaient 1 516 ouvriers. Après le traité de libre-échange Cobden-Chevalier (1860), l'industrie périclita, les trois forges du Port-Brillet, d'Orthe et de Moncor restèrent cependant en activité et produisirent encore 23 915 quintaux en 1872. Les forges de Moncor furent abandonnées en 1875, Orthe en 1877, et le Port-Brillet, resté seul, vit sa production diminuer annuellement jusqu'en 1882. Les forges d'Aron devinrent en 1846 filatures de chanvre et retorderie de coton.

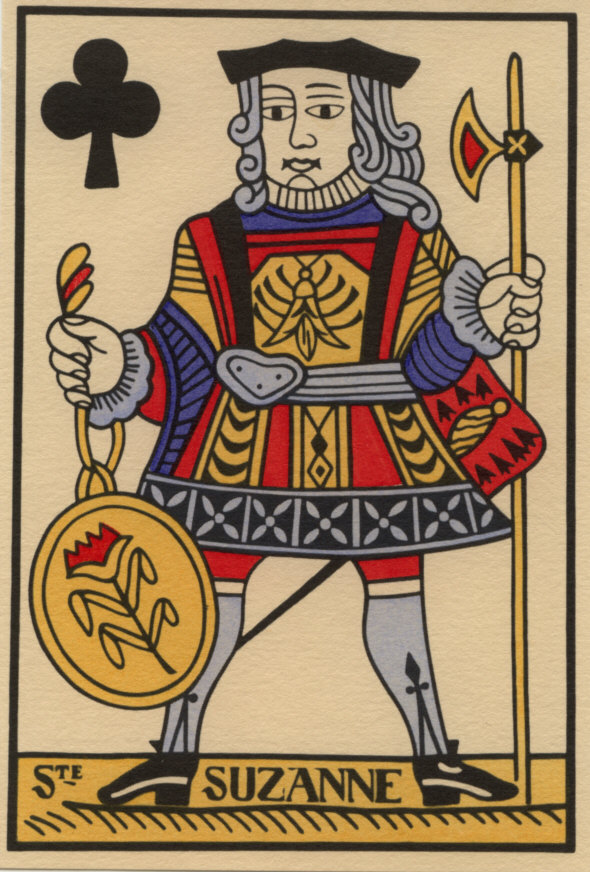
carte postale d'après carte dessinée par Jean-Yves Flornoy, Sainte-Suzanne

La Mayenne voit aussi le déclin de l'industrie du papier. Elle disparut au XIXe siècle, excepté aux papeteries de Sainte-Suzanne où elle végéta jusqu'en 1840. La papeterie de Sainte-Apollonie, élevée en 1830, à Entrammes, dans un îlot formé par la Mayenne, n'a eu que quelques années d'existence.
Les industries qui facilient les progrès agricoles sont encouragés. Le charbon du bassin houiller de Laval est exploité avant la révolution industrielle, l'activité est alors artisanale. C'est notamment le cas des mines d'anthracite, exploitées très activement de 1825 à 1840, car elles alimentent les fours à chaux.
L'industrie de la chaux s'accentua lors de son application à l'agriculture et de l'exploitation des mines d'anthracite de la Mayenne, en 1830. Elle comptait 88 fours, produisant 580 000 hectolitres, en 1831 ; 150 fours produisant 650 000 hectolitres en 1833 ; 177 fours en 1840, plus de 200 en 1845, produisant, avec un personnel de 3 000 ouvriers, 2 000 000 d'hectolitres, et donnant lieu à un mouvement annuel de fonds de près de 6 millions. Cet état de prospérité se maintint avec des variations jusque vers 1885, a décliné jusqu'en 1890, et est resté stationnaire à la fin du XIXe siècle pour ensuite rapidement décliner. La production annuelle, était en 1893 d'environ 1 517 152 hectolitres. L'industrie de la chaux qui, pendant plus d'un demi-siècle, a été si prospère dans le département de la Mayenne, a perdu beaucoup de son importance à la fin du XIXe siècle ; un grand nombre de fours ont été éteints et la production a diminué dans des proportions considérables. Il restait seules usines de Saint-Pierre-la-Cour et de Louverné, situées sur la ligne de Paris-Montparnasse à Brest.
L'anthracite a donné lieu à de nombreuses exploitations pour la plupart abandonnées à la fin du XIXe siècle ; celles de l'Huisserie, Montigné et du Genest-Saint-Isle sont restées plus longtemps en activité au XXe siècle. Les gisements d'anthracite, situés vers la base du Carbonifère inférieur (l’Huisserie, Montigné, Le Genest), ne possèdent, en général, qu'une couche unique, quelquefois très puissante, tandis que ceux qui occupent un niveau plus élevé (La Bazouge-de-Chemeré, La Baconnière, etc.) sont caractérisés par l'existence de couches de charbon, plus nombreuses, plus riches, mais parfois très-minces et se prêtant mal à une exploitation régulière.
Les premières fouilles minières, commencées en 1813 sur les limites de la Mayenne et de la Sarthe, abandonnées ensuite, furent reprises plus sérieusement en 1818. Puis successivement s'ouvrirent les mines : de Saint-Brice et d'Épineu-le-Séguin, 1822 et 1825 ; de la Bazouge-de-Chémeré, 1824 ; de Saint-Pierre-la-Cour, 1830 ; de l'Huisserie et de Cossé-en-Champagne, 1832 ; de la Baconnière, 1834 ; de Bazougers, 1838 ; du Genest, 1841 ; de Montigné, 1857.
Le XIXe siècle voit l'accord des premières véritables concessions et l'intensification des recherches, la production s'industrialise pour alimenter les fours à chaux de la région. La majorité des sociétés exploitantes disparaissent au début du XXe siècle et leurs droits sont cédés à des particuliers. Certains centres d'exploitations subsistent mais sont exploités de façon très irrégulière.
Plusieurs tentatives de relances ont lieu pendant et après la Première Guerre mondiale : la Balorais (1918-1921) dans la concession de Saint-Pierre-la-Cour, le puits no 2 de la concession du Genest-Saint-Isle jusqu'en 1925, Montigné jusqu'en 1923, le puits de la Baudonnière jusqu'en 1928 à la concession de La Bazouge-de-Chemeré et à Montfroux (1924-1925).

Mines de charbon du XIXe siècle en Mayenne.
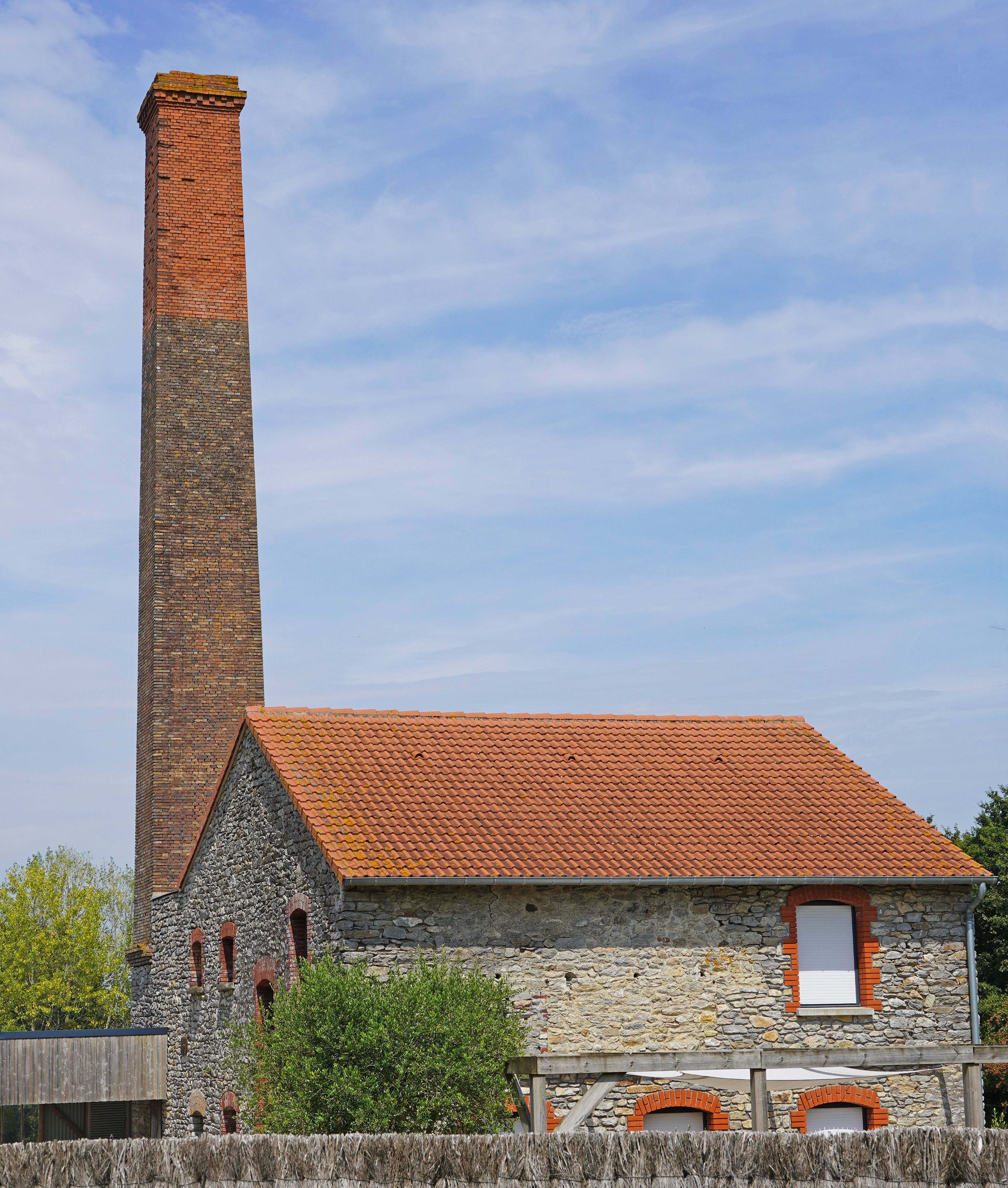
Mine de la Balorais (Saint-Pierre-la-Cour).
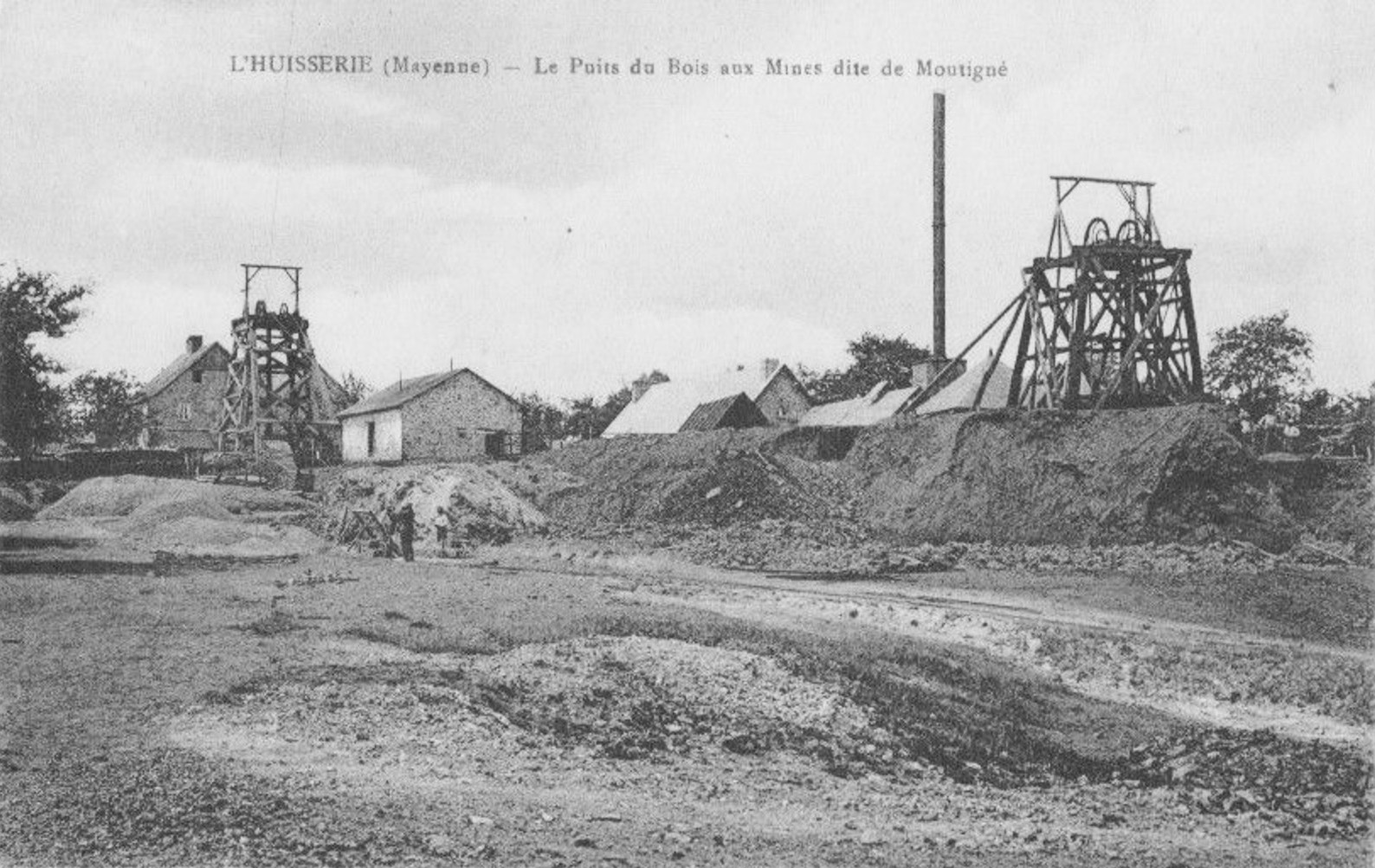
Puits du Bois à Montigné.
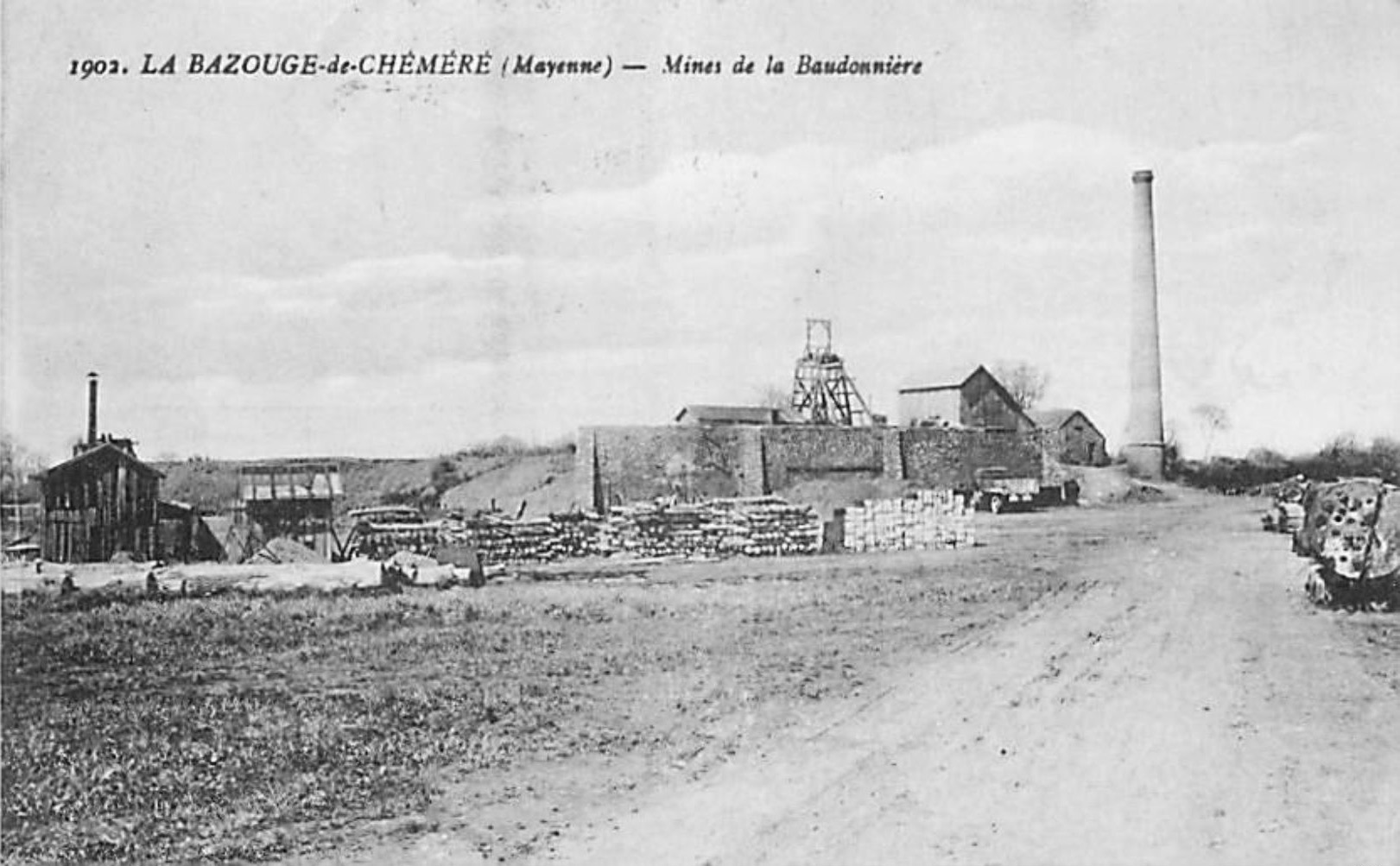
Le puits de la Baudonnière des mines de La Bazouge-de-Chemeré.
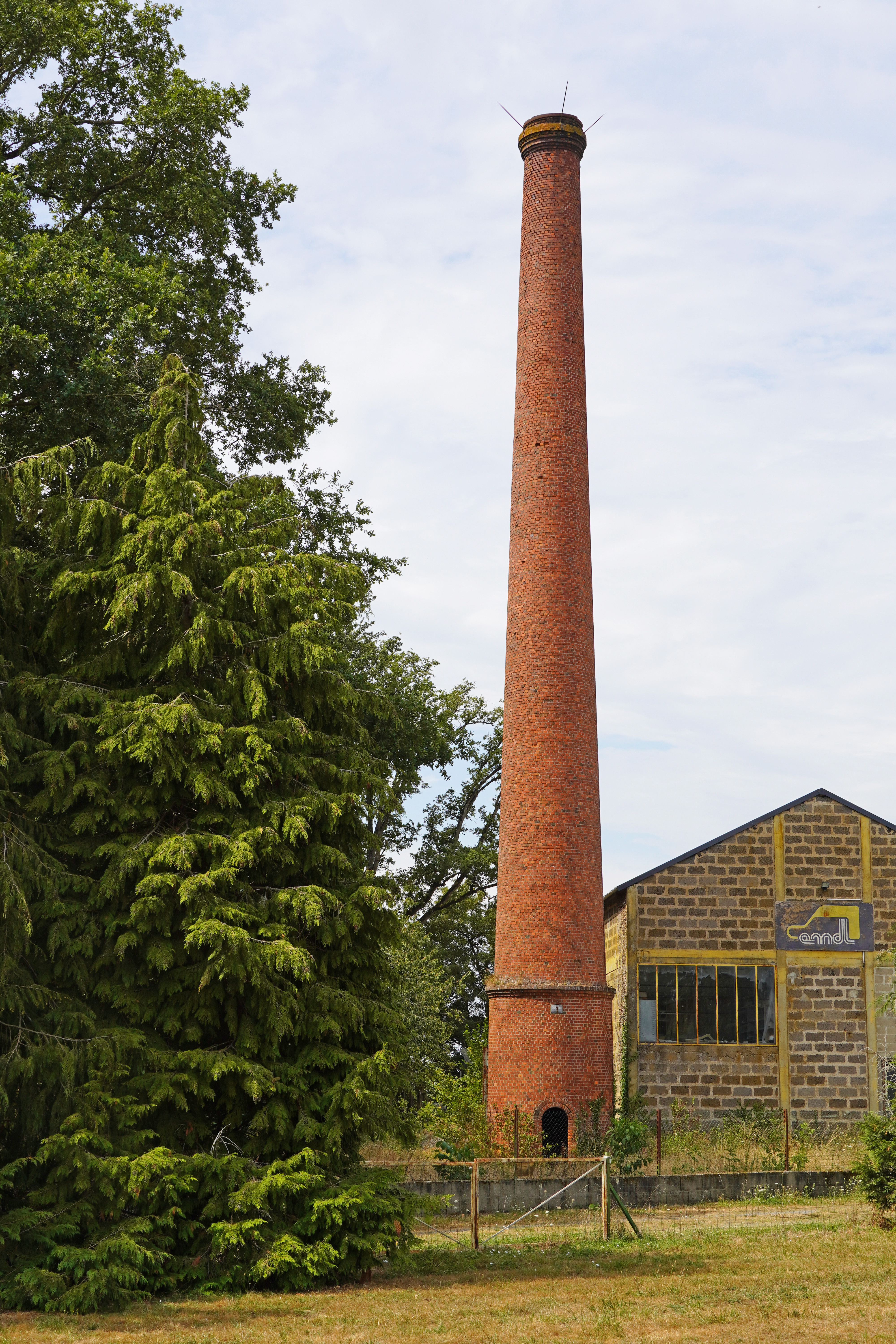
Cheminée subsistante.

L'industrie ardoisière, signalée dès le XVe siècle sur divers points, se divise, depuis l'abandon des carrières de Saint-Germain-de-Coulamer en 1886, en deux groupes : celui de Renazé et celui de Chattemoue. Le bassin ardoisier Anjou-Mayenne connais également une forte activité en parallèle, notamment par les ardoisières de Renazé et les ardoisières de Chattemoue.

Les chevalements des ardoisières de Renazé.
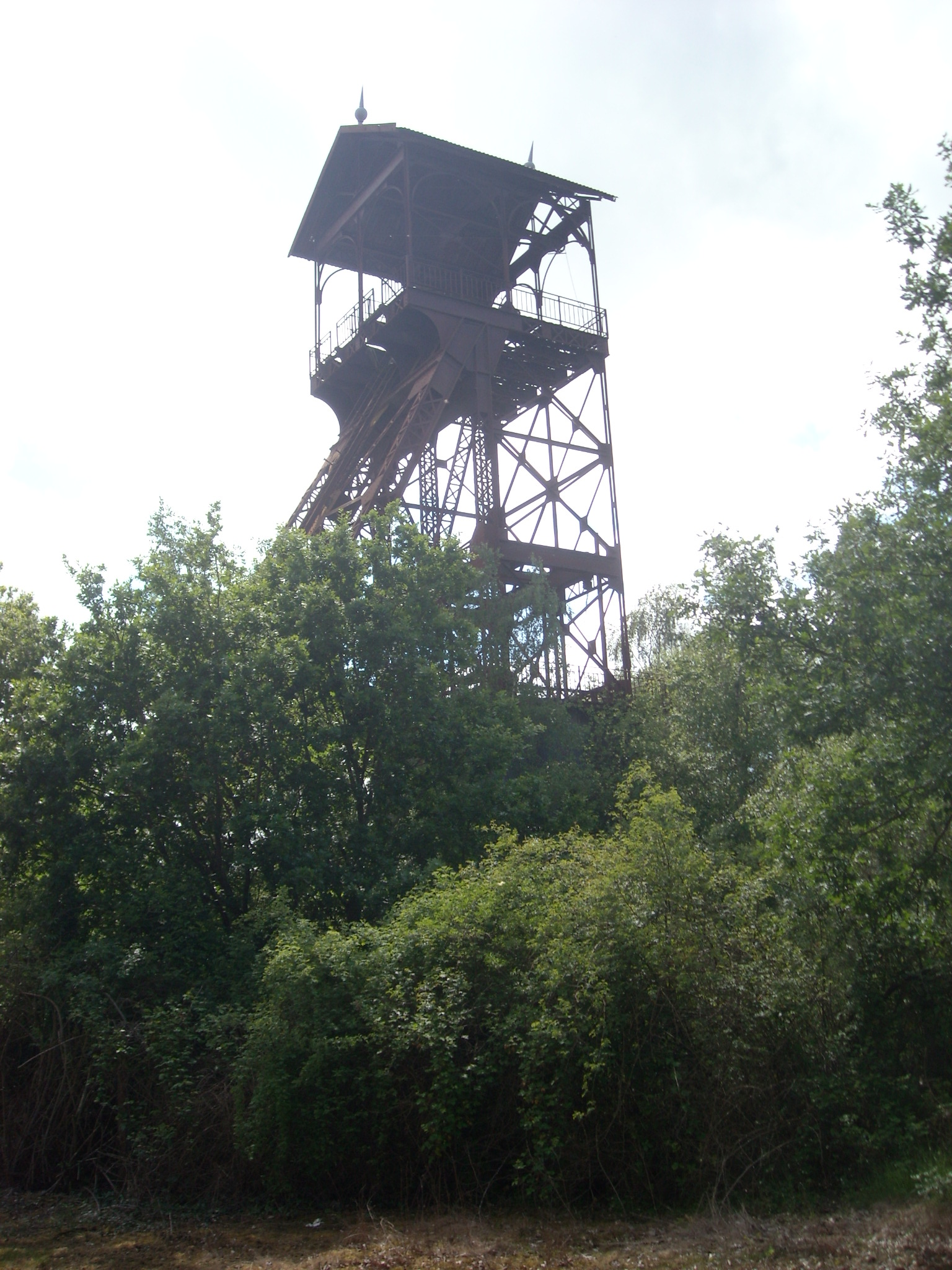
Puits Saint-Aignan.
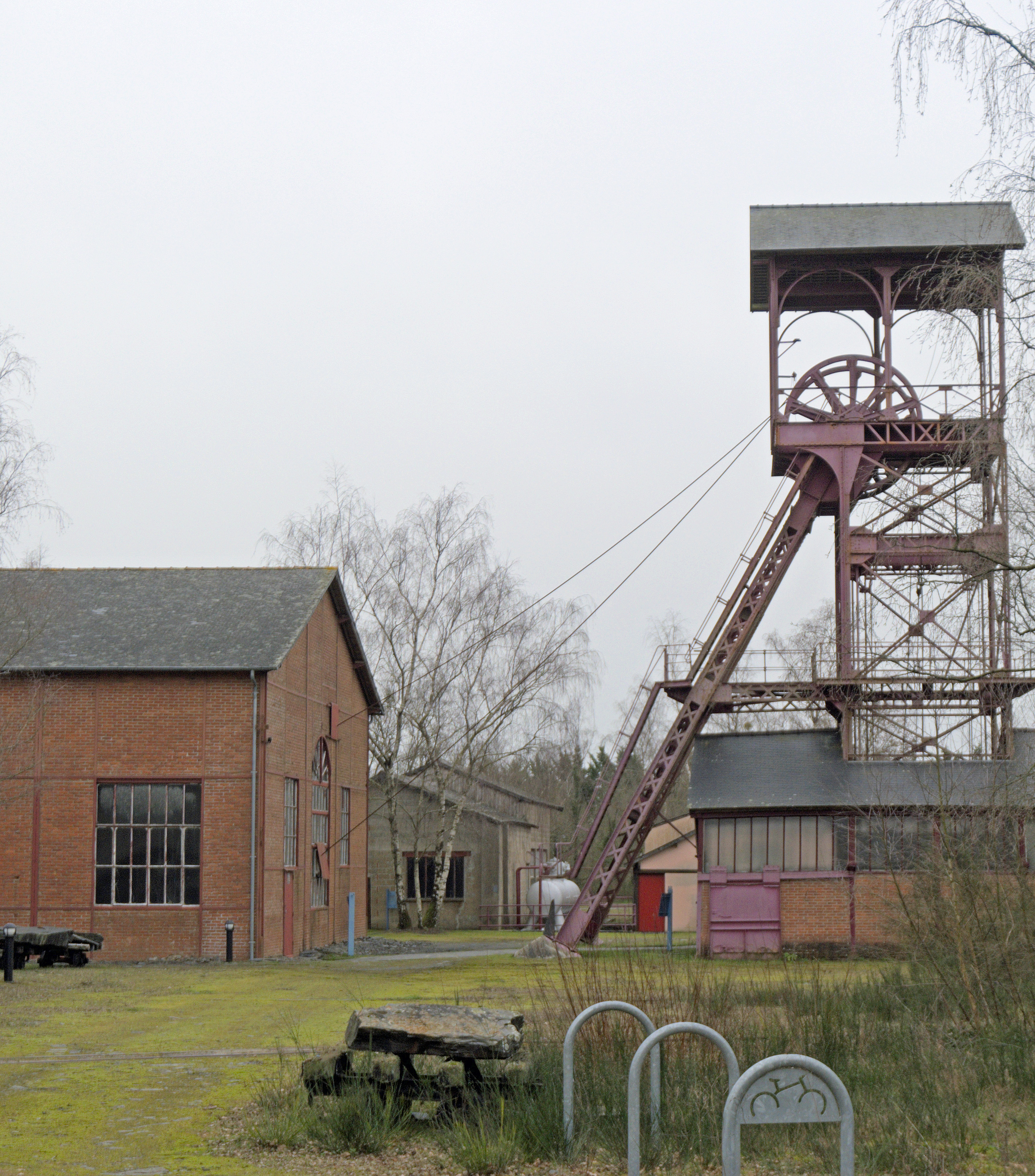
Puits de Longchamps.
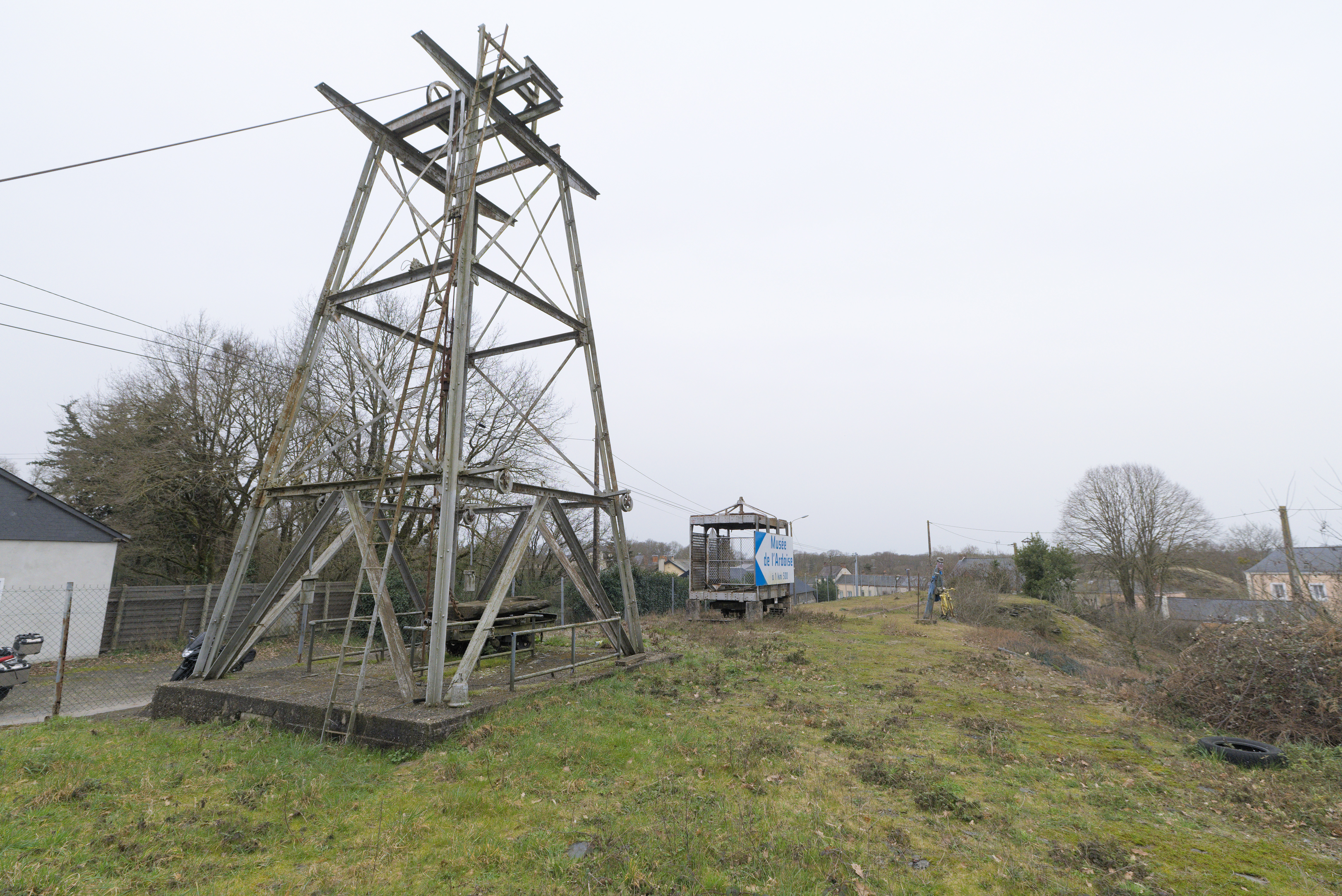
Puits de Laubinière.

Chattemoue, qui avait maintenu une production annuelle de 12 à 15 millions d'ardoises de 1840 à 1880, s'est relevé après une stagnation de plusieurs années et occupe à la fin du XIXe siècle 160 ouvriers. La gare de Chattemoue a expédié 154 tonnes d'ardoises ou de dallages en 1900, et 103 en 1901. La production du groupe de Renazé, de 12 millions d'ardoises en 1840, s'élève à 55 millions en 1882 ; à 60 millions en 1883 et 1884 ; à une moyenne de 80 à 87 millions, de 1885 à 1890 ; 32 000 tonnes d'ardoises ont été expédiées en gare de Renazé en 1900, et 23 569 en 1901.
Parmi les nombreuses carrières existant dans la Mayenne, les plus importantes du département à la fin du XIXe siècle s'exploitent à Orgères.
Les principales carrières de Marbre en exploitation sont à la fin du XIXe siècle, celles de Louverné, occupant dix ouvriers, et de Bouère, occupant de vingt-cinq à trente ouvriers. Le sciage et le polissage se font à l'usine de Cumont et à Sablé.

## Historien de la Mayenne
- Alphonse-Victor Angot
- Michel Denis
- Grosse-Duperon
- Louis de Farcy
- Paul de Farcy
- Ferdinand Gaugain
- Stéphane Hiland
- Pierre Le Baud
- Jules Le Fizelier
- Charles Maucourt de Bourjolly
- Louis-Julien Morin de la Beauluère
- Dom Piolin